# Polen
Polen (polnisch Polskaⓘ [ˈpɔlska], amtlich Republik Polen, polnisch Rzeczpospolita Polskaⓘ [ʐɛʈ͡ʂpɔsˈpɔlita ˈpɔlska]) ist eine parlamentarische Republik in Mitteleuropa. Hauptstadt des Landes ist Warschau (polnisch Warszawa), größter Ballungsraum die Metropolregion (GZM) um Kattowitz (Katowice). Weitere Städte mit über 400,000 Einwohnern sind Krakau (Kraków), Lodz (Łódź), Breslau (Wrocław), Posen (Poznań) und Danzig (Gdańsk). Polen ist ein in 16 Woiwodschaften gegliederter Einheitsstaat. Mit einer Größe von 312,696 Quadratkilometern ist Polen das sechstgrößte Land der Europäischen Union und mit 38,18 Millionen Einwohnern das fünftbevölkerungsreichste. Es herrscht vorwiegend das ozeanische Klima im Norden und Westen sowie das kontinentale Klima im Süden und Osten des Landes.
Im frühen Mittelalter siedelten sich im Zuge der Völkerwanderung Stämme der westlichen Polanen in Teilen des heutigen Staatsgebietes an. Eine erste urkundliche Erwähnung fand im Jahr 966 unter dem ersten historisch bezeugten polnischen Herzog Mieszko I. statt, welcher das Land dem Christentum öffnete. 1025 wurde das Königreich Polen gegründet, bis es sich 1569 durch die Union von Lublin mit dem Großfürstentum Litauen zur Königlichen Republik Polen-Litauen vereinigte und zu einem der größten und einflussreichsten Staaten in Europa wurde. In dieser Zeit entstand 1791 die erste moderne Verfassung Europas.
Durch die drei Teilungen Polens Ende des 18. Jahrhunderts von den Nachbarstaaten seiner Souveränität beraubt, erlangte Polen mit dem Friedensvertrag von Versailles seine Unabhängigkeit 1918 zurück. Der Einmarsch des Deutschen Reiches und der Sowjetunion am Beginn des Zweiten Weltkrieges und deren Besatzungsherrschaft kostete Millionen polnischer Bürger, insbesondere Juden, das Leben. Infolge des Krieges kam es 1945 zur Westverschiebung Polens, das fortan als Volksrepublik Polen unter sowjetischem Einfluss stand. 1989 erlebte das Land, insbesondere dank der Solidarność-Bewegung, mit der Wende in Polen bzw. der Errichtung der Dritten Polnische Republik einen politischen und wirtschaftlichen Systemwechsel. Seit 2004 ist Polen Mitglied der Europäischen Union.
Von 2004 bis 2023 entwickelte sich Polens Wirtschaft bemerkenswert. Nach dem EU-Beitritt 2004 erlebte das Land ein starkes Wirtschaftswachstum, getrieben durch Investitionen, Exporte und EU-Fördermittel. Das BIP pro Kopf stieg deutlich an, die Arbeitslosigkeit sank. Polen überstand die globale Finanzkrise 2008 relativ gut und war das einzige EU-Land ohne Rezession. Die Wirtschaft diversifizierte sich mit wachsenden Dienstleistungs- und Technologiesektoren. Das starke Wirtschaftswachstum und die sinkende Arbeitslosigkeit führten zu einem allgemeinen Anstieg des Lebensstandards und einer Vergrößerung der Mittelschicht. Viele Polen profitierten von höheren Löhnen und besseren Beschäftigungsmöglichkeiten, insbesondere in den wachsenden Dienstleistungs- und Technologiesektoren.
2023 konnte in den Parlamentswahlen die liberal-konservative Bürgerkoalition unter Führung von Donald Tusk die Mehrheit erringen. Die neue Regierung Tusk initiierte Reformen zur Stärkung der Unabhängigkeit der Justiz und setzte sich für die Wiederherstellung der Rechtsstaatlichkeit ein. Dies führte zu einer Verbesserung der Beziehungen zur EU und der Freigabe von 137 Milliarden Euro an EU-Mitteln. Polen wendet sich damit von der autoritären Politik der vorherigen PiS-Regierung ab und strebt nach einer stärkeren Integration in die EU unter Tusk.
Gemessen am Bruttoinlandsprodukt ist je nach Berechnungsweise Polen auf Platz 22 bzw. 19 der größten Volkswirtschaften der Erde. Das Entwicklungsprogramm der Vereinten Nationen zählt Polen zu den Ländern mit sehr hoher menschlicher Entwicklung. Zwischen west- und osteuropäischen Kulturräumen gelegen und durch eine wechselhafte Geschichte geprägt, entwickelte das Land ein reiches kulturelles Erbe. Polen ist Mitglied der Vereinten Nationen, der OSZE, der NATO, des Europarates und der Europäischen Union.

## Geographie
|                 |                       |
| Physische Karte | Lage Polens in Europa |

### Überblick

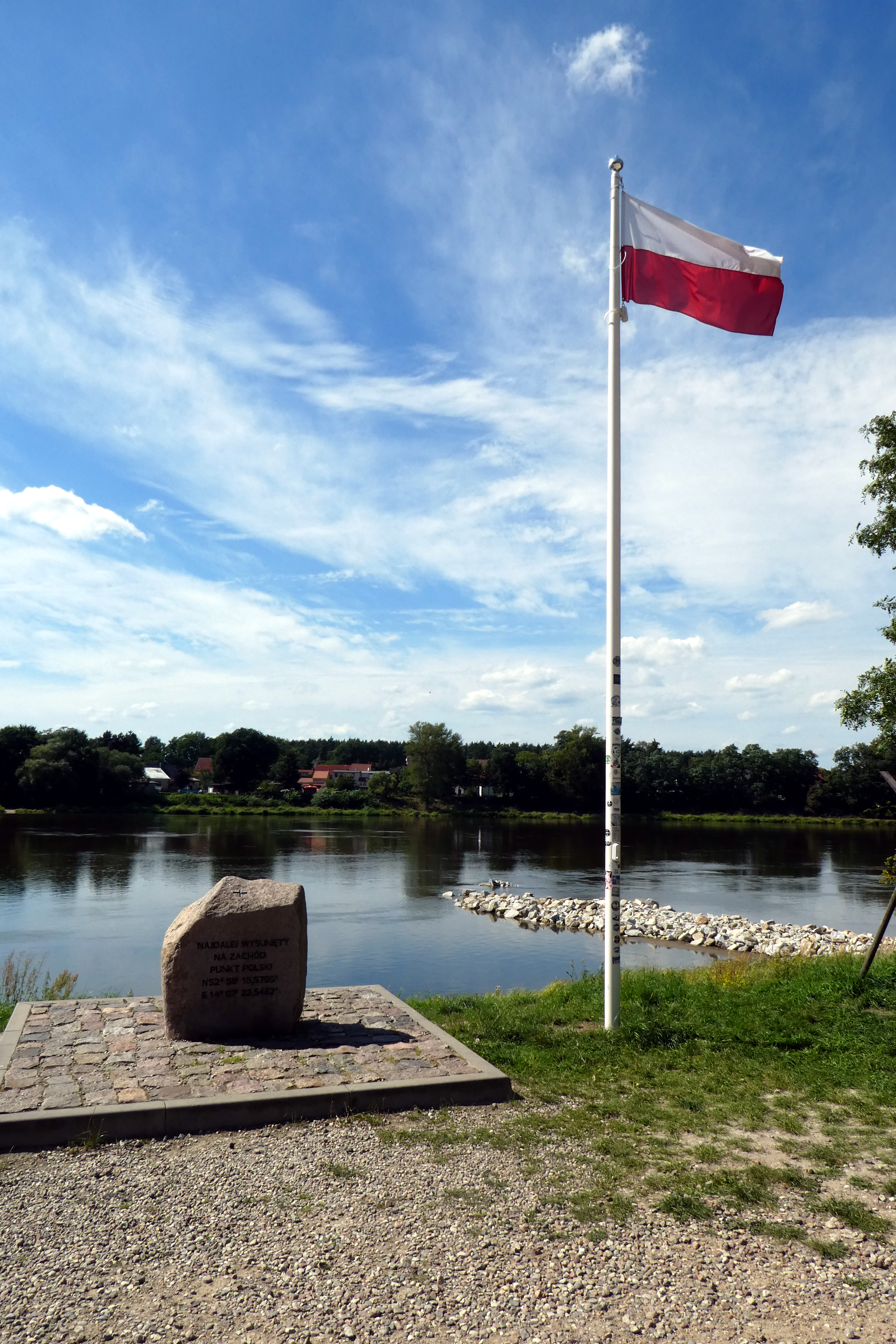
Der westlichste Punkt Polens in der Gemeinde Cedynia

Polens Staatsgebiet bedeckt eine Fläche von 312.696 km². Polen ist damit das neuntgrößte Land in Europa sowie das achtgrößte Land gemessen nach der Bevölkerungszahl. Weltweit belegt es entsprechend die Plätze 70 und 35. Zum Staatsgebiet Polens gehört auch im Festlandsockel das Küstenmeer sowie die Anschlusszone in der Ostsee.
Insgesamt hat Polen 3583 Kilometer Staatsgrenze, 524 Kilometer davon in der Ostsee. Auf 1221 Kilometer verläuft die Grenze an Flüssen. Insgesamt grenzt Polen an sieben Staaten und ist damit eines der Länder mit den meisten europäischen Nachbarländern. Im Norden grenzt es an
- die Ostsee (440 km) und
- die russische Oblast Kaliningrad (Landgrenze 210 km und Seegrenze 22 km),

im Osten an
- Litauen (104 km),
- Belarus (418 km) und
- die Ukraine (535 km),

im Süden an
- die Slowakei (541 km) und
- Tschechien (796 km) und

im Westen an
- Deutschland (Landgrenze 467 km und Seegrenze 22 km).

Nördlichster Punkt Polens ist das Kap Rozewie, südlichster der Gipfel des Opołonek in den Bieszczady. Die Entfernung zwischen den beiden Punkten beträgt 649 Kilometer. Der westlichste Punkt liegt in der Gemeinde Cedynia, das östliche Pendant ist das Knie des Bug in der Gemeinde Horodło, 689 Kilometer entfernt. Im Winter ist der Tag im Norden Polens um mehr als eine Stunde kürzer als im Süden, im Sommer ist entsprechend der Tag im Süden kürzer als im Norden. Am Tag der Tagundnachtgleiche geht die Sonne in Ostpolen um ca. 40 Minuten früher auf und unter als im Westen. Polen liegt in der Mitteleuropäischen Zeitzone, deren Mitte der Meridian 15°, der durch die westlichen Woiwodschaften Polens verläuft. Der Gradnetzmittelpunkt liegt bei Ozorków, der Schwerpunkt weicht geringfügig davon ab. Der geographische Mittelpunkt wird mit Piątek in der Woiwodschaft Łódź angegeben.

### Relief

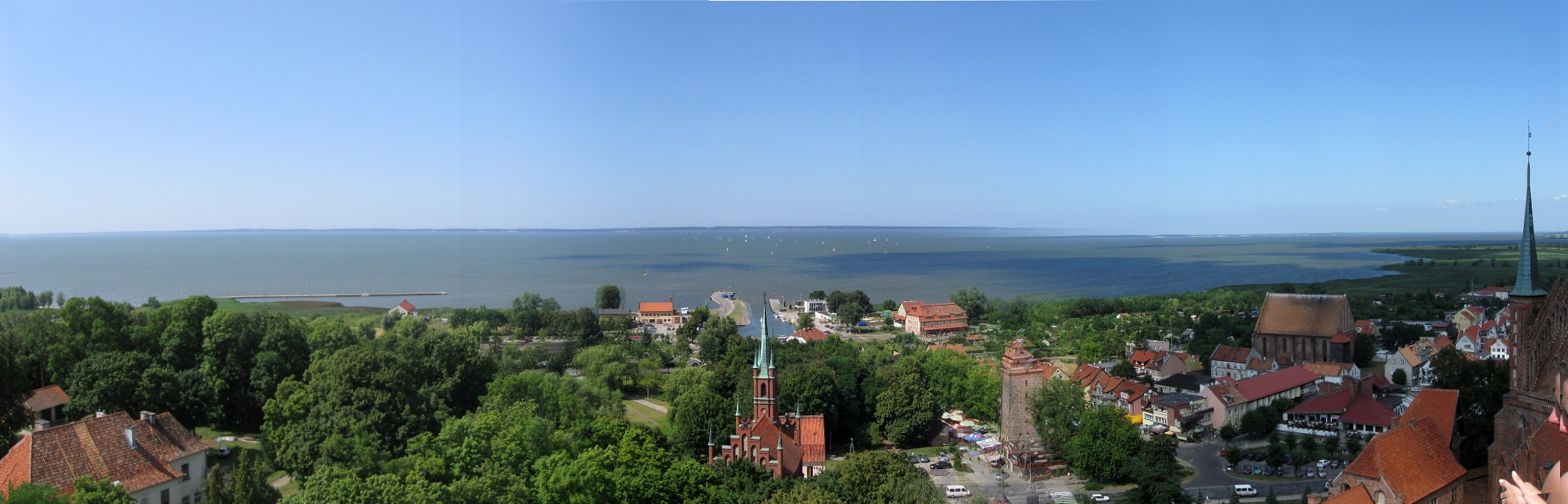
Frisches Haff bei Frombork

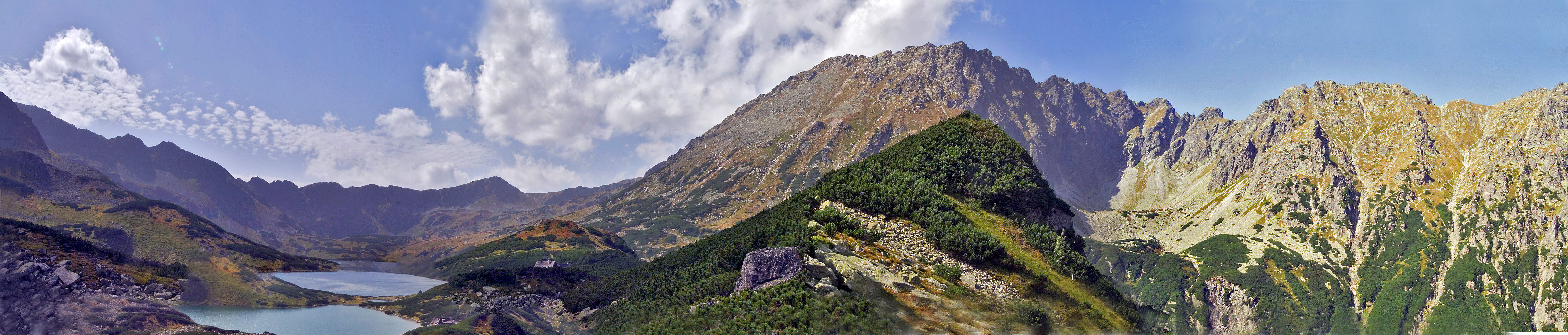
Hochgebirge der Hohen Tatra – die Täler Roztoka und Fünf-Polnische-Seen-Tal von Świstówka Roztocka

Das Gebiet Polens kann in sechs geographische Räume eingeteilt werden. Von Nord nach Süd sind dies: die Küstengebiete, die Rückenlandschaften, das Tiefland, die Hochländer, die Vorgebirge und die Gebirge. Die Übergänge zwischen den einzelnen Gebieten sind dabei fließend und werden in der Literatur leicht abweichend abgegrenzt.
Die Küste verläuft im Norden Polens an der Ostsee. Die Küstenniederungen sind schmal und um das Stettiner und das Frische Haff zungenförmig ausgeweitet. Die Landschaften bestehen aus flachen, breiten Tälern und ausgedehnten Grundmoränenplatten. Vor allem sandige, lehmhaltige und Moorböden dominieren die Bodenarten.
Die Rückenlandschaft ist während der Eiszeiten entstanden, was sich durch die Gestaltung durch End- und Grundmoränen zeigt. Davon setzt sich deutlich die Sanderfläche im südöstlichen Teil ab. Hier befinden sich die großen polnischen Seenplatten, die in der letzten Eiszeit gestaltet wurden.
Zu den zusammenhängenden Tieflandgebieten zählen die Schlesische Tiefebene, die Nord- und Mittelmasowische Tiefebene sowie das Tiefland Südpodlachiens. Sie sind Teil der Mitteleuropäischen Tiefebene. Durch diese verlaufen die Urstromtäler der Weichsel, Warthe und Oder.
Die polnischen Hochländer können in drei Hauptgebiete unterschieden werden, das Schlesisch-Krakauer im Süden, das sich östlich daran anschließende Kleinpolnische und das Lubliner Hochland im Südosten. Das Roztocze wird teilweise zu letzterem gerechnet und teilweise als eigenständiges Hochland angesehen.
Zu den Vorgebirgslandschaften zählen das Schlesische Tiefland und die Beckenlandschaft der Vorkarpaten. Unterschieden wird hier das Ostrauer Becken, das Auschwitzer Becken, das Krakauer Tor und das Sandomirer Becken. Hierbei handelt es sich um nährstoffreiche Lößböden, die zu den besten Ackerflächen in Polen gehören.
Im Süden Polens befinden sich die polnischen Mittelgebirge, der Krakau-Tschenstochauer Jura im südlichen Zentralpolen, das Heiligkreuzgebirge östlich hiervon, die Beskiden und Pieninen im Süden, die Waldkarpaten und Bieszczady im Südosten und die Sudeten mit dem Isergebirge, Riesengebirge und dem Glatzer Hochland im Südwesten. Zwischen Sudeten und Karpaten liegt die Mährische Pforte.
Das einzige Gebirge mit Hochgebirgscharakter und gleichzeitig die höchste Erhebung des Landes ist die Tatra mit der Hohen Tatra und der Westtatra. Die Tatra ist ein geologisch sehr vielseitiges Hochgebirge. Alle der über 70 polnischen Zweitausender befinden sich hier.

### Geologie

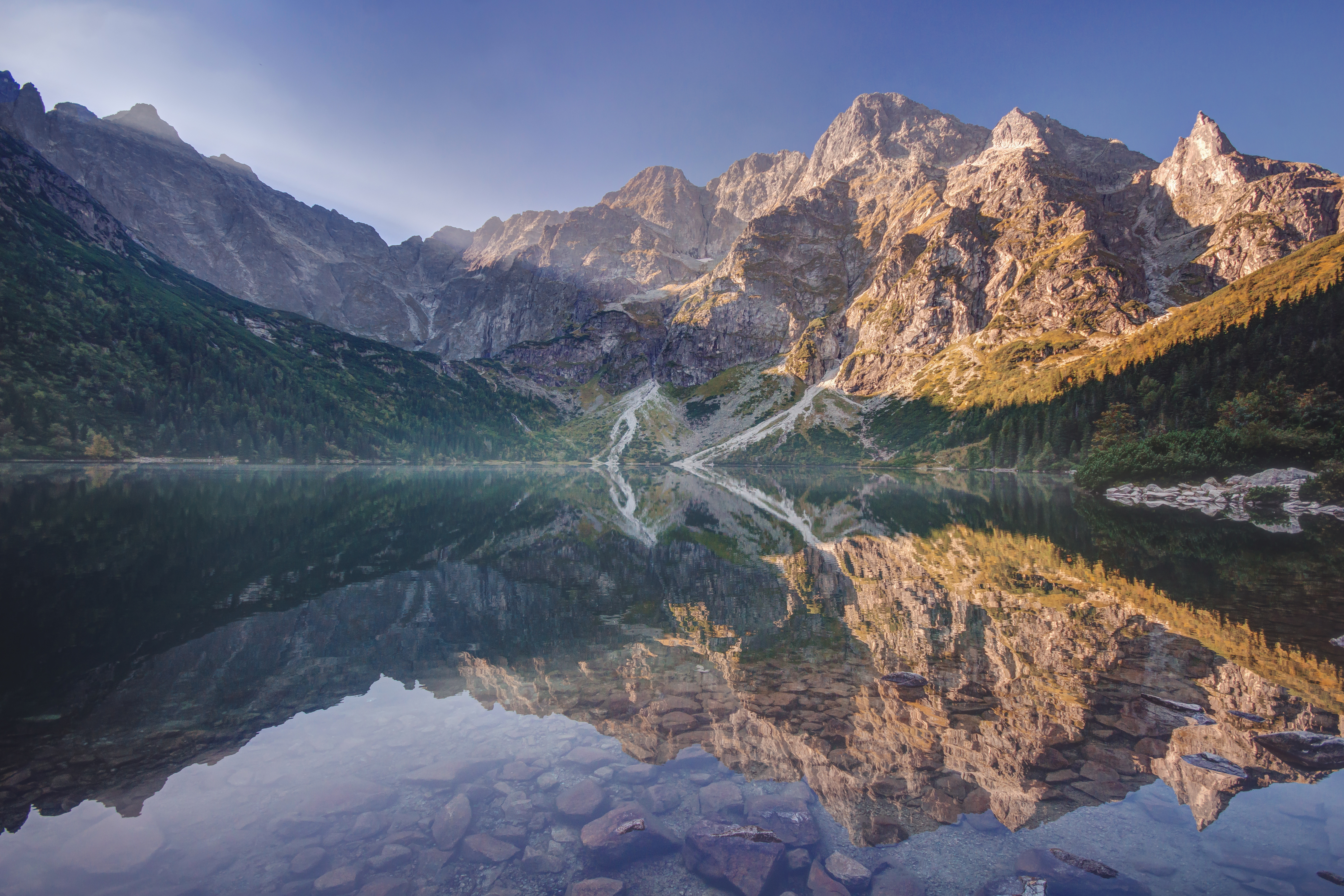
Granitfelsen in der Hohen Tatra, Mengsdorfer Spitzen über dem Meerauge

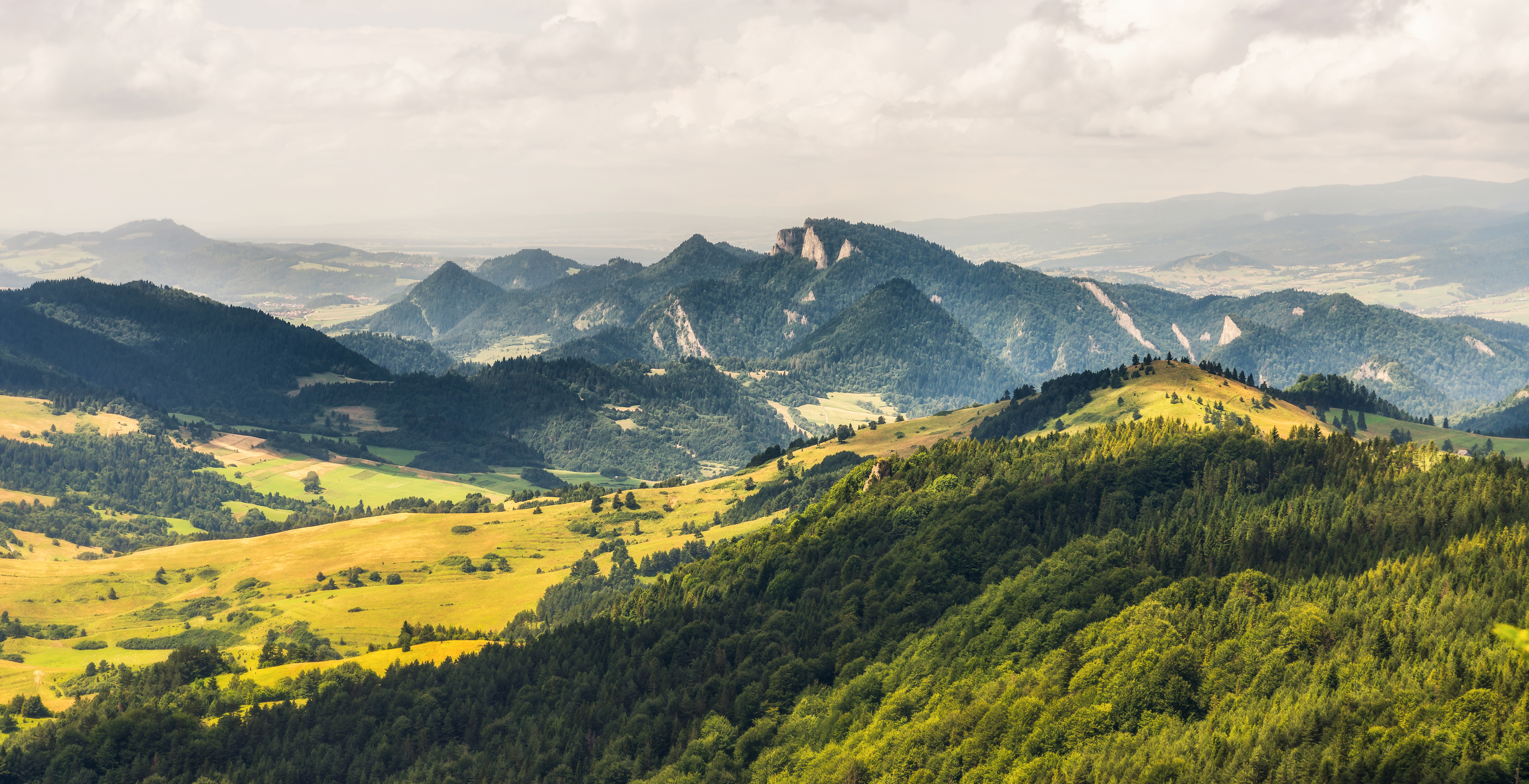
Kalkfelsen des Pieninen-Felsengürtels, der die Äußeren von den Inneren Karpaten trennt

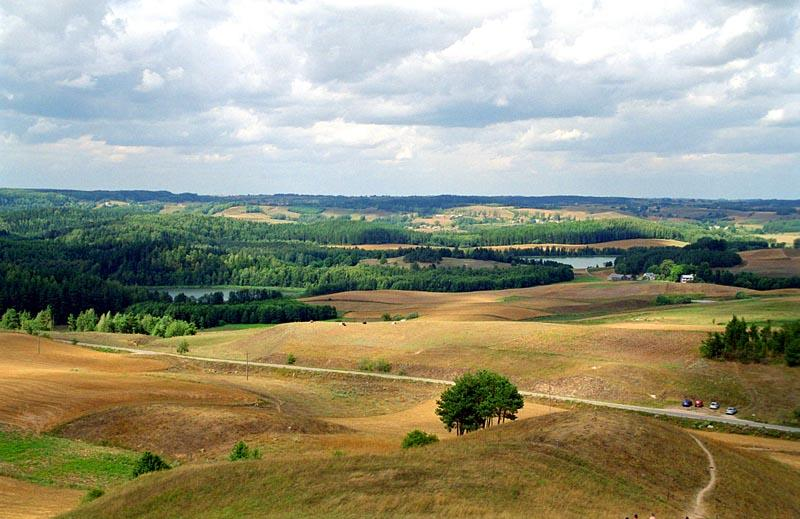
Postglaziale Moränenlandschaft der Suwalszczyzna

Der tiefere Untergrund Polens wird von einem Mosaik verschiedener Krustensegmente unterschiedlicher Herkunft und Zusammensetzung aufgebaut. Zwar treten die älteren Bestandteile nur in den südlichen Randbereichen des Landes auf, weil große Flächen in Nord- und Zentralpolen von jungen Sedimenten bedeckt sind; durch Tiefbohrungen ist aber auch in diesen Bereichen der Aufbau des Untergrundes bekannt.
Grundgebirge
Nordöstlich einer Linie, die durch die Orte Ustka an der Ostsee und Lublin markiert wird, stehen im Untergrund Gesteine an, welche die südwestliche Fortsetzung des Kontinents Baltica bilden. Es sind hochmetamorphe Gneise und Granulite, die während der Svekofennidischen Orogenese vor 1,8 Milliarden Jahren letztmals deformiert wurden. Diese Gesteine wurden vor 1,5 Milliarden Jahren von Anorthositen und Rapakivi-Graniten intrudiert und unterlagen in der Folgezeit einer langsamen Abtragung. Ab dem Kambrium war dieser alte Kraton, der Baltische Schild, von einem Flachmeer bedeckt, dessen geringmächtige Ablagerungen sich bis ins Silur nachweisen lassen.
Südwestlich an den Baltischen Schild schließt sich die 100 bis 200 km breite Zone der Kaledoniden an. Die Grenzzone zwischen den Kaledoniden und dem Baltischen Schild, die Tornquistzone, lässt sich von Dänemark bis in die Dobrudscha verfolgen. Die Gesteine des kaledonischen Gebirgszuges entstanden am Nordrand Gondwanas und wurden von diesem am Ende des Kambriums als langgestreckter, schmaler Mikrokontinent mit dem Namen Avalonia abgespalten. Der als Tornquist-Ozean bezeichnete Meeresraum zwischen Avalonia und Baltica wurde bis zum Oberordovizium subduziert, wodurch es zur Kollision und Gebirgsbildung kam. Im nördlichen Heiligkreuzgebirge (Lysagoriden) findet man kaledonisch deformierte Schelfsedimente des Baltischen Schildes, wohingegen der südliche Teil (Kielciden) präkambrische Gesteine enthält, die ursprünglich Teile Gondwanas waren. Auch das Małopolska-Massiv im Südwesten des Heiligkreuzgebirges ist gondwanidischen Ursprungs, allerdings driftete es unabhängig von Avalonia nach Norden und gelangte erst im Rahmen von Seitenverschiebungen bei der jüngeren, variszischen Orogenese in seine heutige Position.
Die dritte große Baueinheit wird von den variszisch deformierten Sudeten gebildet. Im frühen Ordovizium löste sich eine weitere Gruppe von Mikrokontinenten vom Nordrand Gondwanas und driftete durch die Subduktion des Rheischen Ozeans auf Baltica zu. Diese Kleinkontinente, zu denen die Böhmische Masse und das Saxothuringikum gehören, kollidierten im Mittel- und Oberdevon mit dem Südrand Balticas. Dabei entstanden auf polnischem Gebiet die Westsudeten (auch Lugikum genannt) mit ihren hochgradig metamorphen Paragneis-Folgen, in die die Granite des Iser- und Riesengebirges eindrangen. Schon im Karbon wurden abgesunkene Teile des variszischen Gebirges von ausgedehnten, baumbestandenen Niedermooren eingenommen, die heute in den Flözen des Oberschlesischen Steinkohlereviers dokumentiert sind.
Das jüngste Gebirge ist im südlichen Polen in den Karpaten aufgeschlossen. Im Eozän hatte sich die Tethys geschlossen und die Adriatische Platte, ein Sporn Gondwanas, kollidierte mit dem Südrand Europas. Im polnischen Anteil der Karpaten wurden Sedimentgesteine des Mesozoikums und des Paläogens nach Norden auf das ältere Grundgebirge überschoben.
Deckgebirge
Im Perm begann im heutigen Zentralpolen eine kontinuierliche Absenkung des gefalteten Untergrundes, so dass dort bis zu 10 km mächtige Sedimentgesteinsschichten abgelagert wurden. Im Rotliegenden enthalten die Ablagerungen noch Gesteine vulkanischen Ursprungs, aber ab dem Zechstein herrschten marine Bedingungen vor; in abgeschnürten Lagunen kam es auch zur Bildung von Steinsalz. Im Buntsandstein zog sich das Meer zurück und es wurden bis zu 1400 m kontinentale Sande abgelagert. Danach wurde das Gebiet bis zum Ende des Mesozoikums vorwiegend von einem Flachmeer bedeckt, in dem Kalksteine und Tone zur Ablagerung kamen. Auch das ältere Grundgebirge (Heiligkreuzgebirge und Sudeten) war bis zum Ende der Kreide von diesen jungen Sedimenten bedeckt. Erst im frühen Paläogen vor etwa 55 Millionen Jahren kam es zu einer Heraushebung der alten Gebirgsmassive. In Zentralpolen wurden während des Paläogens und Neogens nur etwa 250 m Sande und Tone abgelagert. Weite Bereiche des polnischen Tieflandes liegen unter einer nahezu geschlossenen Decke von Moränenmaterial sowie Kiesen und Sanden, die von den Gletschern der letzten Eiszeit aus Skandinavien herantransportiert wurden.

#### Flüsse

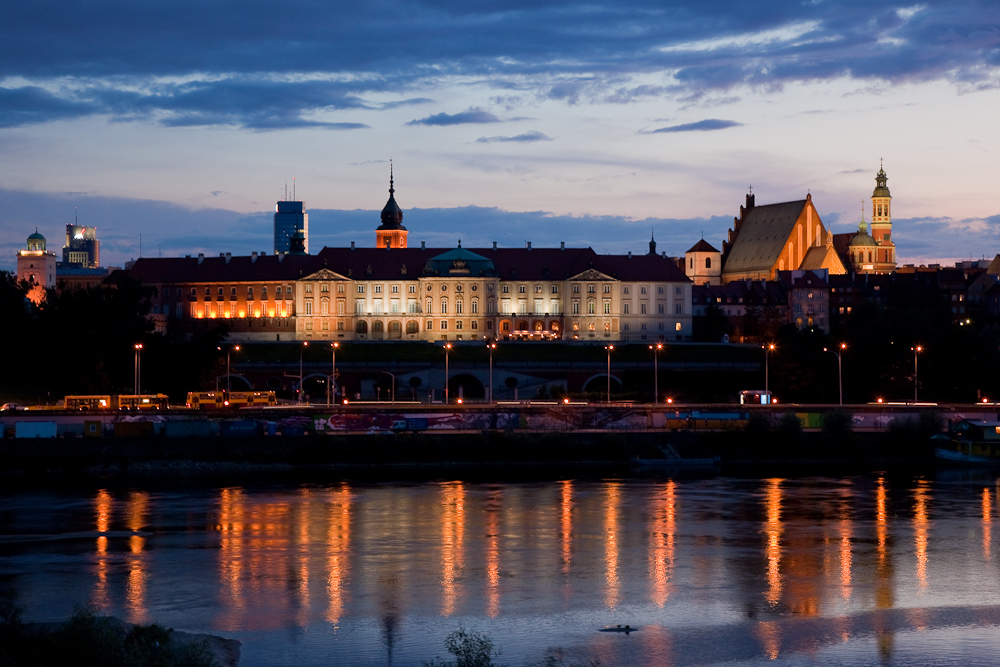
Die Weichsel in Warschau

Die längsten Flüsse sind die Weichsel (Wisła) mit 1022 km, der Grenzfluss Oder (Odra) mit 840 km, die Warthe (Warta) mit 795 km und der Bug mit 774 km. Der Bug verläuft entlang der polnischen Ostgrenze. Die Weichsel und die Oder münden, wie zahlreiche kleinere Flüsse in Pommern, in die Ostsee. Die beiden Flüsse bestimmen das hydrographisch-fluviatile Gefüge Polens. Die Alle (Łyna) und die Angrapa (Węgorapa) fließen über den Pregel und die Hańcza über die Memel in die Ostsee. Daneben entwässern einige kleinere Flüsse, wie die Iser in den Sudeten, über die Elbe in die Nordsee. Die Arwa aus den Beskiden fließt über die Waag und die Donau (Dunaj), genauso wie einige kleinere Flüsse aus den Waldkarpaten, über den Dnister ins Schwarze Meer. Pro Jahr fließen 58,6 km³ Wasser ab, davon 24,6 km³ als Oberflächenabfluss.
Die polnischen Flüsse wurden schon sehr früh zur Schifffahrt genutzt. Bereits die Wikinger befuhren während ihrer Raubzüge durch Europa mit ihren Langschiffen die Weichsel und die Oder. Im Mittelalter und der Neuzeit, als Polen-Litauen die Kornkammer Europas war, gewann die Verschiffung von Agrarprodukten auf der Weichsel in Richtung Danzig (Gdańsk) und weiter nach Westeuropa eine sehr große Bedeutung, wovon noch viele Renaissance- und Barockspeicher in den Städten entlang des Flusses zeugen.

#### Seen

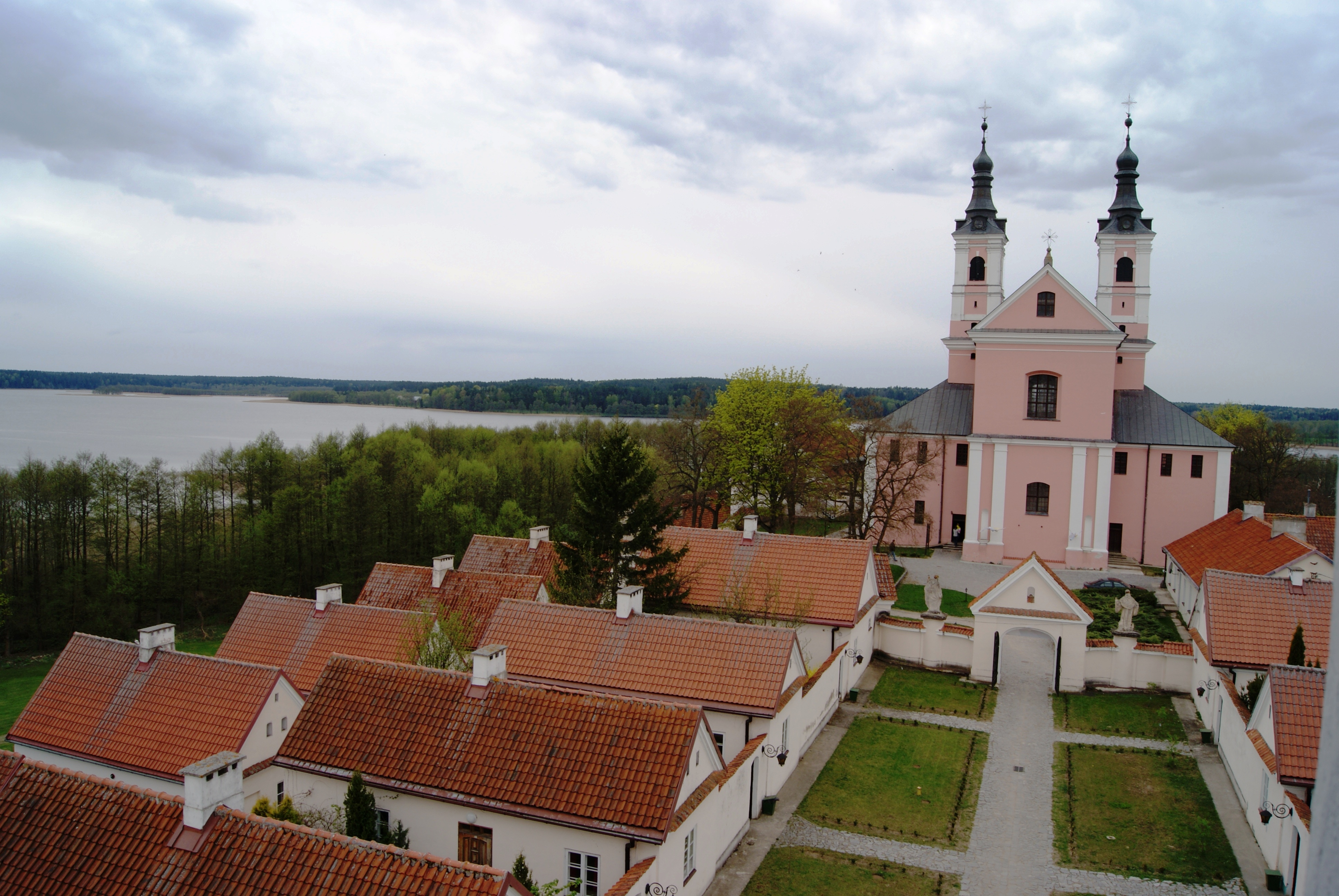
Wigry-See in Podlachien

Polen gehört mit 9300 geschlossenen Gewässern, deren Fläche einen Hektar überschreitet, zu den seenreichsten Ländern der Welt. In Europa weist nur Finnland mehr Seen pro km² als Polen auf. Die größten Seen mit über 100 km² Fläche sind Śniardwy (Spirdingsee) und Mamry (Mauersee) in Masuren sowie das Jezioro Łebsko (Lebasee) und das Jezioro Drawsko (Dratzigsee) in Pommern. Neben den Seenplatten im Norden (Masuren, Pommern, Kaschubei, Großpolen) gibt es auch eine hohe Anzahl an Bergseen in der Tatra, von denen das Morskie Oko der flächenmäßig größte ist. Der mit 113 m tiefste See ist der Hańcza-See in der Seenplatte von Wigry, östlich von Masuren in der Woiwodschaft Podlachien. Gefolgt wird er von dem Drawsko mit 83 m sowie dem Bergsee Wielki Staw Polski (dt. Großer Polnischer See) im „Tal der fünf polnischen Seen“ mit 79 m.
Zu den ersten Seen, deren Ufer besiedelt wurden, gehören die der Großpolnischen Seenplatte. Die Pfahlbausiedlung von Biskupin, die von mehr als 1000 Menschen bewohnt wurde, gründeten bereits vor dem 7. Jahrhundert v. Chr. Angehörige der Lausitzer Kultur. Die Vorfahren der heutigen Polen, die Polanen, bauten ihre ersten Burgen auf Seeinseln (ostrów). Der legendäre Fürst Popiel soll im 8. Jahrhundert von Kruszwica am Goplo-See regiert haben. Der erste historisch belegte Herrscher Polens, Herzog Mieszko I., hatte seinen Palast auf einer Wartheinsel in Posen.

#### Küste

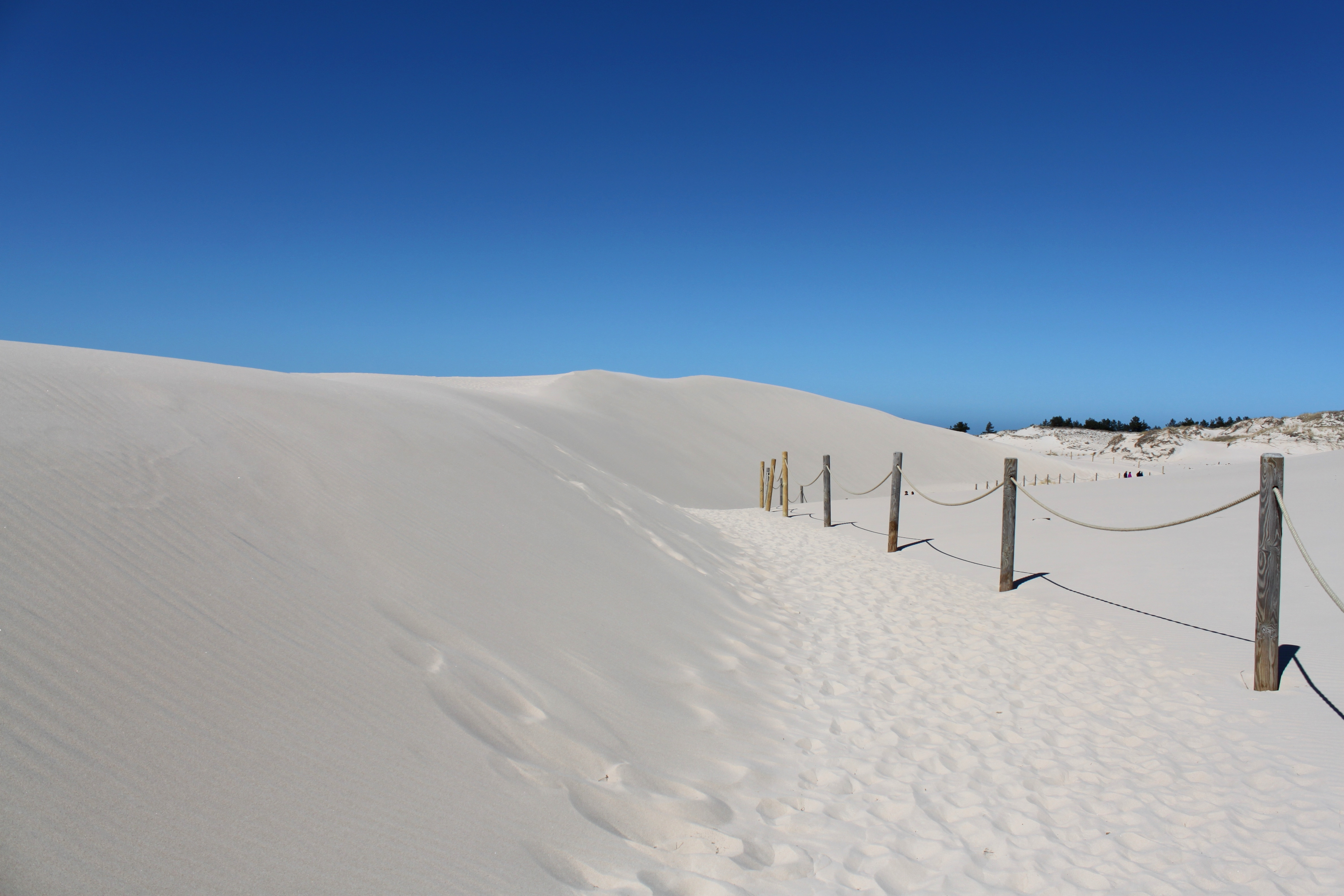
Dünen bei Łeba

Die polnische Ostseeküste ist 528 km lang und erstreckt sich von Świnoujście (Swinemünde) auf den Inseln Usedom und Wolin im Westen bis nach Krynica Morska auf der Frischen Nehrung (auch Weichselnehrung genannt) im Osten. Die polnische Küste ist zum großen Teil eine sandige Ausgleichsküste, die durch die stetige Bewegung des Sandes aufgrund der Strömung und des Windes von West nach Ost charakterisiert wird. Dadurch bilden sich viele Kliffe, Dünen und Nehrungen, die nach dem Auftreffen auf Land viele Binnengewässer schaffen, wie z. B. das Jezioro Łebsko im Slowinzischen Nationalpark bei Łeba. Die bekanntesten Nehrungen sind die Halbinsel Hel und die Frische Nehrung. Die größte polnische Ostseeinsel ist Wolin. Die größten Hafenstädte sind Gdynia (Gdingen), Danzig (Gdańsk), Stettin (Szczecin) und Świnoujście. Die bekanntesten Ostseebäder sind Świnoujście, Sopot (Zoppot), Międzyzdroje (Misdroy), Kołobrzeg (Kolberg), Łeba (Leba), Władysławowo (Großendorf) und Jurata.

#### Gebirge

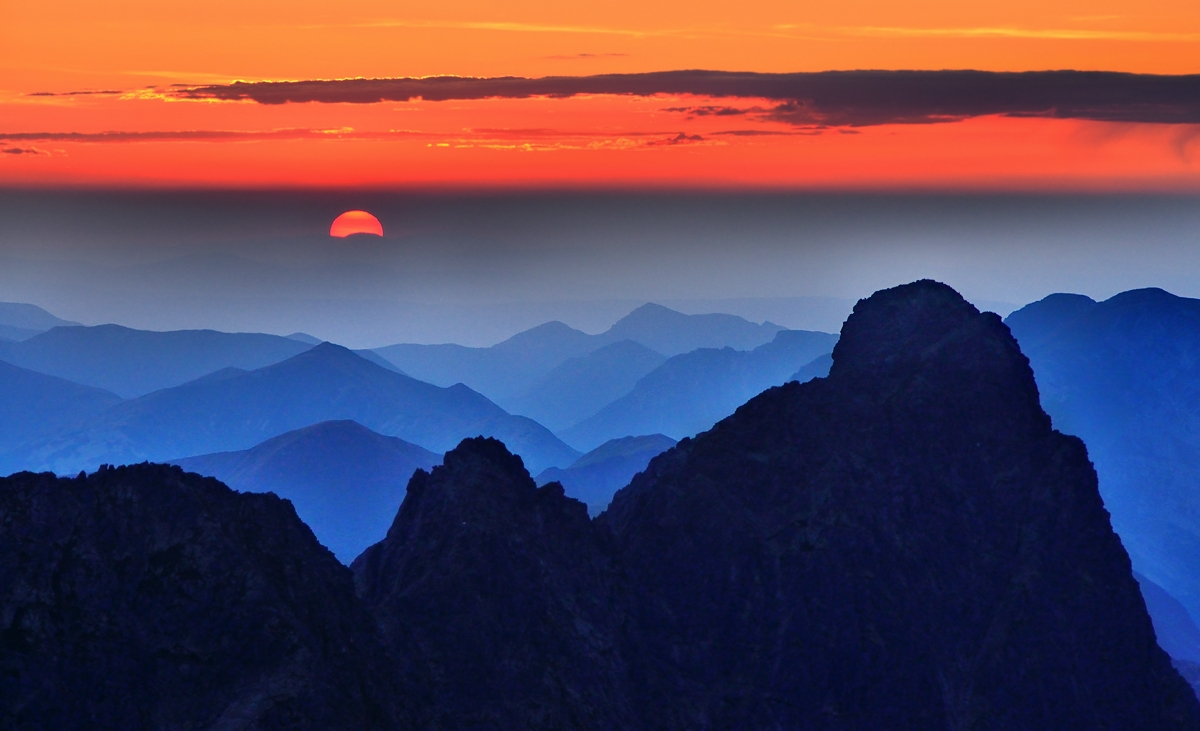
Der Rysy ist der höchste Gipfel Polens.

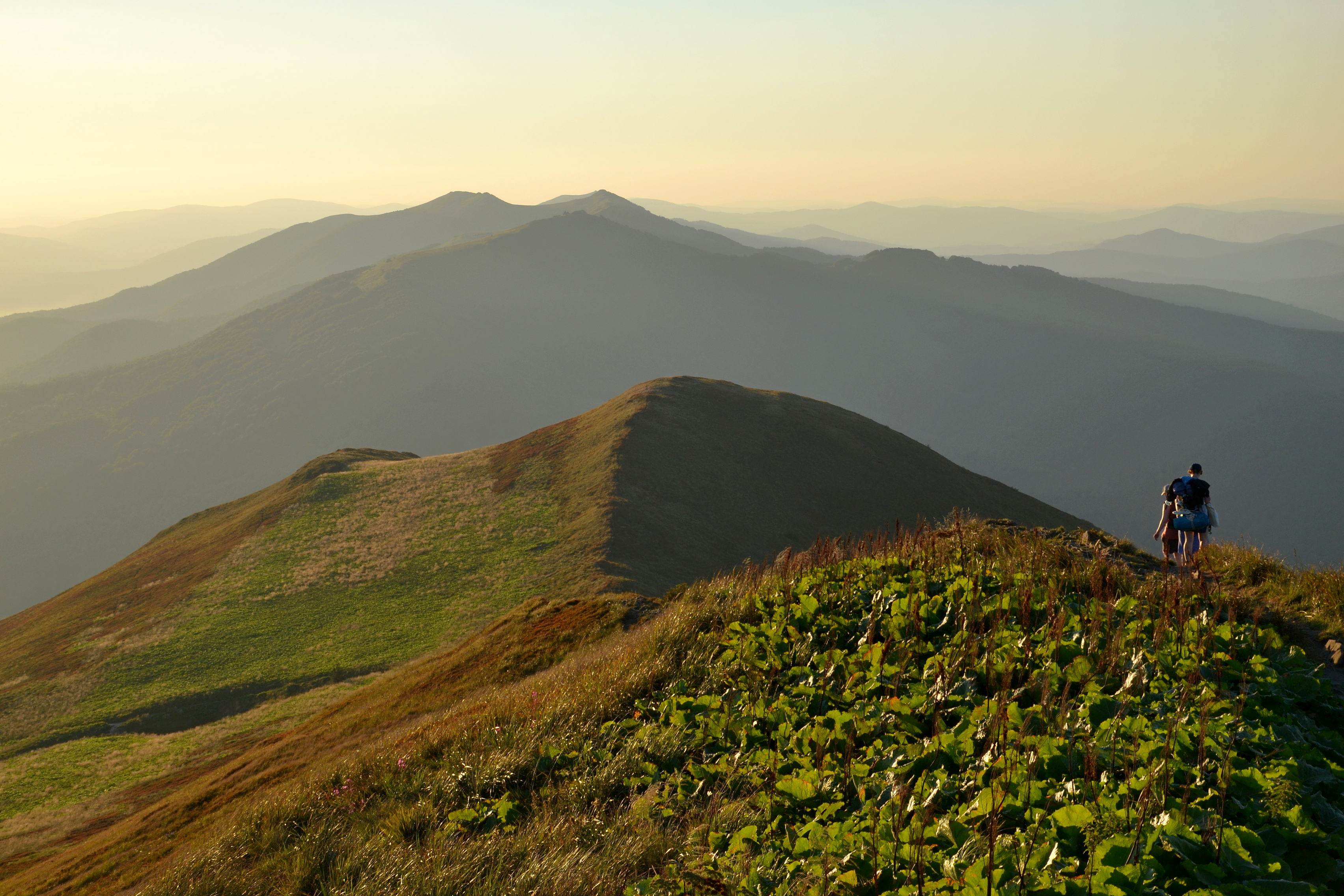
Gebirgslandschaft der Bieszczady

Die drei wichtigen Gebirgszüge Polens sind von West nach Ost die Sudeten, die Karpaten und das Heiligkreuzgebirge. Alle drei gliedern sich wiederum in kleinere Gebirge. Das Gebirge mit der höchsten Reliefenergie sind die Sudeten, gefolgt vom Heiligkreuzgebirge, beide mit Höhen von teilweise über 600 m/km².
Charakteristisch für die Sudeten sind sanfte, gleichmäßige Oberflächen in den Höhenlagen und schroffe Ausformungen in den Tallagen. Der höchste Teil der Sudeten ist das Riesengebirge. Der ursprünglich das Gebirge bedeckende Mischwald wurde von Fichtenwäldern verdrängt. Ab 1250 Metern beginnt die Krummholzzone. Das Riesengebirge ist mit der Śnieżka (1602 m) der dritthöchste Gebirgszug in Polen.
Den Großteil der polnischen Karpaten nehmen die Beskiden ein, die mit 1725 m in der Babia Góra das höchste Mittelgebirge in Mitteleuropa sind. Weitere Gebirgszüge der polnischen Karpaten sind die Gorce und Pieniny. Im Südosten Polens liegen die Waldkarpaten mit dem Gebirgszug der Bieszczady. In den äußeren Bereichen der Karpaten herrschen weiche Formen vor. In ihren inneren Regionen befindet sich ein alpiner Bereich mit Karen, Hörnern, Hang- und Trogtälern.
Die Tatra an der polnisch-slowakischen Grenze ist neben den Alpen das einzige Hochgebirge Mitteleuropas. Polen hat ca. 70 benannte Gipfel mit einer Höhe von über 2000 m. Sie befinden sich alle in der Hohen Tatra oder Westtatra. Mit 2499 m ist ein Nebengipfel des Rysy, nach dem Karsee Meerauge auch Meeraugspitze genannt, in der Hohen Tatra der höchste Berg Polens. Weitere bekannte Gipfel in der Hohen Tatra, an denen Polen Anteil hat, sind der Mięguszowiecki Szczyt Wielki (2438 m), der Niżnie Rysy (2430 m), der Mięguszowiecki Szczyt Czarny (2410 m) und der Mięguszowiecki Szczyt Pośredni (2393 m).
Depression
Bis 2013 galt der Ort Raczki Elbląskie in der Nähe von Elbląg im Weichseldelta in der Woiwodschaft Ermland-Masuren mit 1,8 m unter dem Meeresspiegel als am tiefsten gelegener Punkt Polens. Seit der Neuvermessung hält Marzęcino in der Nähe von Nowy Dwór Gdański in der Woiwodschaft Pommern mit bis zu 2,07 m unter dem Meeresspiegel diesen Rekord. Marzęcino liegt ebenfalls im Weichseldelta.

### Bodennutzung
Die Waldfläche macht ca. 30 % der Landesfläche aus. Kiefern- und Buchenwälder dominieren in weiten Teilen Polens. Nordwestpolen wird dabei von Buchen dominiert, Richtung Nordosten treten verstärkt Fichten auf. In den Gebirgen Südpolens finden sich vor allem Eichenmisch- und Tannen-Buchenwälder. Über die Hälfte der Fläche Polens wird landwirtschaftlich genutzt, wobei allerdings die Gesamtfläche der Äcker zurückgeht und gleichzeitig die verbliebenen intensiver bewirtschaftet werden. Die Viehzucht ist insbesondere in den Bergen weit verbreitet. Über ein Prozent der Fläche (3145 km²) werden in 23 Nationalparks geschützt. In dieser Hinsicht nimmt Polen den ersten Platz in Europa ein. Drei weitere sollen in Masuren, im Krakau-Tschenstochauer Jura und in den Waldkarpaten neu geschaffen werden. Die meisten polnischen Nationalparks befinden sich im Süden des Landes. Zudem werden Sumpfgebiete an Flüssen und Seen in Zentralpolen geschützt sowie Küstengebiete im Norden. Hinzu kommen zahlreiche Reservate und Schutzgebiete.

### Naturschutz
Mit 23 Nationalparks, die etwa ein Prozent der Landesfläche ausmachen, ist Polen eines der Länder in Europa mit den meisten Nationalparks. Der Tatra-Nationalpark ist mit über drei Millionen registrierten Eintritten pro Jahr der meistbesuchte Nationalpark in Polen. Der älteste und einer der bekanntesten Parks ist der 1923 gegründete Białowieża-Nationalpark an der Grenze zu Belarus.

### Klima

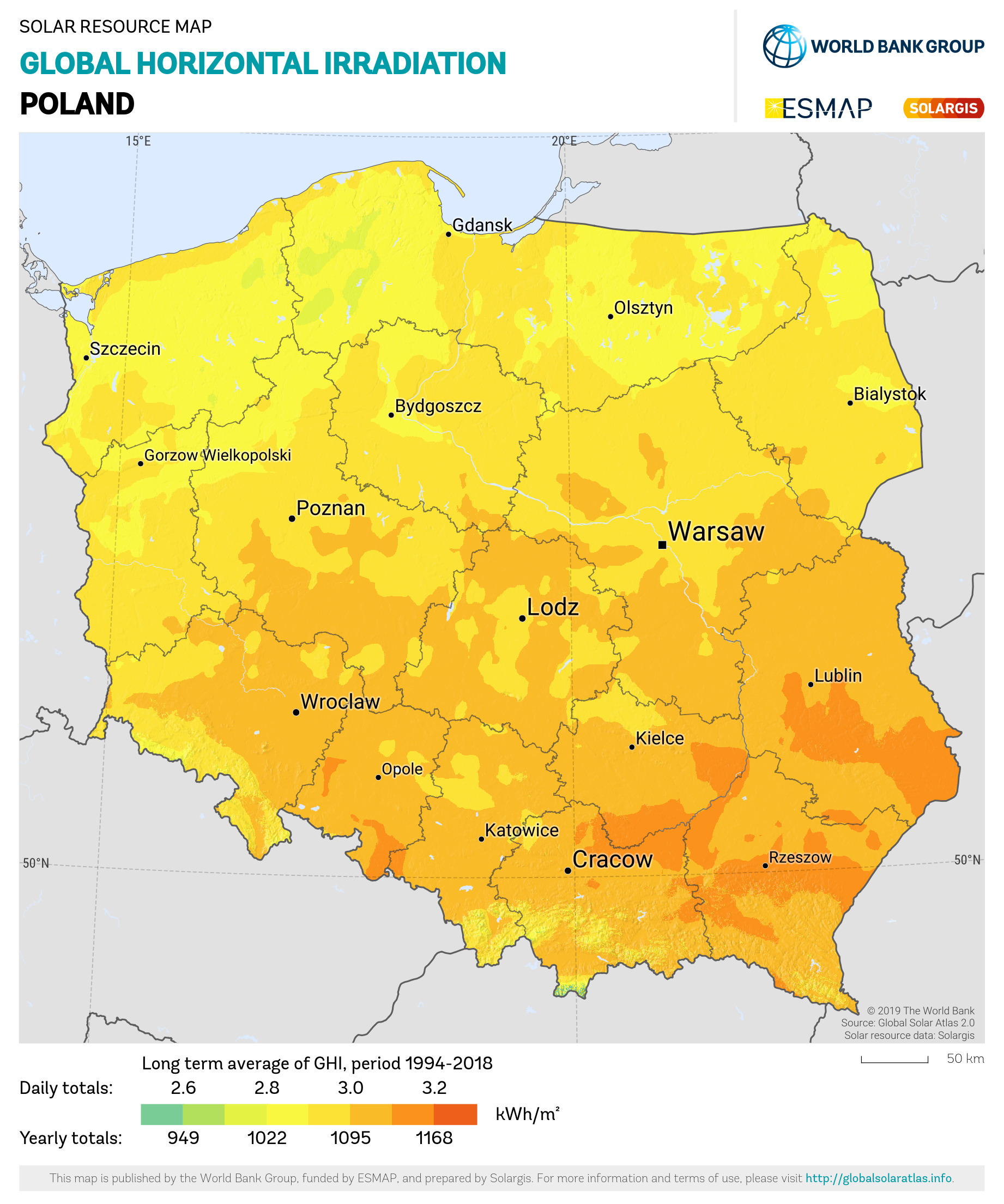
Sonneneinstrahlung

Das Klima Polens ist ein gemäßigtes Übergangsklima. Hier trifft die trockene Luft aus dem eurasischen Kontinent mit der feuchten Luft des Atlantiks zusammen. Im Norden und Westen herrscht vor allem ein gemäßigtes Seeklima, im Osten und Südosten Kontinentalklima. Als Trennlinie gilt die Achse zwischen oberer Warthe und unterer Weichsel.
Von Juli bis September wehen die Winde überwiegend aus westlicher Richtung, im Winter, besonders im Dezember und Januar, dominieren Winde aus Osten. Im Frühjahr und Herbst wechseln die Windrichtungen zwischen West und Ost. Die Windgeschwindigkeit liegt im Norden in der Regel zwischen 2 und 10 m/s, in den Bergen misst man auch Winde von über 30 m/s. In der Tatra treten Föhnwinde auf.
An 120 bis 160 Tagen beträgt die Bewölkung über 80 Prozent, an 30 bis 50 Tagen ist die Bewölkung unter 20 Prozent. Mit 1700 mm pro Jahr im mehrjährigen Mittel fallen in der Tatra die höchsten Niederschläge; die geringsten Niederschläge fallen mitunter 500 mm nördlich von Warschau, am Jezioro Gopło, westlich von Posen und bei Bydgoszcz. Weiter nördlich steigen die Niederschläge wieder auf 650 bis teilweise 750 mm. Die niederschlagsreichsten Monate sind der April und der September. Im unteren Oder-Warthe-Gebiet fällt an etwa 30 Tagen Schnee, im Nordosten, den Karpaten und in den Beskiden sind es 100 bis 110 Tage. In den Gebirgen bleibt der Schnee 200 oder mehr Tage liegen.
Die Jahresmitteltemperatur beträgt 5 bis 7 °C auf den Anhöhen der Pommerschen und Masurischen Seenplatte sowie auf den Hochebenen. In den Tälern des Karpatenvorlands, der Schlesischen und Großpolnischen Tiefebene, beträgt sie 8 bis 10 °C. In den höheren Gebieten der Karpaten und Sudeten liegt die Temperatur bei 0 °C.
Der wärmste Monat ist der Juli mit Mitteltemperaturen zwischen 16 und 19 °C. Dabei beträgt sie auf den Gipfeln von Tatra und Sudeten 9 °C, an der Küste 16 °C und in Zentralpolen 18 °C. Der kälteste Monat ist der Januar. Frost gibt es von November bis März. An der unteren Oder und der Küste an durchschnittlich 25 Tagen und bis zu 65 Tagen im Nordosten um Suwałki.

### Flora

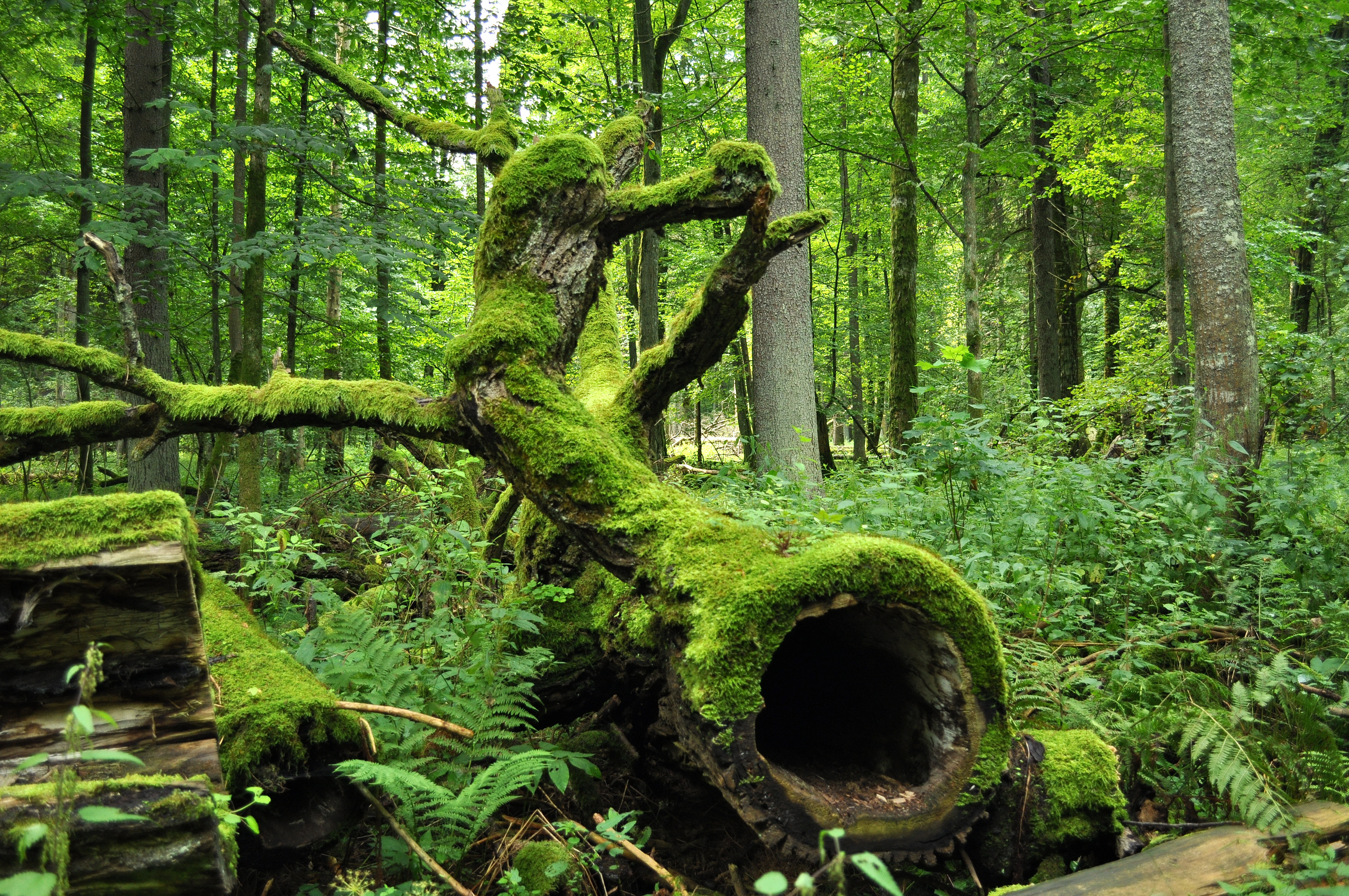
Urwald im Białowieża-Nationalpark

Polen ist eines der am meisten bewaldeten Länder Europas. Die polnischen Wälder nehmen eine Fläche von 9,1 Mio. Hektar bzw. 29,2 % der Landesfläche ein und die Waldfläche nimmt durch Aufforstung ständig zu. Nach den Zielvorgaben soll die Waldfläche bis 2020 30 % und bis 2050 33 % der Landesfläche ausmachen. Im Osten Polens gibt es Urwälder, die nie von Menschen gerodet wurden, wie den Urwald von Białowieża. Große Waldgebiete gibt es auch in den Bergen, Masuren, Pommern und Niederschlesien. Das größte zusammenhängende Waldgebiet in Polen ist die Niederschlesische Heide. Zu den artenreichsten Biotopen gehören die Sümpfe der Biebrza, die 40 % der Fläche des Nationalparks Biebrza ausmachen.
Auf die Zusammensetzung der Pflanzenwelt in weiten Teilen Polens haben die letzten Eiszeiten einen großen Einfluss gehabt, insbesondere die Weichsel-Eiszeit. Nach dem Rückzug der Gletscher befand sich vor etwa zwölftausend Jahren ein Tundragebiet in Nord- und Zentralpolen. Laubbäume wurden vor rund zehntausend Jahren in Polen heimisch und das Gebiet wurde von einem dichten Mischwald bedeckt. Mit der folgenden Klimaerwärmung und der Ausbreitung des Menschen, hat sich die Pflanzenwelt in den folgenden Jahrtausenden stetig verändert. Die polnischen Mittelgebirge im Süden des Landes waren dagegen nicht von den Eismassen bedeckt. Die Pflanzenwelt hier war stets artenreicher, vornehmlich auf den sonnigen und kalkhaltigen Böden der Pieninen. In Polen treten ca. 3000 heimische Taxone, 67 Gefäßsporenpflanzen, 910 Moose, ca. 2000 Chlorophyta und 39 Rotalgen auf.

### Fauna

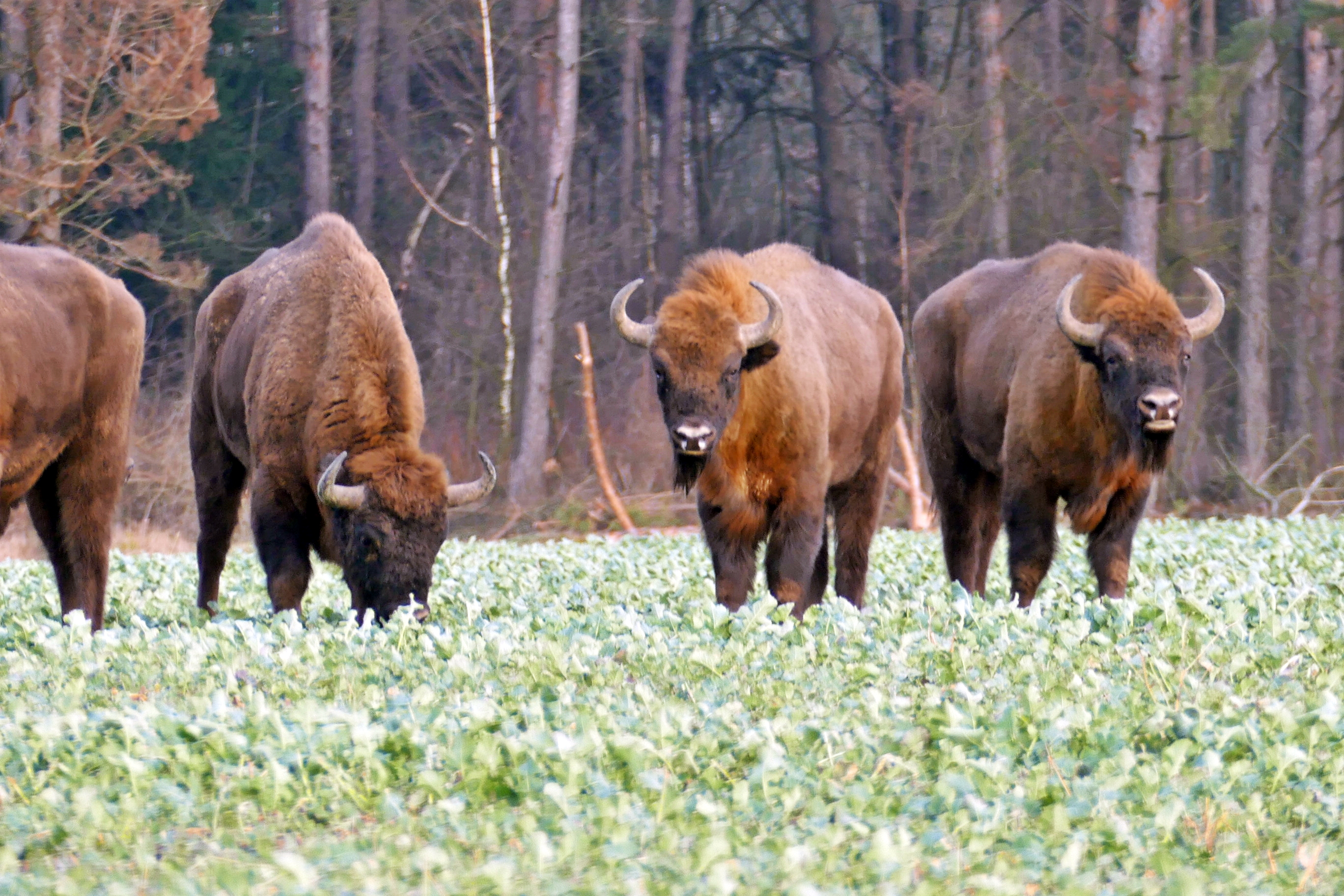
Wisent

Die Anzahl der Tier- und Pflanzenarten ist in Polen EU-weit am höchsten, ebenso die Anzahl der bedrohten Arten. So leben hier etwa noch Tiere, die in Teilen Europas bereits ausgestorben sind, etwa der Wisent (Żubr) im Białowieża-Urwald und in Podlachien sowie der Braunbär in Białowieża, in der Tatra und in den Waldkarpaten, der Wolf und der Luchs in den verschiedenen Waldgebieten, der Elch in Nordpolen, der Biber in Masuren, Pommern und Podlachien. In den Wäldern trifft man auch auf Nieder- und Hochwild (Rotwild, Rehwild und Schwarzwild). Die Anzahl der heimischen Tierarten in Polen wird auf 33 bis 47 Tausend geschätzt. Insgesamt leben in Polen über 90 Säugetier-, 444 Vogel-, neun Reptilien-, 18 Amphibien-, 119 Fisch-, fünf Kieferlose-, ca. 260 Weichtiere-, ca. 30 Tausend Insekten-, ca. eineinhalb Tausend Spinnentiere-, ca. 240 Ringelwürmer- und ca. viertausend Protozoenarten.
Polen ist das wichtigste Brutgebiet der europäischen Zugvögel. Rund ein Viertel aller Zugvögel, die im Sommer nach Europa kommen, brütet in Polen. Dies gilt insbesondere für die Seenplatten und die oftmals durch eigene Nationalparks geschützten Sumpfgebiete, u. a. die Gebiete des Nationalparks Biebrza (seit 1993), des Nationalparks Narew (seit 1996) und des Nationalparks Warthe (Warta, seit 2001). Auch der Tiefland-Urwald des Nationalparks Białowieża (seit 1932) ist ein großes Brutgebiet für Zugvögel.

### Humangeografie – Städte

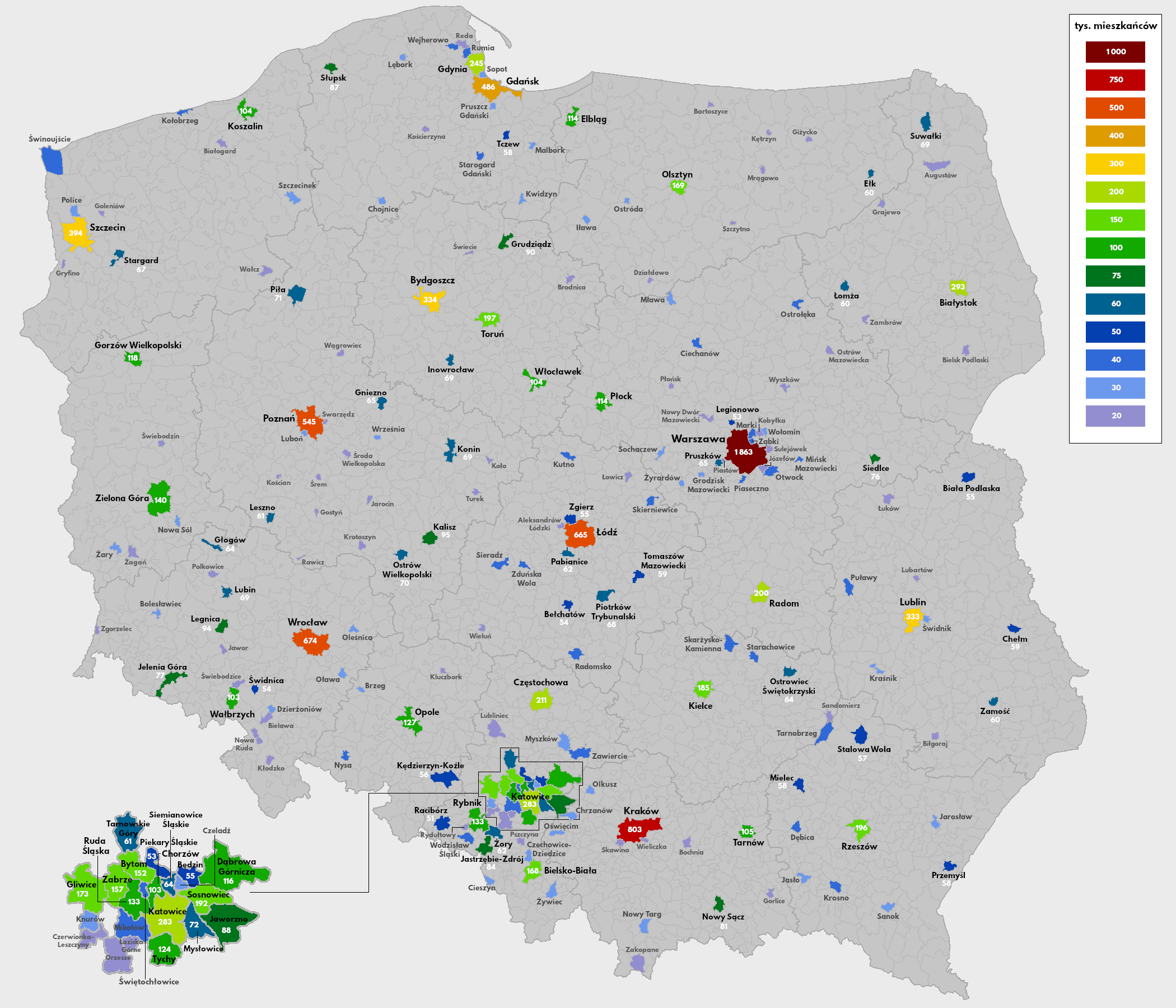
Größte Städte in Polen

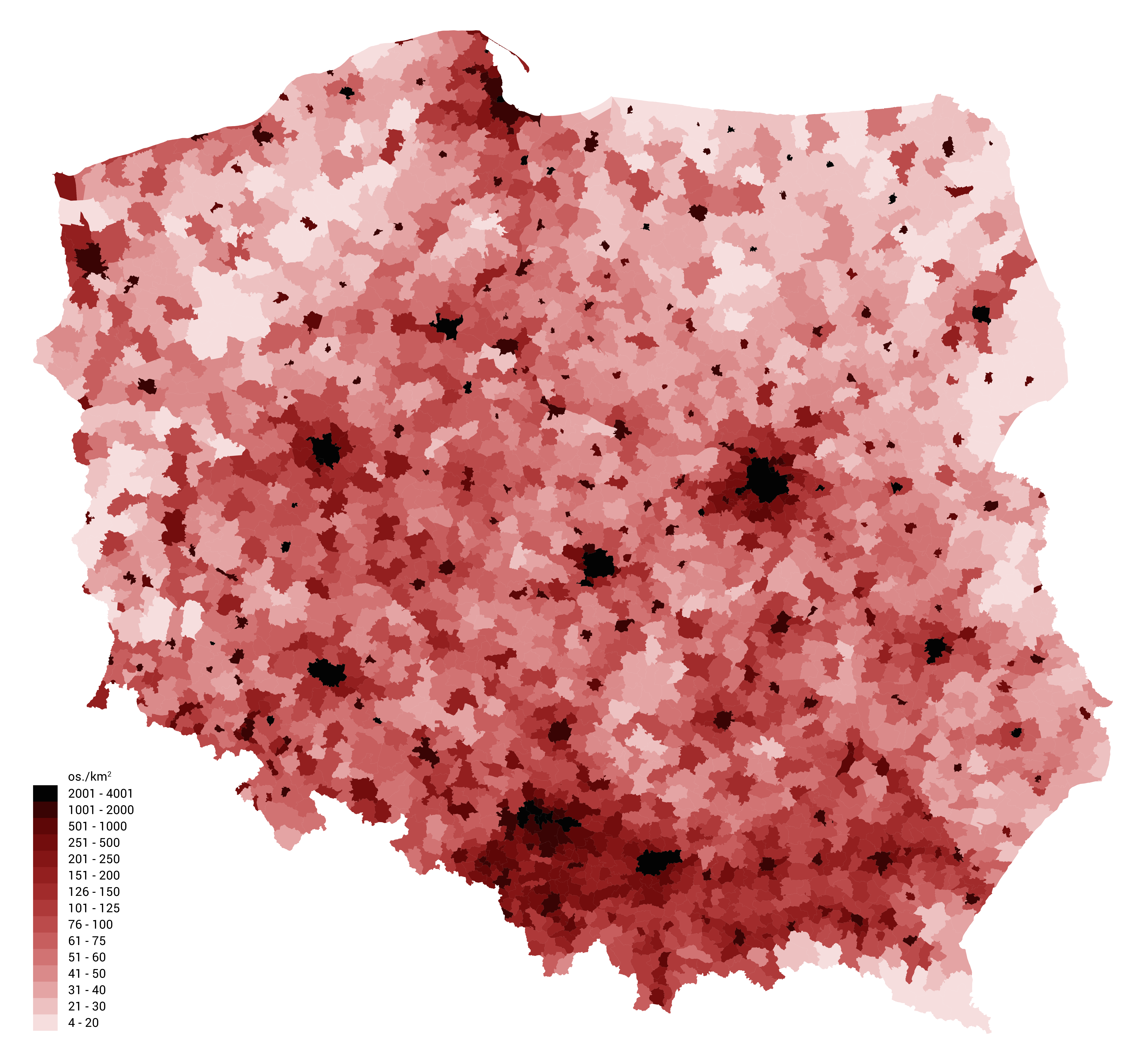
Bevölkerungsdichte auf Gmina-Ebene (Stand 2016)

In der Antike wurden die Ortschaften Calisia und Turso auf dem heutigen Gebiet Polens erwähnt. Es wird vermutet, dass diese Orte mit den heutigen Städten Kalisz und Elbląg gleichzusetzen sind. Die Pfahlbausiedlung Biskupin geht auf das 8. Jahrhundert vor Christus zurück. Slawische Siedlungen entstanden um das 6. Jahrhundert nach Christus vor allem auf leicht zu schützenden See- und Flussinseln um Holzburgen der jeweiligen Stammesfürsten. Vielen Ortschaften wurde ab dem 13. Jahrhundert ein Stadtrecht nach Magdeburger, Lübecker oder Kulmer Vorbild verliehen. Im Hochmittelalter traten viele Städte der Hanse oder anderen Städtebünden bei. Nachdem in der Adelsrepublik das politische Gewicht sich von den Städten zum Adel verschob, verloren viele Städte im 18. Jahrhundert an Bedeutung. Mit den Reformen des Großen Sejm Ende des 18. Jahrhunderts gewann das Bürgertum gegenüber dem Adel wieder an Bedeutung. Die Reformen waren jedoch aufgrund der beiden letzten polnischen Teilungen nicht von Dauer. Die modernen polnischen Städte entstanden im Zuge der Industrialisierung des 19. Jahrhunderts.
Im Jahr 2016 gab es nach dem Hauptstatistikamt 919 Städte in Polen. Etwa 40 Städte in Polen haben eine Einwohnerzahl von mehr als 100.000 und gelten damit als Großstädte. Die kleinste Stadt Wyśmierzyce hatte 921 Einwohner und Warschau als die bevölkerungsreichste Stadt fast 2000-mal mehr. Die flächenmäßig kleinste Stadt war Stawiszyn mit 0,99 km² und die größte Fläche hatte Warschau mit 517,24 km². Die geringste Bevölkerungsdichte hatte Krynica Morska mit 12 Personen/km² und die höchste Legionowo mit 3996 Personen/km².
Im Jahr 2023 lebten 60 Prozent der Einwohner Polens in Städten. Die größten Städte Polens sind:
| Rang | Name auf Polnisch | Name auf Deutsch | S 1992    | VZ 2002   | VZ 2011   | VZ 2021   | Woiwodschaft     |
| ---- | ----------------- | ---------------- | --------- | --------- | --------- | --------- | ---------------- |
| 1.   | Warszawa          | Warschau         | 1.644.515 | 1.671.670 | 1.700.612 | 1.860.281 | Masowien         |
| 2.   | Kraków            | Krakau           | 744.032   | 758.544   | 757.611   | 800.653   | Kleinpolen       |
| 3.   | Wrocław           | Breslau          | 640.663   | 640.367   | 630.131   | 672.929   | Niederschlesien  |
| 4.   | Łódź              | Lodsch, Lodz     | 838.367   | 789.318   | 728.892   | 670.642   | Łódź             |
| 5.   | Poznań            | Posen            | 582.919   | 578.886   | 554.696   | 546.859   | Großpolen        |
| 6.   | Gdańsk            | Danzig           | 461.680   | 461.334   | 460.276   | 486.022   | Pommern          |
| 7.   | Szczecin          | Stettin          | 416.402   | 415.399   | 410.131   | 396.168   | Westpommern      |
| 8.   | Bydgoszcz         | Bromberg         | 383.568   | 373.804   | 363.926   | 337.666   | Kujawien-Pommern |
| 9.   | Lublin            | –                | 350.377   | 357.110   | 349.103   | 334.681   | Lublin           |
| 10.  | Katowice          | Kattowitz        | 359.887   | 327.222   | 310.764   | 285.711   | Schlesien        |

(VZ = Volkszählung, S = Schätzung)
Die Einwohnerzahlen beziehen sich auf die Städte, ohne die dazugehörigen Ballungsräume.

## Landesname

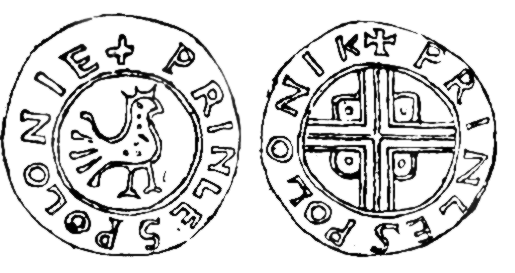
Münze Princes Polonie, geschlagen um 1000 n. Chr.

Der polnische Name der Republik Polen lautet „Rzeczpospolita Polska“, wobei die Bezeichnung Rzeczpospolita explizit Bezug auf die polnische Adelsrepublik (bis 1795) nimmt und keine bloße Übersetzung von Republik ist. Im Gegensatz zur deutschen Übersetzung aus dem Lateinischen: Sache des Volkes oder öffentliche Sache, bedeutet das polnische Rzeczpospolita wortwörtlich übersetzt: gemeinsame Sache oder Angelegenheit der Allgemeinheit. Der Begriff Rzeczpospolita ist allein der Republik Polen vorbehalten, andere Republiken werden im Polnischen schlicht als Republika bezeichnet.
Der Name Polen leitet sich ab vom westslawischen Stamm der Polanen (Polanie), die sich im 5. Jahrhundert auf dem Gebiet der heutigen Woiwodschaft Großpolen um Posen (Poznań) und Gnesen (Gniezno), zwischen den Flüssen Oder (Odra) und Weichsel (Wisła), niederließen. Die Polanen, die erst um das Jahr 1000 so bezeichnet wurden, waren größtenteils Ackerbauern; ihr Name entwickelte sich aus dem Wort pole, auf Deutsch Feld.
In mehreren Sprachen geht der Name Polens nicht auf die Polanen, sondern direkt oder indirekt auf einen südostpolnischen Volksstamm im Gebiet der heutigen Woiwodschaft Karpatenvorland um Przemyśl – die Lendizen (Lędzianie) – zurück. Bei der Vermittlung in andere Sprachen mag der Name des legendären polnischen Herrschers Lech, bekannt aus der Sage um Lech, Čech und Rus, eine Rolle gespielt haben. Der Name dieses legendären Herrschers steht wiederum im Zusammenhang mit den Lendizen. So heißt Polen zum Beispiel im Lateinischen Lechia (davon abgeleitet die deutsche Form Lechland), im Persischen Lachistan, im Litauischen Lenkija und die Bezeichnung für die Polen im Türkischen ist Lehce, im Altrussischen Lach und im Ungarischen Lengyel.

## Bevölkerung

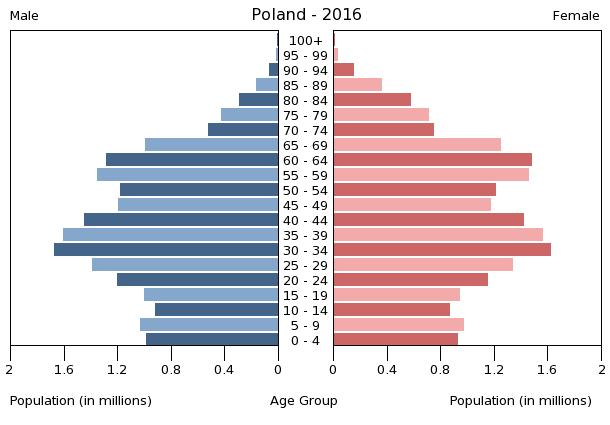
Bevölkerungspyramide 2016

### Demografie
Polen hat mit rund 36,8 Millionen Einwohner (Stand: 2023) die achtgrößte Bevölkerung in Europa und die fünftgrößte in der Europäischen Union. Die Bevölkerungszahl erreichte 2011 mit rund 38,5 Millionen Personen den Höchststand und geht seither zurück. Die Einwohnerzahl sank um 0,4 %. Zum Bevölkerungsrückgang trug ein Sterbeüberschuss (Geburtenziffer: 8,3 pro 1000 Einwohner vs. Sterbeziffer: 12,2 pro 1000 Einwohner) bei. Die Anzahl der Geburten pro Frau lag 2022 statistisch bei 1,3, die der Europäischen Union betrug 1,5. Die Lebenserwartung der Einwohner Polens ab der Geburt lag 2022 bei 77,3 Jahren. Der Median des Alters der Bevölkerung lag im Jahr 2021 bei 40,9 Jahren. Im Jahr 2023 waren 14,9 Prozent der Bevölkerung unter 15 Jahre, während der Anteil der über 64-Jährigen 18,5 Prozent der Bevölkerung betrug.
In den Jahren 2013 bis 2020 migrierten jährlich rund 200.000 bis 220.000 Menschen nach Polen. Während der COVID-19-Pandemie in Polen wurden offiziell 120.706 COVID-Tote registriert.
Nachdem am 24. Februar 2022 der Überfall russischer Streitkräfte auf die Ukraine begann, flohen bis zum 1. Juni 2022 über eine Million Menschen (Kriegsflüchtlinge) und erhielten einen vorübergehenden Aufenthaltsstatus in Polen.

### Bevölkerungsstruktur

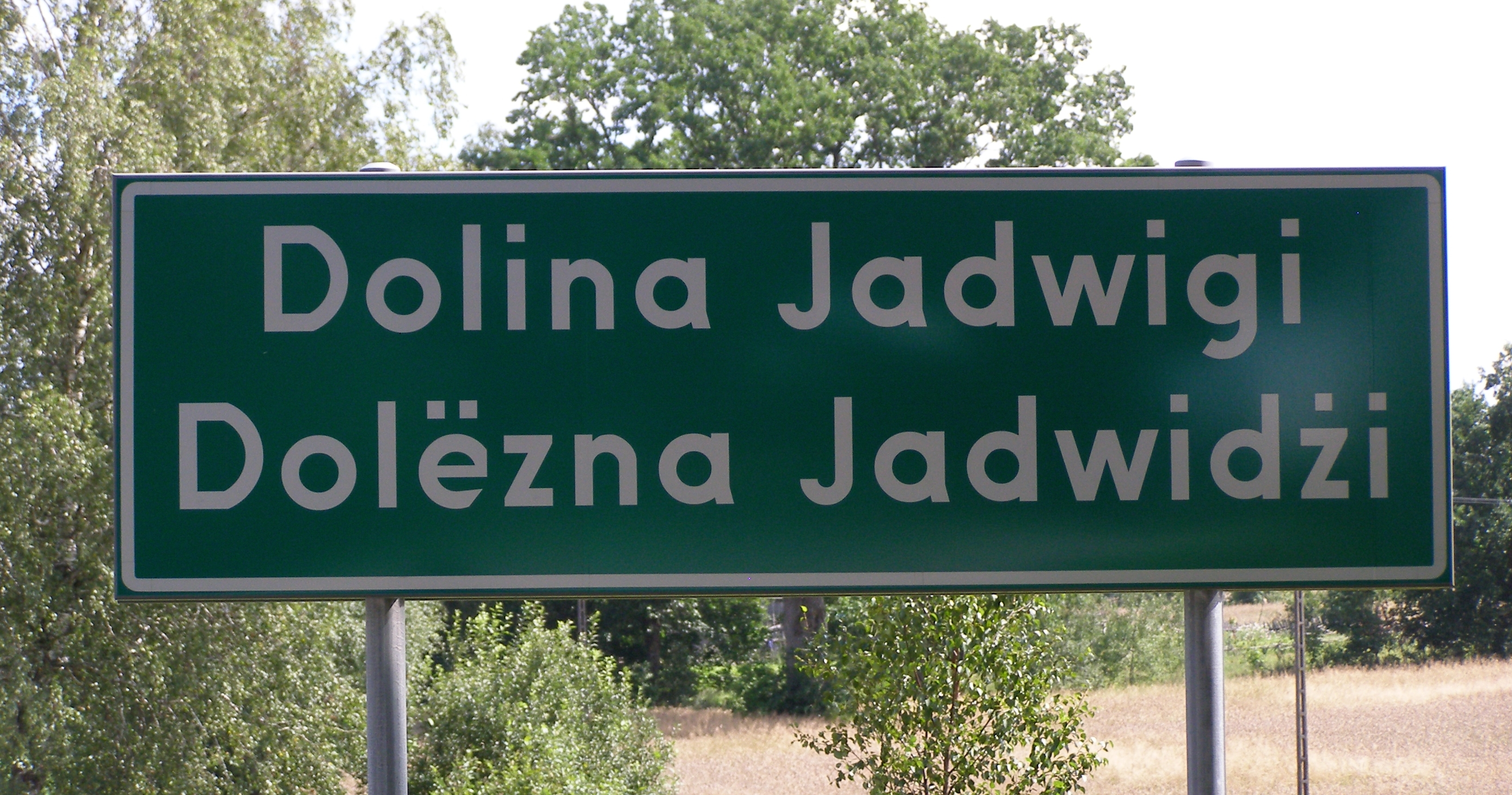
Polnisch-kaschubischer Wegweiser

Das heutige Polen ist seit dem Zweiten Weltkrieg ethnisch betrachtet ein äußerst homogener Staat, was ungewöhnlich in der polnischen Geschichte ist. Nach der Volkszählung von 2011 sind 99,7 % der Bevölkerung polnische Staatsbürger und 95,53 % davon bezeichnen sich ethnisch als Polen, wobei 2,17 % hiervon neben der polnischen Identität eine weitere angegeben haben. Nach dem Zweiten Weltkrieg war es ein Ziel des kommunistischen Regimes, Homogenität unter anderem durch Zwangsumsiedlungen oder Assimilation der ethnischen Minderheiten zu erreichen. In der Verfassung von 1947 wurde Gleichheit der Bürger ohne Ansehen der Nationalität garantiert; jedoch wurden 1960 besondere Rechte für Minderheiten ermöglicht. Seit 1997 ist der Schutz von Minderheiten in der Verfassung verankert. Zu den nationalen Minderheiten gehören die Deutschen mit 0,28 % (0,068 %), Belarussen mit 0,12 % (0,081 %), Ukrainer mit 0,12 % (0,068 %) und Russen mit 0,03 % (0,013 %) sowie Litauer, Tschechen, Slowaken und polnische Armenier. Zu den ethnischen Minderheiten gehören Kaschuben mit 0,59 % (0,042 %), Roma mit 0,04 % (0,023 %), Lemken mit 0,03 % (0,013 %) sowie Tataren, Karaim und Juden. Schlesier stellen 2,1 % (0,94 %) der polnischen Bevölkerung dar, wobei sie sich teilweise als Polen, teilweise als Deutsche, teilweise als Schlesier und teilweise als mehreren Gruppen gleichzeitig zugehörig bezeichnen. Das Gesetz über die nationalen und ethnischen Minderheiten sowie über die Regionalsprache wurde 2005 erlassen. In diesem wird unter anderem geregelt, dass in Gemeinden, in denen mehr als 20 % der Einwohner einer Minderheit angehören, deren Sprache als Hilfssprache genutzt werden kann. Einzige anerkannte Regionalsprache ist Kaschubisch, dennoch sind in Gebieten mit einer deutschen Minderheit Hinweis- und Ortsschilder zweisprachig. Unter den in den letzten Jahren zugewanderten ausländischen Staatsangehörigen stammen die meisten aus der Ukraine und Belarus. Auch Personen aus anderen Mitgliedsstaaten der EU, wozu vor allem Personen aus Deutschland, Italien, Frankreich und Bulgarien zählen, sind in den letzten Jahren nach Polen gezogen. Polen gehört zu den beliebtesten Zielländern für deutsche Auswanderer. Weitere zahlenmäßig relevante Migrationsgruppen stammen aus Russland, aus Vietnam, der Volksrepublik China, der Türkei, Kasachstan und Nigeria. Die Zahl der Auslandspolen weltweit wird auf bis zu 20 Millionen geschätzt. Die Anzahl der in Deutschland lebenden Polen beträgt ca. 1 Mio., wobei Doppelstaatler nicht hinzugerechnet werden.

### Sprachen

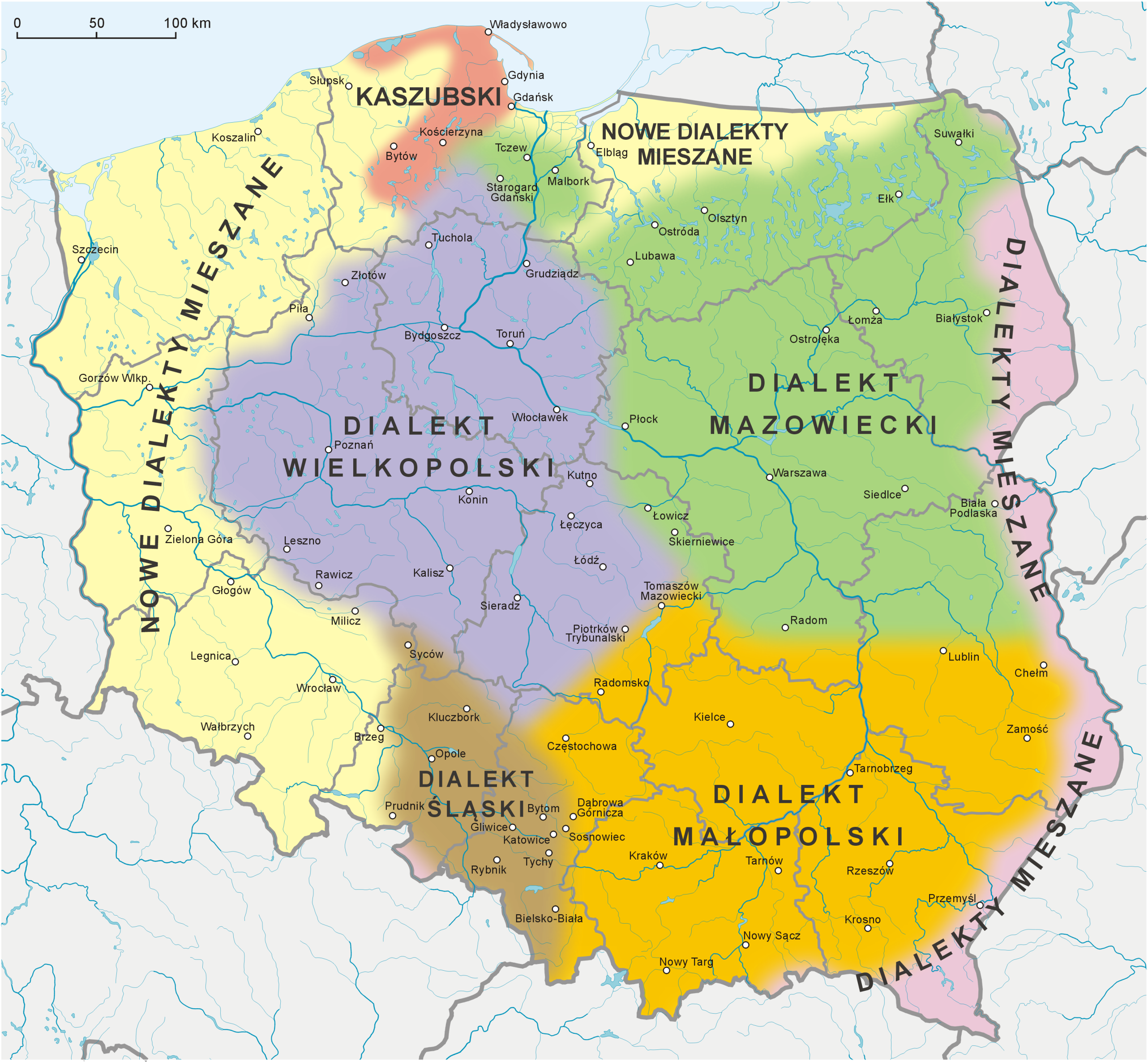
Polnische Dialekte

Polnisch ist die Landessprache Polens und gehört der westslawischen Gruppe der indogermanischen Sprachen an. In Polen verwendeten 1990 von den 38 Millionen Einwohnern etwa 37 Millionen Polnisch als Sprache im Alltag. Etwa 8 Millionen Menschen außerhalb des polnischen Staatsgebietes nutzten Polnisch innerhalb der Familie. Nach Russisch ist Polnisch die weltweit am häufigsten gesprochene slawische Sprache. Die Polnische Orthographie basiert auf dem Lateinischen Alphabet, welches um Buchstaben mit diakritischen Zeichen erweitert wurde. Dazu gehören Ą, Ć, Ę, Ł, Ń, Ó, Ś, Ź und Ż. Die Buchstaben Q, V und X sind offiziell Bestandteile des polnischen Alphabets, kommen aber nur in Fremdwörtern vor. Die Polnischen Dialekte werden traditionell in fünf Gruppen eingeteilt; das Großpolnische, das Kleinpolnische, das Masowische, das Schlesische und das Kaschubische. Hinzu kommen sogenannte gemischte Dialekte in den Gebieten, welche durch die Umsiedlung von Polen nach dem Zweiten Weltkrieg entstanden. Kaschubisch wird auch als eigenständige Sprache betrachtet. Auch wenn im Alltagsleben seit dem Ende des Zweiten Weltkriegs Polnisch dominierte, war Latein bis ins 18. Jahrhundert die Verwaltungs-, Kirchen- und Schulsprache. Daneben war in der Adelsrepublik Ruthenisch offiziell anerkannt. Die ältesten heute bekannten polnischen Schriftzeugnisse sind Namen und Glossen in lateinischen Schriftstücken, insbesondere in der Bulle von Gnesen des Papstes Innozenz II. von 1136, in der fast 400 einzelne polnische Namen von Ortschaften und Personen auftauchen. Den ersten geschriebenen vollständigen Satz fand man in der Chronik des Klosters Heinrichau bei Breslau. Unter den Einträgen des Jahres 1270 findet sich eine Aufforderung eines Mannes zu seiner mahlenden Frau. „Daj, ać ja pobruszę, a ty poczywaj“, was in der Übersetzung lautet: „Lass mich jetzt mahlen, und du ruh dich aus.“ In der Literatur war Polnisch ab dem 14. Jahrhundert und verstärkt ab dem 16. Jahrhundert in Gebrauch. Im 16. Jahrhundert entwickelte sich auch ein Standardpolnisch. Während der Teilungen Polens Ende des 18. bis Anfang des 20. Jahrhunderts wurde das Polnische teilweise durch Russisch bzw. Deutsch verdrängt (in Verwaltung und Bildungswesen). Mit dem im Jahr 1918 wiederentstandenen polnischen Staat wurde die polnische Sprache zur Amtssprache. Damals sprachen etwa 65 % Polnisch als Muttersprache, die restliche Bevölkerung sprach Ukrainisch, Belarussisch, Deutsch, Jiddisch und andere. Nach der Westverschiebung der Grenzen ist Polen seit Ende der 1940er Jahre erstmals seit dem Hochmittelalter ein ethnisch relativ homogener Staat. Etwa 95 % bis 98 % der Bevölkerung sind Polen, und entsprechend groß ist die Dominanz der polnischen Sprache. Es gibt eine Reihe von Minderheitensprachen, die seit 2005 offiziell anerkannt sind: Kaschubisch in der Kaschubei und als nationale Minderheitensprachen: Armenisch, Deutsch, Hebräisch, Jiddisch, Litauisch, Russisch, Slowakisch, Tschechisch, Ukrainisch und Belarussisch sowie als ethnische Minderheitensprachen: Karaimisch, Russinisch bzw. Lemko, Romani und Tatarisch.

### Religionen

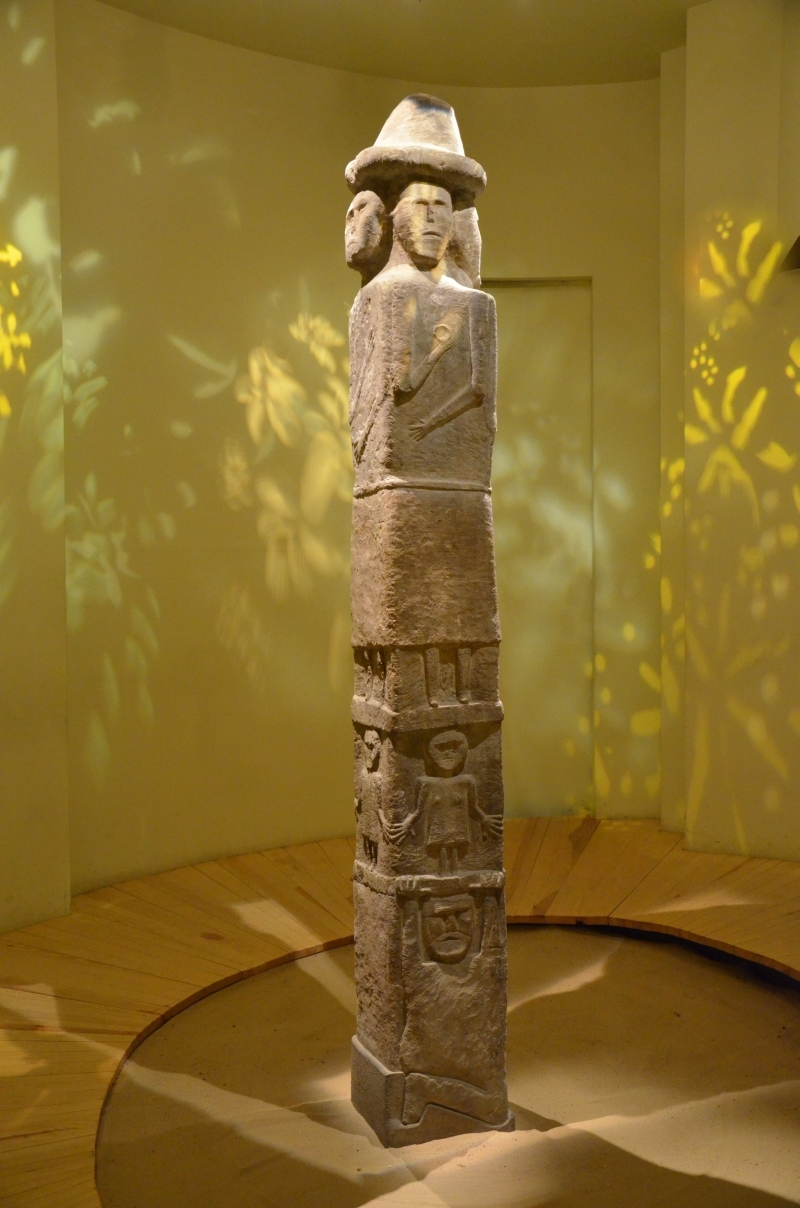
Krakauer Idol von Sbrutsch

Eine repräsentative Umfrage im Auftrag der Europäischen Kommission im Rahmen des Eurobarometers ergab 2020, dass für 54 Prozent der Menschen in Polen Religion wichtig ist, für 28 Prozent ist sie weder wichtig noch unwichtig und für 18 Prozent ist sie unwichtig.
Slawische Mythologie
Die polnischen Stämme waren ursprünglich Heiden und hatten, ähnlich wie andere Westslawen, ein polytheistisches Religionssystem, dessen Hauptgott der vierköpfige Świętowit war, dessen Statuen zwischen Pommern (z. B. bei Kap Arkona auf Rügen) und der Ukraine (z. B. der „Antichrist aus dem Zburz“) gefunden wurden. Diese Religion konnte sich teilweise bis ins 14. Jahrhundert behaupten. Insbesondere im Nordosten wurde auch ein Ahnenkult gepflegt, der teilweise bis ins 19. Jahrhundert überdauerte und in der Romantik unter anderem von Adam Mickiewicz in seinem Drama Totenfeier wieder aufgegriffen wurde. In kleinem Umfang besteht ein Bestreben, die alten Kulte wiederzubeleben. Hierbei handelt es sich aber eher um ein kulturelles als um ein religiöses Phänomen.
Katholische Kirche

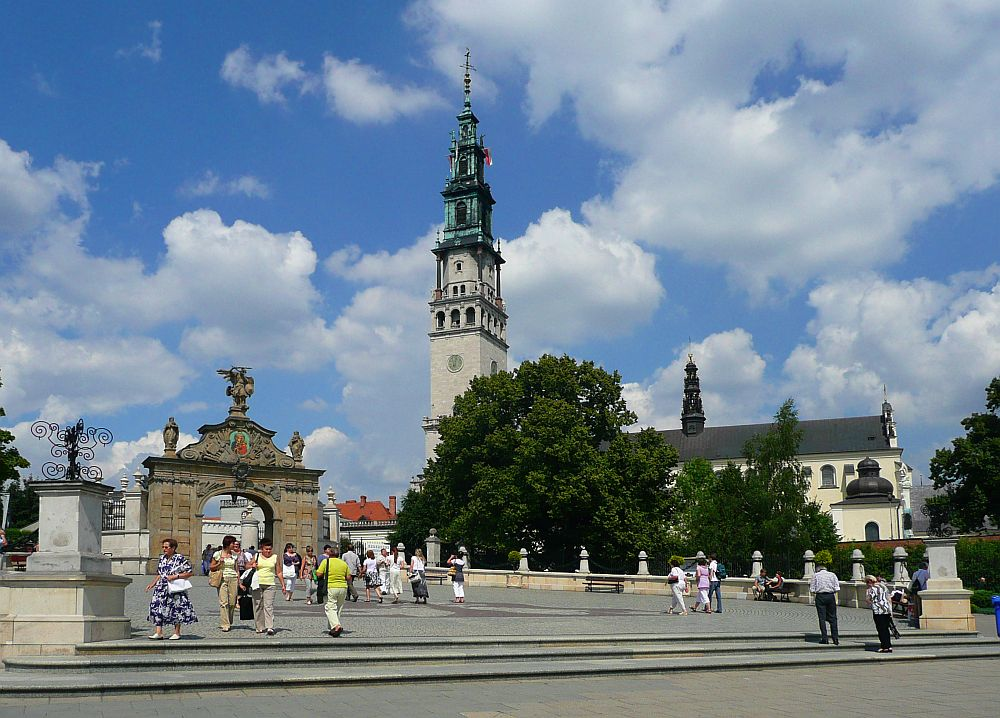
Römisch-katholische Jasna Góra-Basilika in Częstochowa

Im Jahre 965 heiratete der Herzog von Polen, Mieszko I., die böhmische Prinzessin christlichen Glaubens Dubrawka und ließ sich im folgenden Jahr nach lateinischem Ritus taufen. Das erste Bistum wurde 968 in Posen gegründet. Die Kirchenordnung wurde im Jahr 1000 neuorganisiert und das Erzbistum Gnesen mit den untergeordneten Bistümern in Kolberg, Krakau, Posen und Breslau wurden gegründet. In der ersten Hälfte des 11. Jahrhunderts kam es zu einem großen heidnischen Aufstand gegen den christlichen Klerus. Nachdem der polnische Adel im Zuge der Reformation in großen Scharren zum Calvinismus wechselte, im Sejm sogar um 1550 eine protestantische Mehrheit bestand, vermochte die katholische Kirche im 17. Jahrhundert im Zuge der Gegenreformation die meisten andersgläubigen Adeligen wieder zum katholischen Glauben zu bekehren. Seit dem Zweiten Weltkrieg und der Westverschiebung Polens ist das Land größtenteils katholisch. 87 % der polnischen Gesamtbevölkerung sind römisch-katholisch (Anteil der katholisch Getauften an Gesamtbevölkerung, 2011), vor 1939 waren es nur 66 %. Davon geben 54 % an, ihren Glauben auch zu praktizieren. Ein besonders hohes Ansehen in Polen besitzt der verstorbene Papst Johannes Paul II. (1920–2005), der vor seiner Papstwahl als Karol Wojtyła Erzbischof von Krakau war und eine bedeutende politische Rolle während des Zusammenbruchs des Ostblocks innehatte.
Orthodoxe Kirche

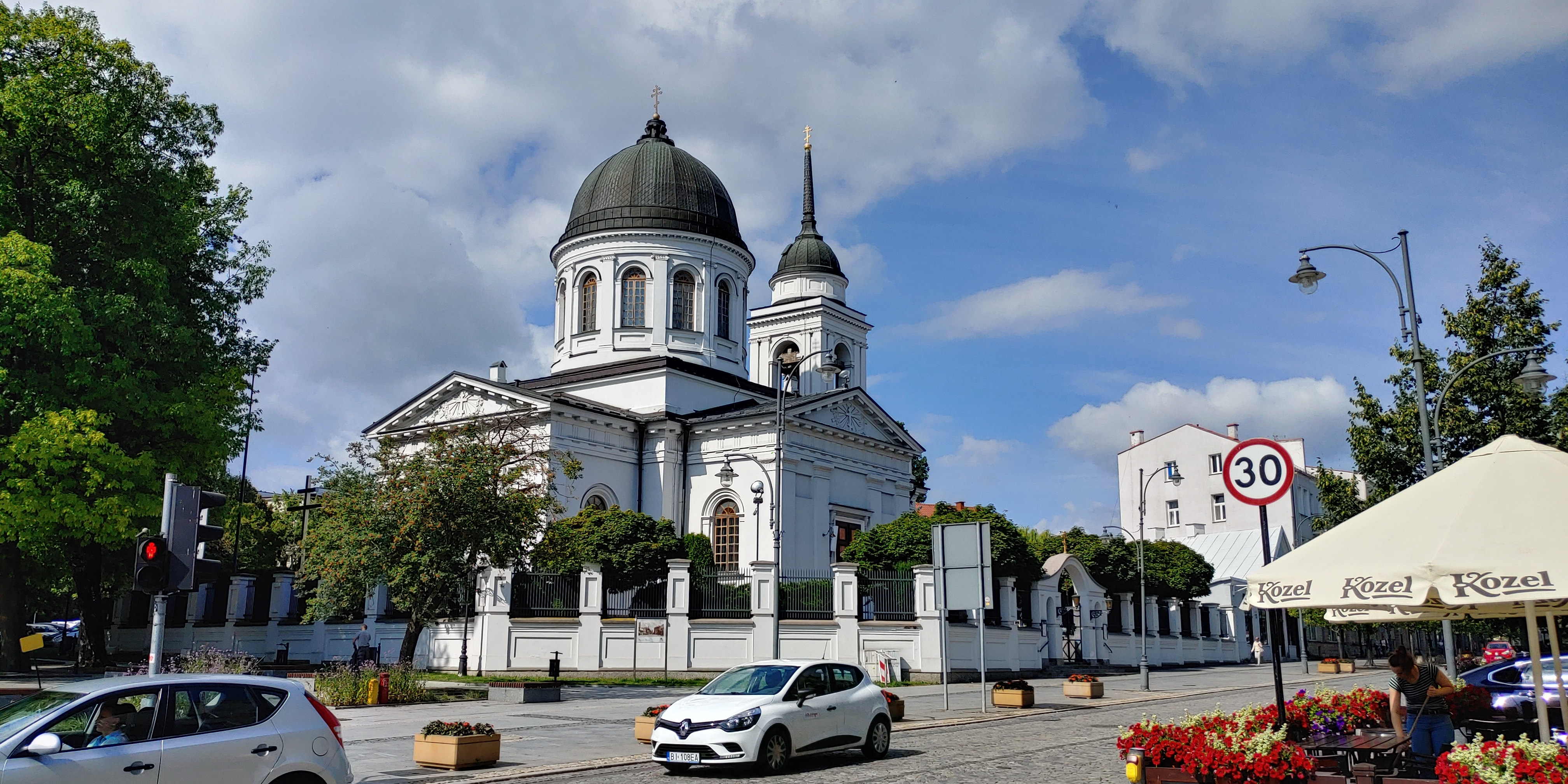
Orthodoxe Nicolaus-Kathedrale in Białystok

Die polnischen Stämme kamen wahrscheinlich im 9. Jahrhundert über das Großmährische Reich mit dem christlichen Glauben erstmals in Kontakt. Die Wislanen in Kleinpolen wurden zur Zeit der byzantinischen Slawenapostel Kyrill und Method von den Herrschern des Großmährischen Reiches unterworfen. Mährischen Chronisten zufolge soll bereits zu dieser Zeit das Christentum nach slawischem Ritus in der Region um Krakau eingeführt worden sein. In den östlichen Woiwodschaften Polens hat ab dem 14. Jahrhundert stets die orthodoxe Kirche dominiert. Durch die Union mit Litauen 1386 und 1569 kamen viele belarussisch- und ukrainischsprachige orthodoxe Christen unter die Herrschaft der polnischen Könige. Die Polnisch-Orthodoxe Kirche ist auch heute noch die zweitgrößte Religionsgemeinschaft in Polen. Zu ihr bekannten sich 2006 0,5 Millionen Menschen, was 1,3 % der Bevölkerung entspricht. Vor 1939 gehörten noch 11 % der Bevölkerung zur orthodoxen Kirche.
Griechisch-katholische Kirche

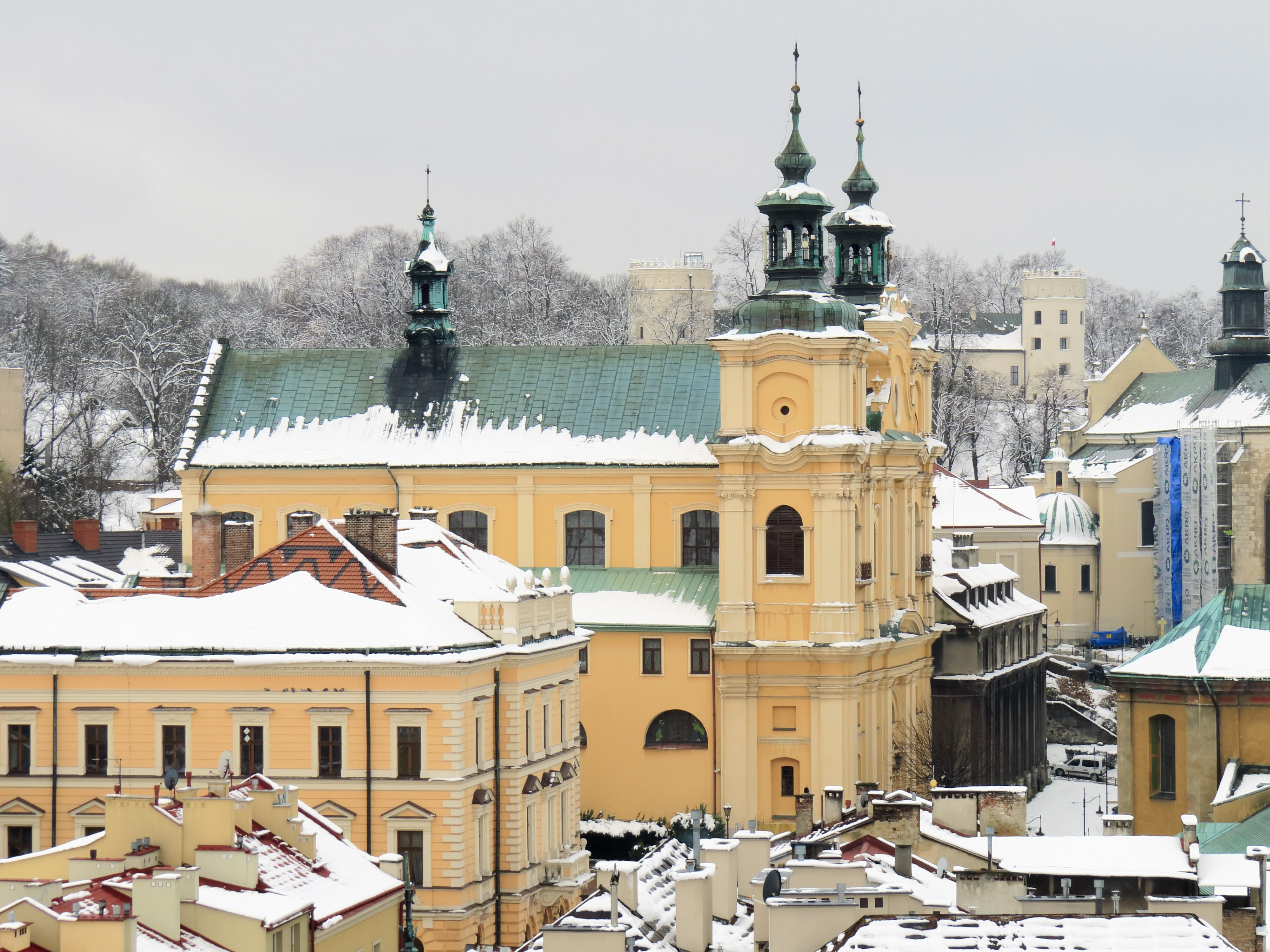
Griechisch-katholische Johannes-Kathedrale in Przemyśl

Ca. 0,2 % der Bevölkerung sind griechisch-katholisch. Die Griechisch-katholische Kirche ist 1596 in Polen durch die Kirchenunion von Brest entstanden. Sie hatte vor allem in dem polnischen Teil der Ukraine eine hohe Verbreitung. Nach den polnischen Teilungen wurde die Griechisch-katholische Kirche in Russland besonders hart verfolgt. Mit der Zuwanderung von Ukrainern nach Polen seit dem Beginn des Russisch-Ukrainischen Kriegs wächst die griechisch-katholische Gemeinde wieder rasant.
Reformierte Kirche
Während das Luthertum beim Bürgertum Anhänger fand, war der Calvinismus beim Kleinadel, der Szlachta, beliebt. Calvin selbst korrespondierte lange Zeit mit dem polnischen König Sigismund II. August, der eine Zeitlang den Bestrebungen der Mehrheit des polnischen Sejm zugeneigt war, eine Nationalkirche nach englischem Vorbild in Polen-Litauen zu etablieren, die nach der Lehre Calvins konzipiert sein sollte. Der Sejm von 1555 debattierte über die Einführung einer protestantischen Nationalkirche in Polen. Statt eine solche zu gründen, gewährte Sigismund II. August seinen Untertanen die Glaubensfreiheit mit dem Argument, er sei der König und nicht das Gewissen seiner Untertanen. Die Glaubensfreiheit wurde schließlich als Reaktion auf die Pariser Bartholomäusnacht in der Konföderation von Warschau 1573 zu einem Verfassungsprinzip der Adelsrepublik erhoben, die der neugewählte polnische König aus Frankreich in den Articuli Henriciani und alle seine Nachfolger in der Pacta conventa unterzeichnen mussten. Die Sicherung der individuellen Glaubensfreiheit in der polnischen Verfassung war ausschlaggebend dafür, dass es in Polen nie zu Religionskriegen kam. Der Calvinismus war bis zur Mitte des 17. Jahrhunderts beim polnischen Adel weit verbreitet. Heute spielt er aufgrund der Gegenreformation im 17. Jahrhundert kaum eine Rolle mehr.
Polnische Brüder
Die Polnischen Brüder waren Antitrinitarier, die als Teil der Radikalen Reformation unter dem Einfluss der Lehre des Sozinianismus die Dreieinigkeit und somit die Gotteigenschaft Jesu ablehnten. Aus der Reformierten Kirche entstand 1565 die unitarische Kirche der Polnischen Brüder, die in Raków über eine eigene Akademie verfügten und stark von Fausto Sozzini und dem Sozinianismus beeinflusst waren. Gemäß dem Rakauer Katechismus lehnten sie jede Form von Gewalt ab, darunter auch den Kriegsdienst. Die Polnischen Brüder gibt es heute nicht mehr. An der Stelle ihrer ehemaligen Hauptkirche in Raków befindet sich heute die katholische Dreifaltigkeitskirche aus dem Barock.
Evangelisch-lutherische Kirche

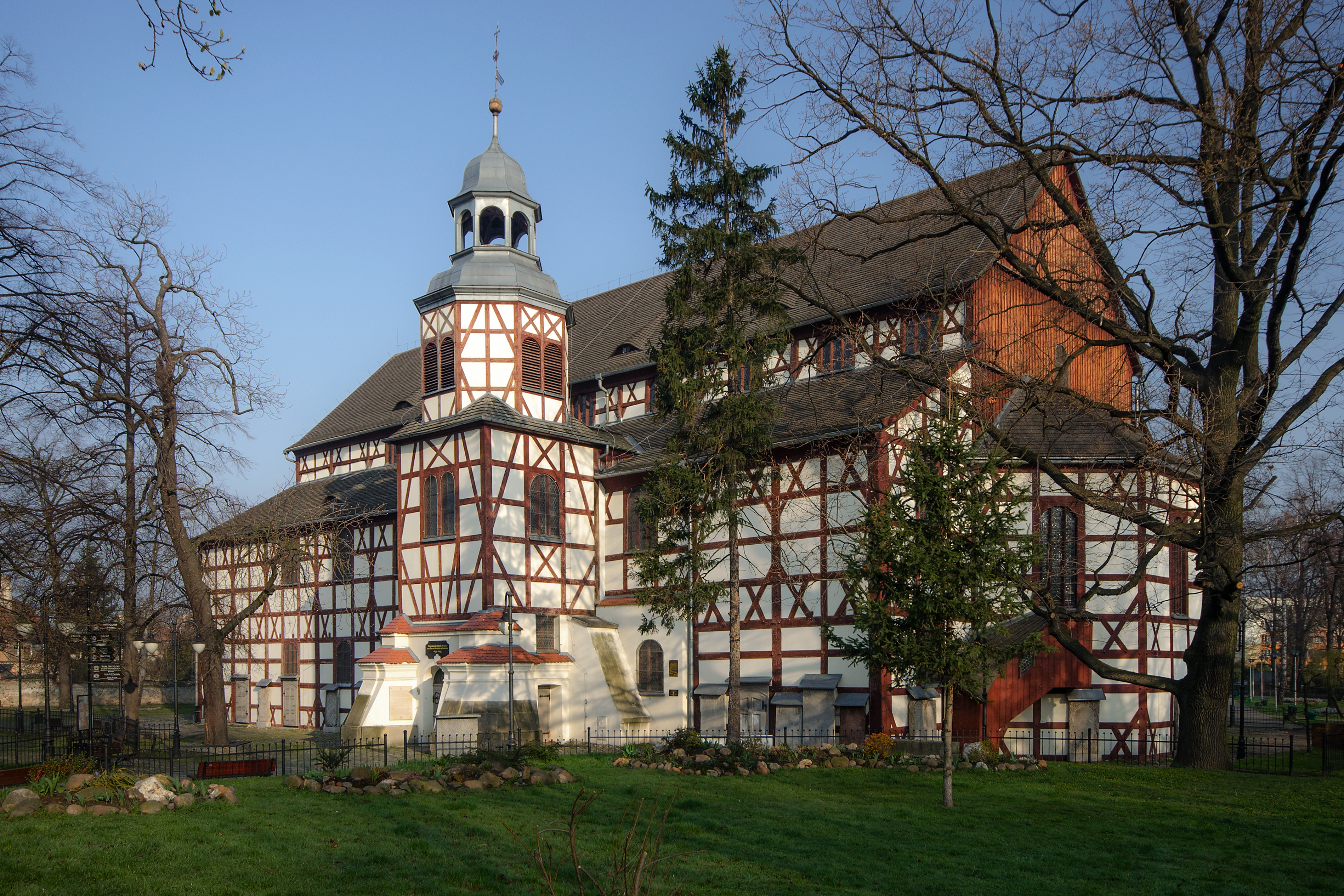
Friedenskirche (ev.-lutherisch) in Jawor (Jauer)

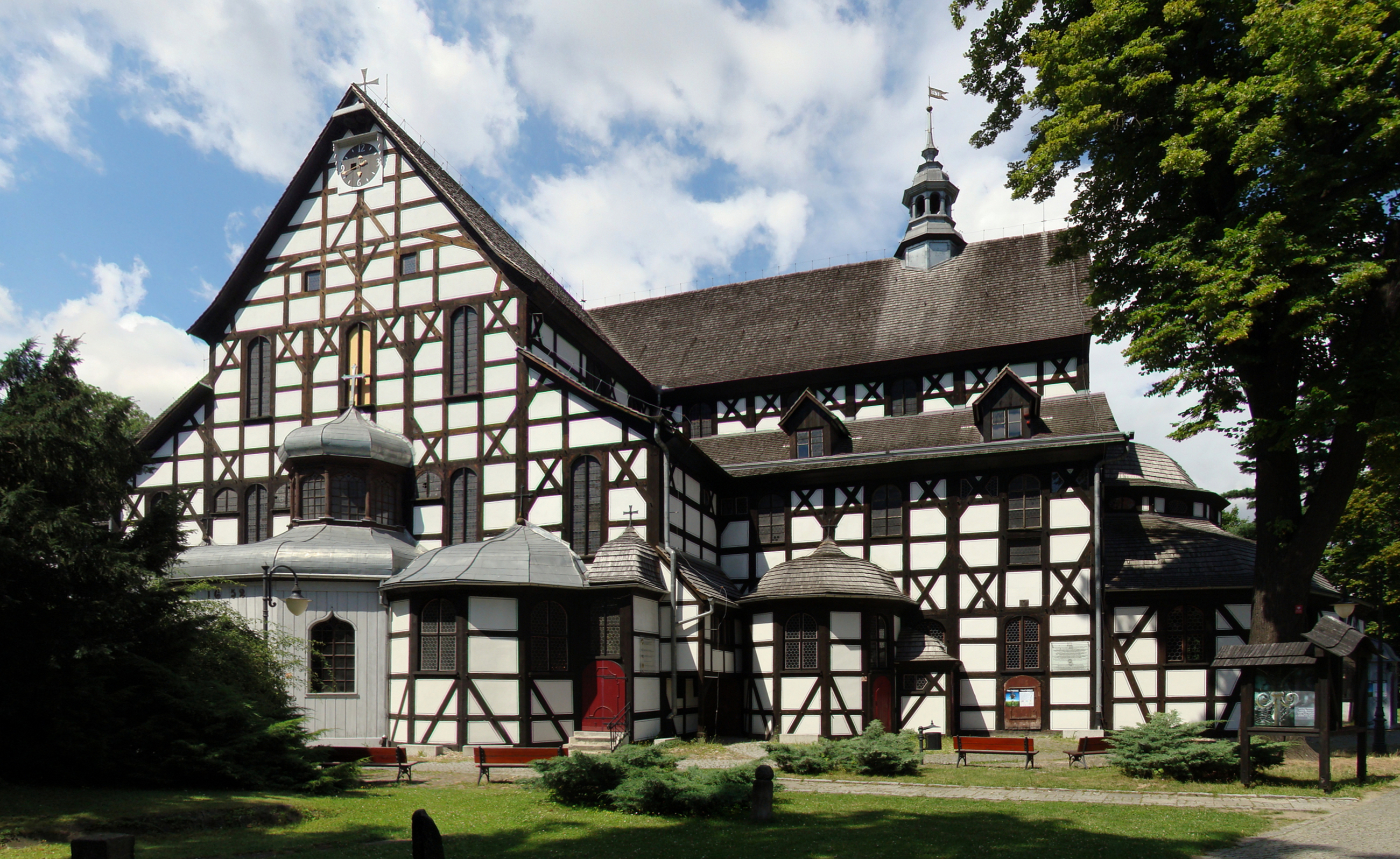
Friedenskirche (ev.-lutherisch) in Świdnica (Schweidnitz)

Das Luthertum fand seit dem 16. Jahrhundert besonders bei der deutschen Bevölkerung in den nordpolnischen Städten viele Anhänger. Heute sind Warschau und die Region um Teschen, wo ca. ein Drittel der Bevölkerung lutherisch ist, Zentren der evangelisch-lutherischen Kirche in Polen. Ca. 0,2 % der Bevölkerung sind evangelisch-lutherisch.
Mariaviten
Eine kleine Minderheit bilden die altkatholischen Mariaviten. Die katholische Kirche der Mariaviten wurde in den 1930er Jahren in Polen gegründet.
Polnisch-Katholische Kirche
Eine kleine Minderheit bilden die Polnisch-Katholischen, die entgegen ihrem Namen eine protestantische Glaubensrichtung sind, die im 19. Jahrhundert in den USA entstanden und im 20. Jahrhundert durch Remigration nach Polen gekommen ist.
Zeugen Jehovas
Ca. 0,3 % der Bevölkerung sind Zeugen Jehovas.
Islam

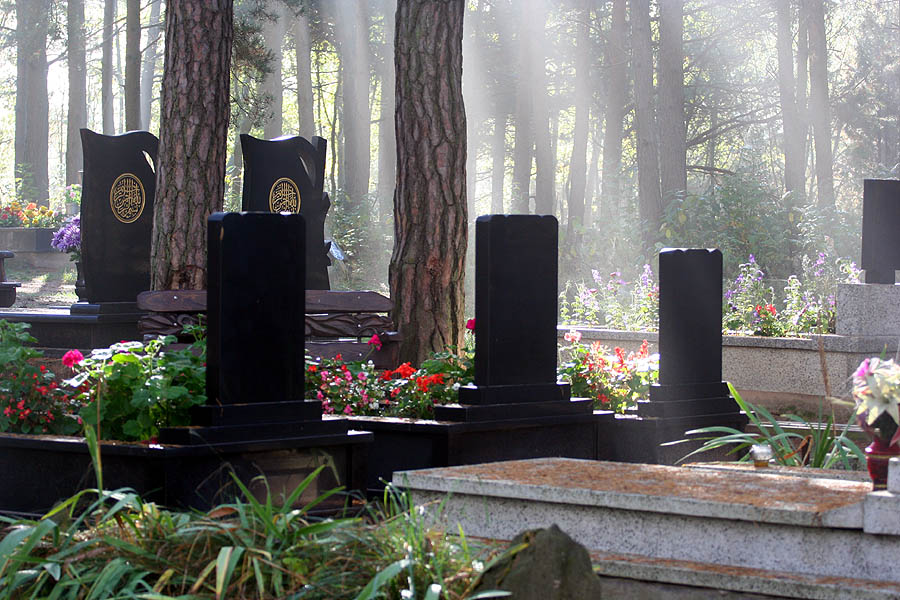
Islamischer Friedhof Kruszyniany

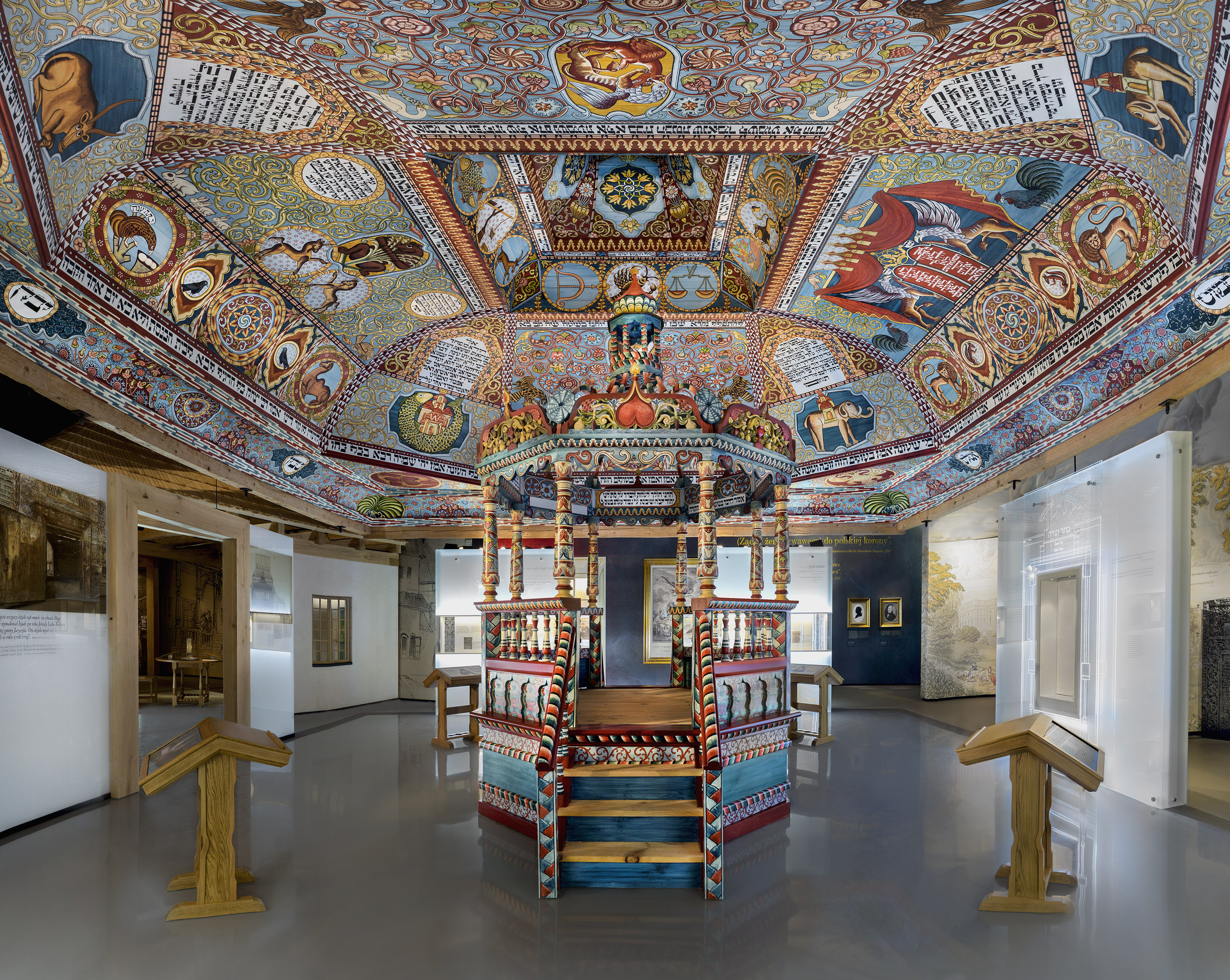
Synagoge im POLIN-Museum

In Polen gibt es zwei muslimische Gemeinden. Gegen Ende des 17. Jahrhunderts siedelte der polnische König Jan Sobieski muslimische Tataren in Podlachien an. Eine relativ große muslimische Minderheit lebte auch um Kamieniec Podolski in Podolien, das zwischen 1672 und 1699 zum Osmanischen Reich gehörte. Die zweite muslimische Gemeinde bilden eingewanderte Muslime, die meist aus arabischen Ländern und der Türkei stammen. Deren religiöses Zentrum bildet vor allem Warschau und Danzig.
Judentum
Polen war im Mittelalter nie religiös homogen. Bereits seit der Zeit, bevor sich der christliche Glaube endgültig durchsetzen konnte, begann die Einwanderung von Juden aus Westeuropa, begünstigt durch das Toleranzedikt von Kalisz von 1265. Später wanderten auch Hussiten aus Böhmen nach Polen ein. Kasimir der Große weitete das Toleranzedikt von Kalisz auf ganz Polen aus. Die polnischen Juden sind seit dem 18. Jahrhundert in zwei dominierende Glaubensrichtungen getrennt, die aufgeklärten Maskilim und die orthodoxen Chassiden. Zeitweise lebten mehr als die Hälfte aller Juden weltweit in Polen. Vor dem Zweiten Weltkrieg hatte Polen mit Abstand die größte jüdische Gemeinde weltweit. Die jüdische Gemeinde wurde nach der Wende 1989 wiederbelebt.

### Schulsystem
Das erste moderne Bildungsministerium weltweit wurde im Jahr 1773 im Zuge der Reformen im Geiste der Aufklärung in der polnisch-litauischen Adelsrepublik gegründet. Das heutige Bildungssystem in Polen befindet sich im Umbruch. Nach der Postkommunistische Systemtransformation 1989 gab es in den Jahren 1999 und 2017 zwei große Reformen. Nach den neuen Vorgaben sollten die 1999 eingeführten Gymnasien bis 2019 abgeschafft werden. Das Schulsystem wird dann aus Kindergärten, achtjährigen Grundschulen und weiterführenden Schulen wie vierjährigen Lyzeen, fünfjährigen Berufsoberschulen sowie weiteren berufsbezogenen Schulen bestehen. Das Abitur wird nach dem Abschluss eines Lyzeums oder einer Berufsoberschule abgelegt werden. Die Abiturprüfung soll wieder bedeutend schwieriger werden. Das Bestehen der Abiturprüfung ist Voraussetzung für das Studium an einer Hochschule. Seit 2017 haben die Eltern die Wahl, ob sie ihre Kinder mit sechs oder sieben Jahren einschulen lassen wollen. Die staatlichen Schulen sind kostenlos, Schulmittel wie etwa Bücher, Hefte, Stifte oder Schulranzen müssen aber privat getragen werden. Das Schuljahr beginnt am 1. September und endet in der ersten Junihälfte. Die Schulferien während des Schuljahres werden von den einzelnen Woiwodschaften beschlossen und sollen versetzt organisiert werden, damit nicht alle Kinder zur selben Zeit zum Beispiel in die Berge zum Skifahren fahren.
Im PISA-Ranking von 2015 erreichen polnische Schüler Platz 17 von 72 Ländern in Mathematik, Platz 22 in Naturwissenschaften und Platz 13 beim Leseverständnis. Polen liegt damit über dem Durchschnitt der OWZE-Staaten.

### Hochschulen

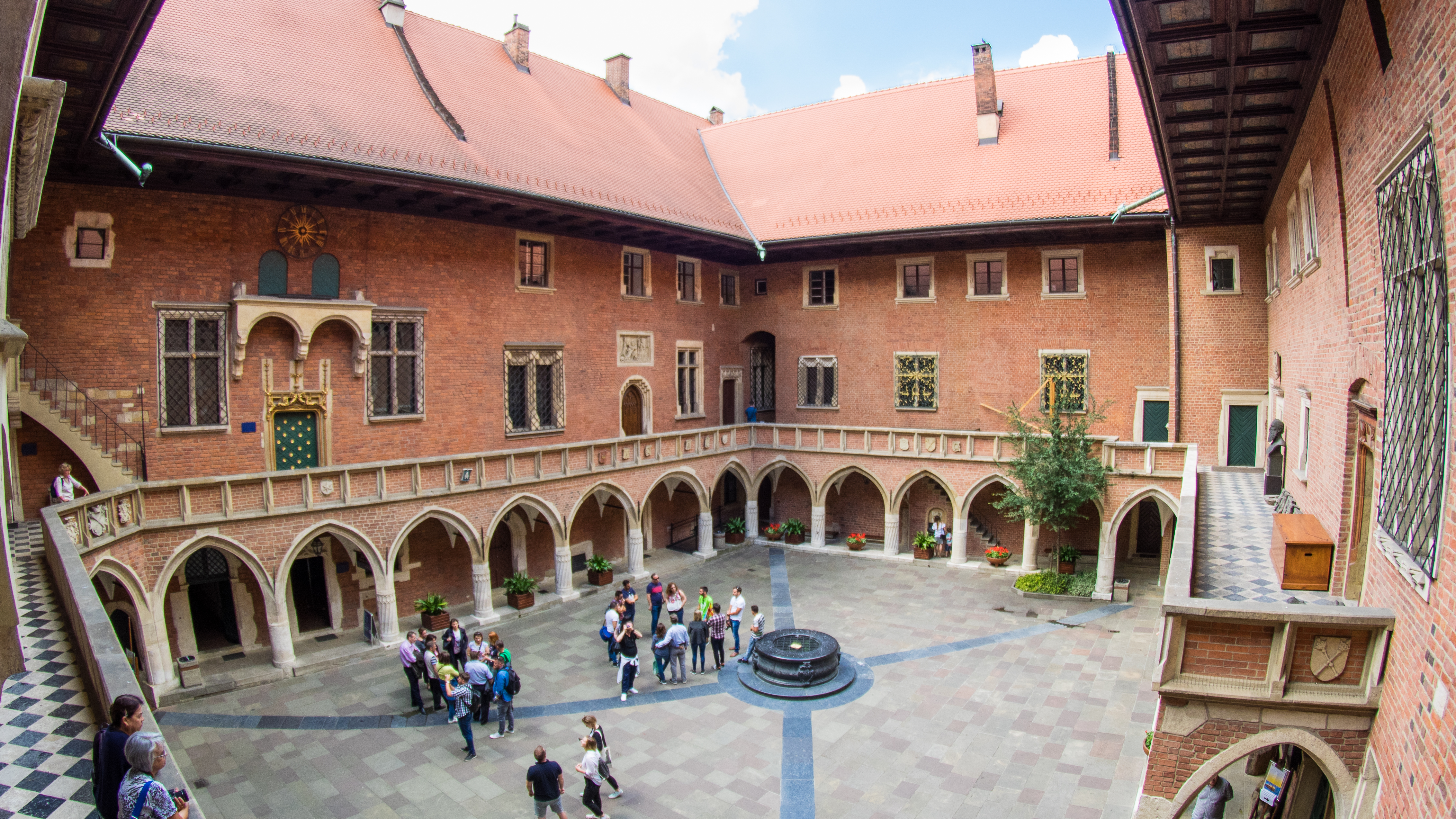
Collegium Maius der UJ-Krakau

Die älteste polnische Universität und gleichzeitig zweitälteste in Mitteleuropa ist die Jagiellonen-Universität in Krakau, die 1364 von Kasimir dem Großen gegründet wurde. Die vier nächstältesten polnischen Universitäten in Vilnius (1579), Zamość (1594), Raków (1602) und Lemberg (1661) bestehen nicht mehr bzw. wurden nach dem Ende des Zweiten Weltkriegs nach Breslau und Thorn verlegt. In Polen studieren fast zwei Millionen Studenten. Die Hochschulen sind von Anweisungen des Staates bezüglich ihrer Bildungsangebote seit der Wende 1989 weitgehend unabhängig. 2008 gab es in Polen 130 staatliche und 315 nichtstaatliche Hochschulen. Weiterhin gab es 78 Einrichtungen der Polska Akademia Nauk (Polnische Akademie der Wissenschaften) sowie etwa 200 selbständige Forschungseinrichtungen. Die staatlichen Hochschulen haben dabei seit den 1990er Jahren vermehrt Konkurrenz durch private Hochschulen bekommen. Das Studium an staatlichen Hochschulen in Polen ist in den Vollzeitstudiengängen grundsätzlich kostenlos. Berufsbegleitende Teilzeit-, Wochenend- und Fernstudiengänge als auch das Studium an privaten Hochschulen sind kostenpflichtig. Die Universitäten vergeben die Bezeichnungen Magister, Licencjat, Ingenieur, Doktor und Doktor hab. Der Magister wird nach einer vier- bis fünfjährigen Regelstudienzeit vergeben, die mit einer Abschlussarbeit beendet wird. In der Humanmedizin ersetzt der Abschluss Arzt der Humanmedizin den Magister, in der Tiermedizin heißt der entsprechende Abschluss Arzt der Veterinärmedizin. In technischen Studiengängen wird der Grad Magister durch den Zusatz Ingenieur ergänzt.
| Wappen | Name                                                   | Widmung                   | Sitz       | Gründungsjahr | Bemerkung                                                                    |
| ------ | ------------------------------------------------------ | ------------------------- | ---------- | ------------- | ---------------------------------------------------------------------------- |
|        | Jagiellonen-Universität                                | Jagiellonen               | Krakau     | 1364          |                                                                              |
|        | Universität Breslau                                    |                           | Breslau    | 1702          | 1945 neugegründet durch Professoren der 1661 gegründeten Universität Lemberg |
|        | Universität Warschau                                   |                           | Warschau   | 1816          |                                                                              |
|        | Katholische Universität Lublin                         | Johannes Paul II.         | Lublin     | 1918          |                                                                              |
|        | Universität Posen                                      | Adam Mickiewicz           | Posen      | 1919          |                                                                              |
|        | MCS-Universität                                        | Marie Curie-Skłodowska    | Lublin     | 1944          |                                                                              |
|        | Universität Thorn                                      | Nikolaus Kopernikus       | Toruń      | 1945          | 1945 gegründet durch Professoren der 1579 gegründeten Universität Vilnius    |
|        | Universität Łódź                                       |                           | Łódź       | 1945          |                                                                              |
|        | Universität Stettin                                    |                           | Stettin    | 1945          |                                                                              |
|        | Kardinal-Stefan-Wyszyński-Universität                  | Kardinal Stefan Wyszyński | Warschau   | 1954          |                                                                              |
|        | Universität Kattowitz                                  |                           | Kattowitz  | 1968          |                                                                              |
|        | Universität Bydgoszcz                                  | Kasimir der Große         | Bydgoszcz  | 1969          |                                                                              |
|        | Universität Kielce                                     | Jan Kochanowski           | Kielce     | 1969          |                                                                              |
|        | Universität Danzig                                     |                           | Danzig     | 1970          |                                                                              |
|        | Universität Oppeln                                     |                           | Oppeln     | 1994          |                                                                              |
|        | Universität Białystok                                  |                           | Białystok  | 1997          |                                                                              |
|        | Universität Ermland-Masuren                            |                           | Allenstein | 1999          |                                                                              |
|        | Universität Rzeszów                                    |                           | Rzeszów    | 2001          |                                                                              |
|        | Universität Grünberg                                   |                           | Grünberg   | 2001          |                                                                              |
|        | Universität für Sozial- und Geisteswissenschaften SWPS |                           | Warschau   | 2015          |                                                                              |

### Gesundheit
Die Gesundheitsausgaben des Landes betrugen im Jahr 2022 6,7 % des Bruttoinlandsprodukts. Im Jahr 2020 praktizierten in Polen 32,8 Ärzte je 10.000 Einwohner. Die Sterblichkeit bei unter 5-jährigen betrug 2022 4,4 pro 1000 Lebendgeburten. Die Lebenserwartung der Einwohner Polens ab der Geburt lag 2022 bei 77,3 Jahren (Frauen: 81,3, Männer: 73,5). Die Lebenserwartung stieg von 73,7 Jahren im Jahr 2000 bis 2022 um 5 %.

## Geschichte

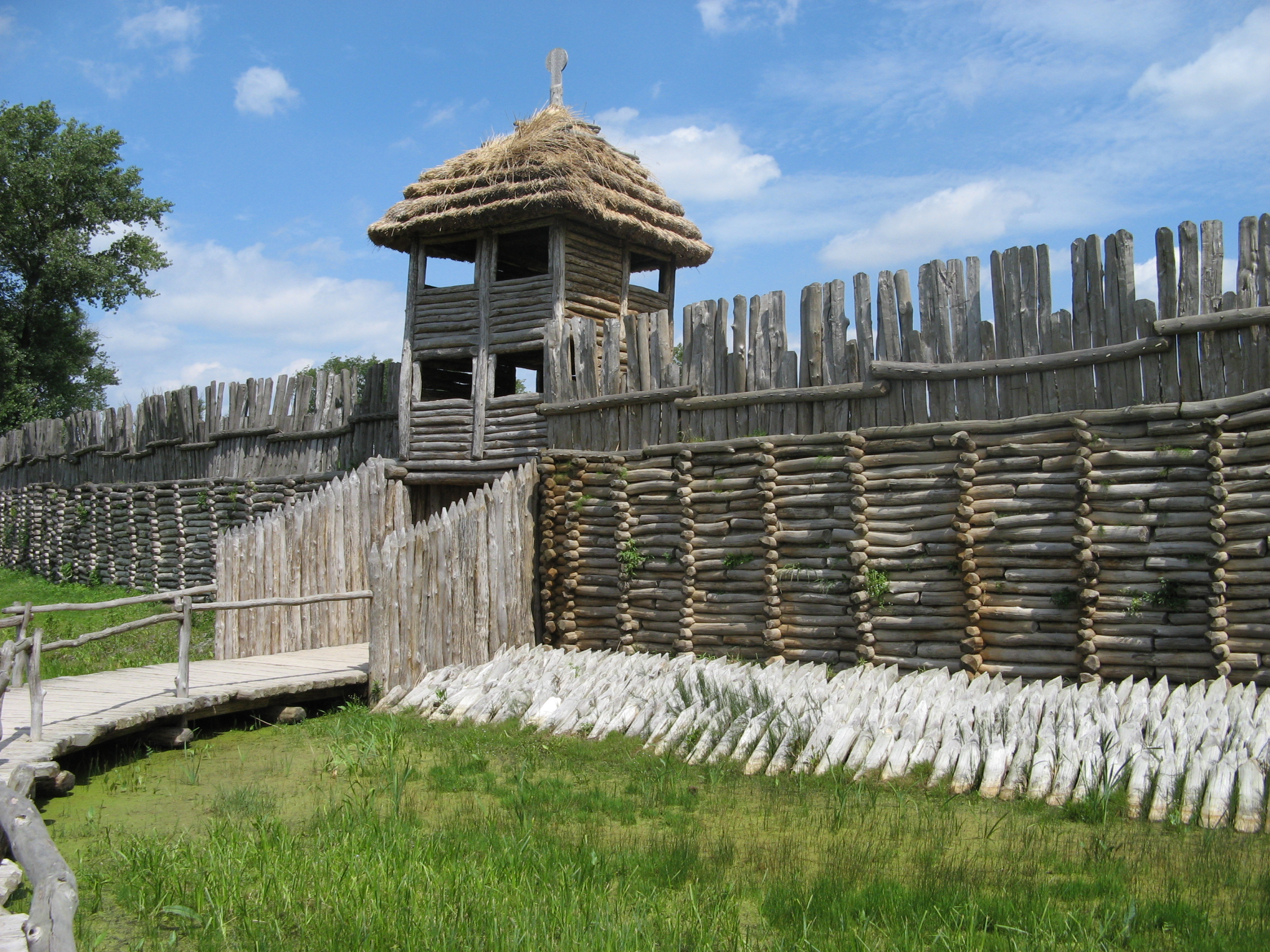
Bronzezeitliches Biskupin

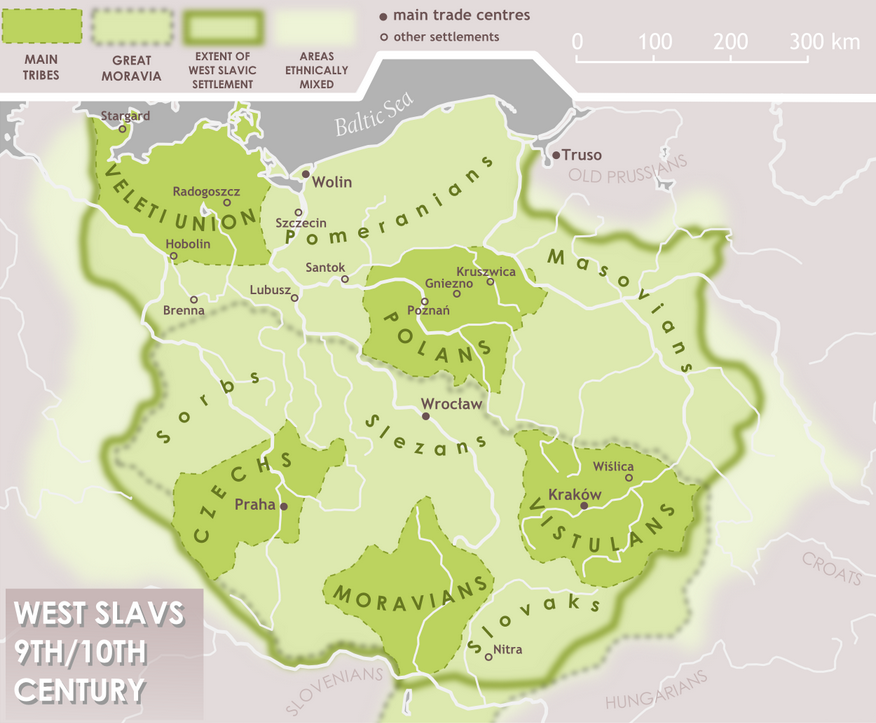
Westslawische Stämme im 9./10. Jahrhundert

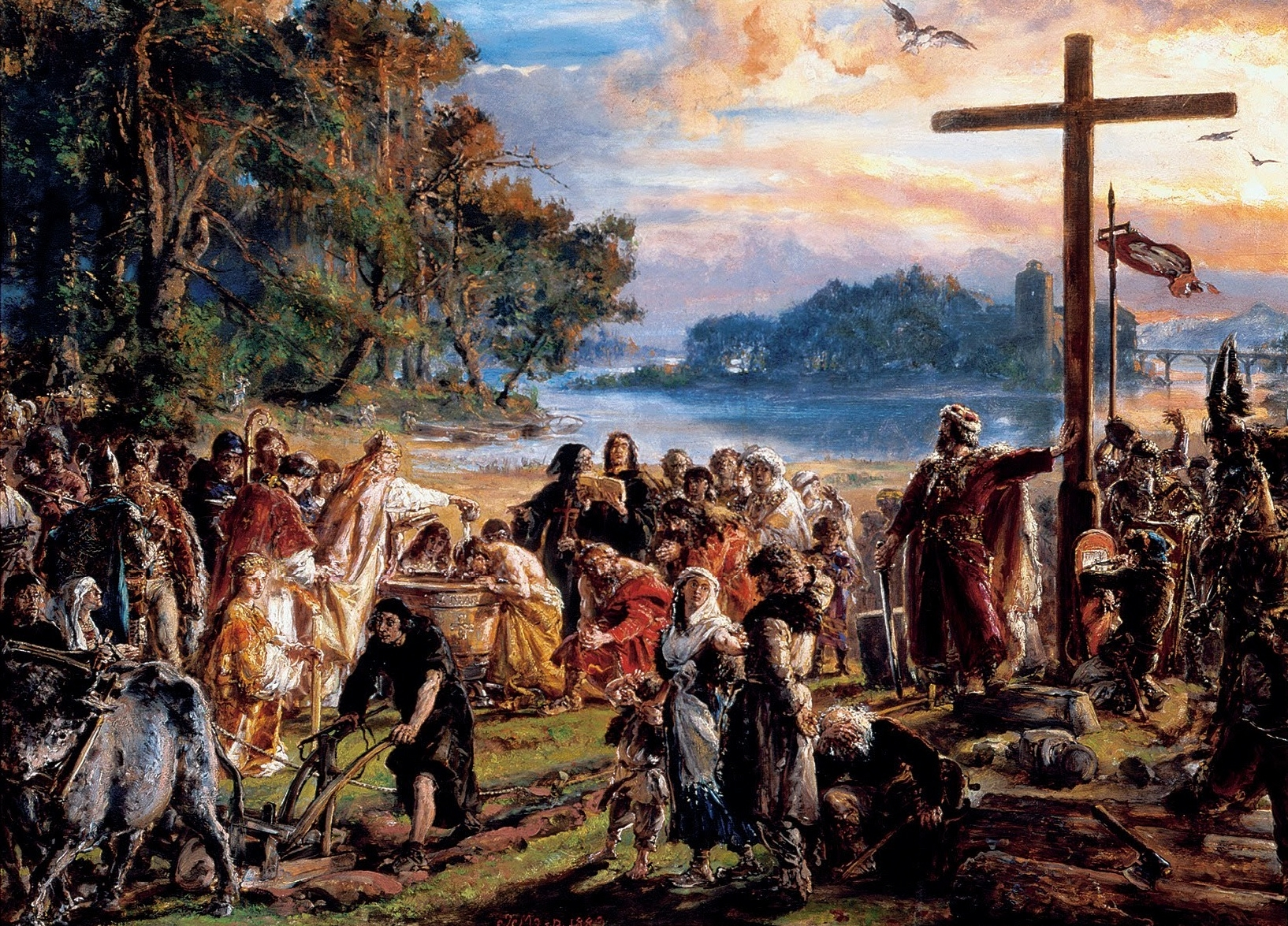
Matejkos Taufe Polens 966, Gemälde von 1889

### Urgeschichte
Die Urgeschichte des heutigen Polens reicht bis in das Paläolithikum zurück. Im Neolithikum befand es sich nacheinander im Einflussbereich der Linearbandkeramischen Kultur, Trichterbecherkultur, Kugelamphoren-Kultur und der Schnurkeramischen Kultur. Während der Bronzezeit war es Teil der Lausitzer Kultur beziehungsweise der Hallstattkultur, aus der die Pfahlbausiedlung Biskupin stammt. Sie wird auch mit der Hallstattkultur in Verbindung gebracht. Am Übergang von der Bronze- zur Eisenzeit folgte die Pommerellische Gesichtsurnenkultur und in der späten Eisenzeit die Wielbark-Kultur. In der Antike geriet das Gebiet des heutigen Polens unter keltischen und thrakischen Einfluss. Später dominierte die Przeworsk-Kultur. Über die Bernsteinstraße fand ein reger kultureller Austausch mit dem Römischen Reich statt. Die Römer erwähnten bereits um Christi Geburt die Städte Kalisz und Truso. Die germanischen Stämme der Goten und Vandalen siedelten um Christi Geburt aus Skandinavien kommend im heutigen Nord- und Westpolen. Während der Völkerwanderung zogen Westslawen und Balten durch das heutige Polen. Vor der polnischen Staatsgründung unternahmen die Wikinger, Awaren und Magyaren Raubzüge ins heutige Südpolen. Mit dieser Zeit verbindet man auch die Sagen um die ersten Urfürsten Polens Popiel, Piast, Lech und Siemowit. Südpolen geriet in der zweiten Hälfte des 9. Jahrhunderts unter mährischen Einfluss.

### Piasten

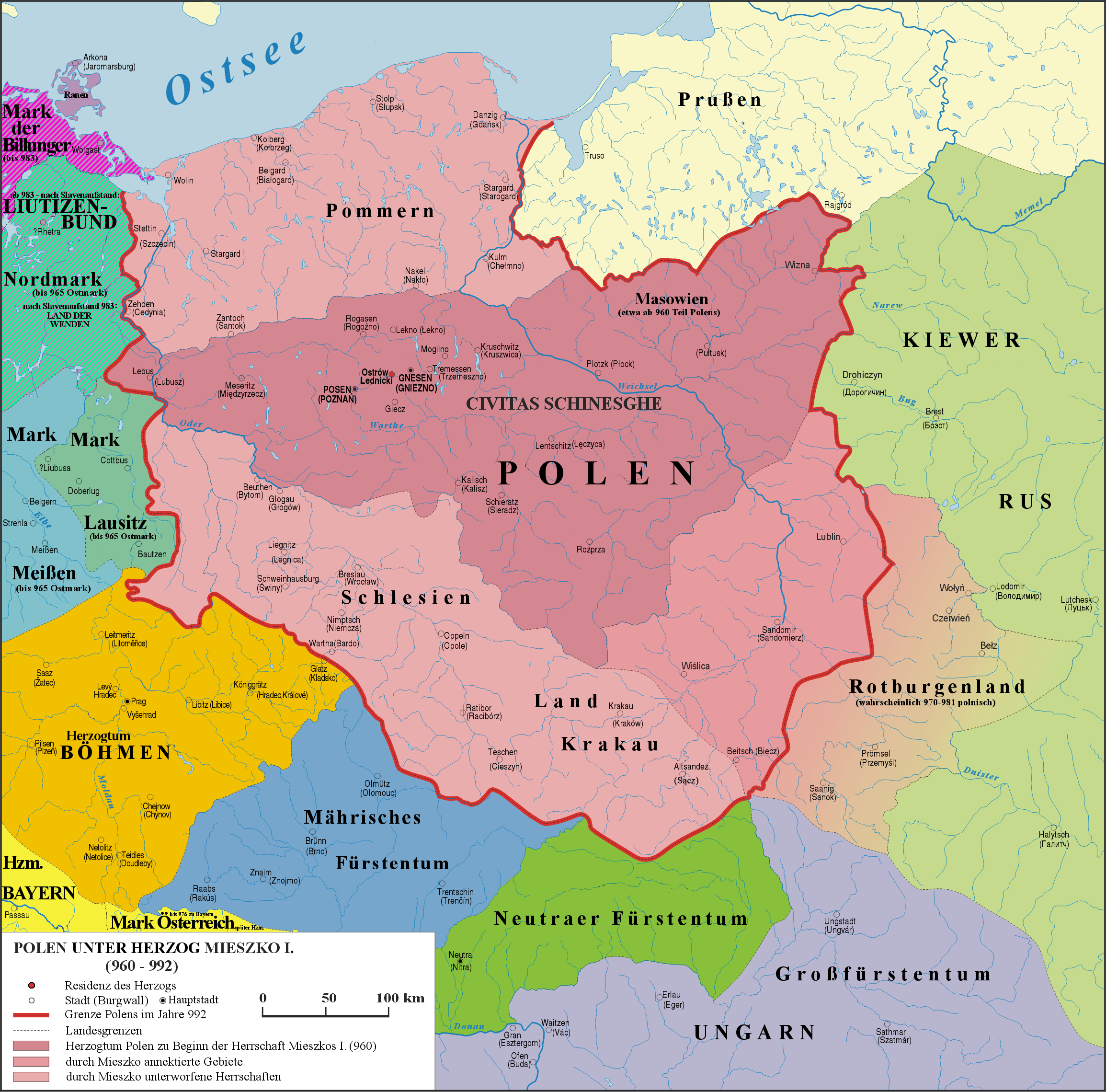
Polen unter der Herrschaft von Mieszko I. (960–992)

Das Herzogtum Polen, dessen Name sich vom westslawischen Stamm der Polanen ableitet, ist im frühen 10. Jahrhundert von Großpolen (Posen, Giecz, Ostrów Lednicki und Gnesen) aus gegründet worden. Es wurde von ca. 960 bis 992 von Herzog Mieszko I. aus der Dynastie der Piasten regiert, der nach und nach die anderen westslawischen Stämme zwischen Oder und Bug unterwarf. Um 990 stellte er in dem Dokument Dagome Iudex Polen unter den unmittelbaren Schutz von Papst Johannes XV.
Im Jahr 966 ließ sich Mieszko I. nach römisch-katholischem Ritus taufen. Das Territorium erreichte durch Eroberungen unter Mieszko I. Grenzen, die den heutigen Staatsgrenzen sehr nahe kamen. Sein Sohn Boleslaus I. der Tapfere war der erste polnische König. Bereits 997 schloss er ein politisch-militärisches Bündnis mit dem römisch-deutschen Kaiser Otto III., das während des Akts von Gnesen im Jahr 1000 bestätigt wurde. Nach dem frühen Tod des jungen Otto III. verschlechterte sich das Verhältnis unter Heinrich II., mit dem Boleslaus I. zahlreiche Kriege um die Lausitz führte. Boleslaus I. dehnte zeitweise seinen Einflussbereich auf die heutige Slowakei, Böhmen und Mähren sowie die Kiewer Rus aus. Unter der Herrschaft seines Sohnes Mieszko II. Lambert kam es in den späten 1030er Jahren zu einem heidnischen Aufstand der Polen gegen die katholische Kirche. Erst dessen Nachfolger Kasimir I. der Erneuerer vermochte die Lage zu beruhigen. Er verlegte 1040 die Hauptstadt von Gnesen auf den Krakauer Wawel.
Nach dem Tod von Boleslaus III. Schiefmund im Jahr 1138 wurde die Senioratsverfassung eingeführt, nach welcher die Söhne von Boleslaus III. als Juniorherzöge unter dem Seniorat des Ältesten der Dynastie die ihnen unterstehenden einzelnen Landesteile regierten. Bis 1295 dauerte diese feudale Zersplitterung in Polen an. Dieser sogenannte Partikularismus führte zu einer starken politischen Schwächung Polens im 13. Jahrhundert. Polen zerfiel 1138 in sechs Herzogtümer: Kleinpolen, Großpolen, Pommern, Pommerellen, Schlesien und Masowien, das sogenannte „Seniorat Polen“. Die Jahre bis zur Wiedervereinigung waren durch feudalistische Territorialzersplitterung geprägt. Das im Südosten gelegene Gebiet Kleinpolens zerfiel in das Adelsterritorium Sandomierz, das östliche Großpolen in die Herzogtümer Łęczyca und Sieradz, das westliche Masowien in das Herzogtum Kujawy. In Westpommern erlangten die Greifen 1181 und in Pommerellen die Samboriden 1227 die Unabhängigkeit von dem Krakauer Senior. 1295 gelang es Przemysł II. aus der großpolnischen Linie der Piasten große Landesteile wieder zu vereinen und sich zum König von Polen krönen zu lassen. Er wurde jedoch bereits im Folgejahr ermordet, und die polnische Königskrone fiel an die böhmischen Přemysliden Wenzel I. und Wenzel II. Nachdem Letzterer auf der Fahrt zur Krönung in Krakau ermordet wurde, gelang es Ladislaus I. Ellenlang aus der kujawischen Linie der Piasten die polnische Königskrone zu erlangen. Mit seinem Sohn Kasimir III., dem Großen starben die Piasten in der Königslinie 1370 aus, wobei die masowischen Piasten erst 1526 und die schlesischen Piasten sogar erst 1707 ausstarben. Der letzte Piastenkönig Kasimir III. der Große leitete erfolgreich Reformen ein, die dem Königreich Polen zu einer machtvollen Position in Mittel- und Osteuropa verhalfen.
Die Piasten holten zahlreiche Siedler nach Polen, zunächst den Klerus und die Benediktiner sowie Zisterzienser aus Frankreich, dem Heiligen Römischen Reich sowie Italien, und insbesondere nach der Entvölkerung weiter Teile Polens im Zuge des Mongolensturms in der ersten Hälfte des 13. Jahrhunderts deutsche Bauern und Stadtbürger, sowie insbesondere Juden nach den Pogromen in Westeuropa im Zuge der Pestepidemie in der Mitte des 14. Jahrhunderts, von der Polen verschont blieb. Konrad I. von Masowien holte den Deutschen Orden 1226 ins Kulmerland, von wo aus er Preußen unterwarf. Kasimir III. der Große erstreckte hingegen das jüdische Toleranzedikt von Kalisch von Boleslaus VI. des Frommen auf das ganze Königreich Polen. Er begann auch mit dem Anschluss des Fürstentums Halytsch-Wolodymyr mit Lemberg die polnische Ostexpansion. Mit den böhmischen Luxemburgern, die weiterhin den von den Přemysliden geerbten Anspruch auf die polnische Krone geltend machten, konnte sich Kasimir III. der Große nach Treffen in Visegrád und Krakau im Vertrag von Namslau einigen, die Luxemburger verzichteten auf die polnische Krone und die kujawischen Piasten auf die Lehenshoheit über Schlesien. 1364 gründete Kasimir III., der Große die Krakauer Akademie als zweite Universität in Mitteleuropa. Gleichzeitig schloss Kasimir der Große ein militärisches Bündnis mit dem ungarischen König Karl I. und einen Erbvertrag mit dessen Sohn Ludwig I. aus dem Haus Anjou, der die Schwester Kasimirs III. des Großen Elisabeth von Polen heiratete und damit einen Anspruch auf die polnische Krone nach Kasimirs III. Tod erwarb.

### Jagiellonen

Königreich Polen und Jagiellonen-Machtbereich um 1500

Dem ohne legitimen Sohn verstorbenen Kasimir III. folgte durch Erbvertrag dessen Schwager Ludwig I. aus dem Haus Anjou, wodurch es zur ersten polnisch-ungarischen Personalunion kam, sowie dessen Tochter Hedwig I. Diese heiratete 1386 den frisch getauften litauischen Großfürst Ladislaus II. Jagiełło, wodurch der mächtige Doppelstaat Polen-Litauen geschaffen wurde, der für die nächsten 400 Jahre die Geschicke Mittel- und Osteuropas entscheidend beeinflusste. Nach der Schlacht bei Tannenberg und der damit verbundenen schweren Niederlage des Deutschen Ordens stieg Polen-Litauen zu einer der führenden Kontinentalmächte auf und war lange Zeit der größte Staat Europas mit Einflusssphären vom Baltischen zum Schwarzen Meer und von der Adria bis an die Tore Moskaus. Unter Ladislaus II. Jagiełłos ältestem Sohn Ladislaus III. kam es zur zweiten polnisch-ungarischen Personalunion, die mit Ladislaus III. Tod in der Schlacht bei Warna endete. Sein Bruder Kasimir IV. Andreas konnte im Dreizehnjährigen Krieg dem Deutschen Orden Westpreußen und Ermland abgewinnen und den restlichen Ordensstaat zu einem polnischen Lehen machen. Durch eine geschickte Dynastie und Heiratspolitik machte er die Jagiellonen zu einer der führenden Königsfamilien in Europa. Sein ältester Sohn Ladislaus wurde König von Böhmen und Ungarn und seine jüngeren Söhne Johann I. Albert, Alexander I. und Sigismund I. der Alte wurden nacheinander Könige und Großfürsten in Polen-Litauen. Seine Töchter vermählte er mit den bayerischen Wittelsbachern, preußischen Hohenzollern, pommerschen Greifen, den sächsischen Wettinern sowie den schlesischen Piasten. Als also Sigismund I. der Alte 1525 den Deutschen Ordensstaat auflöste und in ein weltliches Herzogtum umwandelte, setzte er mit Albrecht seinen Neffen als Herzog ein. 1526 fiel das bisherige polnische Lehen Masowien mit dem Tod des letzten masowischen Piasten Janusz III. wieder an Polen. Mit dem Tod Ludwig II. in der Schlacht bei Mohács verloren die Jagiellonen Böhmen, Ungarn und Kroatien an die Osmanen beziehungsweise Habsburger. Mit Sigismund I. des Alten einzigem Sohn Sigismund II. August starben auch die Jagiellonen 1572 im Mannesstamm und mit seiner Tochter Anna Jagiellonica 1596 vollständig in Polen-Litauen aus.

### Adelsrepublik

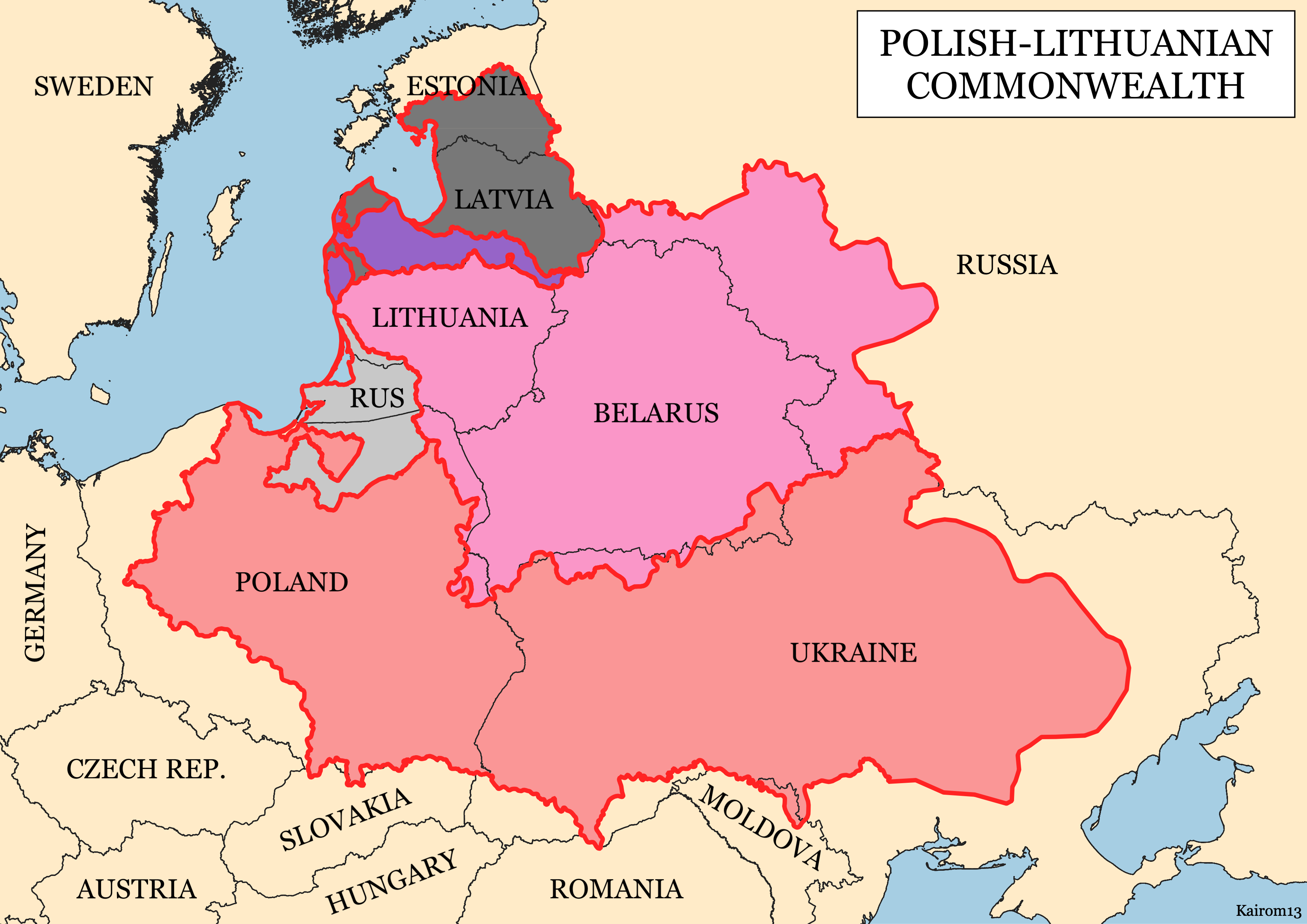
Polen-Litauen um 1619
Königreich Polen
Großfürstentum Litauen
Herzogtum Preußen, polnisches Lehen
Herzogtum Kurland, polnisch-litauisches Lehen
Herzogtum Livland, polnisch-litauisches Kondominium

Polen wurde 1358 als Republik bezeichnet. Die republikanische Staatsform setzte sich aber wohl erst um die Mitte des 15. Jahrhunderts durch und war mit einem stetigen Dreikammerparlament erst Ende des 15. Jahrhunderts ausgereift. Mit der 1505 verabschiedeten Verfassung Nihil Novi verbot der Sejm dem König neue Gesetze ohne Zustimmung des Parlaments zu erlassen. Auf Betreiben des letzten polnischen Königs aus der Jagiellonen-Dynastie, Sigismund II. August, wurde die Personalunion zwischen Polen und Litauen in Lublin im Jahr 1569 in eine Realunion umgewandelt. Polen und Litauen bildeten seit 1569 gemeinsam eine Adelsrepublik und damit den ersten modernen Staat Europas mit einem adelsrepublikanischen System und einer Gewaltenteilung. 1578 wurde ein vom König und dem Sejm unabhängiges Höchstes Gericht für Polen-Litauen, das Krontribunal in Lublin eingerichtet. Der polnische Adel wählte zunächst den Franzosen Heinrich I. Valois, dem er die Religionsfreiheit abverlangte, und später den Siebenbürger Stephan I. Báthory zum polnisch-litauischen König. Später folgten drei Könige aus der mit den Jagiellonen verwandten schwedischen Vasa-Dynastie Sigismund III. Vasa (kurze Personalunion mit Schweden), Ladislaus IV. Vasa (kurze Personalunion mit Russland) sowie Johann II. Kasimir. Mit Michael I. Korybut Wiśniowiecki, Johann III. Sobieski und Stanislaus I. Leszczyński wurden polnische Magnaten und mit August II. dem Starken und August III. sächsische Wettiner gewählt. Der letzte gewählte polnische König war Stanislaus II. August Poniatowski. Als Goldenes Zeitalter der Adelsrepublik gilt die Zeit bis zur Hälfte des 17. Jahrhunderts. Danach war Polen-Litauen in zahlreiche Kriege verwickelt, unter anderem in die Schlacht am Kahlenberg im Rahmen des Großen Türkenkriegs.

### Teilungen

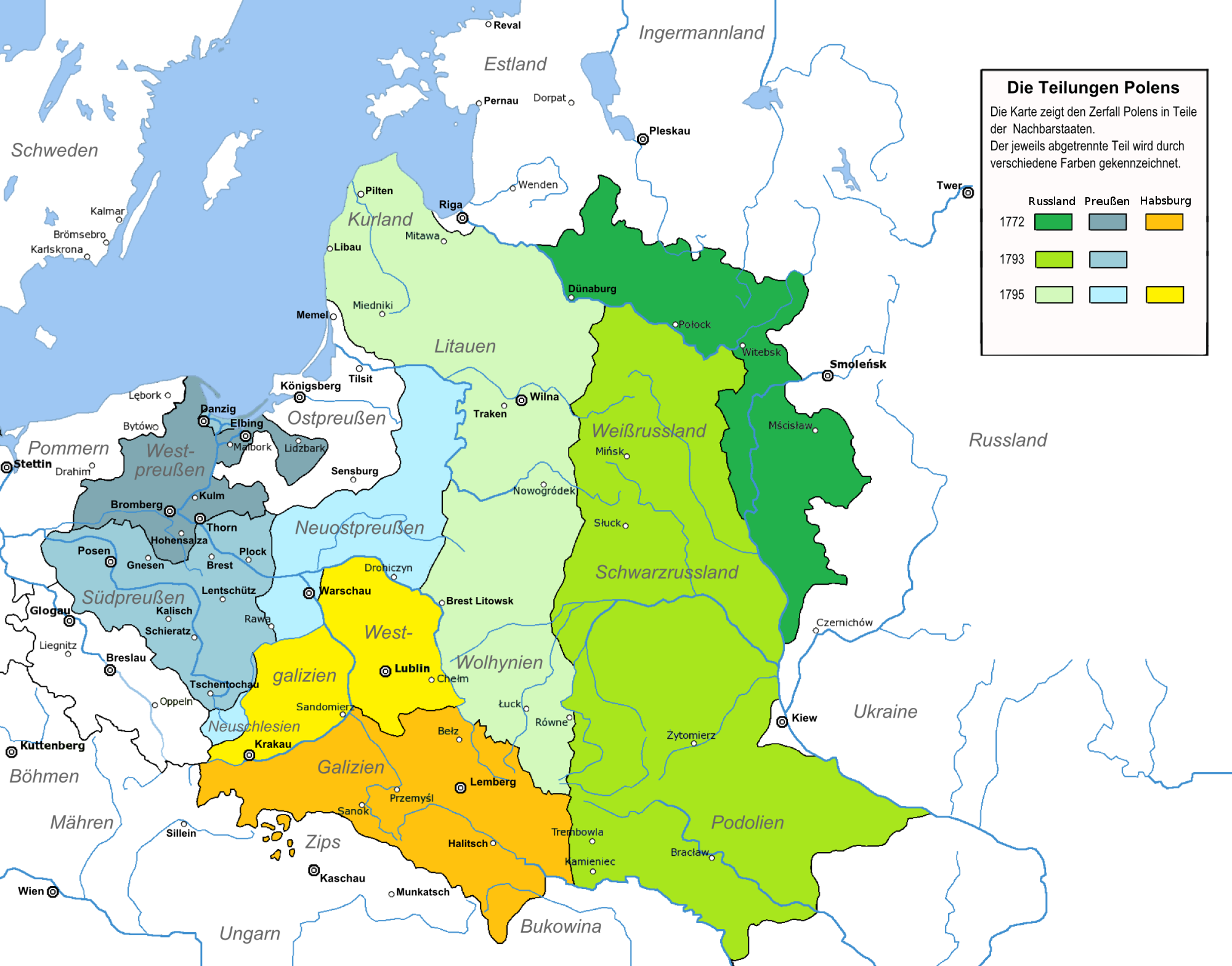
Teilungen 1772, 1793, 1795

Die Adelsrepublik stürzte im 17. und 18. Jahrhundert in eine dauerhafte Krise, die durch zahlreiche Kriege (mit Schweden, dem Osmanischen Reich, Russland, Brandenburg-Preußen und Siebenbürgen), fehlende politische Reformen und innere Unruhen gekennzeichnet war. Es kam zur Bildung von Magnaten (sogenannten Konföderationen gegen die Interessen des Staates und des Königs), Kosakenaufständen und dauerhaften Konfrontationen mit den Krimtataren in den südöstlichen Woiwodschaften. Besonders die Wahl ausländischer Dynasten zu polnischen Königen (sie verfügten über keine Hausmacht in Polen und waren vom Wohlwollen des Hochadels abhängig) und die Uneinigkeit innerhalb des polnischen Adels, der Szlachta und Magnaten, schwächten den Staat beträchtlich. Insbesondere die sogenannte Sachsenzeit wird dabei aus polnischer Sicht als negativ für den weiteren Bestand des polnischen Staates eingestuft.

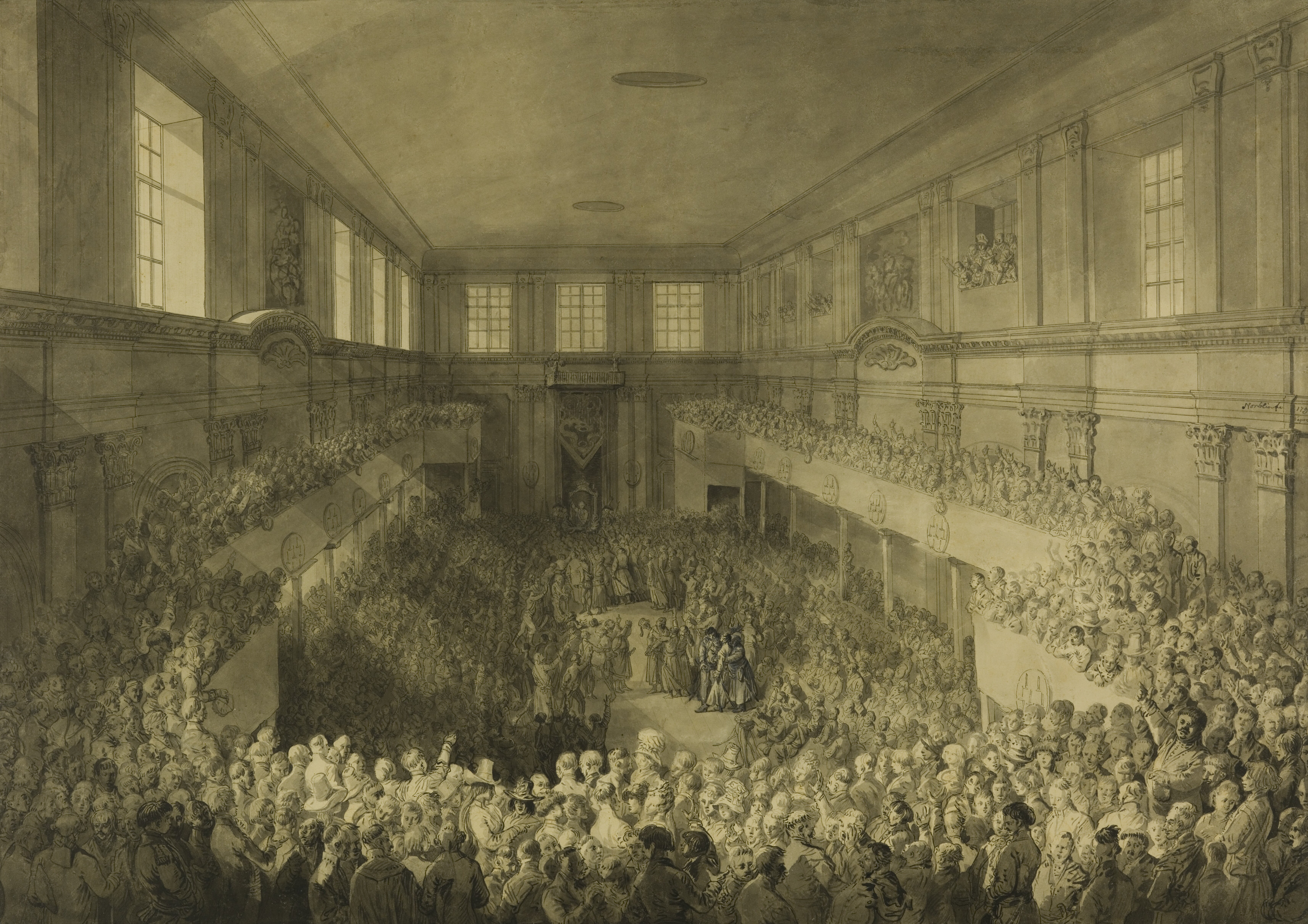
Verfassung vom 3. Mai

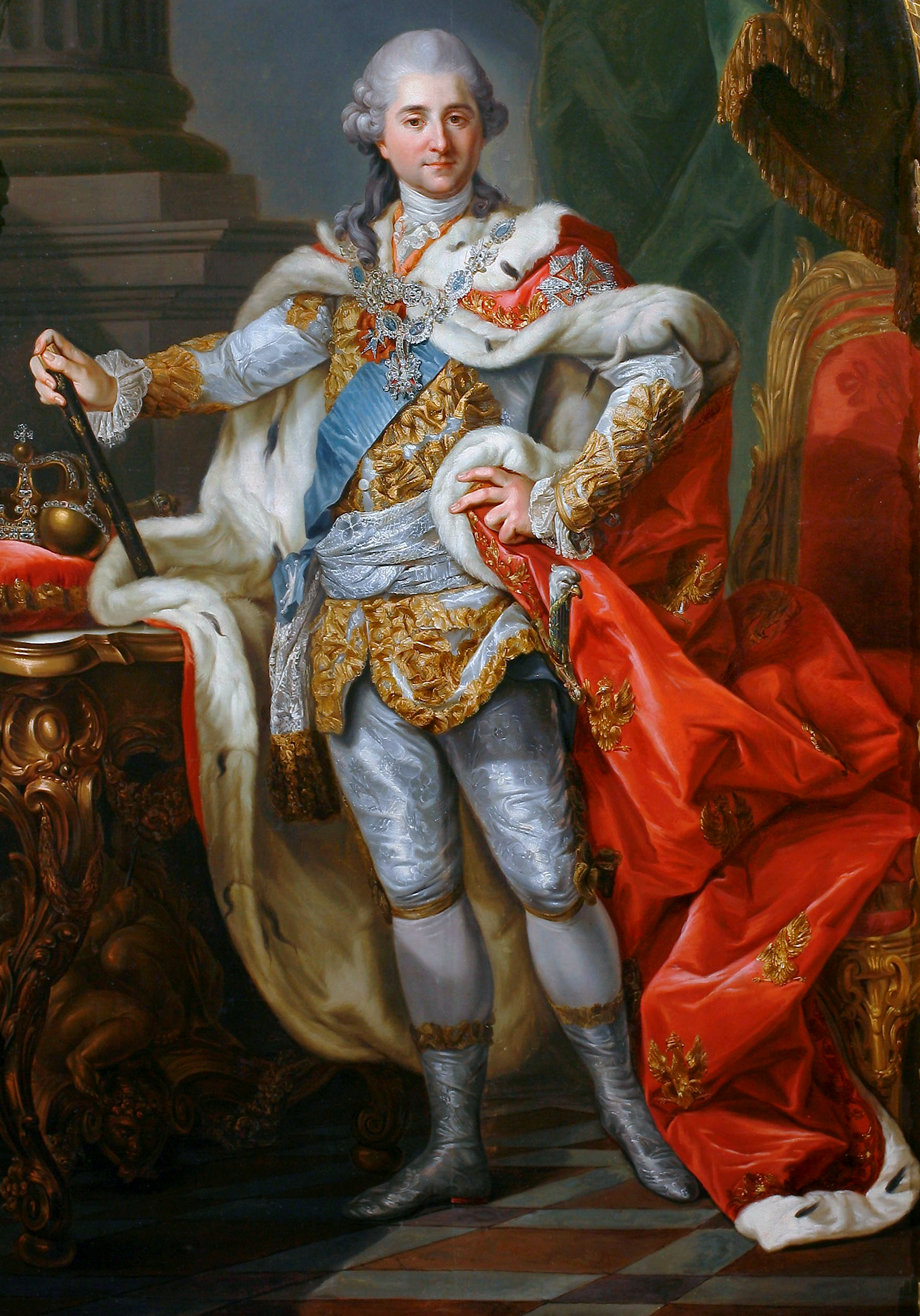
Stanislaus II. August Poniatowski

Auch die Ratifizierung einer Verfassung 1791, der ersten modernen Verfassung Europas überhaupt, konnte den Niedergang der polnisch-litauischen Adelsrepublik nicht stoppen. In den drei Teilungen Polens 1772, 1793 und 1795 wurde Polens innere Schwäche von seinen Nachbarn Preußen, Österreich und Russland ausgenutzt, welche Polen gleichzeitig überfielen und am Ende unter sich aufteilten. Polen wurde damit seiner Souveränität beraubt und sein ursprüngliches Landesgebiet in drei unterschiedliche Staaten eingegliedert. Der letzte polnische König Stanislaus II. August Poniatowski musste abdanken und wurde nach Sankt Petersburg gebracht, wo er 1798 verstarb. Zeitgleich wurden jedoch bereits ab 1796 Polnische Legionen im französisch besetzten Norditalien und Frankreich unter Jan Henryk Dąbrowski gegründet, deren Ziel es war, mit französischer Hilfe die polnisch-litauische Republik wieder zu errichten.
Auf Drängen des französischen Kaisers Napoleon entstand 1807, im Rahmen des Friedens von Tilsit, aus den preußischen Erwerbungen der Zweiten und Dritten Teilung ein relativ kleines Herzogtum Warschau, als Vasallenstaat Frankreichs. Im Jahr 1809 wurden nach kurzen kriegerischen Auseinandersetzungen Teile Kleinpolens im damaligen Westgalizien von Österreich an das Herzogtum Warschau wieder abgetreten. Aufgrund der Niederlagen der polnisch-französischen Allianz im Russlandfeldzug 1812 und in der Völkerschlacht bei Leipzig im Jahr 1813 kam es zu keiner Wiederherstellung der polnisch-litauischen Republik, und das Herzogtum Warschau wurde auf dem durch die Teilungsmächte dominierten Wiener Kongress aufgeteilt. Große Teile Großpolens fielen als Provinz Posen wieder an Preußen. Krakau wurde zum Stadtstaat, der bis 1846 formal unabhängigen Republik Krakau. Der Rest – das nach dem Wiener Kongress benannte Kongresspolen, wurde als Königreich Polen 1815 in Personalunion mit dem Russischen Kaiserreich verbunden – war also zunächst formal bis auf den gemeinsamen Herrscher vom russischen Reich unabhängig. Bis 1831 genoss dieses polnische Staatswesen weitgehende Autonomie. Mit dem Aufkommen des russischen Nationalismus beim Übergang von der Feudalgesellschaft zum Kapitalismus wurde durch die zaristische Verwaltung versucht, diese Autonomie Schritt für Schritt abzuschaffen.

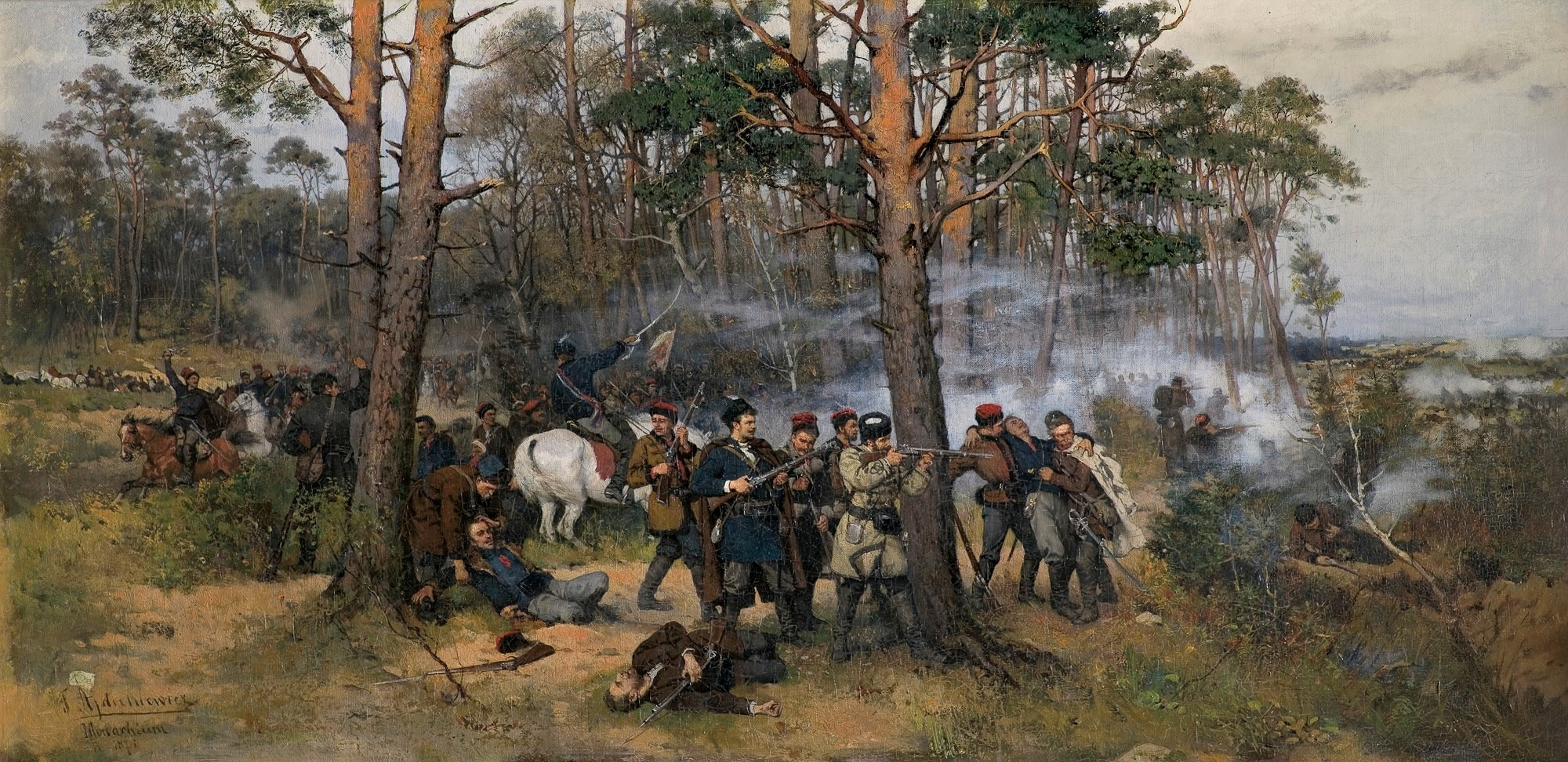
Ajdukiewiczs Januaraufstand

Als Folge der Rekrutierung von polnischen Bürgern für die russische Armee zur Bekämpfung der Belgischen Revolution brach in Warschau der Novemberaufstand von 1830 aus, in dem die Polen versuchten, die russische Fremdherrschaft und Dominanz abzuschütteln. Der Novemberaufstand wurde 1831 von der russischen Armee niedergeschlagen. Mit der Niederlage wurde die polnische Bevölkerung seit 1831 in den preußischen und russischen Besatzungszonen einer verstärkten Germanisierung – den preußischen Volkszählungen zufolge ohne größere Auswirkungen auf die Bevölkerungsverhältnisse – und Russifizierung unterzogen, die nach dem zweiten, gescheiterten Aufstand, dem Januaraufstand von 1863, besonders forciert wurde. Die Bezeichnung Polen wurde verboten und das Land durch die russische Obrigkeit als Weichselland bezeichnet. Ähnlich verfuhren auch die Hohenzollern in Pommerellen und Großpolen: In Volkszählungen tauchen Polen als Nationalität auf, aber als zeitgenössischer geographischer Begriff wird Polen in preußischen Schulbüchern und allen deutschsprachigen Kartenwerken auf den russischen Teil beschränkt. Nur im von Österreich besetzten polnischen Galizien konnten die Polen durch die politischen Reformen des Hauses Habsburg-Lothringen in der Donaumonarchie seit 1867 der geistig-nationalen Unterdrückung in den von Preußen und Russland dominierten Teilen Polens entkommen. Im russischen Teil hingegen bildete die Revolution von 1905 einen Wendepunkt, in dem zunächst sozialistische Forderungen dominierten, später aber die Forderung nach nationaler Unabhängigkeit an Boden gewann.

### Erster Weltkrieg

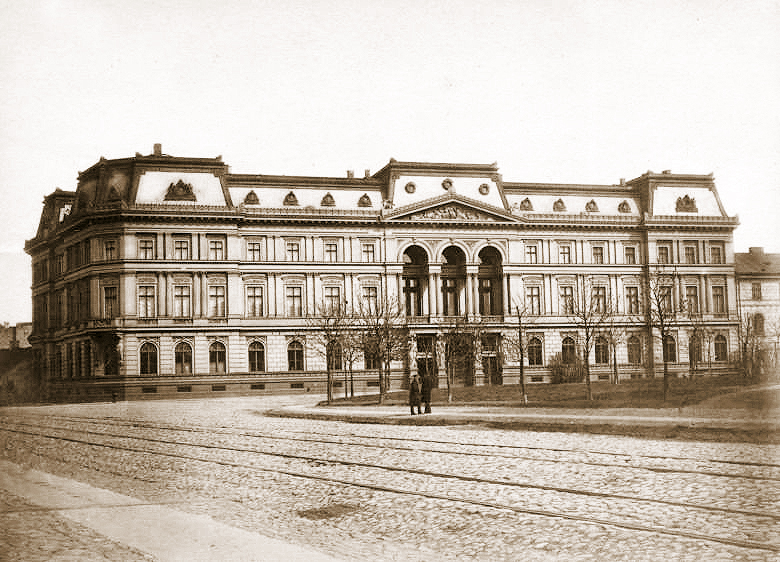
Warschauer Kronenberg-Palast

Mit Ausbruch des Ersten Weltkrieges gründeten die Mittelmächte, insbesondere Österreich-Ungarn, Polnische Legionen unter dem Kommando von Józef Piłsudski. Während des Ersten Weltkrieges beschlossen die Kaiserreiche Deutschland und Österreich-Ungarn die Gründung eines selbstständigen polnischen Staates auf dem dem russischen Zarenreich abgenommenen Territorium Kongresspolens. Dies war aber eher eine gegen Russland gerichtete Maßnahme als die Anerkennung des Rechts aller Polen auf Eigenstaatlichkeit seitens der Mittelmächte. 1916 wurde das in Analogie zum Entschluss des Wiener Kongresses benannte Regentschaftskönigreich Polen durch das Deutsche Reich ausgerufen. Hierzu wurde der Provisorische Staatsrat im Königreich Polen eingesetzt, der 1916 bis 1918 im Warschauer Kronenberg-Palast tagte und den das Triumvirat Józef Ostrowski, Aleksander Kakowski und Zdzisław Lubomirski leitete. Durch die Kriegsereignisse bedingt, hatte der Provisorische Staatsrat im Königreich Polen nur begrenzte praktische Auswirkungen. Allerdings legten Józef Piłsudski und seine Legionen nach der russischen Oktoberrevolution 1917 die Waffen nieder und weigerten sich, weiter für die Mittelmächte zu kämpfen, da das Kriegsziel der Polnischen Legionen mit der Niederlage Russlands bereits erreicht war. Józef Piłsudski wurde daraufhin in Magdeburg interniert. Seine Rückkehr nach Polen nach der Niederlage der Mittelmächte war der Anlass für die Ausrufung der unabhängigen Zweiten Polnischen Republik am 11. November 1918 in Warschau. Neben Piłsudski, der dem sozialistischen Lager entstammte, waren auch Roman Dmowski und Ignacy Jan Paderewski, die aus dem bürgerlichen Lager stammten, für die polnische Unabhängigkeit am Ende des Ersten Weltkriegs aktiv.

### Zweite Republik

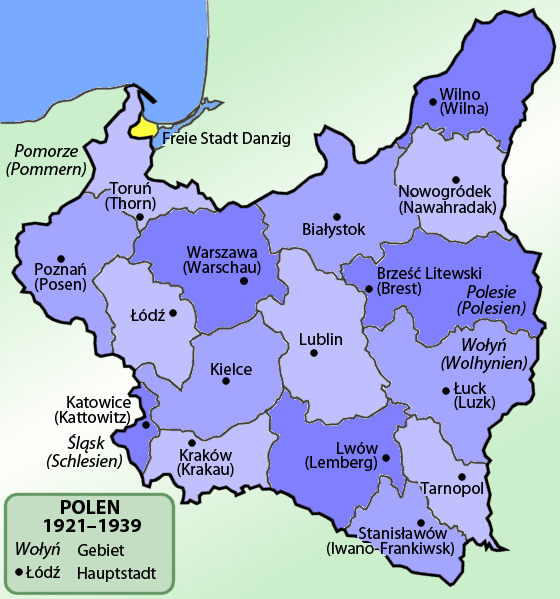
Polen nach dem Frieden von Riga

Woodrow Wilson machte bereits 1917 beim Kriegseintritt der USA in dem 14-Punkte-Programm klar, dass ein unabhängiges Polen mit Zugang zur Ostsee eines der Kriegsziele der USA ist. Nach der Niederlage der Mittelmächte erlangte Polen seine Souveränität zurück. Am 11. November 1918 wurde die Zweite Polnische Republik ausgerufen. Das allgemeine aktive und passive Frauenwahlrecht wurde gleichzeitig mit dem entsprechenden Recht für Männer eingeführt. Dies geschah mit dem Dekret vom 28. November 1918 über das Wahlverfahren für den Sejm kurz nach der Neugründung des polnischen Staates. Artikel 1 garantierte das aktive, Artikel 7 das passive Wahlrecht.
Im Friedensvertrag von Versailles wurde die Unabhängigkeit der Republik Polen 1919 im internationalen Rahmen bestätigt. Polen war damit Gründungsmitglied des Völkerbundes. Gleichzeitig wurde im polnischen Minderheitenvertrag vom 28. Juni 1919 der Schutz der deutschen Minderheit in Polen vereinbart.
Durch die Siegermächte wurden in Mittel- und Osteuropa Grenzen nach Bevölkerungsmehrheiten vorgesehen. Federführend war dabei der britische Außenminister Lord George Nathaniel Curzon. Die Weimarer Republik war gezwungen, die preußischen Provinzen Westpreußen und Posen größtenteils aufzugeben. Sie waren im Rahmen der Teilungen Polens vom Königreich Preußen annektiert worden. Unmittelbar danach verließen 200.000 Deutsche die der Republik Polen zugesprochenen Gebiete.
Aufgrund der unklaren politischen Verhältnisse nach dem Zusammenbruch der Hohenzollern- und Romanow-Monarchien kam es während der ersten Konsolidierungsphase des neuen Staates zu Konflikten mit den Nachbarstaaten, zum Beispiel mit Deutschland um Oberschlesien in der Schlacht um St. Annaberg oder um die Stadt Wilna im heutigen Litauen.

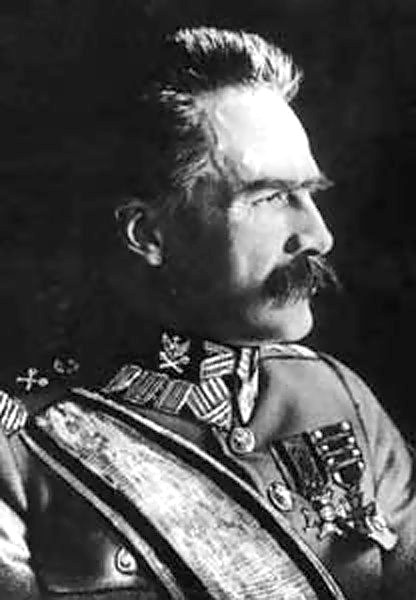
Józef Piłsudski

Ab März 1919 gelang es Polen im Polnisch-Sowjetischen-Krieg, weite Teile der Ukraine und von Belarus einzunehmen. Es folgte eine sowjetische Gegenoffensive, die anfangs erfolgreich war. In der Schlacht bei Warschau im Jahre 1920 wurde die Rote Armee jedoch unter hohen Verlusten zurückgeworfen, worauf sie sich bis in die Ukraine zurückzog. Nach dem Sieg Marschall Józef Piłsudskis gegen die Bolschewiken an der Weichsel wurde im Friedensvertrag von Riga am 18. März 1921 Polens Ostgrenze etwa 250 km östlich der Curzon-Linie festgelegt.
Die Curzon-Linie markierte die östliche Grenze des geschlossenen polnischen Siedlungsgebietes, während die östlichen Gebiete (Kresy) eine gemischte Bevölkerungsstruktur aus Polen, Ukrainern, Belarussen, Litauern, Juden und Deutschen aufwiesen, wobei die Polen in vielen Städten und die anderen Bevölkerungsgruppen auf dem Land dominierten. Während die Bevölkerungsmehrheit der Städte meist römisch-katholisch oder jüdisch war, war die Landbevölkerung überwiegend orthodox. Gleichwohl verfehlte Piłsudski sein Ziel, die Ukraine als unabhängigen „Pufferstaat“ zwischen Polen und Sowjetrussland zu etablieren. In Riga erkannte Polen die Ukraine als Teil der späteren Sowjetunion unter Mykola Skrypnyk an. In den von Sowjetrussland Polen zugesprochenen Gebieten, östlich des Westlichen Bugs, bildeten die Polen 1919 25 % der Bevölkerung, 1939 waren es nach einer Ansiedlungspolitik mit Bevorzugung von Polen während der Amtszeit Piłsudskis bereits etwa 38 %. Polnische Sprachinseln im je nach Region mehrheitlich ukrainischen oder belarussischen Umland waren die Regionen um Pinsk, Łuck, Stanisławów und Lemberg (Lwów). Insgesamt waren in dem Gebiet 1939 von 13,5 Millionen Einwohnern etwa 3,5 Millionen Polen. Die Rajongemeinde Vilnius ist bis heute mehrheitlich polnischsprachig geblieben und die Stadt Vilnius bildet nach der Zwangsumsiedlung ihrer polnischen Stadtbewohner nach dem Krieg eine litauische Sprachinsel.

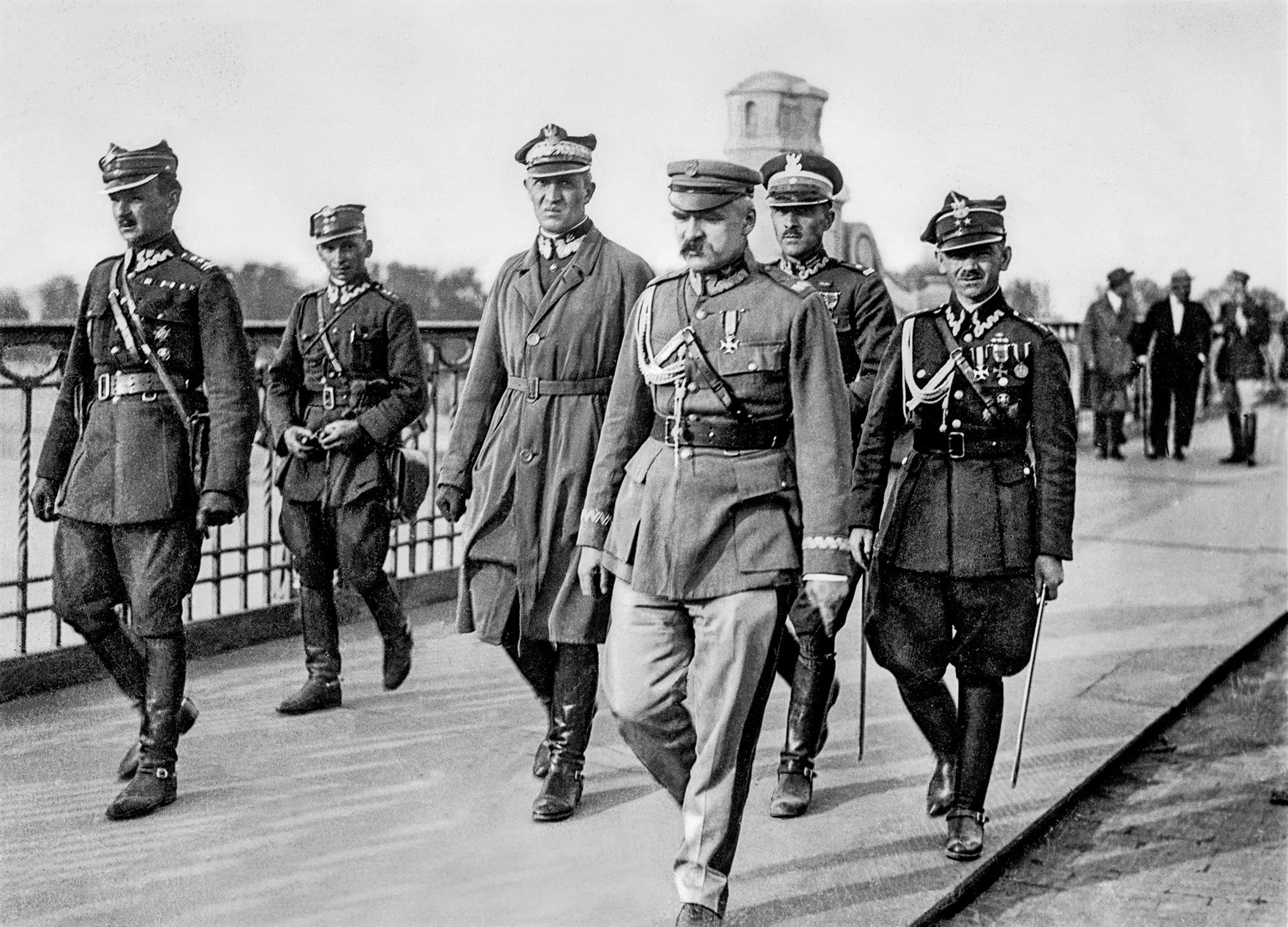
Maiputsch 1926

Die innere Konsolidierung des neuen Staates wurde erschwert durch die Zersplitterung der politischen Parteien, die in der Teilungszeit entstandenen unterschiedlichen Wirtschafts-, Bildungs-, Justiz- und Verwaltungssysteme sowie durch die Existenz starker ethnischer Minderheiten (31 % der Gesamtbevölkerung). Außenpolitisch war Polen zunächst in das französische Allianzsystem einbezogen. Eine restriktive Politik gegenüber der deutschen Minderheit, die zur Emigration etwa einer Million deutschsprachiger Staatsbürger führte, die Weigerung der Regierung Stresemann, die neue deutsche Ostgrenze anzuerkennen, ein „Zollkrieg“ um die oberschlesische Kohle sowie der politisch-weltanschauliche Gegensatz zum Sowjetsystem schlossen eine Kooperation Polens mit seinen beiden größten Nachbarn aus.

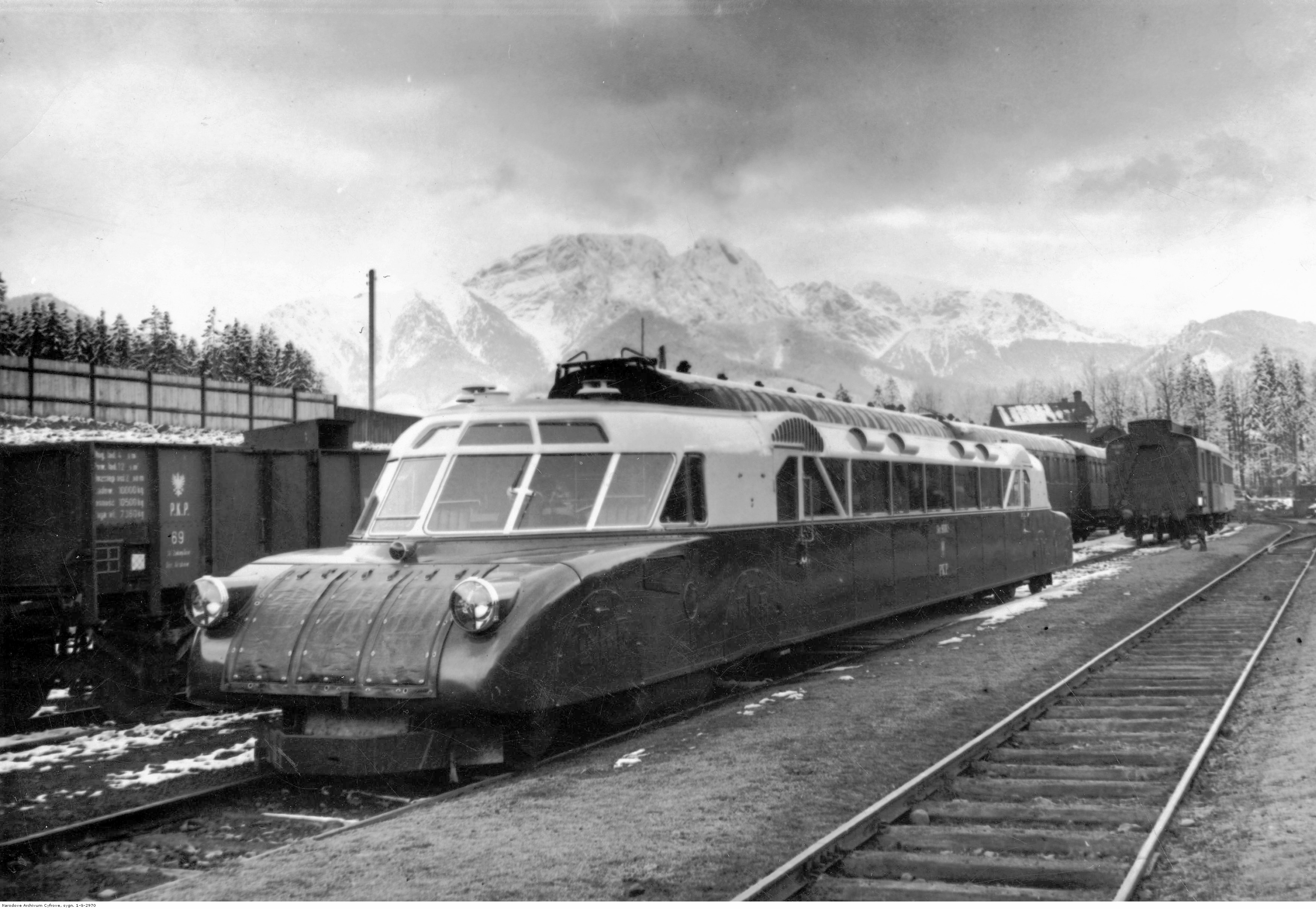
Luxtorpeda in Zakopane 1936

Am 12. Mai 1926 gewann Marschall Piłsudski nach einem Staatsstreich die Macht (1926–1928 und 1930 als Ministerpräsident, 1926–1935 als Kriegsminister). Zur außenpolitischen Absicherung wurden Nichtangriffsverträge mit der Sowjetunion (1932) und dem Deutschen Reich (1934) geschlossen. Außenminister Józef Beck strebte den Aufstieg Polens zur ostmitteleuropäischen Hegemonialmacht im Rahmen eines neuen Europas von der Ostsee bis zur Adria an. Seine Pläne scheiterten jedoch aufgrund der geopolitischen Lage. Trotz der Weltwirtschaftskrise konnte sich die Wirtschaft in der Zweiten Polnischen Republik entwickeln. Ehrgeizige Projekte wie der Bau der Hafenstadt Gdynia und der Zentralen Industrieregion konnten verwirklicht werden. Ein Zeichen des Luxus der Zwischenkriegszeit waren die Schnellzüge Luxtorpeda, die unter anderem zwischen Krakau und dem immer beliebter werdenden Bergkurort Zakopane verkehrten.
Kurz bevor Polen selbst vom nationalsozialistischen Deutschland angegriffen wurde, stellte es im Zuge des Münchener Abkommens territoriale Forderungen an die Tschechoslowakei. Im Oktober 1938 annektierte Polen gegen den Willen der tschechischen Regierung das mehrheitlich von Polen bewohnte Olsagebiet, das 1919 von der Tschechoslowakei besetzt worden war.

### Zweiter Weltkrieg

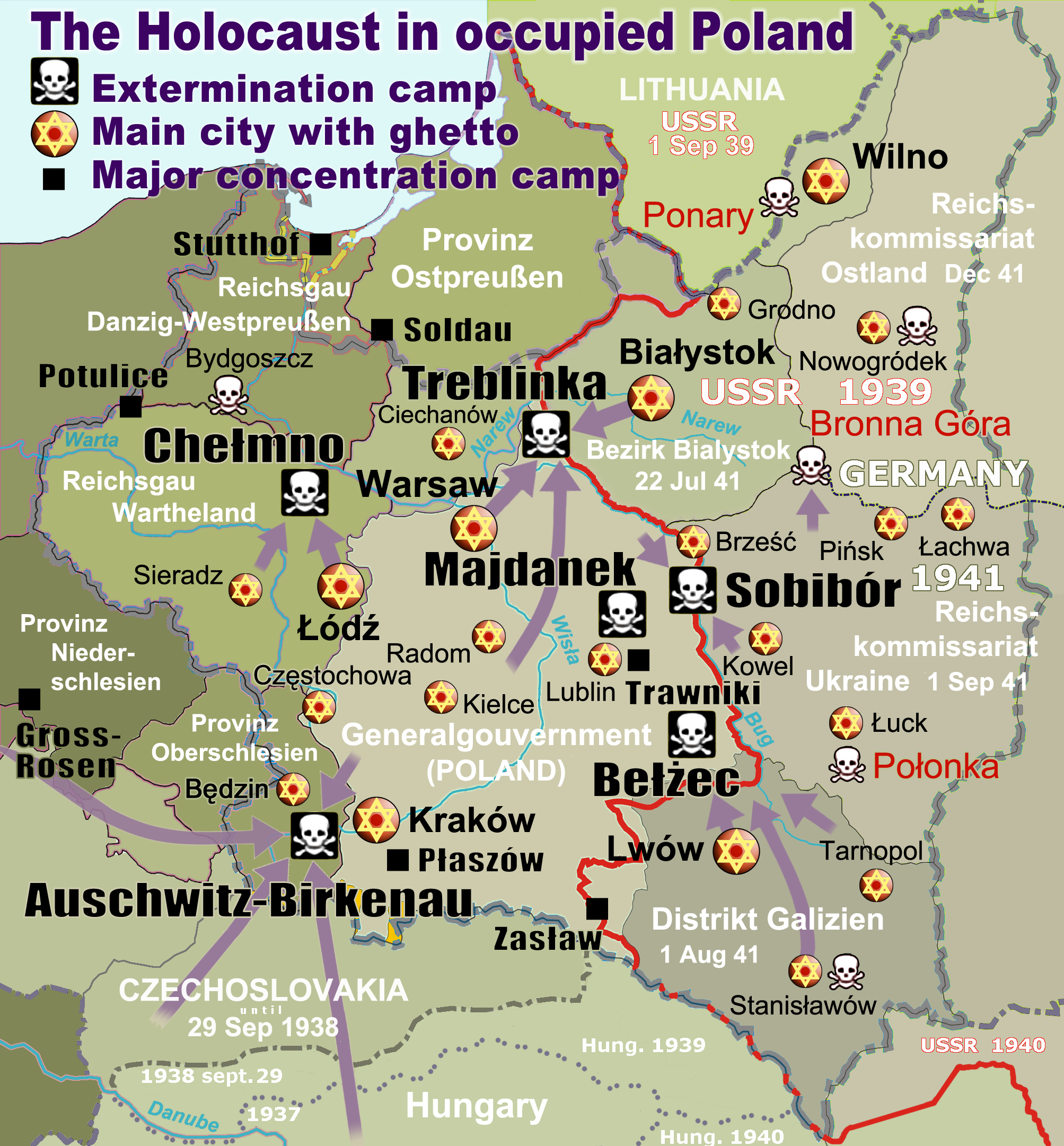
NS-Vernichtungslager

Im August 1939 schlossen das Deutsche Reich und die Sowjetunion den Hitler-Stalin-Pakt, in dessen geheimem Zusatzprotokoll der gemeinsame Überfall auf Polen sowie die Annektierung der baltischen Staaten durch die Sowjetunion beschlossen wurden. Am 1. September 1939 wurde Polen vom Deutschen Reich angegriffen. Auch Truppen des deutschen Vasallenstaats Slowakei stießen auf polnisches Gebiet vor. Damit nahm der Zweite Weltkrieg seinen Anfang, in dem 5,62 bis 5,82 Millionen polnische Staatsbürger, darunter fast die Hälfte jüdischer Abstammung, ihr Leben verlieren sollten. Nachdem die westlichen Teile des Landes an die deutschen Invasoren verlorengegangen waren, begann ab 17. September unter dem Vorwand des „Schutzes“ der belarussisch-ukrainischen Bevölkerung durch den Einmarsch der Roten Armee die sowjetische Besetzung Ostpolens. Die Annexion und Aufteilung des polnischen Staatsgebietes war zuvor in einem geheimen Zusatzprotokoll zum Hitler-Stalin-Pakt von den Diktatoren beschlossen worden. Anschließend verließ die polnische Regierung in der Nacht vom 17. auf den 18. September 1939 über den noch freien Grenzübergang bei Kuty (heute in der Ukraine) Polen und begab sich ins neutrale Rumänien, später nach Paris und 1940 nach London. Von dort aus organisierte sie den Widerstand gegen die deutsche und sowjetische Besatzung.
Hitler machte frühzeitig klar, dass er die „Liquidierung des führenden Polentums“ (Reinhard Heydrich) ins Auge gefasst hatte. Allein in den ersten vier Monaten der deutschen Besatzungsherrschaft wurden mehrere 10.000 Menschen erschossen (Unternehmen Tannenberg). Anfang der 1940er Jahre errichteten die Nationalsozialisten mehrere Konzentrationslager auf dem Gebiet Polens, unter anderen die Konzentrations- und Vernichtungslager Auschwitz, Majdanek und Treblinka. Die Besatzungszeit hatte für große Teile der polnischen Zivilbevölkerung katastrophale Folgen. In dem Land, in dem ursprünglich mehr als drei Millionen Juden lebten, führten die Nationalsozialisten einen sogenannten „Volkstumskampf“, dem 5.675.000 Zivilisten zum Opfer fielen. Polen wurde gemäß dem Hitler-Stalin-Pakt im Westen von der Wehrmacht und im Osten von der Roten Armee besetzt und zum Teil annektiert.

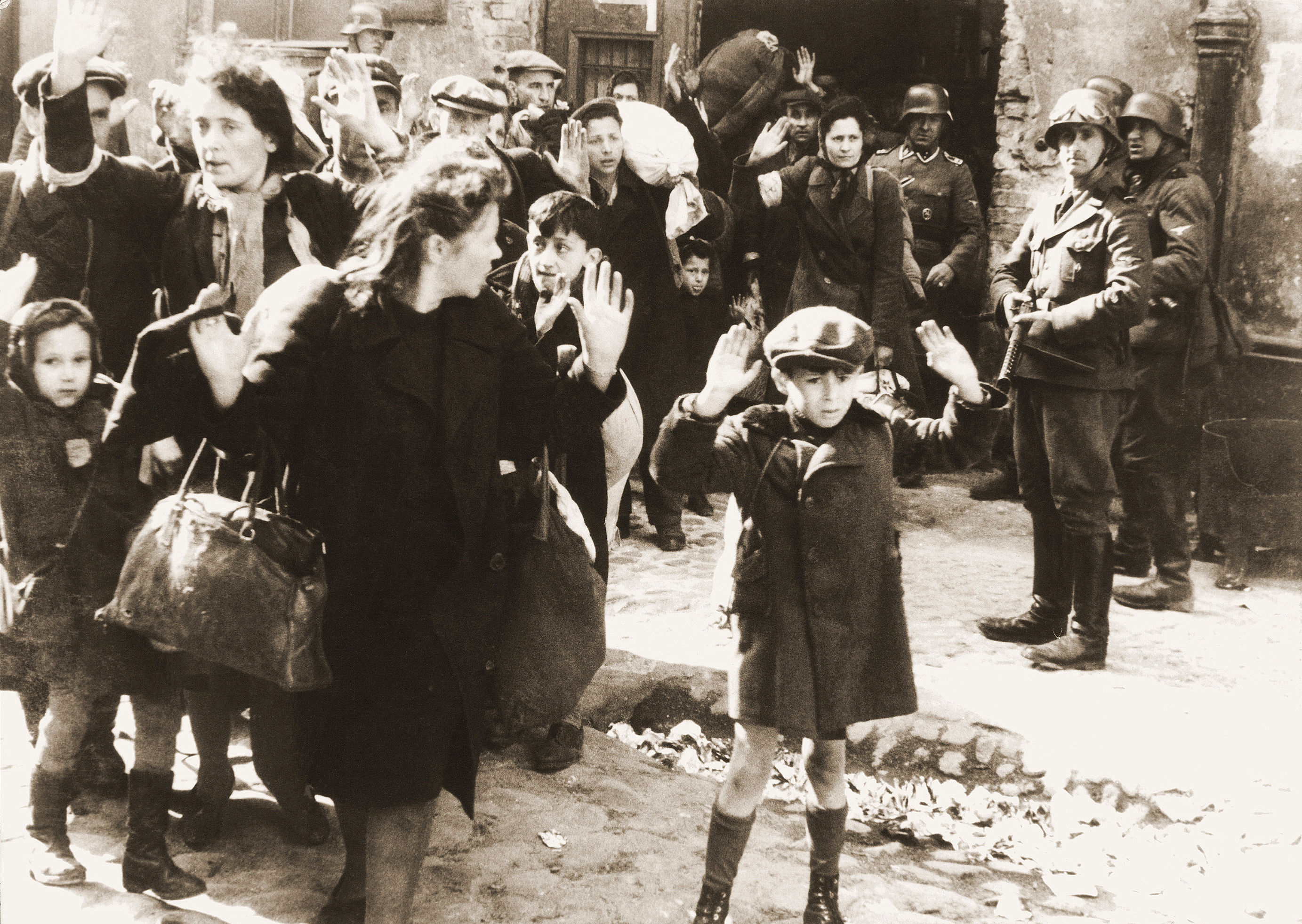
Warschauer Ghettoaufstand 1943. Das Foto des Jungen, das aus dem Stroop-Bericht stammt, zählt zu den bekanntesten Fotografien des Holocaust.

Zu den übergreifenden Zielen der Besatzungspolitik im gesamten Gebiet gehörte erstens die Ausschaltung und Vernichtung der polnischen Juden und der polnischen Intelligenz, zweitens die Vorverlegung der deutschen Ostgrenze und die Erweiterung des „Lebensraums im Osten“ (Generalplan Ost) und drittens die Stärkung der deutschen Kriegswirtschaft durch Ausbeutung des Arbeitskräftepotenzials der Zwangsarbeiter und der materiellen Ressourcen Polens. Großpolen, die 1919 an Polen abgetretenen Teile Westpreußens sowie Ostoberschlesien wurden direkt von Deutschland annektiert. Kleinpolen, Masowien und Galizien mit etwa zehn Millionen Menschen wurden als sogenanntes Generalgouvernement dem Reichsminister Hans Frank unterstellt. Er leitete die Vernichtungspolitik vom Wawel aus, dem Krakauer Königssitz der frühen polnischen Könige. Während seiner Regierungszeit organisierte er den Raub von Beutekunst aus polnischen Museen, Kirchen und Privatsammlungen in einem bisher nicht gekannten Ausmaß.
Auch die Polen, die unter sowjetische Herrschaft gerieten, waren von Gewaltmaßnahmen betroffen. Man schätzt, dass ungefähr 1,5 Millionen ehemalige polnische Bürger deportiert wurden. 300.000 polnische Soldaten gingen in sowjetische Kriegsgefangenschaft, nur 82.000 von ihnen überlebten. Ein Großteil der Offiziere, etwa 30.000 Personen, wurde durch sowjetische Truppen 1940 im Massaker von Katyn und in den Kriegsgefangenenlagern von Starobelsk, Koselsk und Ostaschkow ermordet. Bereits vor dem Ausbruch des Zweiten Weltkriegs hatte Stalin in der Polnischen Operation des NKWD über 100.000 Polen in der Sowjetunion ermorden lassen. Das Morden der sowjetischen Kommunisten ging auch nach dem Zweiten Weltkrieg in dem erneut von der Sowjetunion besetzten Polen weiter.
Nachdem das Deutsche Reich die Sowjetunion 1941 angegriffen hatte, entstand im Hinterland der Sowjetunion aus polnischen Soldaten die Anders-Armee in Stärke von sechs Divisionen. Mangels Ausrüstung und Verpflegung wurden diese Einheiten jedoch bereits 1942 über Persien in den Nahen Osten verlegt, wo sie dem britischen Nahostkommando unterstellt wurden. Später kämpften sie als 2. Polnisches Korps in Palästina, Afrika und Italien, wo sie unter anderem das Kloster Monte Cassino von der Wehrmacht erobern konnten.

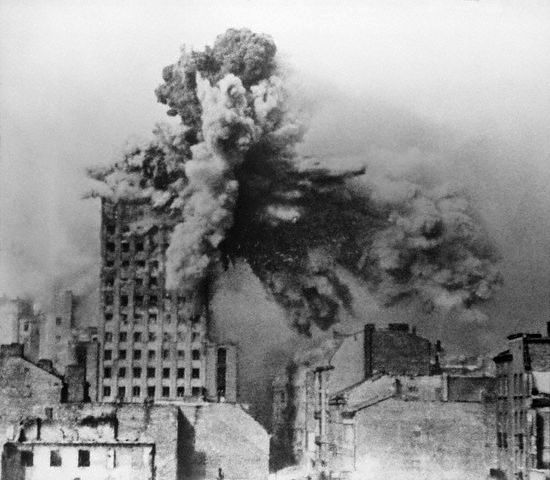
Warschauer Aufstand 1944

Polnische Soldaten kämpften auf Seiten der Alliierten an nahezu allen Fronten des Zweiten Weltkrieges von der Luftschlacht um England, in Afrika, der Sowjetunion, bis zur Invasion in der Normandie und in Italien. Die polnischen Soldaten stellten damit noch vor den Franzosen die viertgrößte Armee der Alliierten auf dem europäischen Kontinent. Polnische Partisanengruppen, welche die größte Widerstandsbewegung im besetzten Europa darstellten, leisteten auch in Polen selbst Widerstand. Nachdem die Rote Armee im Januar 1944 die polnische Grenze von 1939 überschritten hatte, wurden die Truppen der Heimatarmee vom NKWD entwaffnet, ihre Offiziere erschossen oder in den sowjetischen Gulag geschickt. Der Kampf einzelner Untergrundeinheiten gegen das von der Sowjetunion abhängige kommunistische Regime wurde bis Ende der 1940er Jahre fortgeführt.
Am 1. August 1944 begann auf Befehl der Londoner Exilregierung der Warschauer Aufstand. Die Sowjetunion, deren Truppen bereits am Ostufer der Weichsel standen, unterstützen die Einheiten der Heimatarmee fast gar nicht. Die große Entfernung machte eine effektive Hilfe der Westalliierten unmöglich. So konnten deutsche Besatzungstruppen die größte europäische Erhebung gegen sich niederschlagen. Die Zahl der Toten wird auf 180.000 bis 250.000 geschätzt. Danach wurde die Innenstadt Warschaus unter großem Einsatz an Sprengmaterial nahezu vollständig zerstört.

### Volksrepublik

Westverschiebung Polens

Nach dem Ende des Zweiten Weltkrieges 1945 wurden die Grenzen des ehemaligen polnischen Staatsgebietes gemäß dem Potsdamer Abkommen nach Westen verschoben. Polen verlor das ethnisch gemischte, mehrheitlich von Ukrainern und Belarussen bevölkerte Drittel seines bisherigen Staatsgebietes an die Sowjetunion. Die dort ansässige polnische Bevölkerung, etwa 1,5 Millionen Menschen, wurde im Zuge der Zwangsumsiedlung von Polen aus den ehemaligen polnischen Ostgebieten 1944–1946 als Repatrianten nach Polen vertrieben. Bereits in den Jahren 1943–1944 waren zehntausende Polen in den Massakern in Wolhynien ermordet worden, hunderttausende hatten flüchten müssen.
Im Westen und Norden wurden die deutschen Gebiete östlich der Oder und Neiße (Oder-Neiße-Linie) bis gemäß den Vorgaben der Konferenzen der Alliierten in Teheran, Jalta und Potsdam Polen zuerkannt. Etwa fünf Millionen Deutsche waren gegen Kriegsende von dort geflohen und wurden durch Einreiseverbot an einer Rückkehr gehindert; nach dem Krieg wurden weitere 3,5 Millionen Menschen vertrieben. Einige deutsch- und polnischsprachige Oberschlesier und Masuren blieben in Polen. Viele, die deutsche Namen hatten, ließen diese in polnische Namen ändern. Der Gebrauch der deutschen Sprache wurde insbesondere in Schlesien zumindest bis in die 1970er Jahre von offizieller Seite eingeschränkt.
Die wiedergewonnenen Gebiete besiedelten drei Millionen Bürger aus Zentralpolen, etwa ein bis zwei Millionen Geflohene und Vertriebene aus Ostpolen und im Jahr 1947 etwa 150.000 durch die Aktion Weichsel aus dem Grenzgebiet zur Sowjetunion umgesiedelte Ukrainer und Ruthenen.

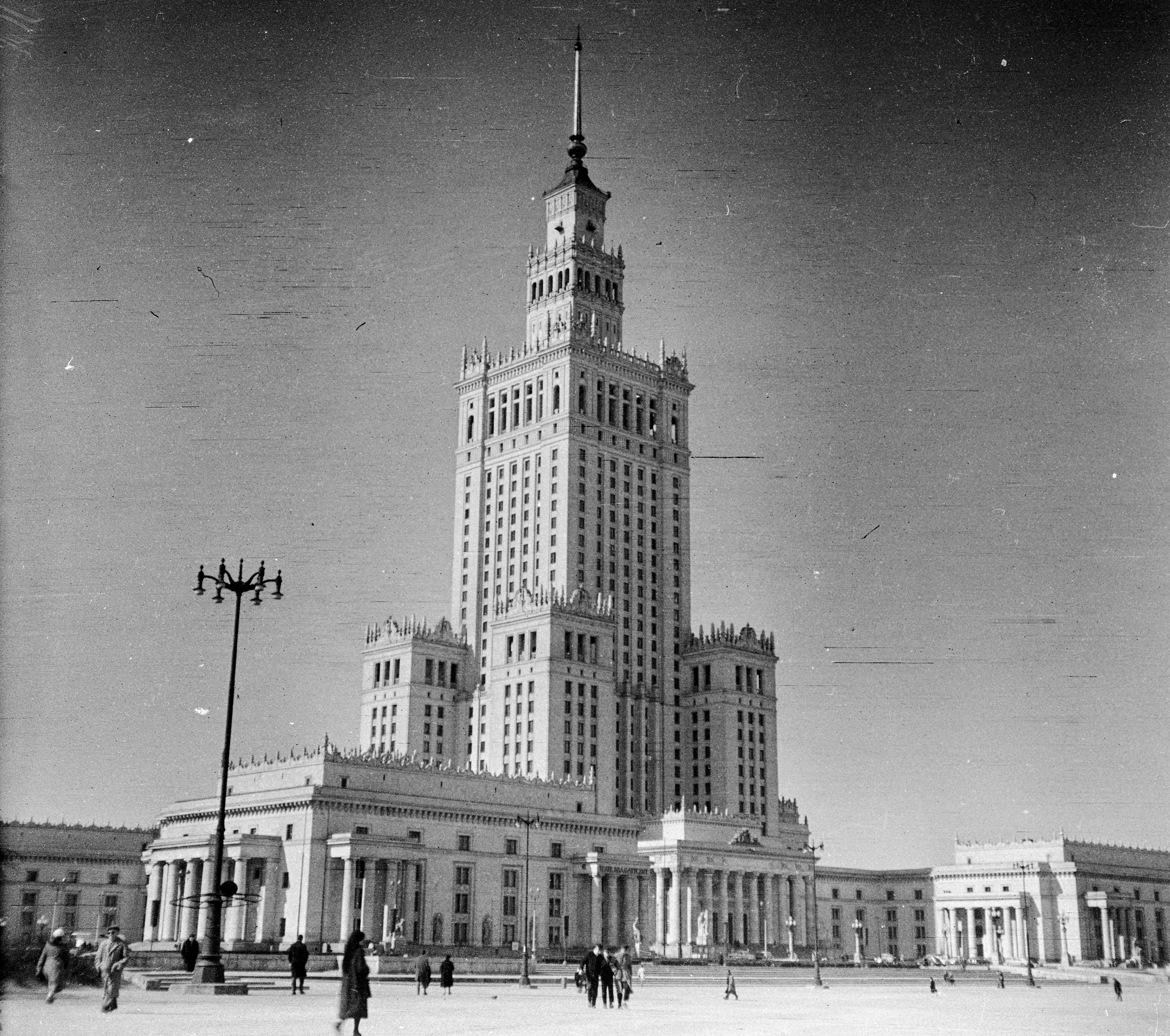
Kulturpalast 1960

Mit dem Görlitzer Abkommen zwischen der neu entstandenen DDR und der Republik Polen vom 6. Juli 1950 wurde diese Grenzziehung von der DDR und durch den in Warschau geschlossenen Vertrag vom 7. Dezember 1970 von der Bundesrepublik Deutschland anerkannt.

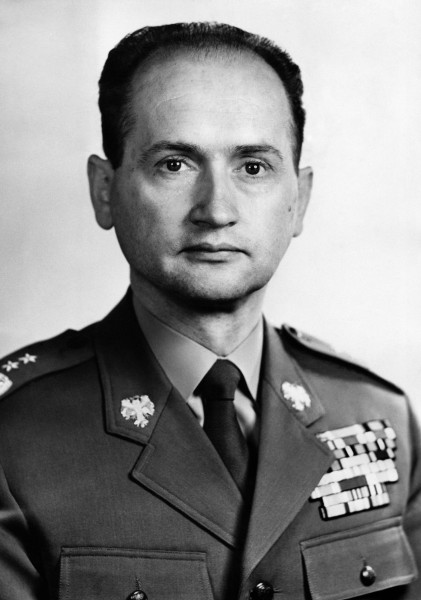
Wojciech Jaruzelski

Auf die deutsche Besatzung während des Zweiten Weltkrieges folgte die von der sowjetischen Besatzung oktroyierte kommunistische Diktatur. Polen wurde dem Einflussbereich der Sowjetunion zugeschlagen und wurde als Volksrepublik Polen Teil des Warschauer Pakts. Die Marionettenregierung bestand während des Stalinismus aus dem Triumvirat Jakub Berman, Hilary Minc und Bolesław Bierut. Ab 1956 kam es nach Aufständen zu einer Entstalinisierung unter dem Vorsitzenden der kommunistischen Partei Władysław Gomułka. Gomułka folgte 1970 Edward Gierek und 1980 Stanisław Kania, bis 1981 die Junta Jaruzelskis die Macht ergriff. Polen wurde bis 1989 in den Rat für gegenseitige Wirtschaftshilfe und den Warschauer Pakt eingebunden. Durch mehrere Aufstände äußerte die polnische Bevölkerung immer wieder ihren Unmut gegenüber der sowjetischen Besatzung, beispielsweise im Posener Aufstand 1956, den März-Unruhen 1968, dem Danziger Aufstand 1970, dem Volksaufstand in Radom und Ursus bei Warschau 1976. 1956 zeigten die Polen in sehr hohem Maße ihre Solidarität mit den Ungarn, deren Erhebung gegen die sowjetische Fremdherrschaft blutig niedergeschlagen wurde. 1968 beteiligten sich die Truppen der Volksrepublik Polen unter General Wojciech Jaruzelski an der militärischen Niederschlagung des Prager Frühlings.
Erst die Gründung der Gewerkschaft Solidarność nach dem ersten Papstbesuch Johannes Paul II. im Jahr 1979 führte schließlich zu einem gesellschaftlich-politischen Umschwung in und zu den revolutionären Ereignissen von 1980 bis 1989, die zuerst in der Verhängung des Kriegsrechts und schließlich in den Runder-Tisch-Gesprächen und den ersten im Ostblock teilweise freien Wahlen am 4. und 18. Juni 1989 mündeten. An deren Ende wurden der sogenannte Ostblock und anschließend auch die Sowjetunion aufgelöst und das realsozialistische Regime durch eine demokratische Regierungsform ersetzt. Die Rolle Lech Wałęsas in der Solidarność-Gewerkschaft wird hierbei kontrovers diskutiert.

### Dritte Republik

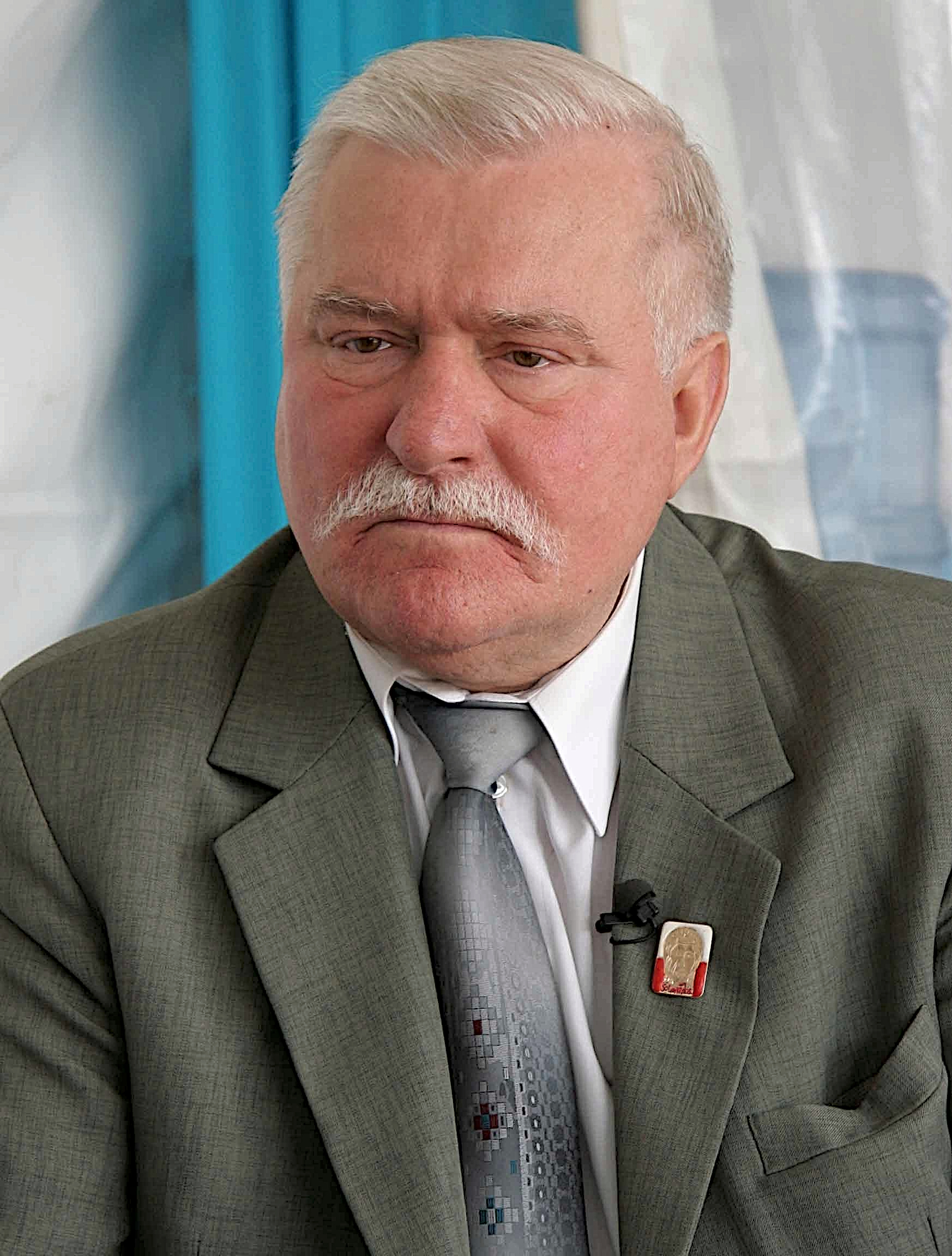
Lech Wałęsa

Bei den teilweise freien Parlamentswahlen vom 4. und 18. Juni 1989 gewann das Bürgerkomitee Solidarność, die politische Organisation der Gewerkschaft Solidarność, sämtliche frei gewählten 161 von insgesamt 460 Sitzen im Sejm und 99 von 100 Sitzen im wiedereingeführten Senat. Tadeusz Mazowiecki wurde zum ersten Ministerpräsidenten der Dritten Republik Polens gewählt; er war damit der erste Regierungschef eines Staates des Warschauer Pakts, der zum Zeitpunkt seiner Wahl nicht Mitglied der kommunistischen Partei war. Am 29. Dezember 1989 wurde die Verfassung geändert. Die Bestimmungen über die Allianz mit der Sowjetunion und den Ostblockstaaten und die Führungsrolle der kommunistischen Partei wurden gestrichen und der frühere Staatsname „Rzeczpospolita Polska“ (Republik Polen) mit dem alten Wappen wiedereingeführt. 1991 endete die Mitgliedschaft im Warschauer Pakt durch die Auflösung des Militärbündnisses.
Die Planwirtschaft wurde in eine Marktwirtschaft umgewandelt. Gemäß dem umstrittenen Balcerowicz-Plan wurden zahlreiche Staatsunternehmen in kurzer Zeit privatisiert, wobei sehr viele Arbeitnehmer ihre Arbeitsplätze verloren. Im Dezember 1990 wurde der ehemalige Solidarność-Vorsitzende Lech Wałęsa in einer Volkswahl zum Staatspräsidenten gewählt. Unter Wałęsa kam es zu zahlreichen Regierungswechseln. Insbesondere der Sturz der Regierung Jan Olszewski 1992 wird in Polen kontrovers diskutiert, da Wałęsa augenscheinlich hier versucht hat, die Veröffentlichung einer Liste mit Geheimdienstmitarbeitern unter den polnischen Spitzenpolitikern zu vereiteln, auf der er selbst sich befand.

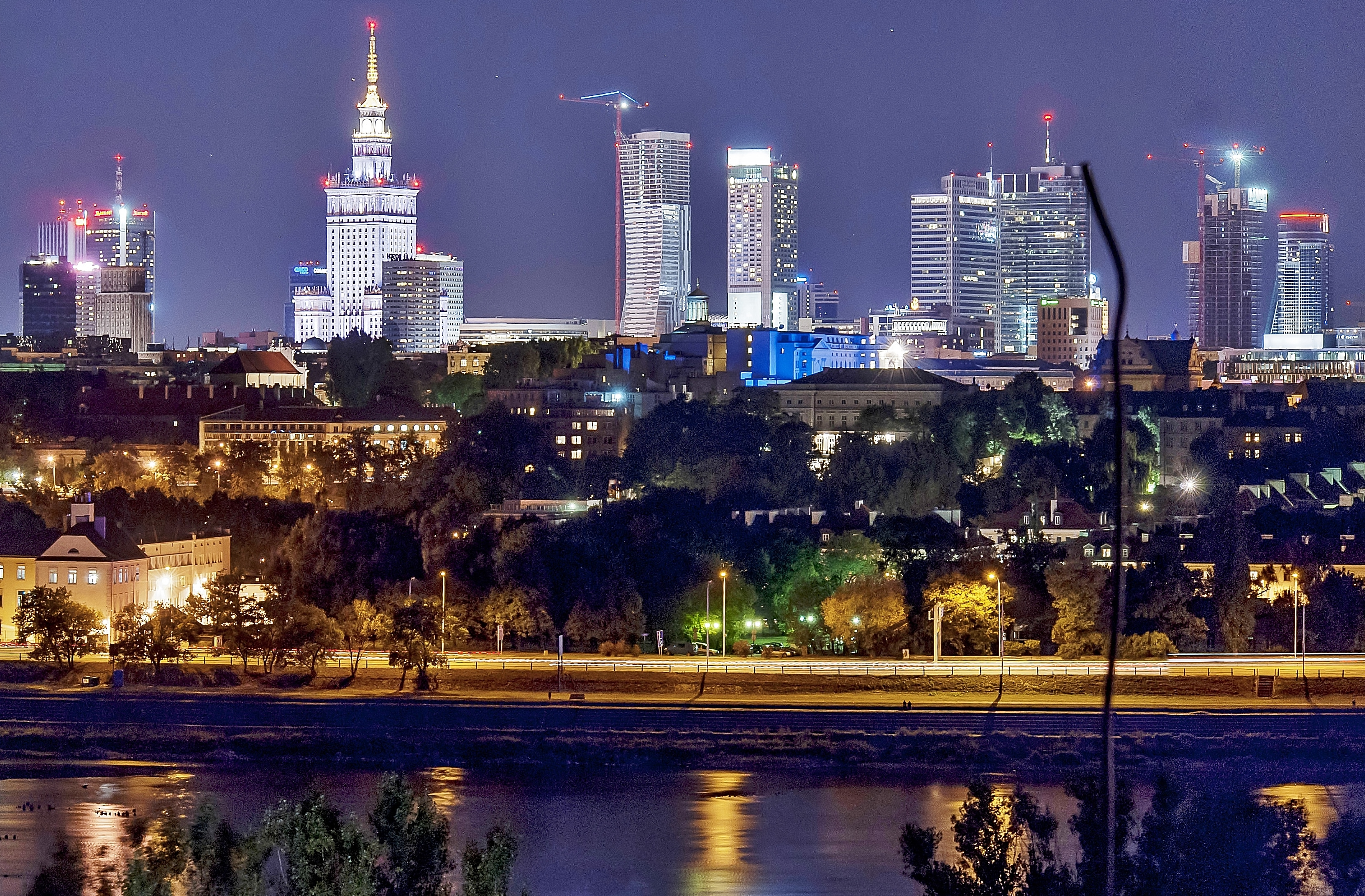
Skyline von Warschau (2012)

Das Vertrauen der Polen zu Wałęsa sank, und im Dezember 1995 verlor er die Präsidentschaftswahl gegen den Herausforderer und ehemaligen kommunistischen Jugendminister der 1980er Jahre Aleksander Kwaśniewski. Während Kwaśniewskis Amtszeit trat Polen 1999 der NATO und 2004 der Europäischen Union bei. Am 2. April 1997 wurde von Sejm und Senat eine neue Verfassung verabschiedet und am 25. Mai 1997 per Volksabstimmung, an der allerdings weniger als 50 % der Abstimmungsberechtigten teilnahmen, angenommen. Sie trat am 17. Oktober 1997 in Kraft. Am 1. Mai 2004 wurde Polen zusammen mit neun weiteren Staaten Mitglied der Europäischen Union. Polen ist unter den mittlerweile 13 neuen Mitgliedstaaten das bevölkerungsreichste und flächenmäßig größte Land. Während des Konfliktes um die Präsidentschaftswahlen im Nachbarstaat Ukraine im November und Dezember 2004 engagierte sich der polnische Präsident Aleksander Kwaśniewski als Vermittler zwischen den Konfliktparteien, während weite Teile der polnischen Öffentlichkeit und viele Medien in besonders hohem Ausmaß Solidarität mit der Ukraine und ihrem neuen Präsidenten Wiktor Juschtschenko übten.
Die Parlamentswahlen des Jahres 2005 führten zu einem Politikwechsel in Polen. Der bis dahin regierende SLD wurde durch ein konservatives Bündnis abgewählt. Wahlsieger der Sejm- und Senatswahlen wurde die nationalkonservative PiS von Jarosław Kaczyński, vor der liberalkonservativen PO. Lech Kaczyński, der Zwillingsbruder von Jarosław, gewann anschließend im Oktober 2005 die Präsidentschaftswahlen. Bei den vorgezogenen Parlamentswahlen am 21. Oktober 2007 verlor die PiS ihre Position als stärkste Partei.
Von November 2007 bis 2015 bildeten die liberalkonservative PO und ihr Koalitionspartner, die Bauernpartei PSL, die Regierung. Zunächst unter Ministerpräsident Donald Tusk, und ab 2014 eine unter Ewa Kopacz.

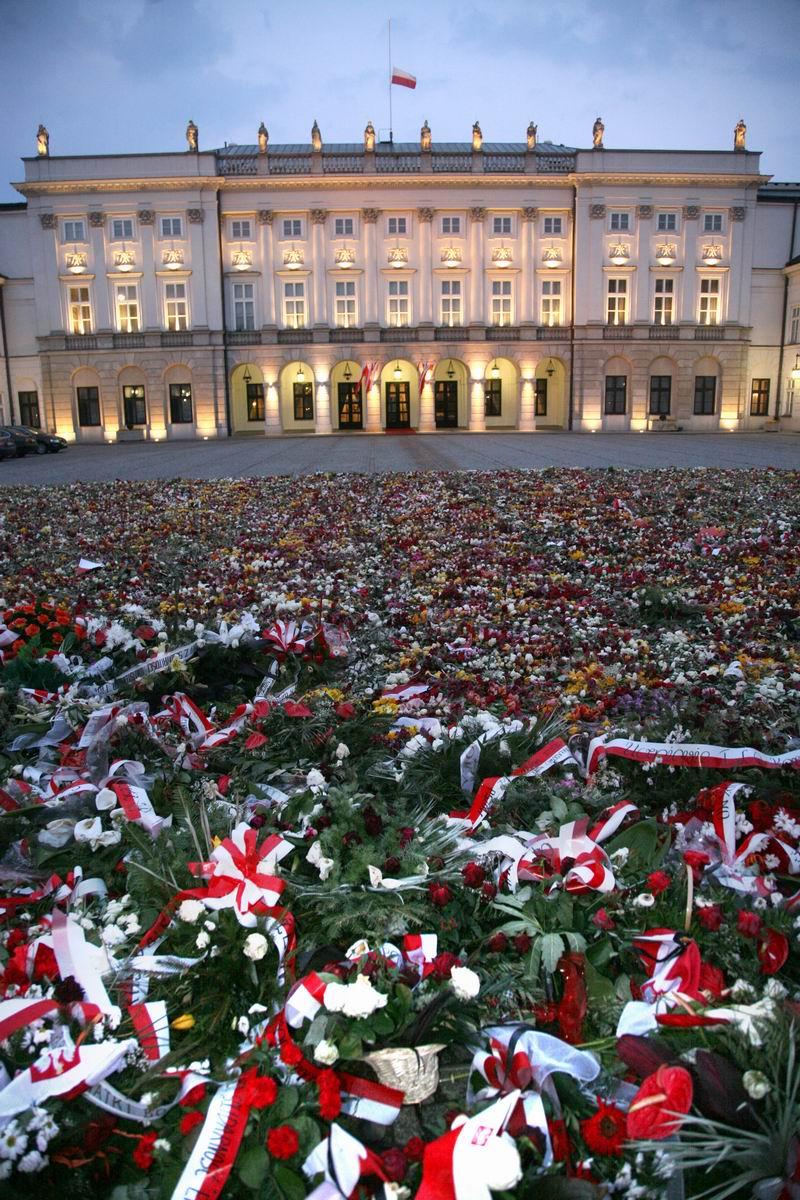
Trauer nach Flugunfall am 10. April 2010

Am 10. April 2010 flog eine polnische Regierungsmaschine mit 96 Insassen bei Smolensk in den Boden. Unter den Todesopfern waren Polens Staatspräsident Lech Kaczyński und seine Ehefrau Maria, zahlreiche Abgeordnete des Parlaments, Regierungsmitglieder, hochrangige Offiziere, Kirchenvertreter, leitende Vertreter von Zentralbehörden sowie Vertreter von Verbänden der Opferangehörigen des Massakers von Katyn. Der Grund für den Unfall ist bis heute umstritten und wird weiterhin untersucht.
Nach der Präsidentschaftswahl im Mai 2015 löste Andrzej Duda als Staatspräsident den bisherigen Amtsinhaber Bronisław Komorowski ab. Die Parlamentswahl im Oktober 2015 brachte einen Erdrutschsieg für die nationalkonservative PiS, die mit 37,6 % und 235 von 460 Abgeordneten die erste Alleinregierung in Polen seit 1989 bilden konnte. Noch im selben Jahr begann durch Justizreformen die polnische Verfassungskrise.
Aus den Parlamentswahlen in Polen im Jahr 2023 ging Tusks 2018 gegründete Koalicja Obywatelska als zweitstärkste Kraft nach der PiS hervor. Jedoch war es Tusk Parteienbündnis, das im Gegensatz zur PiS eine Mehrheit im Parlament hinter sich vereinte bzw. eine Regierung bildete (dazu lud sie die Parteienkoalitionen Trzecia Droga und Lewica zum Regieren ein), die die Vertrauensfrage überstand. Im Dezember 2023 löste das Kabinett Tusk III alle öffentlich-rechtlichen Medien in Polen, die als Propagandamedium der PiS galten, formell auf, um eigenen Aussagen zufolge eine Umstrukturierung dieser zu ermöglichen.
Nach der Präsidentschaftswahl im Juni 2025 löste Karol Nawrocki als Staatspräsident den bisherigen Amtsinhaber Andrzej Duda ab, der nach zwei Amtszeiten nicht mehr kandidieren durfte.

## Politik

### Überblick

Politisches System Polens

Die Republik Polen ist eine parlamentarische Demokratie. Das derzeit gültige Staatsorganisationsrecht wird vor allem in der Verfassung von 1997 kodifiziert. Im europäischen Vergleich enthält das polnische Regierungssystem zahlreiche Elemente der direkten Demokratie.
Die letzte Regierung der konservativen PiS-Partei von 2015 bis 2023 hatte durch eine in Teilen autoritäre Politik die polnische Demokratie eingeschränkt. Unter anderem hatte sie die Freiheit der Medien sowie des Rechtssystems eingeschränkt und in die Unabhängigkeit der Justiz eingegriffen. Seit den Wahlen 2023 regiert eine Koalition aus bis dato opponierenden liberalen Parteien um den neuen Premierminister Donald Tusk. Diese hat die Maßnahmen der Vorgängerregierung wieder revidiert.

### Verfassung
Die erste moderne polnische Verfassung verabschiedete der Große Sejm am 3. Mai 1791. Die derzeit gültige Verfassung wurde am 2. April 1997 von der Nationalversammlung angenommen und in einem Referendum am 25. Mai 1997 von den wahlberechtigten Polen beschlossen. Zwar votierten 53,45 % der Referendumsbeteiligten für die Verfassung, die Beteiligung lag jedoch nur bei 42,86 %. Damit stimmte nur ca. jeder fünfte Referendumsberechtigte für die Verfassung. Die Verfassung trat am 17. Oktober 1997 in Kraft. Sie enthält 243 Artikel und ist damit bedeutend länger als die Verfassungen der Bundesrepublik oder der USA.

### Legislative

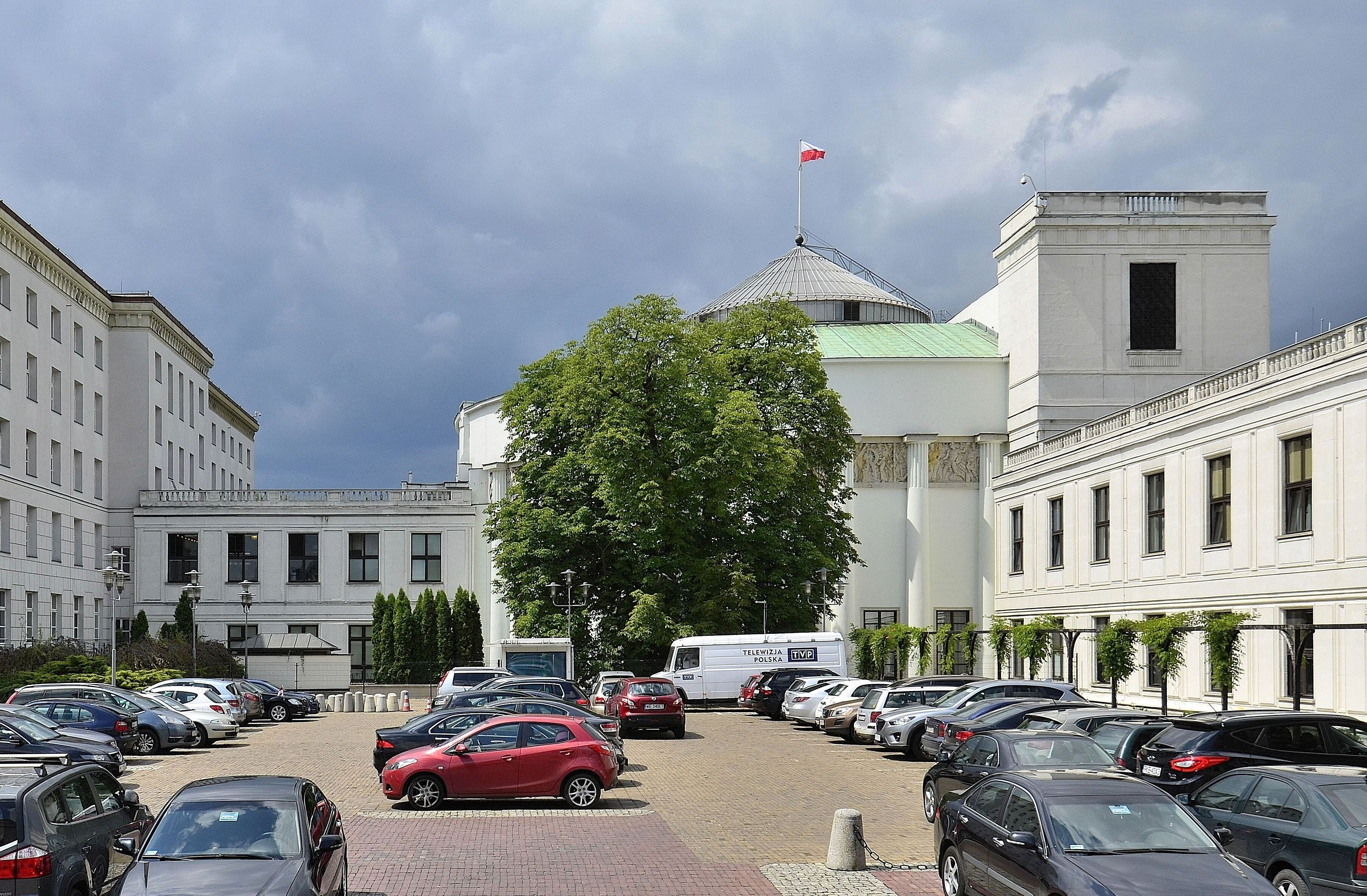
Parlamentsgebäude

Das polnische Parlament gehört zu den ältesten Parlamenten der Welt und existiert – in verschiedenen Formen als Dreikammerparlament und mit Unterbrechungen – seit 1493. Das Parlament besteht aus zwei Kammern, Sejm und Senat. Der Sejm hat, zusammen mit dem Senat, die Legislative inne. Die im Parlament vertretenen politischen Parteien gruppieren sich als Fraktionen in eine Regierung und die Opposition. Die Sejm-Abgeordneten und Senatoren kommen zu besonderen Anlässen in der Nationalversammlung zusammen.
Sejm

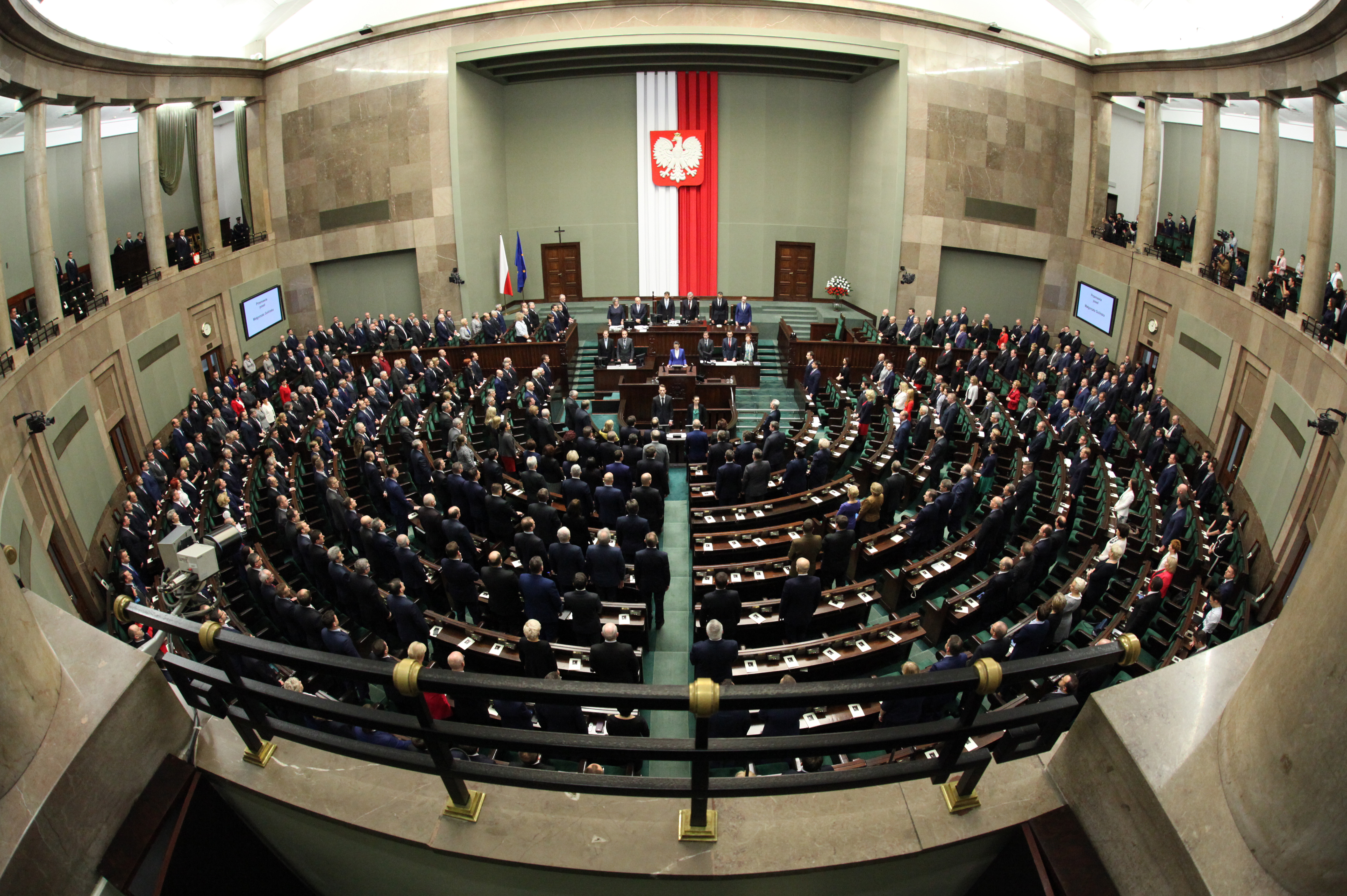
Plenarsaal des Sejm

Der Sejm setzt sich aus 460 Abgeordneten zusammen. Er beschließt über seine Geschäftsordnung. Der Sejm wird von dem Sejm-Marschall geleitet. Der Sejm-Marschall ist formal nach dem Staatsoberhaupt das zweithöchste politische Amt in der Republik Polen. Der Sejm hat seinen Sitz im Warschauer Regierungsviertel. Die Abgeordneten werden für eine vierjährige Legislaturperiode nach dem Verhältniswahlrecht in allgemeiner und geheimer Wahl gewählt. Es gilt eine 5%-Hürde für Parteien und eine 8%-Hürde für Wahlbündnisse. Die Sitze im Sejm werden nach dem D’Hondt-Verfahren verteilt. Überhangmandate gibt es nach dem polnischen Wahlrecht nicht. Zur Gründung einer Fraktion im Sejm sind fünfzehn Abgeordnete notwendig. Der Sejm beruft (Untersuchungs-)Ausschüsse ein. 2017 gab es im Sejm 25 Ausschüsse. Abgeordnete genießen Immunität.
Senat

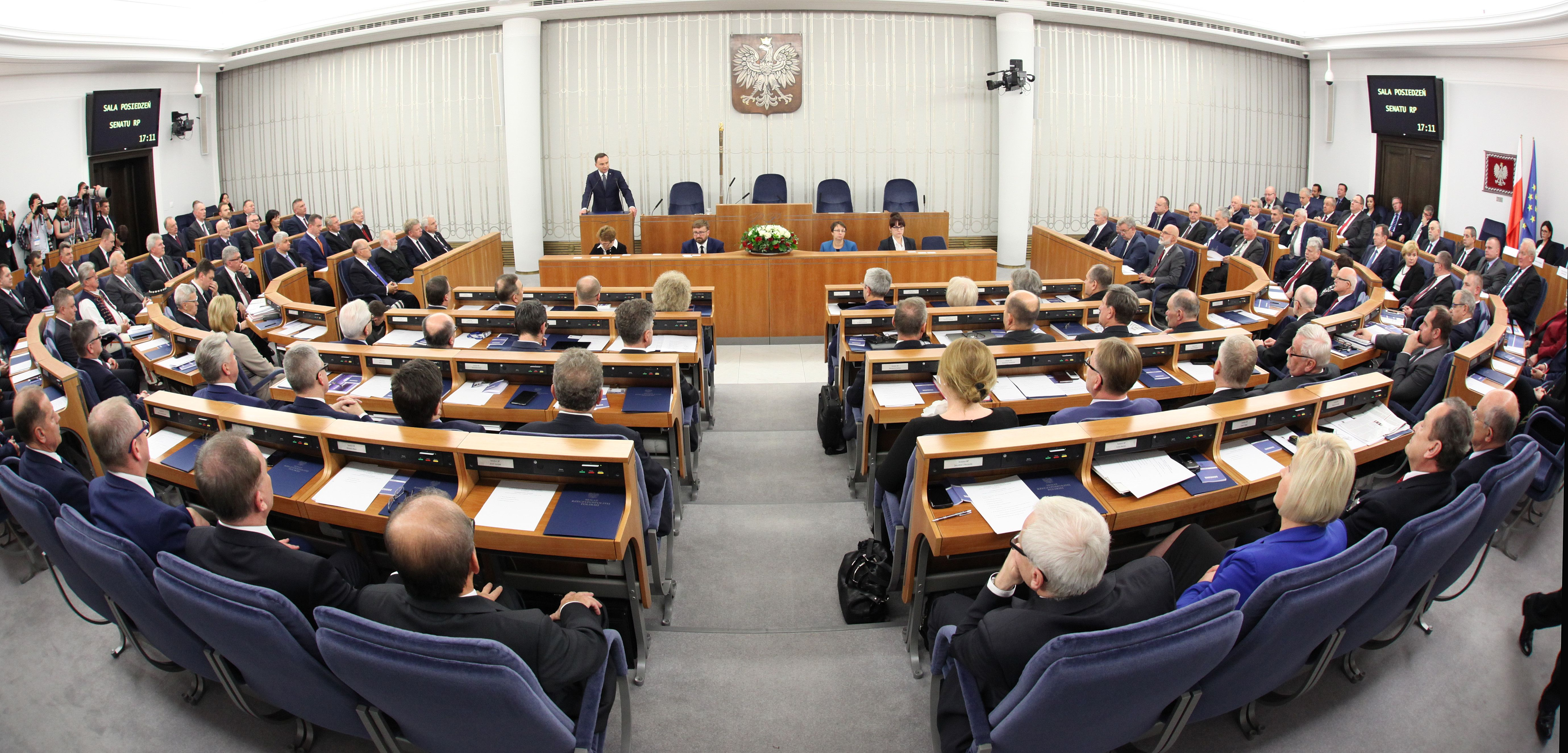
Plenarsaal des Senats

Der Senat setzt sich aus 100 Abgeordneten zusammen. Er beschließt über seine Geschäftsordnung. Der Senat wird von dem Senat-Marschall geleitet. Der Senats-Marschall ist formal nach dem Staatsoberhaupt und dem Sejm-Marschall das dritthöchste politische Amt in der Republik Polen. Der Senat hat seinen Sitz im Warschauer Regierungsviertel. Die Senatoren werden für eine vierjährige Legislaturperiode nach dem Mehrheitswahlrecht in allgemeiner und geheimer Wahl in hundert Wahlkreisen gewählt. Der Senat beruft (Untersuchungs-)Ausschüsse ein. Im Senat gab es 2017 14 Ausschüsse. Senatoren genießen Immunität.
Gesetzgebungsverfahren
Das Gesetzesinitiativrecht steht dem Präsidenten, der Regierung, dem Senat, einer Gruppe von mindestens 15 Abgeordneten oder den Bürgern (Gesetzesinitiative muss von 100.000 Bürgern unterschrieben werden) zu. Der Gesetzesentwurf ist an den Sejm-Marschall zu leiten. Der Sejm-Marschall organisiert drei Lesungen und Diskussionen im Sejm. Ein vom Sejm angenommenes Gesetz wird an den Senat weitergeleitet. Ein Senat-Veto kann von dem Sejm überstimmt werden, wenn mindestens die Hälfte der gesetzlichen Abgeordnetenzahl an der Abstimmung teilnimmt. Ein vom Parlament beschlossener Gesetzentwurf wird an den Präsidenten gesandt, der es unterzeichnen, an den Sejm zurücksenden (ein Veto einlegen) oder zur Prüfung auf Verfassungsmäßigkeit an den Verfassungsgerichtshof weitergeben kann. Ein Veto des Präsidenten kann vom Sejm mit einer Dreifünftelmehrheit der abgegebenen Stimmen zurückgewiesen werden, wenn mindestens die Hälfte der gesetzlichen Abgeordnetenzahl an der Abstimmung teilnimmt. Angenommene Gesetze sind im Gesetzesblatt der Republik Polen zu veröffentlichen.
Direkte Demokratie
Die polnische Verfassung sieht Referenden auf nationaler und lokaler Ebene vor. Referenden auf nationaler Ebene können initiieren:
- der Sejm
- der Senat
- die Regierung
- die Bürger (hierfür sind 500.000 Unterschriften notwendig)
- der Präsident.

Referenden auf nationaler Ebene können in allen Angelegenheiten, die nationale Belange betreffen, abgehalten werden mit Ausnahme von Regelungen in Steuer-, Verteidigungs- und Amnestiefragen. Referendumsergebnisse sind bindend, wenn mindestens die Hälfte der Referendumsberechtigten an der Abstimmung teilnimmt. Das Referendum zur Annahme der derzeit gültigen Verfassung hat dieses Kriterium nicht erfüllt, da nur ca. 42 % der Referendumsberechtigten an der Abstimmung teilnahmen.
Rechtssystem
In Polen besteht ein kontinentaleuropäisches kodifiziertes Rechtssystem mit großen Kodizes in den Hauptrechtsgebieten, u. a. Zivilgesetzbuch, Arbeitsgesetzbuch, Strafgesetzbuch.

### Exekutive
Organe der Exekutive sind der Staatspräsident, der zugleich Staatsoberhaupt ist, und der Ministerrat, der vom Premierminister angeführt wird. Die Verfassung vom Juli 1997 grenzt die Kompetenzen zwischen dem Präsidenten und dem Ministerrat nicht hinreichend scharf ab. Insbesondere in den Bereichen Außen- und Verteidigungspolitik kommt es zu Überschneidungen.
Präsident

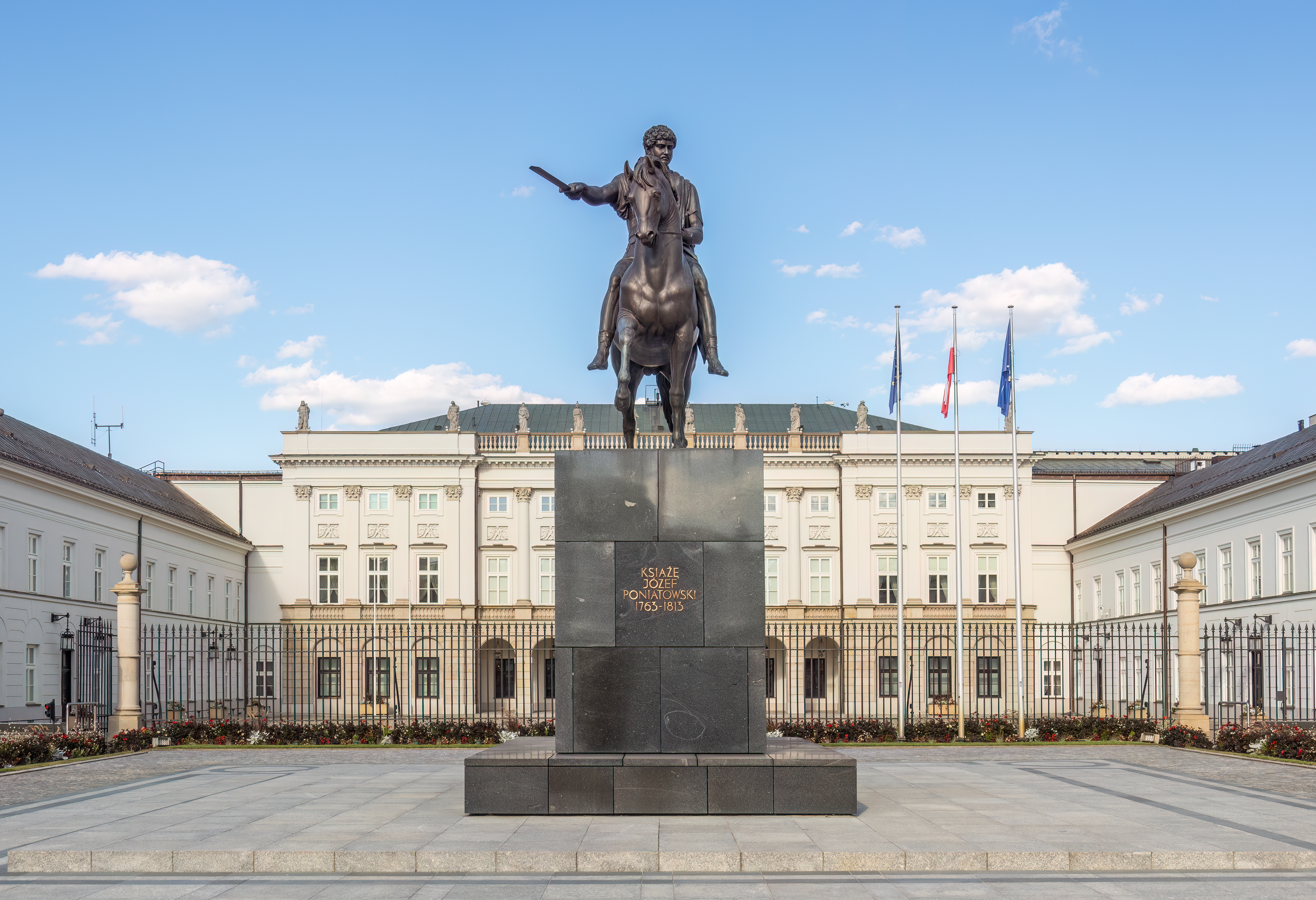
Präsidentenpalais mit Józef-Poniatowski-Denkmal

Der Präsident wird alle fünf Jahre vom Volk direkt gewählt. Erhält im ersten Wahlgang kein Kandidat mehr als die Hälfte der abgegebenen Stimmen, findet eine Stichwahl zwischen den beiden Kandidaten statt, die die meisten Stimmen auf sich vereinigen konnten. Eine einmalige Wiederwahl ist möglich. Die Präsidentschaftswahl am 1. Juni 2025 konnte Karol Nawrocki für sich entscheiden, welcher von der Partei Prawo i Sprawiedliwość, als Kandidat aufgestellt wurde. Er wurde am 6. August 2025 vereidigt.
Ministerrat

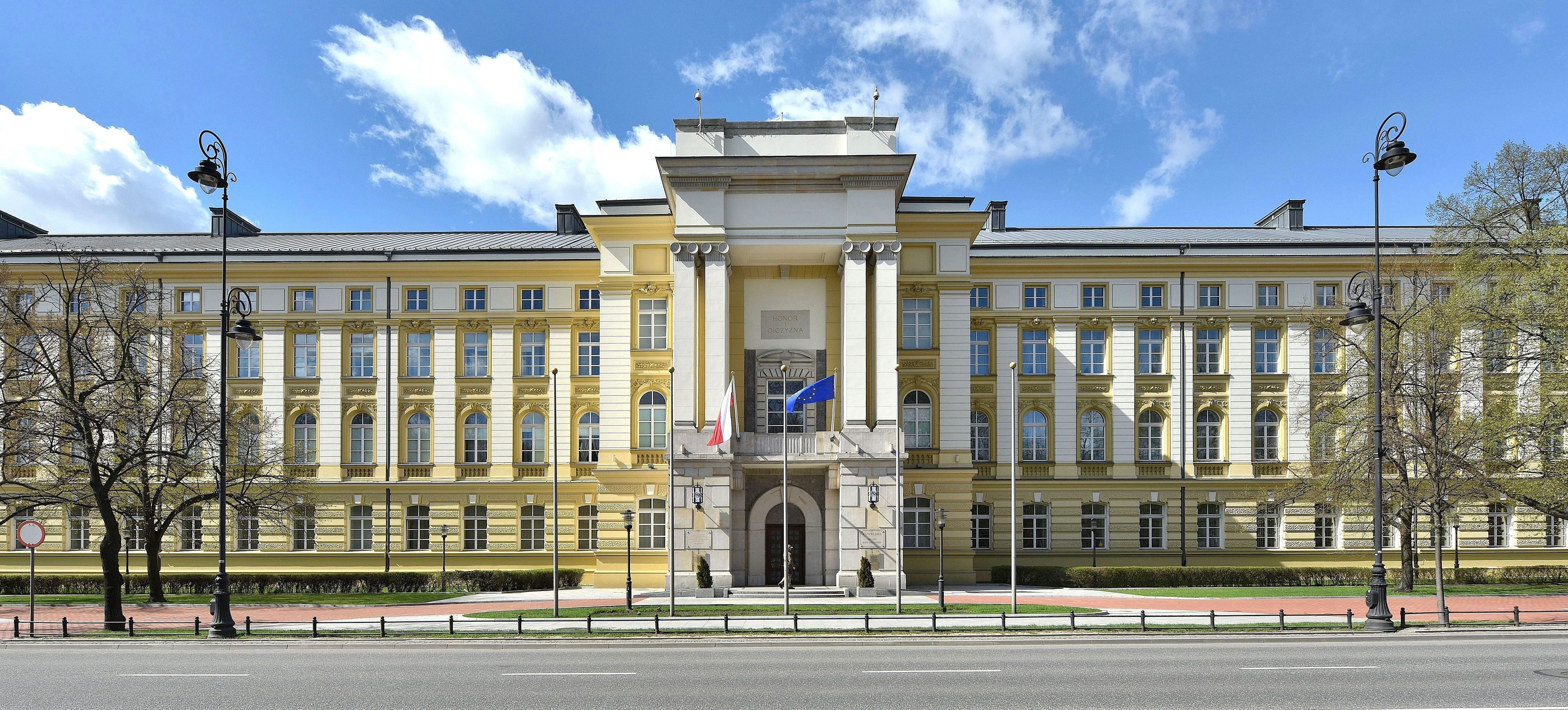
Regierungsgebäude

Der Premierminister sowie alle anderen Mitglieder des Ministerrats werden vom Präsidenten ernannt. Der Premierminister wird nach einem Exposé vom Sejm durch ein Vertrauensvotum bestätigt, in dem ihr/ihm mehr als die Hälfte der abstimmenden Abgeordneten das Vertrauen aussprechen muss bei einem Quorum von mindestens der Hälfte der gesetzlichen Abgeordnetenzahl. Die vom Sejm bestätigte Ministerratsmitglieder werden vom Präsidenten vereidigt. Der Ministerrat setzt sich aus dem Premierminister, den Vize-Premierministern, den Ministern und den Komiteevorsitzenden zusammen.

### Judikative

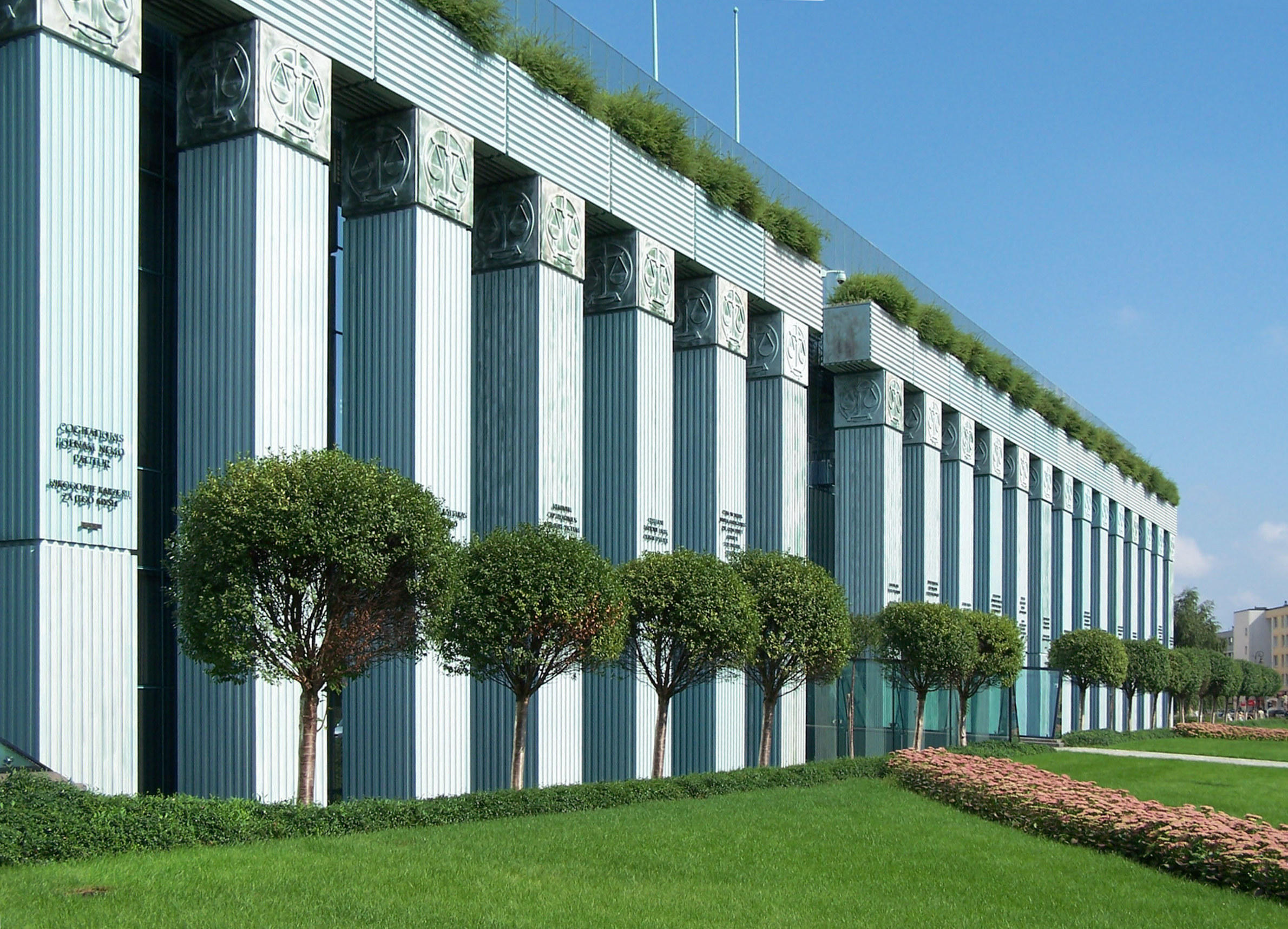
Oberstes Gericht

Die Gerichtsbarkeit in Polen teilt sich grundsätzlich in eine ordentliche (sądownictwo powszechne) und eine Verwaltungsgerichtsbarkeit (sądownictwo administracyjne). Die Gerichtsbarkeiten verfügen über zwei Instanzen. Das oberste Gericht ist in der ordentlichen Gerichtsbarkeit das Oberste Gericht und in der Verwaltungsgerichtsbarkeit das Oberste Verwaltungsgericht, beide mit Sitz in Warschau. Ebenfalls in Warschau befinden sich der Verfassungsgerichtshof, der in verfassungsrechtlichen Fragen Recht spricht, und der Staatsgerichtshof.
Instanzen der ordentlichen Gerichtsbarkeit:
- Rejongerichte (sądy rejonowe)
- Kreisgerichte (sądy okręgowe)
- Appellationsgerichte (sądy apelacyjne)
- Oberstes Gericht (Sąd Najwyższy), der aus fünf Kammern besteht, darunter u. a. die Disziplinarkammer, deren Status vom Gerichtshof der EU geprüft wird (C-791/19).

Als erstinstanzliches Gericht fungiert in der Regel das Rejongericht, und gegen seine Entscheidung kann beim Kreisgericht Berufung eingelegt werden. Ist jedoch das erstinstanzliche Gericht das Kreisgericht, dann dient die Berufung dem Appellationsgericht. Annullierungen und Kassationsbeschwerden – die jedoch nicht als nächste, dritte Instanz bezeichnet werden können – werden immer vom Obersten Gericht entschieden.
Instanzen der Verwaltungsgerichtsbarkeit:
- Woiwodschaftsverwaltungsgericht (Wojewódzkie Sądy Administracyjne)
- Oberstes Verwaltungsgericht (Naczelny Sąd Administracyjny)

Eine separate Arbeits-, Sozial- und Finanzgerichtsbarkeit gibt es in Polen nicht. Rechtsstreitigkeiten im Arbeitsrecht werden vor den ordentlichen Gerichten, Rechtsstreitigkeiten im Sozial- und Finanzrecht vor den Verwaltungsgerichten ausgetragen. Es besteht zudem eine separate Militärgerichtsbarkeit. Private Schiedsgerichte sind zulässig. So hat zum Beispiel die deutsch-polnische Industrie- und Handelskammer ein Schiedsgericht in Warschau.
Siehe auch
- Strafrecht (Polen)
- Zivilrecht (Polen)
- Familienrecht (Polen)

Zweifel an der Unabhängigkeit der polnischen Justiz 
2018 wurde das polnische Justizsystem reformiert. Staatsanwälte wurden dem Justizministerium unterstellt und Richterposten des Obersten Gericht mit parteinahen Richtern besetzt. Zudem wurde eine Disziplinarkammer, die Urteile aufheben, Ordnungsgelder gegen Richter und Staatsanwälte verhängen und diese suspendieren kann, eingerichtet. Der Europäische Gerichtshof stellte im Juli 2021 fest, dass die Disziplinarkammer gegen EU-Recht verstoße, weil seine Unabhängigkeit und Unparteilichkeit unklar sei. Am 7. September 2021 entschied sich die Europäische Kommission nach Ablauf einer Frist dazu, eine Verhängung finanzieller Sanktionen gegen Polen zu beantragen. Einen Monat zuvor verkündete Kaczynski, die Disziplinarkammer solle abgeschafft werden. Der Europäische Gerichtshof verurteilte Polen im Oktober 2021 zu einem Zwangsgeld in Höhe von einer Million Euro pro Tag, da Polen die vorherigen Urteile des Gerichtes ignoriert habe. Darüber hinaus lehnte der Europäische Gerichtshof Polens und Ungarns Klage gegen Rechtsstaatsverfahren ab, sodass schnelle Kürzungen von EU-Geldern durch die Europäische Kommission möglich sind.

### Politische Indizes
| Name des Index                     | Indexwert    | Weltweiter Rang | Interpretationshilfe | Jahr |
| ---------------------------------- | ------------ | --------------- | --- | ---- |
| Fragile States Index               | 41,7 von 120 | 144 von 179     | Stabilität des Landes: stabiler 0 = sehr nachhaltig / 120 = sehr alarmierend Rang: 1 = fragilstes Land / 179 = stabilstes Land | 2024 |
| Demokratieindex                    | 7,4 von 10   | 39 von 167      | Unvollständige Demokratie 0 = autoritäres Regime / 10 = vollständige Demokratie                                                | 2024 |
| Freedom in the World Index         | 80 von 100   | —               | Freiheitsstatus: frei 0 = unfrei / 100 = frei                                                                                  | 2024 |
| Rangliste der Pressefreiheit       | 74,8 von 100 | 31 von 180      | Zufriedenstellende Lage für die Pressefreiheit 100 = gute Lage / 0 = sehr ernste Lage                                          | 2025 |
| Korruptionswahrnehmungsindex (CPI) | 53 von 100   | 53 von 181      | 0 = sehr korrupt / 100 = sehr sauber                                                                                           | 2024 |

### Parteien
Während im 16. und 17. Jahrhundert Zusammenschlüsse von Abgeordneten im polnischen Sejm spontan waren und meist nur die Wahl eines Königs oder die Durchsetzung von kurzfristigen Interessen im Rahmen einer Konföderation dienten, etablierten sich die ersten dauerhaften Parteien am Anfang des 18. Jahrhunderts, insbesondere anfangs die Familia um die Magnatenfamilien der Czartoryski und Poniatowski sowie die mit dieser konkurrierenden Hetmanen-Partei um die Magnatenfamilien der Branicki und Potocki sowie die Kamaryla Mniszcha um Jerzy August Mniszech und in der zweiten Jahrhunderthälfte die Parteien der Jakobiner, der Patrioten und die Verfassungspartei, die sich im Zuge der Reformen des Großen Sejms bildeten. Moderne Parteien entstanden während der Teilungszeit im 19. Jahrhundert in den zu Preußen, Österreich und Russland gehörenden Landesteilen. Entsprechend groß war die Anzahl der Parteien am Anfang der Zweiten Polnischen Republik nach der Erlangung der Unabhängigkeit. Nach der sowjetischen Besetzung 1939/1944 wurde nach russischem Vorbild ein Einparteiensystem eingeführt, wobei es noch zwei Scheinparteien gab, die keine politische Rolle spielten. Nach 1989 entstanden aus der Solidarność-Bewegung und den Postkommunisten zahlreiche Kleinparteien. Nach der Jahrtausendwende vereinigten sich einige dieser Kleinstparteien zu den derzeit führenden Parteien im polnischen Sejm. 2017 waren in Polen 85 politische Parteien registriert. Die Verfassung sowie das Parteiengesetz regeln die Rechte und Pflichten von Parteien.
Parlamentsparteien
| Prawo i Sprawiedliwość (PiS+P+SP)                                                    | 8.051.935 | 43,59 | 235 | 91 | 48 |
| Koalicja Obywatelska (PO+.N+Zieloni)                                                 | 5.060.355 | 27,40 | 134 | 68 | 43 |
| Lewica (SLD+Wiosna+razem)                                                            | 2.319.946 | 12,56 | 49  | 6  | 2  |
| Polskie Stronnictwo Ludowe (PSL+Kukiz’15)                                            | 1.578.523 | 8,55  | 30  | 15 | 3  |
| Konfederacja (KORWiN+RN)                                                             | 1.256.953 | 6,81  | 11  | 7  | –  |
| Wahlkomitee Deutsche Minderheit                                                      | 32.094    | 0,17  | 1   | 3  | –  |
| Quelle: Państwowa Komisja Wyborcza (PKW; Nationale Wahlkommission), 15. Oktober 2019 |           |       |     |    |    |

Spitzenpolitiker
Einer der Kritikpunkte an der Verfassung von 1997 ist, dass die von ihr vorgegebene Rangordnung der Politiker nicht den tatsächlichen politischen Machtverhältnissen entspricht. Formell sind der Staatspräsident und danach folgend der Sejm-Marschall sowie der Senat-Marschall die wichtigsten Politiker in Polen. De facto bestimmt jedoch der Premierminister die laufende Politik, der in der formellen Rangordnung erst an vierter Stelle steht. Nicht ohne politischen Einfluss ist zudem der Vorsitzende der Regierungspartei bzw. -koalition, da die Parlamentsmehrheit den Premierminister jederzeit abberufen kann.

Staatspräsident Karol Nawrocki
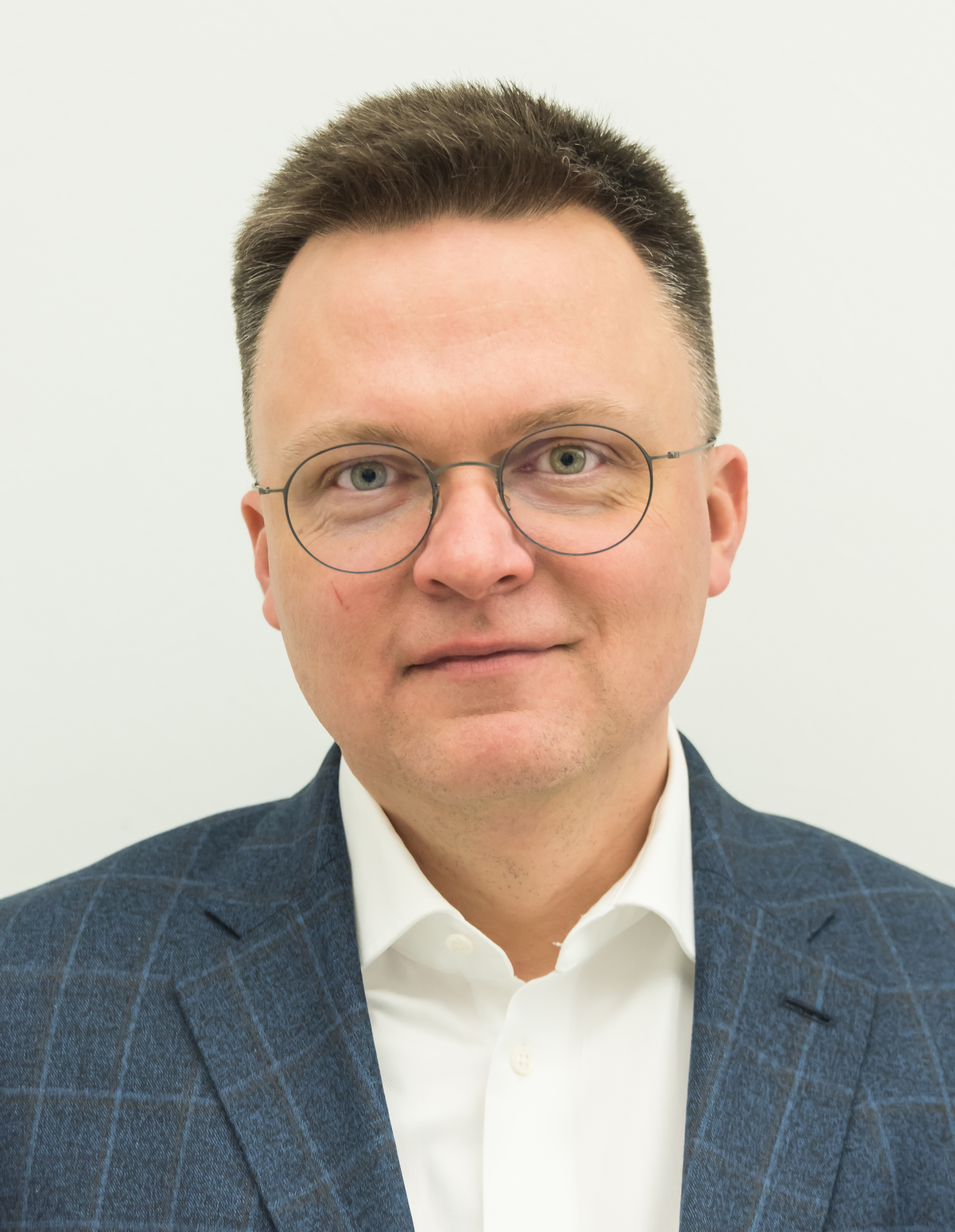
Sejm-Marschall Szymon Hołownia
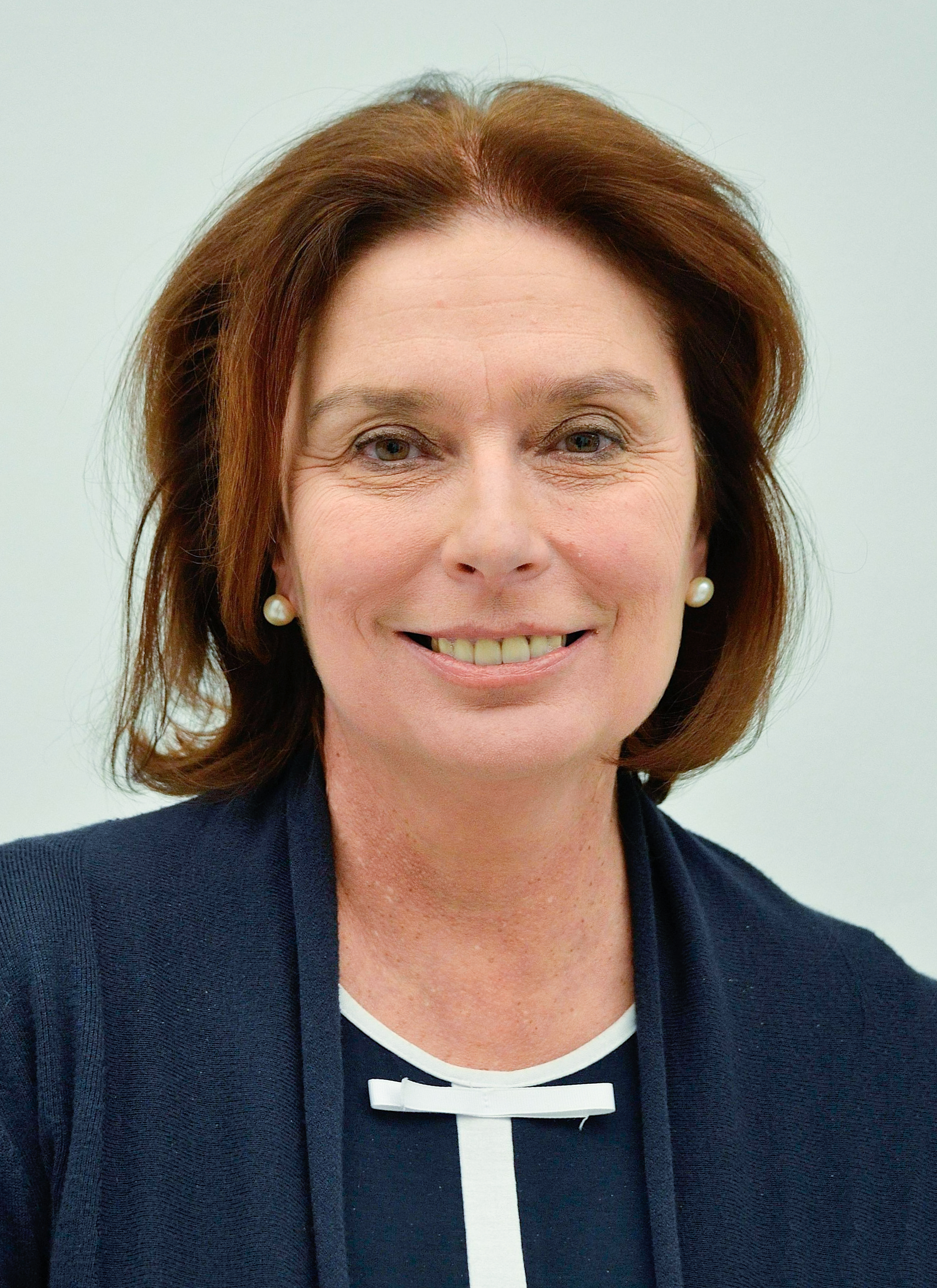
Senat-Marschall Małgorzata Kidawa-Błońska
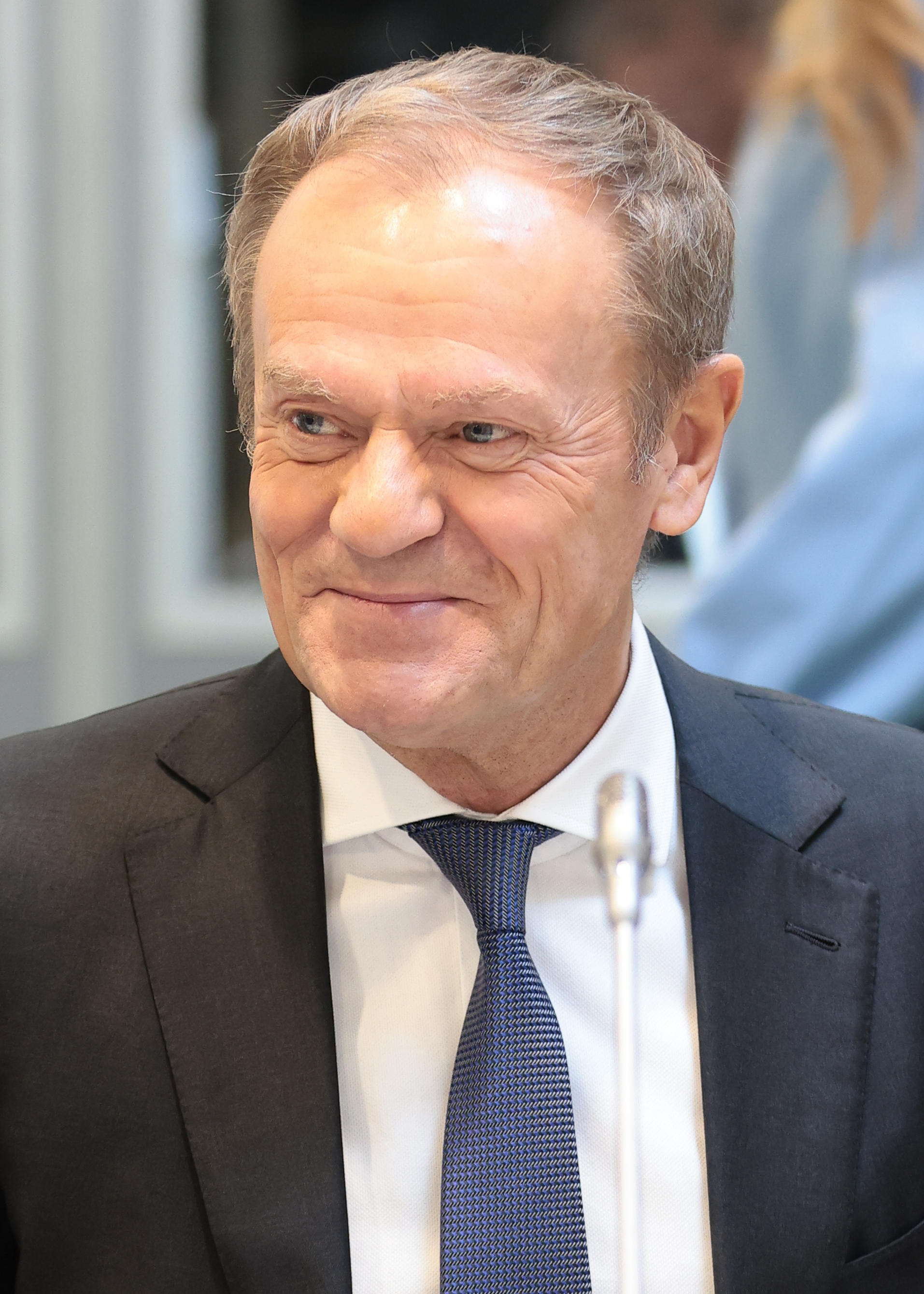
Premierminister Donald Tusk

### Außenpolitik

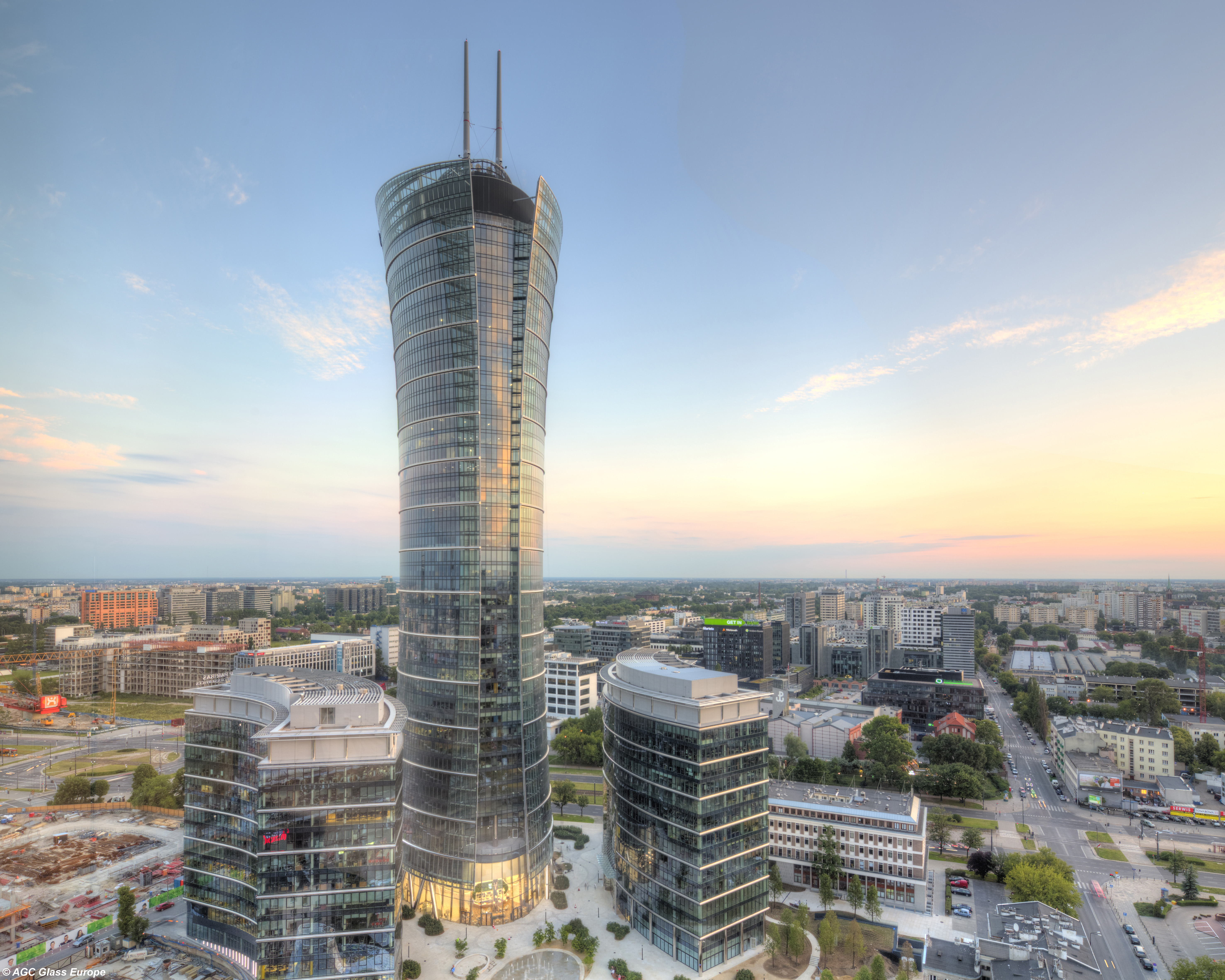
2017 zog die EU-Behörde Frontex vom Rondo 1-B in den Ostturm der Warsaw Spire in Warschau um

Die Außenpolitik der Dritten Republik wird von der Geschichte und der geopolitischen Lage Polens bestimmt. Verantwortlich zeichnet der Außenminister, derzeit Jacek Czaputowicz, unterstützt vom Präsidenten.
Die polnische Außenpolitik ist aufgrund der langen Erfahrung von Fremdbestimmung auf möglichst uneingeschränkte Souveränität ausgerichtet. In der EU sucht Polen ein hohes Maß an Eigenständigkeit.
Polen ist Gründungsmitglied zahlreicher internationaler Organisationen, unter anderem: Vereinte Nationen, Mitteleuropäisches Freihandelsabkommen (bis einschließlich 2004), Ostseerat, Visegrád-Gruppe, Weimarer Dreieck oder Kaliningrader Dreieck. Polen ist weiterhin Mitglied von: Europäische Union, NATO, Welthandelsorganisation, Organisation für wirtschaftliche Zusammenarbeit und Entwicklung, Europäischer Wirtschaftsraum, Internationale Energieagentur, Europarat, Organisation für Sicherheit und Zusammenarbeit in Europa, Internationale Atomenergie-Organisation, Europäische Weltraumorganisation, Europäische Südsternwarte, G6 der Europäischen Union, Gemeinschaft der Demokratien, Zentraleuropäische Initiative, Drei-Meere-Initiative, Ostsee-Naturschutzorganisation sowie aller Unterorganisationen der UNO. Polen hat Beobachterstatus bei folgenden Organisationen: Arktischer Rat und Internationale Organisation der französischsprachigen Länder. Polen ist Mitglied des Schengen-Raums und Anwärter für den Beitritt zur Eurozone. Die Europäische Agentur für die Grenz- und Küstenwache – Frontex hat ihren Sitz in Polen.
Als wichtigsten Verbündeten sehen die Polen die Vereinigten Staaten. Die Amerikanisch-polnischen Beziehungen sind deshalb sehr eng, besonders im sicherheitspolitischen Bereich. Auf polnischem Staatsgebiet sind seit 2016 US-Truppen stationiert.
Im Osten sieht sich Polen Belarus, Litauen und der Ukraine verbunden, mit denen es jahrhundertelang die polnisch-litauische Adelsrepublik gebildet hat. Polen sieht sich als Anwalt der Ukraine in deren Beziehungen zu NATO und EU.
Bereits die Adelsrepublik pflegte Polen diplomatische Beziehungen zu Persien und dem Osmanischen Reich, das im Gegenzug nie die Teilungen Polens anerkannt hat und bei jeder internationalen Konferenz nach dem polnischen Gesandten fragte.
Gute Beziehungen unterhielt die Adelsrepublik auch mit Frankreich und dem Kirchenstaat. Die polnisch-französischen Beziehungen sind auch heute eng und innerhalb der EU spielt das deutsch-französisch-polnische Weimarer Dreieck eine Schlüsselrolle.
In der ersten Hälfte des 20. Jahrhunderts entwickelte die Zweite Republik ein gutes Verhältnis zu Großbritannien, das im Vorfeld des Zweiten Weltkriegs für Polen eine Garantie abgab.
Die Beziehungen zu Deutschland und zu Russland sind dagegen seit den Teilungen Polens – mit Ausnahme der Zeit der Polenbegeisterung (z. B. Hambacher Fest) des Vormärzes – und insbesondere aufgrund des Zweiten Weltkriegs sowie der folgenden Abhängigkeit von der Sowjetunion belastet. Interessanterweise sind dabei die Beziehungen zu Österreich, das ebenfalls an den Teilungen Polens und dem Überfall auf Polen teilnahm, weitaus entspannter. Die Beziehungen zu der Schweiz, die Auslandspolen während der Teilungszeit unterstützte, sind dagegen freundschaftlich (siehe Polenmuseum Rapperswil).
Polen verbindet mit Ungarn ein besonders freundschaftliches Verhältnis, das bis ins Hochmittelalter zurückreicht, als die beiden Königreiche dreimal in Personalunion regiert wurden. Polen und Ungarn arbeiten zusammen mit Tschechien und der Slowakei eng in der Visegrád-Gruppe zusammen.
Auch zu den anderen Staaten der Drei-Meere-Initiative bestehen traditionell gute Beziehungen.

### Militär

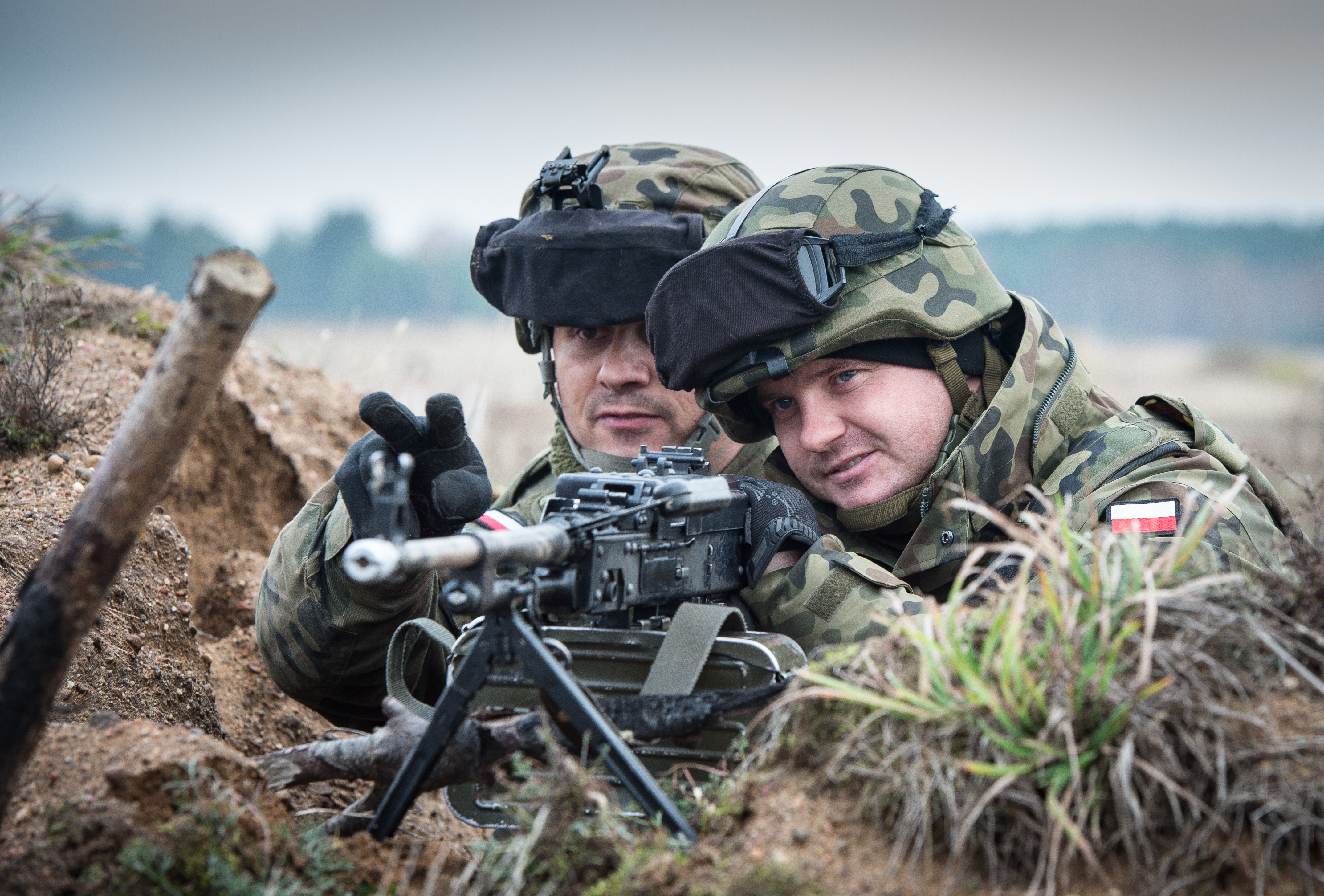
Übung bei Drawsko Pomorskie

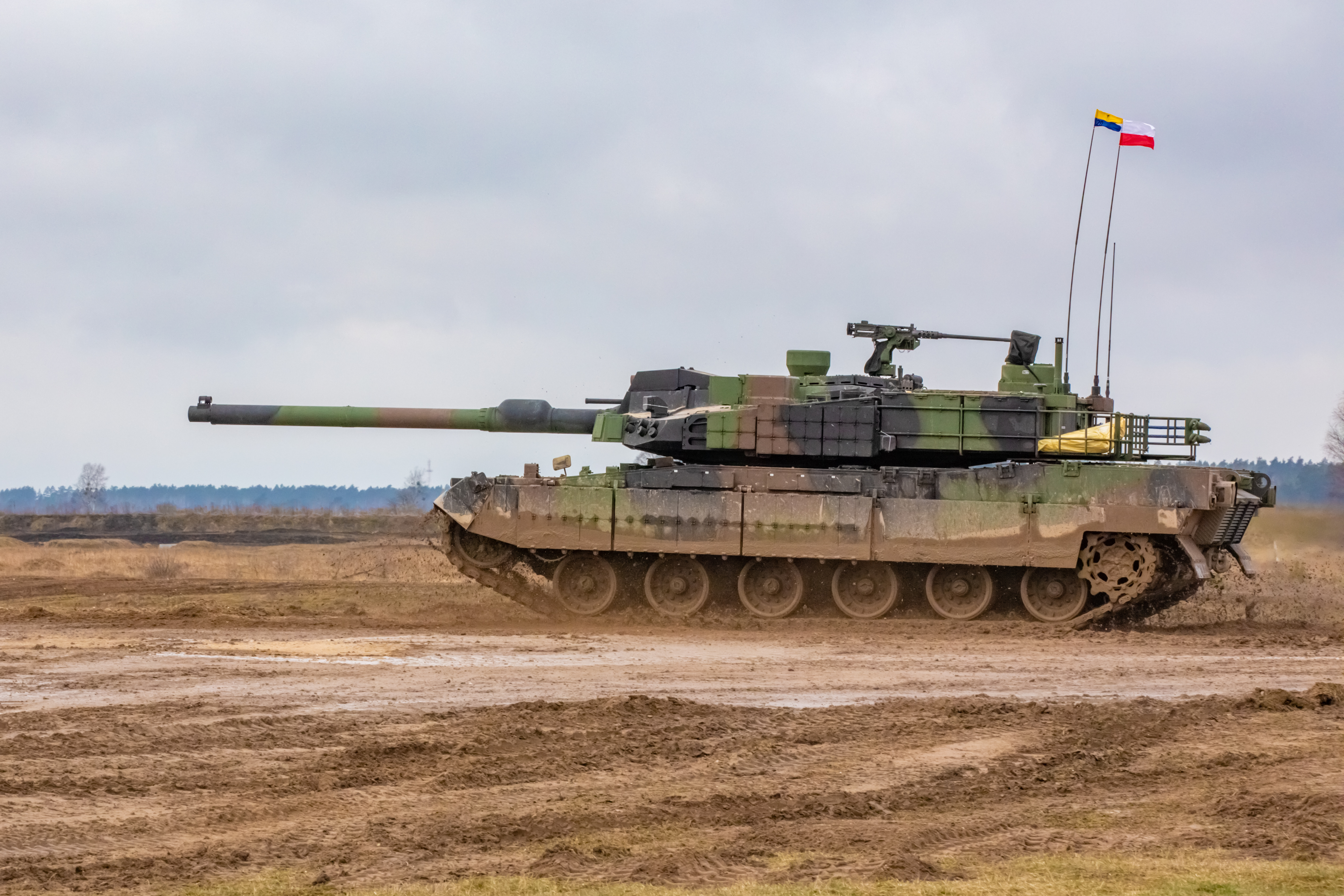
K2 Black Panther

Gemäß dem Ranking von Global Firepower (2022) besitzt Polen die 24. stärkste konventionelle militärische Kapazität weltweit und die 7. stärkste in Europa. Der Wehretat betrug 2016 9,7 Mrd. USD bzw. ca. 2 % des polnischen BIP, womit Polen eines der wenigen Länder ist, das die diesbezüglichen NATO-Vorgaben erfüllt. Derzeit modernisiert Polen seine Streitkräfte. Im Zuge des Russisch-Ukrainischen Kriegs hat Polen diesen Prozess intensiviert. Der Wehretat steigt 2023 auf 4 % des polnischen BIP und die Anzahl der Soldaten soll auf 250.000 aufgestockt werden. Polen hat angekündigt, bis 2022 mehr als 30 Milliarden Euro für die Beschaffung neuer Waffensysteme auszugeben. Im Jahr 2022 kündigte das Land im Rahmen des Russisch-Ukrainischen Kriegs die Erhöhung des Wehretats auf 5 % des BIP an.
Der Präsident ist oberster Befehlshaber über die polnischen Streitkräfte. Unmittelbar untersteht das Militär jedoch dem Verteidigungsminister und besteht aus den Luftstreitkräften, der Marine, den Landstreitkräften, den Spezialeinheiten und der Territorialverteidigung.
Historische Entwicklung
In den Zeiten der Adelsrepublik bestand die Wehrpflicht nur für die Szlachta zum Verteidigungskrieg. Bekannt sind in der Geschichte besonders die polnische Hussaria und die Ulanen, die sich in den Schweden- und Türkenkriegen auszeichneten.
Eine der Reformen des Großen Sejm Ende des 18. Jahrhunderts war die Einführung eines stehenden Heers von 100.000 Mann, zu dessen Organisation es jedoch aufgrund der zweiten und dritten polnischen Teilung nicht mehr kam.
Während der napoleonischen Kriege entstanden polnische Legionen in Italien und Frankreich. Das Großherzogtum stellte einen großen Teil der Soldaten, die an Napoleons Russlandfeldzug 1812 teilnahmen.
Die moderne polnische Armee entstand während des Ersten Weltkriegs aus der Polnischen Wehrmacht und den Polnischen Legionen sowie später in der Zweiten Republik im Zuge des Polnisch-Sowjetischer Kriegs mit anfangs über 800.000 Soldaten.
In der Volksrepublik unterstanden die polnischen Streitkräfte im Rahmen des Warschauer Paktes der sowjetischen Führung.
Nach 1989 wurde das Militär reformiert, die Zahl der Soldaten von über 500.000 auf 150.000 Soldaten (plus 450.000 Reservesoldaten) reduziert und die Ausrüstung modernisiert. Die polnischen Streitkräfte verfügen über neuestes Waffenmaterial, wie zum Beispiel die amerikanischen F-16, moderne israelische Panzerabwehrlenkwaffen und die finnischen Patria AMV 8×8. Daneben wurden die polnischen Waffenproduzenten durch Offset-Investitionen der Amerikaner auf den neuesten Stand gebracht und exportieren erfolgreich schweres Kriegsgerät weltweit. Eine neue Eliteeinheit, die Einheit GROM, wurde in den 1990er Jahren eingeführt.
Im März 1999 trat Polen der NATO bei, nachdem es seit 1994 in deren Programm „Partnerschaft für den Frieden“ mitgearbeitet hatte. Durch den NATO-Beitritt der baltischen Staaten 2004 erlangte insbesondere die Grenze zu Litauen, auch als Suwałki-Lücke bekannt, große strategische Bedeutung.

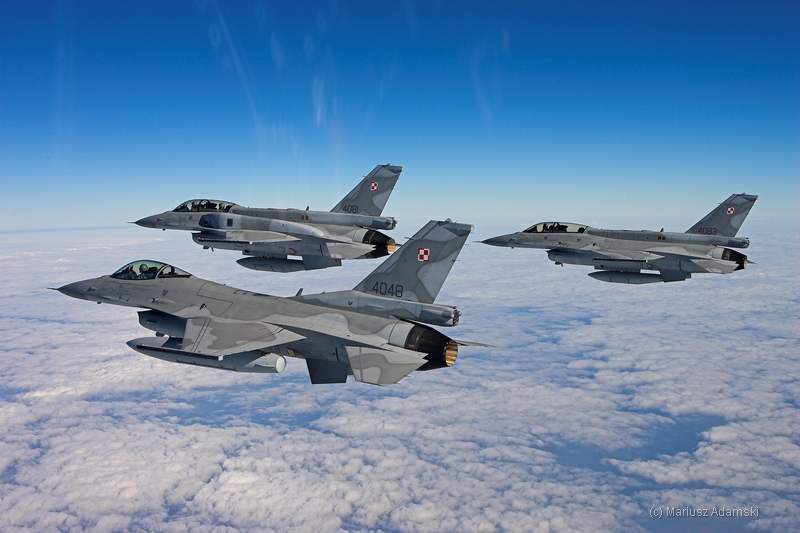
F-16 Jastrząb

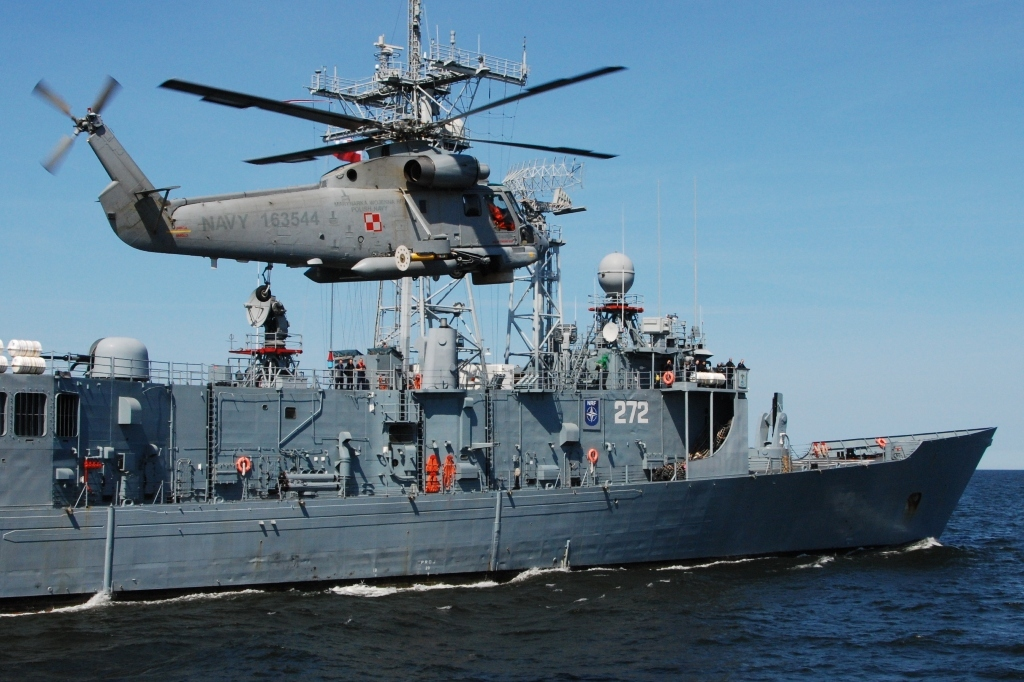
ORP Generał Pułaski

Am 13. November 2006 wurde mit Deutschland, Lettland, Litauen und der Slowakei ein Abkommen zur Bildung einer gemeinsamen EU-Einsatztruppe unterzeichnet. Polen übernahm dabei das Oberkommando und stellte etwa 1500 Soldaten zur Verfügung.
Bis 2008 bestand in Polen Wehrpflicht für Männer.
Polnische Militäreinheiten waren 2010 im Ausland in Afghanistan (2600 Soldaten), im Kosovo (320), in Bosnien und Herzegowina (204) und im Irak (20) im Einsatz.
Luftstreitkräfte
Die Luftstreitkräfte verfügen über knapp 200 Kampfflugzeuge, davon 48 Mehrzweck-Kampfflugzeug F-16, 36 Mehrzweck-Kampfflugzeug MiG-29 und 48 Bomber Suchoi Su-22 sowie etwa 250 Kampfhubschrauber. Es ist geplant, ca. 50 weitere Kampfhubschrauber zu erwerben.
Marine
Die polnische Marine verfügt über zwei Fregatten, eine Korvette, drei Schnellboote, fünf U-Boote, mehrere Schul- und Hilfsschiffe sowie ein Flugzeug und fünf Hubschrauber. Es ist geplant, die U-Boot-Flotte auszubauen.
Landstreitkräfte

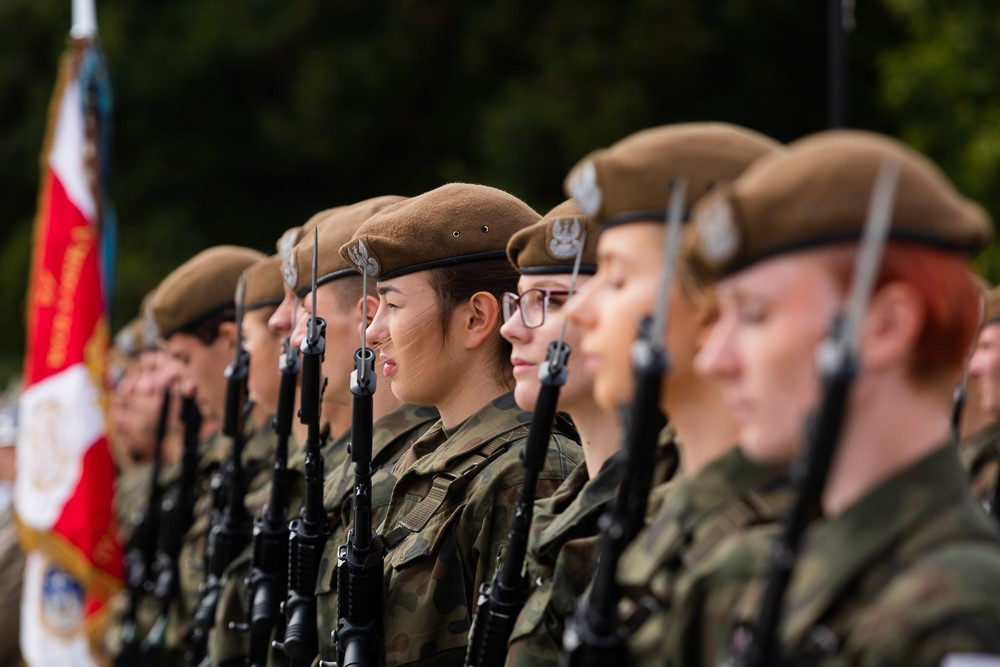
Vereidigung WOT-Einheit

Polen hat derzeit etwa 120.000 Soldaten und 500.000 Reservisten. Das Rückgrat der Landstreitkräfte bilden 1065 Kampfpanzer, davon 249 Leopard 2, 232 PT-91 und 528 T-72, sowie mehrere Tausend Schützenpanzer und andere Panzerfahrzeuge, darunter insbesondere 1268 BMP-1, 690 KTO Rosomak, 237 BRDM-2, 28 Bergepanzer 2, 74 WPT Mors, 90 TRI, 5 KTO Ryś, 70 D-44, 27 9P148 „Malyutka”, 217 HMMWV, 75 WR-40 Langusta, 75 BM-21, 120 AHS Krab, 111 DANA, 342 2S1, 20 ZSU-23-4MP Biała, 64 9K33 Osa sowie ca. 200 Kampfhubschrauber.

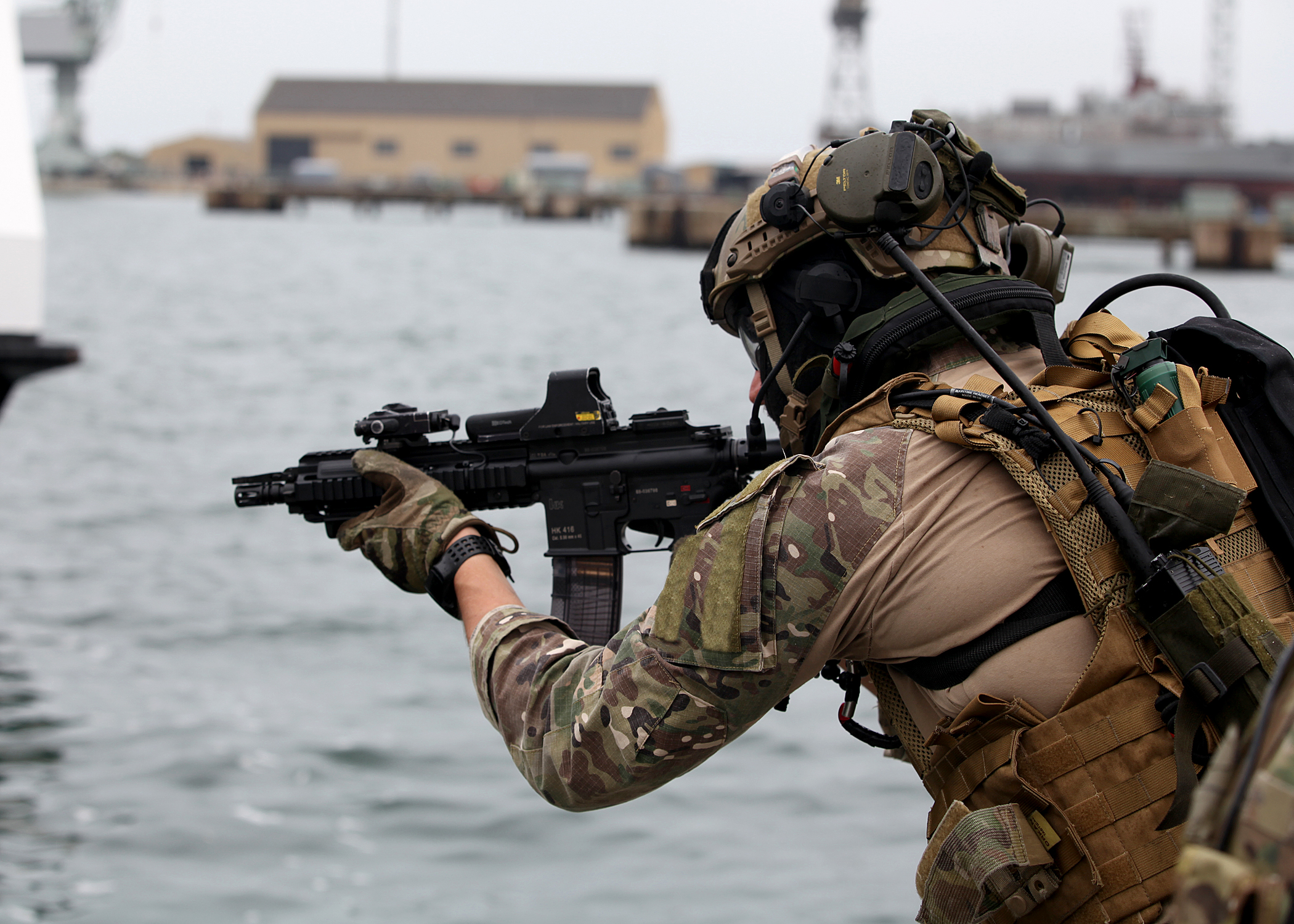
Spezialeinheiten
Die polnischen Spezialeinheiten verfügen über 2250 Elitesoldaten. Die bekannteste Spezialeinheit ist die GROM.
Territorialverteidigung
Die Einheiten der Territorialverteidigung (WOT) wurden 2017 als Reaktion auf den Krieg in der Ukraine eingeführt. Derzeit dienen ca. 8000 Soldaten in dieser Einheit. Geplant ist, die Territorialverteidigung auf 50.000 Soldaten auszubauen.

### Verwaltungsgliederung

Schema der Verwaltungsgliederung

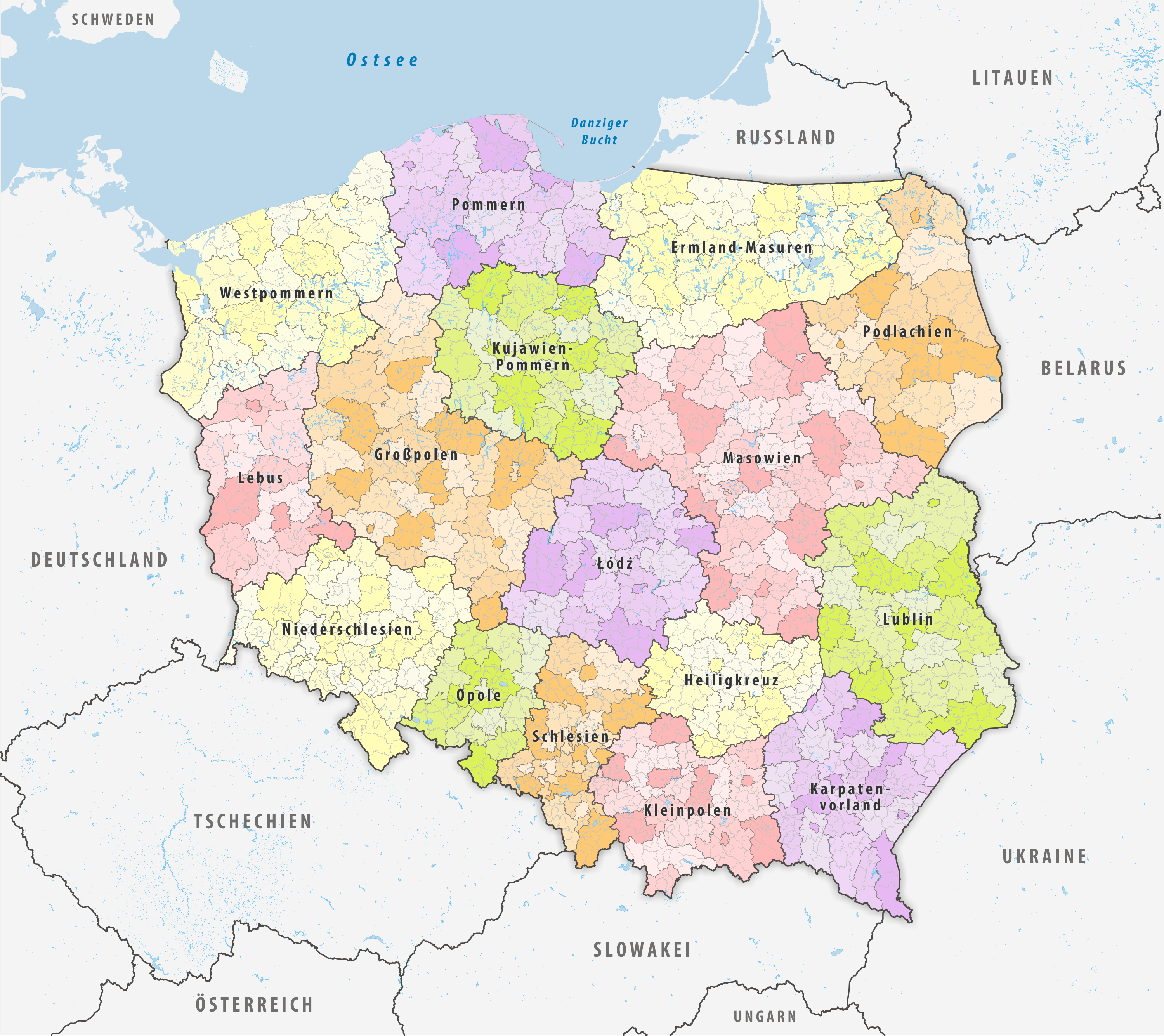
Die Verwaltungsgliederung Polens

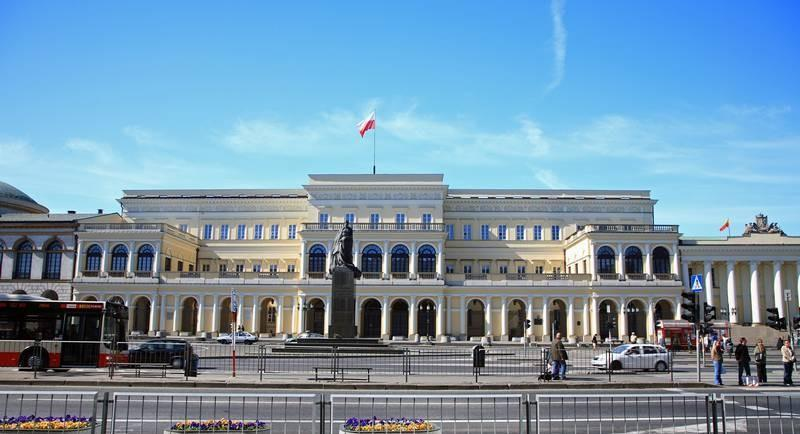
Woiwodschaftsamt Masowien

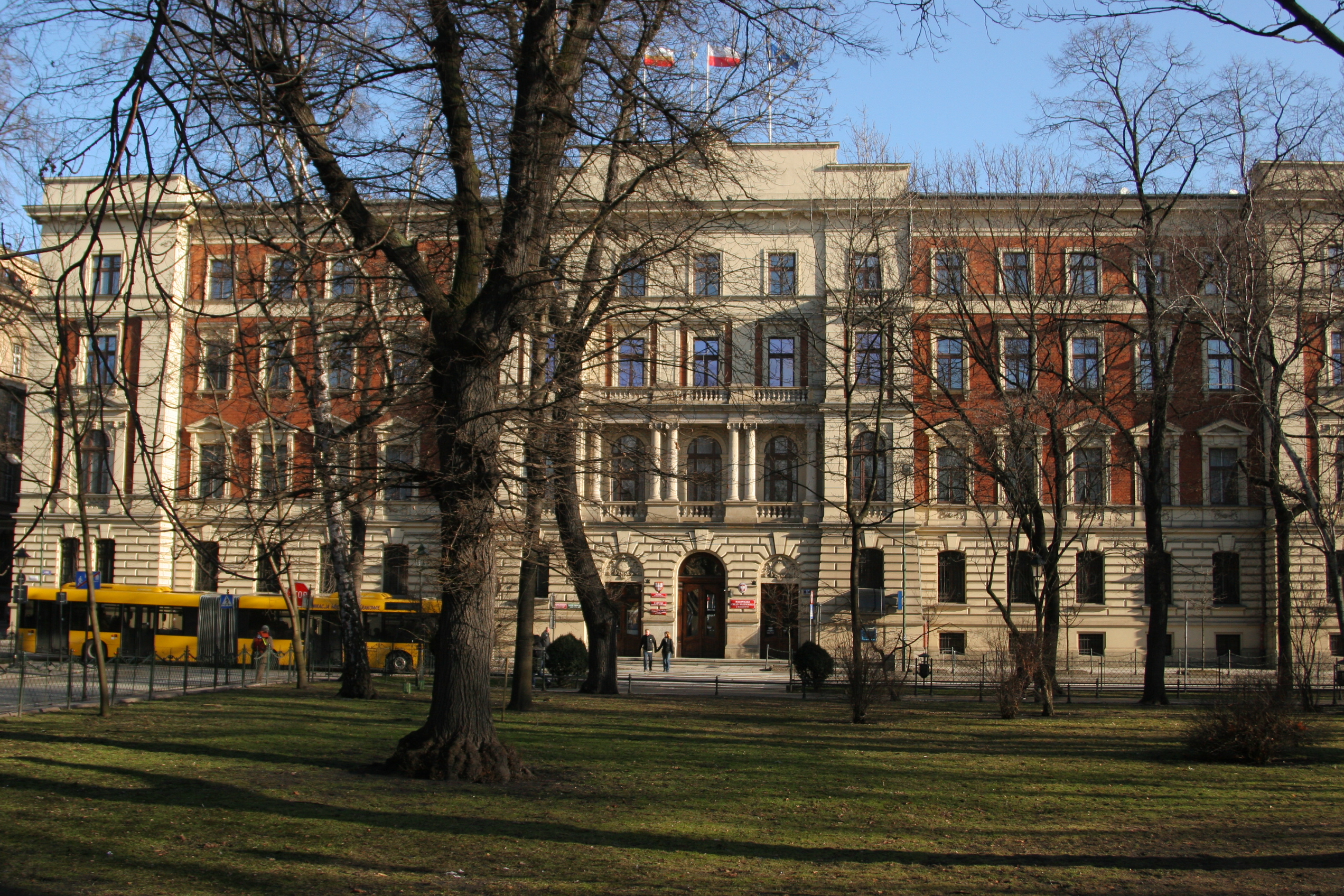
Woiwodschaftsamt Kleinpolen

Seit dem 1. Januar 1999 ist Polen in 16 Woiwodschaften (województwo) eingeteilt, die auf die historischen Regionen Polens Bezug nehmen. Die kleinste Woiwodschaft – Oppeln – ist nur ca. 10.000 Quadratkilometer groß, während die Fläche der größten Woiwodschaft – Masowien – 3,5-mal so groß ist. Auch hinsichtlich der Einwohnerzahl gibt es große Unterschiede. Während die Woiwodschaft Masowien fast 5,5 Millionen Einwohner hat, leben in der Woiwodschaft Oppeln weniger als eine Million Menschen. Eine Reform der Woiwodschaften wird diskutiert, insbesondere wird erwogen, eine Woiwodschaft Mittelpommern aus den Randgebieten der Woiwodschaften Pommern und Westpommern zu bilden sowie die Metropolregion Warschau aus der Woiwodschaft Masowien auszugliedern. Im Gespräch ist auch die Aufteilung der Woiwodschaft Oppeln auf die Woiwodschaften Niederschlesien und Schlesien.
Polen ist ein Zentralstaat. Die Autonomie der Woiwodschaften ist beschränkt. Insbesondere besitzen die Woiwodschaften nur eine sehr begrenzte Rechtsetzungskompetenz.
Jede Woiwodschaft besitzt als Selbstverwaltungsorgane eine eigene Volksvertretung – Woiwodschaftssejmik (sejmik województwa) und einen von ihnen gewählten Woiwodschaftsvorstand (zarząd województwa) unter dem Woiwodschaftsmarschall (marszałek województwa) als Vorsitzendem. Der Woiwode (wojewoda) ist hingegen ein Vertreter der Zentralregierung in Warschau und für Kontrolle der Selbstverwaltung der Woiwodschaften, Landkreise (powiat) und Gemeinden (gmina) zuständig.
Die Woiwodschaften gliedern sich in Landkreise und diese wiederum in Gemeinden. Es wird zwischen Landgemeinden, Stadtgemeinden und gemischten Stadt-Land-Gemeinden unterschieden. Größere Städte haben in der Regel sowohl den Status einer Gemeinde als auch eines Landkreises, sind also kreisfrei. Größere Gemeinden gliedern sich wiederum in Schulzenämter, Viertel, Siedlungen oder Kolonien. 2016 gab es in Polen sechzehn Woiwodschaften, 380 Landkreise und fast 2500 Gemeinden.
| Wappen | Flagge | Deutscher Name                | Polnischer Name                 | Hauptstadt / Hauptstädte             | Einwohnerzahl 2016 |
| ------ | ------ | ----------------------------- | ------------------------------- | ------------------------------------ | ------------------ |
|        |        | Woiwodschaft Ermland-Masuren  | Województwo warmińsko-mazurskie | Allenstein                           | 1.436.367          |
|        |        | Woiwodschaft Großpolen        | Województwo wielkopolskie       | Posen                                | 3.481.625          |
|        |        | Woiwodschaft Heiligkreuz      | Województwo świętokrzyskie      | Kielce                               | 1.252.900          |
|        |        | Woiwodschaft Karpatenvorland  | Województwo podkarpackie        | Rzeszów                              | 2.127.656          |
|        |        | Woiwodschaft Kleinpolen       | Województwo małopolskie         | Krakau                               | 3.382.260          |
|        |        | Woiwodschaft Kujawien-Pommern | Województwo kujawsko-pomorskie  | Thorn und Bromberg                   | 2.083.927          |
|        |        | Woiwodschaft Lebus            | Województwo lubuskie            | Landsberg an der Warthe und Grünberg | 1.017.376          |
|        |        | Woiwodschaft Łódź             | Województwo łódzkie             | Lodsch                               | 2.485.323          |
|        |        | Woiwodschaft Lublin           | Województwo lubelskie           | Lublin                               | 2.133.340          |
|        |        | Woiwodschaft Masowien         | Województwo mazowieckie         | Warschau                             | 5.365.898          |
|        |        | Woiwodschaft Niederschlesien  | Województwo dolnośląskie        | Breslau                              | 2.903.710          |
|        |        | Woiwodschaft Opole            | Województwo opolskie            | Oppeln                               | 993.036            |
|        |        | Woiwodschaft Podlachien       | Województwo podlaskie           | Białystok                            | 1.186.625          |
|        |        | Woiwodschaft Pommern          | Województwo pomorskie           | Danzig                               | 2.315.611          |
|        |        | Woiwodschaft Schlesien        | Województwo śląskie             | Kattowitz                            | 4.559.164          |
|        |        | Woiwodschaft Westpommern      | Województwo zachodniopomorskie  | Stettin                              | 1.708.174          |

## Wirtschaft

### Überblick

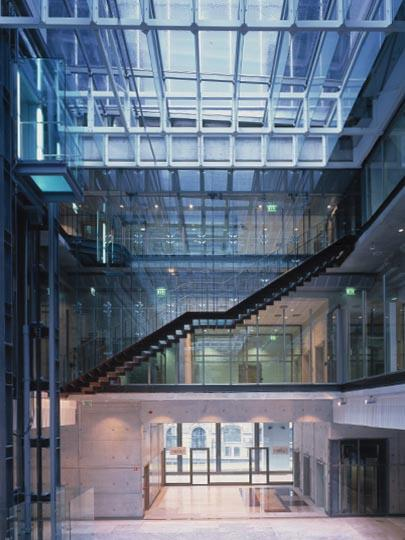
Warschauer Wertpapierbörse

Bruttoinlandsprodukt nach KKP

Die Wirtschaft Polens stand im April 2021 sowohl gemessen am Bruttoinlandsprodukt (642,120 Mrd. USD) als auch bezüglich der Kaufkraftparität (1.363 Mrd. USD) an 22. Stelle in der Welt (jeweils nominal).
Seit dem Ende des Sozialismus hat sich die polnische Wirtschaft vergleichsweise gut entwickeln können. Polen konnte in den letzten Jahren ein durchgängig positives Wirtschaftswachstum verzeichnen. Polen war das einzige europäische Land, das infolge der globalen Krise 2008 keine Rezession erfahren musste. Seit 2013 hat sich die Wirtschaft weiter erholt, getragen von inländischer Nachfrage, insbesondere Investitionen und Konsum. Das Wachstum wird gefördert durch eine wirtschaftsfreundliche Politik, fiskalpolitische Stabilität, ein flexibles Arbeitsrecht, durch die konsequente Nutzung von EU-Fördermitteln für den Ausbau der Infrastruktur und nicht zuletzt auch durch umfangreiche ausländische Direktinvestitionen. Im Vergleich mit dem BIP der EU ausgedrückt in Kaufkraftstandards erreichte Polen 2015 einen Indexwert von 69 (EU-28:100) und damit etwa 55 % des deutschen Wertes.
Das Bruttoinlandsprodukt ist regional sehr unterschiedlich verteilt. Die reichsten Woiwodschaften (im Vergleich zum Landesdurchschnitt) waren 2017 weiterhin Masowien mit 160,5 % (Vgl. 2009: 133 % des Landesdurchschnitts) und Niederschlesien mit 110,5 % (114 %). Die ärmsten Woiwodschaften waren Lublin mit 69 % (68 %), Karpatenvorland mit 69,7 % (71 %) und Ermland-Masuren mit 70,1 %. Die Arbeitslosigkeit betrug im Dezember 2017 ca. 6,6 Prozent, die Zahl der registrierten Arbeitslosen lag bei 1,08 Mio. Im Global Competitiveness Index, der die Wettbewerbsfähigkeit eines Landes misst, belegt Polen Platz 39 von 137 Ländern (Stand 2017–2018). auf dem Index für wirtschaftliche Freiheit 2024 lag das Land auf Platz 42 von 176 Ländern. Polen ist eine weitestgehend offene Volkswirtschaft, die sehr stark vom freien Handel in der Europäischen Union profitiert.
Die durchschnittlichen monatlichen Bruttolöhne lagen 2019 bei 5.181,63 PLN (1.155,76 Euro zum 1. Juni 2021). In der reichsten Woiwodschaft Masowien lag der durchschnittliche Bruttolohn 2019 bei 6.248,47 PLN (1.393,71 Euro), wohingegen in der ärmsten Woiwodschaft Lublin der Bruttolohn bei 4.564,85 PLN (1.018,18 Euro) lag.
Während die Inflation im Jahr 2010 2,581 % betrug, herrschte Mitte 2014 Deflation in Polen.
Das Land führt eine Wertpapierbörse – die Warschauer Börse – mit ihrem Leitindex, dem WIG30.
| Jahr                                    | 2010   | 2015    | 2016    | 2017    | 2018    | 2019    | 2020    | 2021    | 2022    | 2023    |
| --------------------------------------- | ------ | ------- | ------- | ------- | ------- | ------- | ------- | ------- | ------- | ------- |
| BIP in Mrd. USD (Kaufkraftparität)      | 807,9  | 1.022,8 | 1.063,0 | 1.137,7 | 1.216,2 | 1.347,3 | 1.376,6 | 1.527,4 | 1.728,5 | 1.793,6 |
| BIP pro Kopf in USD (Kaufkraftparität)  | 21.247 | 26.911  | 27.998  | 29.960  | 32.026  | 35.481  | 36.266  | 41.198  | 46.855  | 48.799  |
| BIP-Wachstum (real)                     | 2,9 %  | 4,4 %   | 3,0 %   | 5,1 %   | 5,9 %   | 4,5 %   | −2,0 %  | 6,9 %   | 5,6 %   | 0,2 %   |
| Inflation (in Prozent)                  | 2,6 %  | -0,9 %  | -0,7 %  | 2,0 %   | 1,8 %   | 2,2 %   | 3,4 %   | 5,1 %   | 14,4 %  | 11,4 %  |
| Staatsverschuldung (in Prozent des BIP) | 54 %   | 51 %    | 55 %    | 51 %    | 49 %    | 46 %    | 57 %    | 54 %    | 49 %    | 50 %    |

### Staatshaushalt

Staatsschuldenquote

Der Staatshaushalt umfasste 2017 Ausgaben von 375,9 Mrd. PLN, dem standen Einnahmen von 350,5 Mrd. PLN gegenüber. Daraus ergibt sich ein Haushaltsdefizit in Höhe von 25,4 Mrd. PLN.
Die Staatsverschuldung betrug im Dritten Quartal 2017 52 % des BIP und lag deutlich unterhalb der Werte für den EU-Durchschnitt von 82,5 % und der Eurozone von 88,1 %.
Der Anteil der Staatsausgaben (in % des BIP) folgender Bereiche betrug in den letzten Jahren:
- Gesundheit – 6,5 %[104] (2020)
- Bildung – 5,2 %[104] (2020 geschätzt)
- Militär – 2,2 %[104] (2020)

### Steuern
In Polen werden Steuern auf nationaler und regionaler Ebene erhoben. Die wichtigsten Steuern sind nationale Steuern, insbesondere die Einkommensteuer, Körperschaftssteuer und Umsatzsteuer. Abgesehen von der Umsatzsteuer sind die polnischen Steuersätze im internationalen Vergleich relativ niedrig.
In Polen wird eine lineare Einkommensteuer mit drei Steuersätzen von 0 % (Grundfreibetrag), 18 % und 32 % erhoben. Der polnische Spitzensteuersatz der Einkommensteuer beträgt damit 32 % und ist im internationalen Vergleich relativ niedrig. Unternehmer haben zudem die Möglichkeit, einen linearen Einkommensteuersatz von 19 % zu bezahlen, wenn sie eine vereinfachte Steuererklärung abgeben, in der sie auf die Geltendmachung gewisser Werbungskosten verzichten.
In Polen gibt es keine Gewerbesteuer. Ebenso wird keine Kirchensteuer und kein Solidaritätszuschlag erhoben.
Die Körperschaftssteuer wird auf das Einkommen von Kapitalgesellschaften erhoben. Der Steuersatz beträgt bei kleinen Kapitalgesellschaften 15 % und bei großen Kapitalgesellschaften 19 %.
In Polen gibt es keine Vermögenssteuer. Die Gemeinden erheben jedoch eine Grundsteuer auf in ihnen gelegene Immobilien.
Die Umsatzsteuersätze betragen 0 %, 5 %, 7 %, 8 % und 23 %. Gewisse Umsätze, die nicht der Umsatzsteuer unterliegen, werden mit einer Transaktionssteuer mit Steuersätzen von 0,1 % bis 2 % besteuert.
Polen hat mit den meisten Staaten ein Doppelbesteuerungsabkommen zur Vermeidung der Doppelbesteuerung auf dem Gebiet der Besteuerung von Einkommen abgeschlossen.

### Außenhandel
Der Export umfasste im Jahr 2021 317,8 Mrd. USD und der Import 335,5 Mrd. USD. Damit lag Polens Außenhandelsquote bei 96,2 %. Die bedeutendsten Ausfuhrgüter waren im Jahr 2021 Nahrungsmittel und Elektrotechnik, während die häufigsten Einfuhrgüter chemische Erzeugnisse und Maschinen waren.

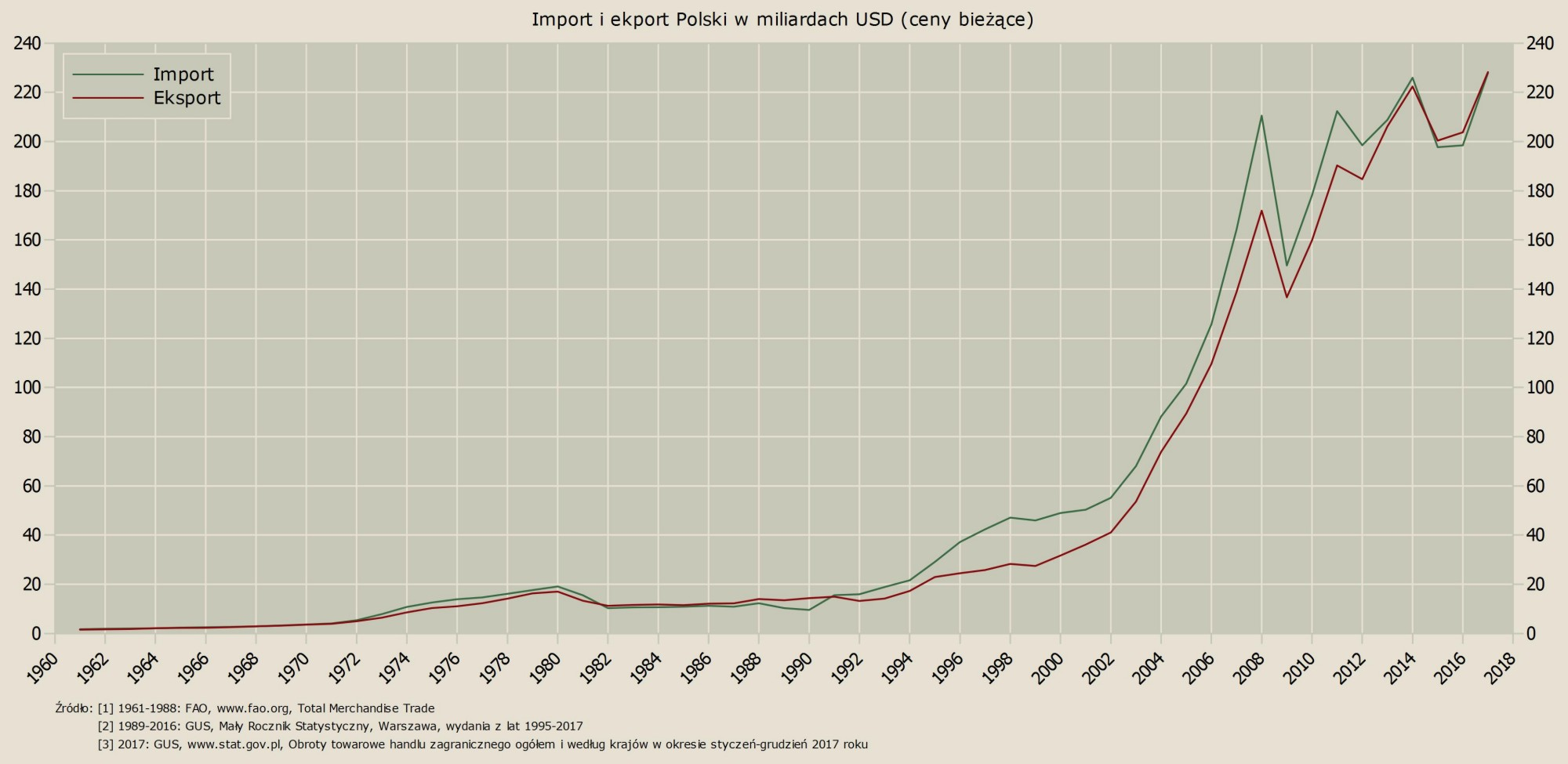
Außenhandelsentwicklung

| Export (in Prozent) nach | Export (in Prozent) nach | Import (in Prozent) von | Import (in Prozent) von |
| ------------------------ | ------------------------ | ----------------------- | ----------------------- |
| Deutschland              | 28,6                     | Deutschland             | 21,1                    |
| Tschechien               | 6,0                      | Volksrepublik China     | 14,8                    |
| Frankreich               | 5,7                      | Russland                | 6,0                     |
| Vereinigtes Königreich   | 5,1                      | Italien                 | 5,0                     |
| Italien                  | 4,4                      | Niederlande             | 4,1                     |
| Niederlande              | 4,3                      | Frankreich              | 3,4                     |
| Russland                 | 2,8                      | Tschechien              | 3,2                     |
| sonstige Länder          | 43,1                     | sonstige Länder         | 42,4                    |

### Arbeitsmarkt
Im Frühjahr 2019 lag die Arbeitslosenquote nach GUS bei 5,9 %, was knapp eine Mio. Menschen im erwerbsfähigen Alter ausmachte, sowie nach Eurostat bei 3,5 %. Zuvor lag im Oktober 2012 laut polnischem Haupt-Statistikamt die Arbeitslosigkeit bei 12,5 %.
Die Arbeitslosigkeit in Polen ist regional sehr unterschiedlich verteilt. In den Städten Posen und Warschau herrscht praktisch Vollbeschäftigung während in den ländlichen Regionen von Ermland-Masuren die Arbeitslosigkeit im September 2017 hingegen nach GUS bei 11,8 % lag
Im November 2006 erhielten 13,2 Prozent der registrierten Arbeitslosen Arbeitslosengeld. Etwa 12 % der Beschäftigten waren 2013 in der Landwirtschaft beschäftigt, was im Verhältnis zum EU-Durchschnitt (5 %) viel ist. 30,3 % sind in der Industrie und 57,8 % im Dienstleistungssektor tätig. Etwa ein Drittel der Arbeitsplätze finden sich im öffentlichen Dienst.

### Land- und Forstwirtschaft
Die polnische Landwirtschaft ist nach wie vor ein wichtiger Wirtschafts- und Erwerbszweig. Auf ca. 14,5 Mio. Hektar landwirtschaftlicher Nutzfläche existieren etwa 1,4 Mio. landwirtschaftliche Betriebe, die beinahe ausschließlich von Einzellandwirten geführt werden, da eine Kollektivierung der Landwirtschaft nie stattgefunden hat. Die Flächenstruktur ist extrem kleinteilig, vor allem im Südosten Polens; zudem sind viele Böden sandig, sauer und nährstoffarm. Die Hälfte aller landwirtschaftlichen Betriebe bewirtschaftet weniger als fünf Hektar. In der Landwirtschaft sind 2,3 Mio. Personen bzw. 16,3 % der erwerbstätigen Bevölkerung beschäftigt. 38 % der polnischen Bevölkerung lebt im ländlichen Raum. Die Zuwanderung dorthin übersteigt die Abwanderung in die Städte. Die Forsten sind überwiegend in Staatsbesitz. Sie bilden die Grundlage für eine erfolgreiche Möbelindustrie, deren Exporte 2018 weltweit auf Platz 3 lagen.

### Energieversorgung
Die Nettostromerzeugung der polnischen Kraftwerke lag im Jahr 2024 bei 157 TWh. Mit 57 % kommt der Großteil des Stroms noch aus der Verbrennung von Stein- und Braunkohle. Wichtigstes Bergwerksunternehmen ist die staatliche Kompania Węglowa. Gaskraftwerke deckten ca. 11 % des Strombedarfs, erneuerbare Energien haben bereits einen Anteil von 29 % am Strommix. Der größte Anteil davon entfällt auf Wind- und Solarenergie. Polen hat reiche Lager an Geothermie, die derzeit verstärkt in Kujawien bei Thorn und in der Bergregion Podhale bei Zakopane genutzt wird. Der Anteil der Kraft-Wärme-Kopplung liegt mit 16,6 % an der Gesamterzeugung auf relativ hohem Niveau.
Das Land besitzt bisher keine kommerziell betriebenen Kernkraftwerke, betreibt aber mit dem Forschungsreaktor Maria, der am 18. Dezember 1974 kritisch wurde, einen kleinen Versuchsreaktor mit einer thermischen Leistung von 30 MW. Dieser arbeitet gegenwärtig mit nur zwei Drittel der Leistung. Bis 1968 wurde im Südwesten des Landes Uranbergbau betrieben. Die Planung neuer Kernkraftwerke wurde im Jahr 1990 eingestellt, weil die Kosten zu hoch wären.
Ende 2022 haben unter dem Einfluss des russischen Krieges gegen die Ukraine und den damit verbundenen Energieversorgungsengpässe neue Planungen für ein eigenes Kernkraftwerk begonnen, die an frühere Vorbereitungsphasen anknüpfen. Bis zum Jahr 2043 sollen insgesamt sechs Atomreaktoren ans Netz gehen. Der Standort des ersten Atomkraftwerkes, das eine Leistung von mehr als einem Gigawatt haben soll, ist an der Ostsee in der Nähe des Ortes Choczewo geplant. Hier soll Meerwasser zur Kühlung des Reaktors verwendet werden. Eine Inbetriebnahme wird ab 2033 vorgesehen. Der Bau erfolgt mithilfe der USA-Firma Westinghouse, die bereits im Oktober 2022 den offiziellen polnischen Bauauftrag erhielt. Das Kraftwerk soll die bisherige Kohlenutzung stark reduzieren und eine „stabile Energiebasis“ garantieren. Kritik gegen die Baupläne kommt von der Gruppe Baltyckie S.O.S und auch von der polnischen Greenpeace-Organisation. Vor allem, weil der Standort in einem Natura-2000-Naturschutzgebiet liegt und noch keine Klarheit zur Lagerung des Abfalls besteht.

### Unternehmen
| Logo | Unternehmen          | Branche        | Sitz     | Umsatz (Mio. PLN) | Arbeitnehmer |
| ---- | -------------------- | -------------- | -------- | ----------------- | ------------ |
|      | PKN Orlen SA         | Rohstoffe      | Płock    | 79.553            | 4.445        |
|      | PGNiG                | Rohstoffe      | Danzig   | 33.196            | 5.168        |
|      | PGE SA               | Energie        | Warschau | 28.092            | 44.317       |
|      | PZU SA               | Versicherung   | Warschau | 22.212            | 36.419       |
|      | Grupa Lotos SA       | Rohstoffe      | Danzig   | 20.931            | 33.071       |
|      | KGHM Polska Miedź SA | Rohstoffe      | Lubin    | 19.556            | 18.578       |
|      | Tauron Group SA      | Energie        | Katowice | 17.646            | 26.710       |
|      | PKO BP               | Kreditinstitut | Warschau | 13.544            | 5.303        |
|      | Enea S.A.            | Energie        | Posen    | 11.255            | 23.805       |

Polen ist keine verlängerte Werkbank mehr wie noch in den 1980er Jahren. Hohe Produktivität und Qualität sowie die Verfügbarkeit lokaler Zulieferer und Dienstleister auch im IT-Bereich haben eine Reihe von internationalen Investoren angezogen. Neben den großen internationalen Herstellern wie Opel, Daimler (Motorenfertigung) und Volkswagen produziert Polen auch eigene Marken. Dabei liegt der Schwerpunkt auf Lastkraftwagen und Bussen (Solaris Bus, Solbus). Die Automobilindustrie, die etwa 15 % zur polnische Wertschöpfung beiträgt, entwickelte sich zur Drehscheibe der Innovationen der polnischen Wirtschaft. Diese gilt als regionaler Leader in Mittel- und Osteuropa mit 40 % der 500 umsatzstärksten börsennotierten Unternehmen der Region, die ihren Sitz in Polen haben.

### Tourismus

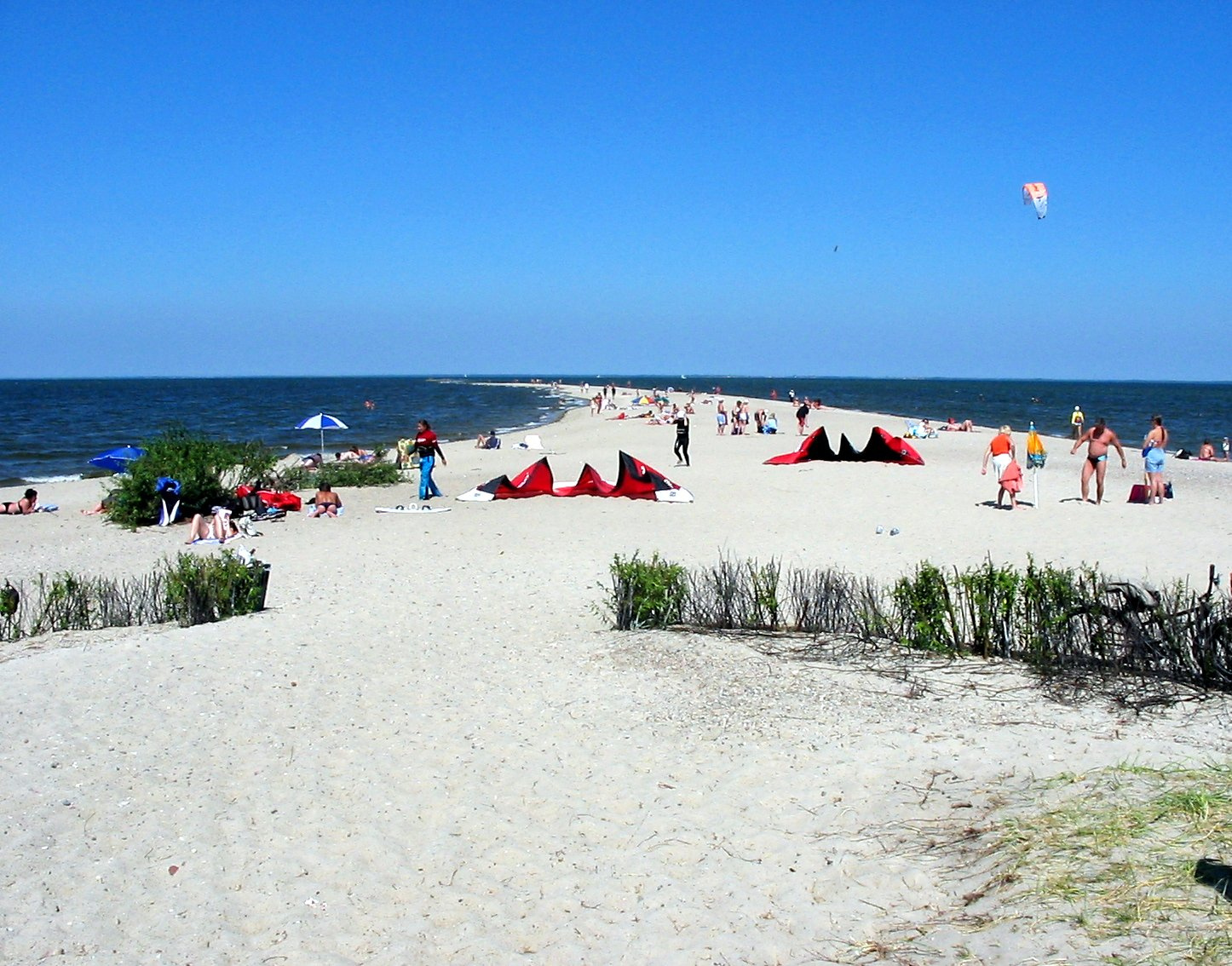
Strandurlaub bei Putzig

Der Tourismus ist ein bedeutender Faktor bei den Einnahmen im Dienstleistungssektor. Nach der Weltorganisation für Tourismus ist Polen das 16. beliebteste Reiseziel bei internationalen Touristen. Im Jahr 2015 kamen über 16,7 Mio. ausländische Touristen nach Polen, was einen Anstieg von 4,6 % gegenüber dem Vorjahr ausgemacht hat. Der touristische Sektor hat 2015 ein Volumen von fast 10 Mrd. US-Dollar ausgemacht. Im Jahr 2016 betrug die Anzahl der Einreisen nach Polen 80,5 Mio., wovon ca. 17,5 Mio. als touristisch zu werten sind.

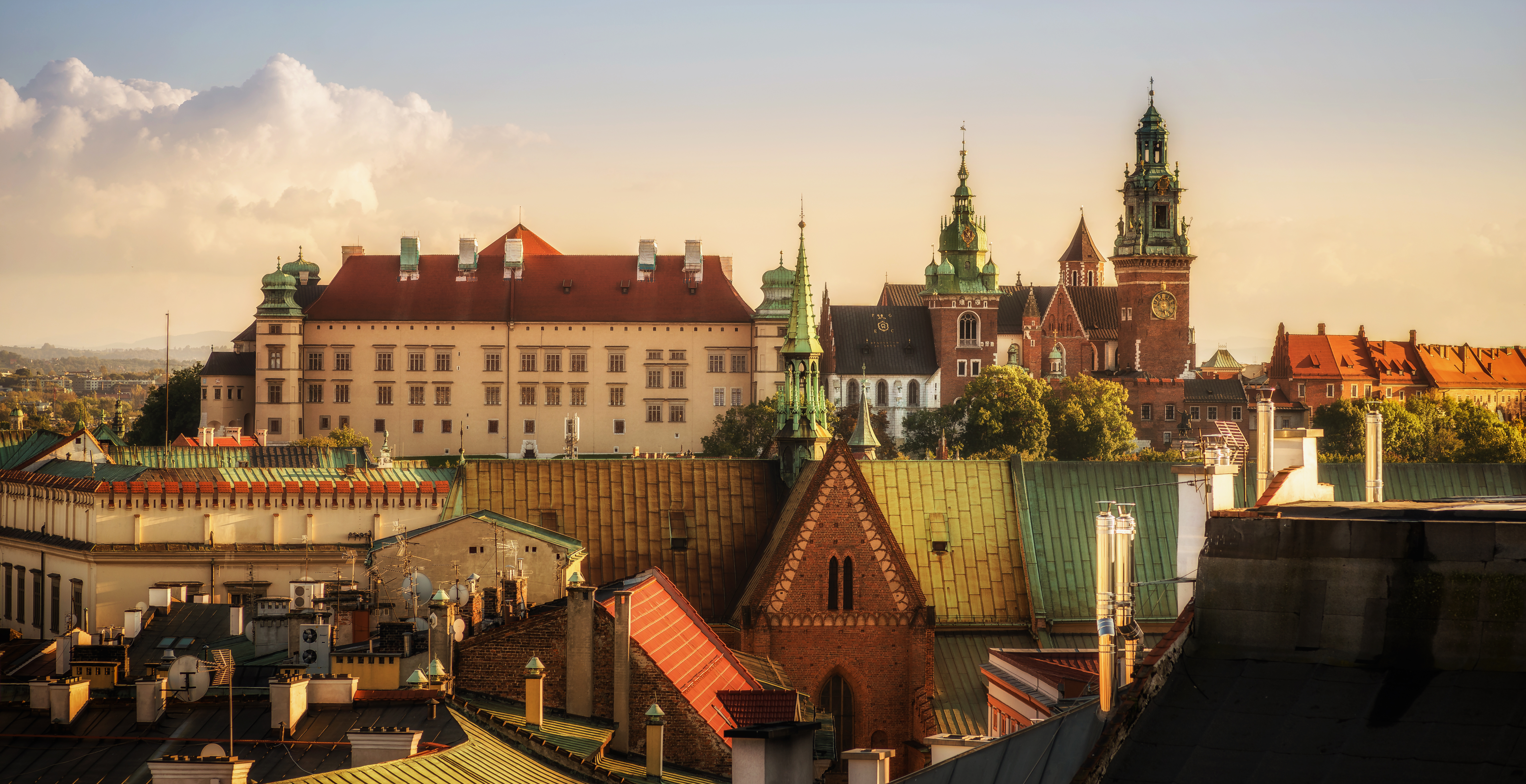
Wawel-Kathedrale in Krakau

Das beliebteste Reiseziel in Polen ist die ehemalige Hauptstadt Krakau, die zahlreiche Architekturdenkmäler und Kunstwerke aus dem polnischen Goldenen Zeitalter der Spätgotik und Renaissance besitzt. Bedeutende touristische Ziele sind auch die Städte Warschau, Breslau, Danzig, Posen, Stettin, Lublin, Thorn und Zakopane. Der Tourismus spielt auch eine wichtige Rolle für die Gemeinden Krynica-Zdrój, Karpacz, Szklarska Poręba, Biecz, Zamość, Sandomierz, Kazimierz Dolny, Tschenstochau, Gnesen, Frombork, Malbork, Gdynia, Sopot, Kołobrzeg, Świnoujście und Międzyzdroje. Viele Städte bieten touristische Dienstleistungen für Familien mit Kindern, so zum Beispiel Breslau mit den Breslauer Zwergen, Warschau, Kielce, Danzig und Stettin. Einige kleinere Orte in Polen sind Mitglied der Vereinigung Cittàslow, die auf einen ausgewogenen Tourismus setzen.

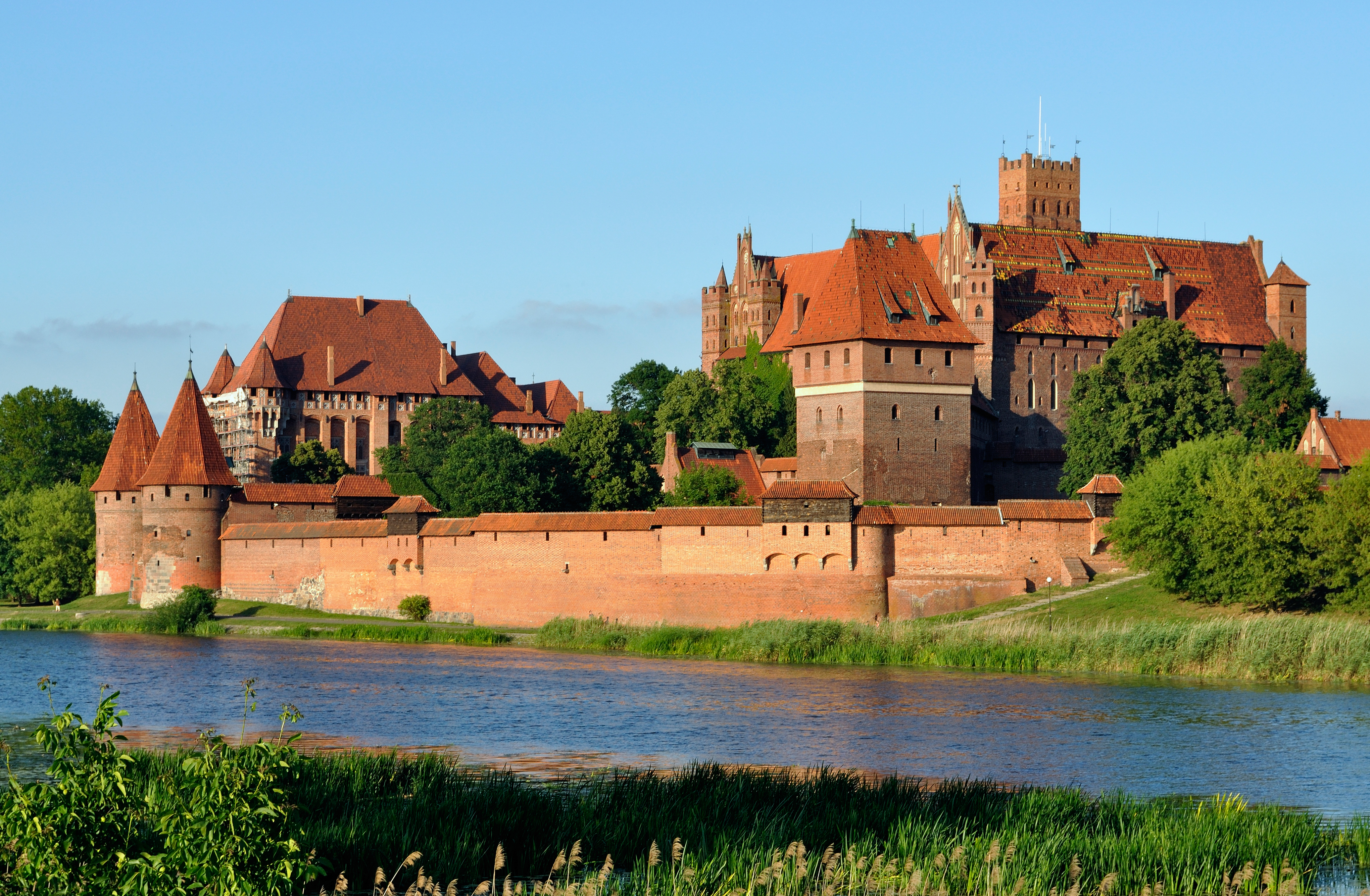
Marienburg in Malbork

Besuchermagneten sind: das Salzbergwerk Wieliczka, das Museum im Geburtshaus von Fryderyk Chopin in Żelazowa Wola bei Sochaczew, die Gedächtnisstätte des Konzentrationslager Auschwitz-Birkenau, die Küste der Ostsee, die großen Seeplatten in Großpolen, Masuren, Kaschubien und Suwalki sowie die Gebirgszüge der Sudeten und Karpaten, insbesondere die Tatra mit der Hohen Tatra und Westtatra, in der sich der höchste Gipfel Polens Meeraugspitze sowie der bekannte Höhenweg Orla Perć befinden. Beliebte Erholungsgebiete sind auch die Heiligkreuzberge, Beskiden, Pieninen, Krakau-Tschenstochauer Jura und das Roztocze sowie Stettiner und Frisches Haff.

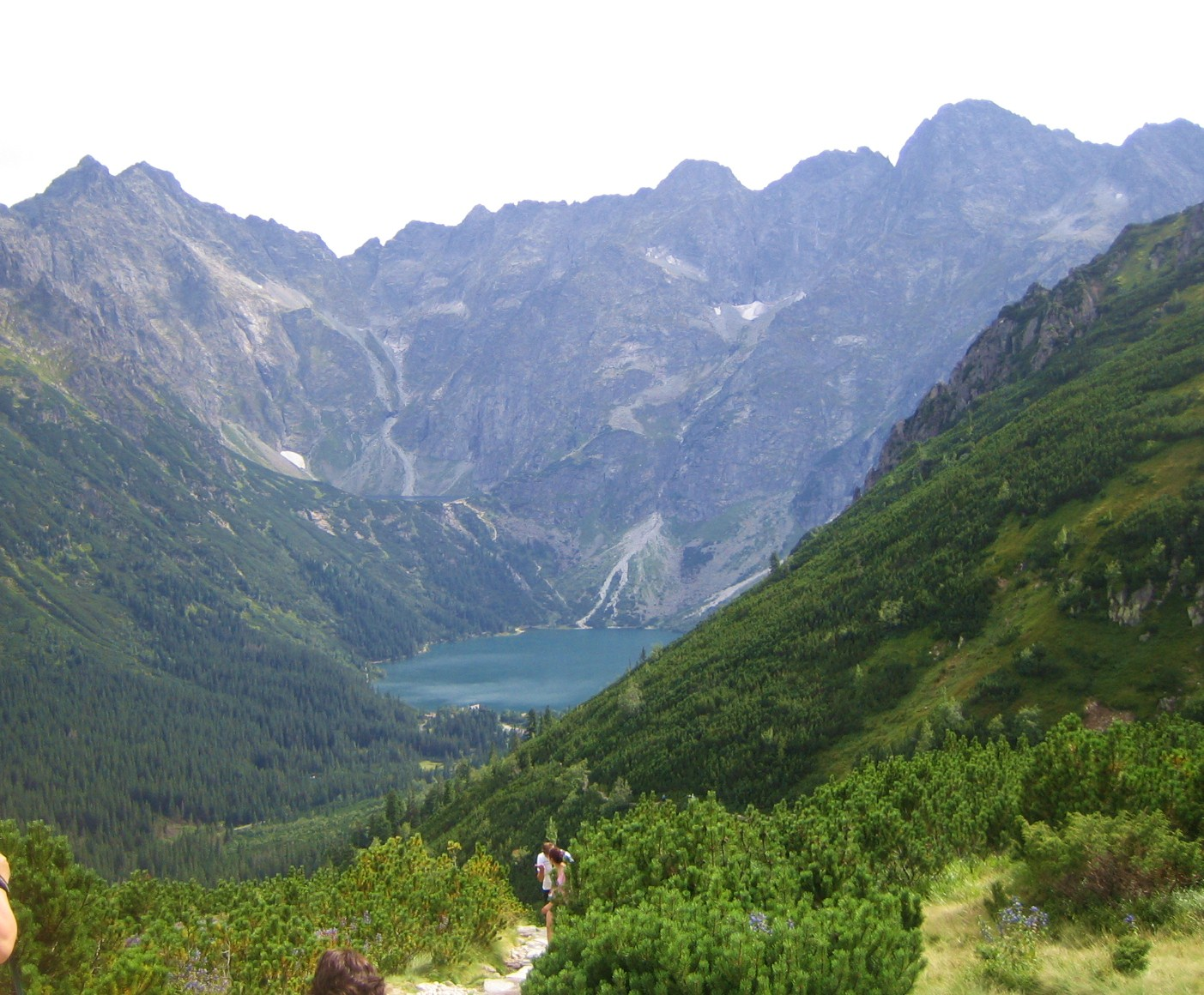
Wandern am Meerauge in der Tatra

Der polnische Gebirgsverein PTTK betreibt zirka 200 Schutz- und Berghütten in den polnischen Bergen und hält die 63.000 Kilometer (Fern-)Wanderwege in Stand, von denen der Beskiden-Hauptwanderweg, der Sudeten-Hauptwanderweg, der Pieninenweg und der Weg der polnisch-tschechischen Freundschaft die bekanntesten sind.
Zum Welterbe in Polen zählen fünfzehn Positionen, unter anderem die Altstädte von Krakau, Warschau, Thorn und Zamość.
In Polen gibt es 23 Nationalparks, die bis auf streng geschützte Naturreservate für Touristen zugänglich sind. Mit drei Millionen Besuchern ist der Tatra-Nationalpark der beliebteste.
Einer immer größeren Beliebtheit erfreut sich auch der Fahrradtourismus in Polen, so zum Beispiel der östliche Radwanderweg Green Velo.
Auf Flüssen und Gewässern gibt es viele Wasserwege für Kajak, Kanu, Segel- und Hausboote, zum Beispiel auf der Pilica, der Krutynia oder der Czarna Hańcza.
In den Karpaten und Sudeten gibt es zahlreiche Skigebiete, die meisten in und um Zakopane in der Tatra und Szczyrk in den Schlesischen Beskiden sowie Karpacz im Riesengebirge.
Beliebt ist auch Kururlaub in den zahlreichen Kurorten wie Połczyn-Zdrój oder Ciechocinek. Genutzt werden dafür gern Thermalbäder, die in den letzten Jahren vor allem in der Bergregion Podhale bei Zakopane eröffnet wurden.
In Polen gibt es über hundert erhaltene mittelalterliche Burgen und Schlösser, unter anderem die Adlerhorst-, Dunajec- und Deutschordensburg. Paläste aus der Renaissance und dem Barock findet man vor allem im Osten Polens und in Warschau. Gutshöfe des polnischen Kleinadels sind dagegen über das ganze Land verstreut.

## Infrastruktur

### Feuerwehr
In der Feuerwehr in Polen waren im Jahr 2019 rund 30.400 Berufs- und rund 645.600 freiwillige Feuerwehrleute organisiert, die in über 16.656 Feuerwachen und Feuerwehrhäusern, in denen 1.671 Löschfahrzeuge und 353 Drehleitern bzw. Teleskopmasten bereitstehen, tätig sind. Der Frauenanteil beträgt neun Prozent. In den Jugendfeuerwehren sind 8.440 Kinder und Jugendliche organisiert. Die polnischen Feuerwehren wurden im selben Jahr zu 512.514 Einsätzen alarmiert, dabei waren 153.520 Brände zu löschen. Hierbei wurden 508 Tote von den Feuerwehren bei Bränden geborgen und 3.782 Verletzte gerettet. Der nationale Feuerwehrverband repräsentiert die polnische Feuerwehr im Weltfeuerwehrverband CTIF.

### Verkehr
Polen ist ein wichtiges Transitland von Nordeuropa nach Südeuropa und von Westeuropa nach Osteuropa. Bereits in der Antike und im Mittelalter führten wichtige Handelsstraßen durch das heutige Polen, wie zum Beispiel die Bernsteinstraßen, der europäische Abschnitt der Seidenstraße, die Handelsroute von Westeuropa nach Asien.
Straßenverkehr

Autobahn- und Schnellstraßennetz

Das Straßennetz verfügt über eine Gesamtlänge von etwa 382.000 km, darunter ungefähr 1374 km Autobahnen und weitere 1050 km Schnellstraßen.
Im Jahr 2007 war das polnische Autobahnverkehrsnetz noch zweieinhalbmal kleiner als das der Schweiz. Von 2007 bis 2012 wurde das Autobahnnetz nahezu verdoppelt, insgesamt um 672,5 Kilometer erweitert. Komplett ausgebaut soll das Netz knapp 2000 Kilometer betragen. Das Netz an Schnellstraßen betrug 2006 insgesamt 266,2 km. In den sechs Jahren von 2007 bis 2012 erfolgte die Fertigstellung von 854 Kilometern und die Verfünffachung des Schnellstraßennetzes. Das Straßennetz an Schnellstraßenverbindungen soll insgesamt 5500 km umfassen.
18.368 km Landesstraßen (poln.: droga krajowa) dienen – ähnlich wie die deutschen Bundesstraßen – dem nationalen und internationalen Verkehr. Zum 1. Januar 1999 wurden 28.444 km Landesstraßen zu Woiwodschaftsstraßen (poln.: droga wojewódzka) herabgestuft. Daneben gibt es noch 128.870 km Kreisstraßen (poln.: droga powiatowa) und 203.773 km Gemeindestraßen (poln.: droga gminna).
In Polen sind über 12 Millionen Pkw und 2 Millionen Lkw und andere Nutzfahrzeuge registriert. Insgesamt waren Ende 2007 383 Pkw je 1000 Einwohner registriert, im EU-Durchschnitt sind es 486. Im Jahr 2017 wurden rund 350.000 alte Dieselfahrzeuge importiert, die meisten davon aus Deutschland. Und dies, obwohl laut WHO im selben Jahr von den 50 europäischen Städten mit der höchsten Luftverschmutzung 33 Städte in Polen lagen.
Dem in Polen trotz wachsendem Individualverkehr immer noch sehr bedeutsamen öffentlichen Verkehr dient ein ausgedehntes Überlandbusnetz. Der Busverkehr spielt landesweit eine größere Rolle als der Eisenbahnverkehr.
Im Jahr 2004 starben in Polen 5700 Menschen bei Verkehrsunfällen, das bedeutet eine viermal höhere Rate als im Durchschnitt der EU. Dies ist aber bereits eine Verringerung der Zahl, 1999 waren es noch 6730 Tote und 1998 – 7080. Stellen mit einer hohen Unfallrate werden häufig durch einen sogenannten Schwarzen Punkt (czarny punkt) gekennzeichnet.
Es besteht seit 14. April 2007 die ganztägige und -jährige Lichtpflicht für Pkw und Lkw, wobei Abblend- oder Tagfahrlicht vorgeschrieben sind. Seit dem 1. Juni 2007 gilt beim Fahren von Kraftfahrzeugen eine Blutalkoholkonzentration von 0,2 Promille.

Schienennetz

Für Autobahnen, Schnell- und Landesstraßen ist auf ausgewählten Straßenabschnitten eine streckenabhängige Maut für Kraftfahrzeuge zu entrichten. Für Kraftfahrzeuge mit einem zulässigen Gesamtgewicht von mehr als 3,5 Tonnen (u. a. Lastkraftwagen) kommen ein als viaTOLL bezeichnetes System des staatlichen Betreibers GDDKiA sowie eine manuelle Mautentrichtung auf den Autobahnabschnitten der privaten Betreiber infrage. Für Kraftfahrzeuge mit einem zulässigen Gesamtgewicht von weniger als oder gleich 3,5 Tonnen (u. a. Personenkraftwagen) besteht auf den von der GDDKiA betriebenen Straßenabschnitten die Möglichkeit der Nutzung des viaTOLL-Systems oder der manuellen Mautabgabe an den Mautstellen. Auf Autobahnabschnitten der privaten Betreiber ist nur die manuelle Mautabgabe möglich.
Schienenverkehr
Der Schienenverkehr spielt in Polen auch nach dem starken Wachstum des Individualverkehrs in den letzten zwei Jahrzehnten immer noch eine wichtige Rolle für das polnische Verkehrswesen. Die polnische Eisenbahninfrastrukturgesellschaft PKP PLK gehört zu den größten europäischen Eisenbahngesellschaften mit über 23.420 km Schienennetz. An der polnischen Ostgrenze trifft das europäische Normalspurnetz auf das breitere russische Gleissystem.
Flugverkehr

Flughäfen

Polen hat 14 Flughäfen, 123 nationale Flugplätze und drei Hubschrauberbasen. Die Anzahl der Fluggäste ist in den letzten Jahren rasant gestiegen. Da die regionalen Flughäfen bereits an ihre Kapazitäten stoßen, wurde 2017 die Entscheidung gefällt, zwischen Warschau und Łódź bei Grodzisk Mazowiecki einen Zentralflughafen zu bauen, der eine Kapazität von jährlich ca. 50 Millionen Fluggästen haben soll, womit er einer der größten Flughäfen in Europa sein würde.
Schifffahrt

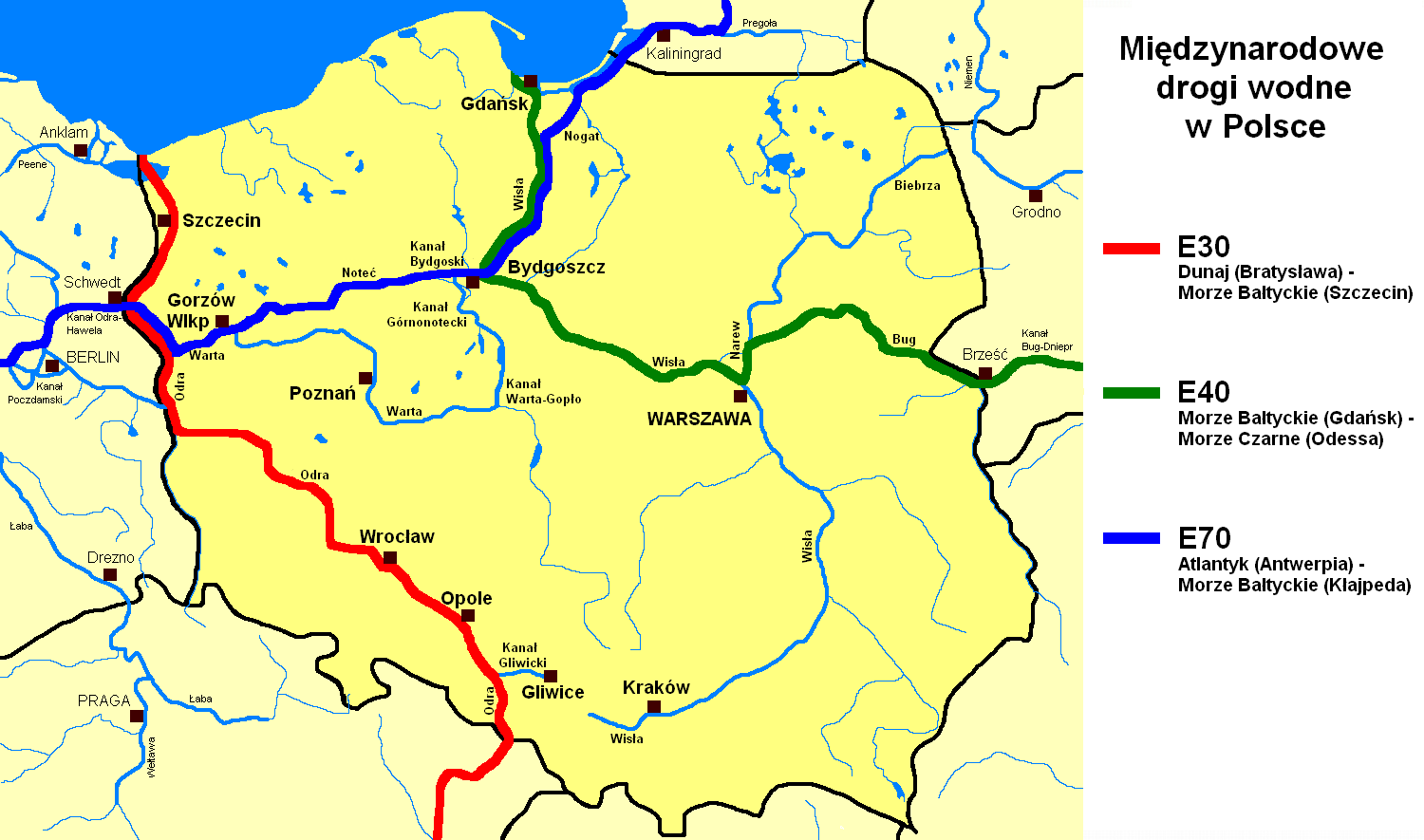
Internationale Wasserstraßen

Die Überseehandelsflotte besteht aus über 100 Schiffen. Seehäfen befinden sich entlang der Ostseeküste, wobei die meiste Fracht in Danzig, Stettin-Swinemünde, Gdynia, Kołobrzeg und Elbląg umgeladen wird. Dazu kommt auch der Hafen Police, der vor allem den örtlichen Chemieindustrie-Anlagen dient. Passagierfähren verbinden ganzjährig Polen mit Skandinavien. Polferries hat ihre Häfen in Danzig und Świnoujści, Stena Line in Gdynia und Unity Line in Świnoujście.
Folgende regelmäßige Fährverbindungen bestehen:
- Danzig nach Nynäshamn (bei Stockholm)
- Gdynia nach Helsinki, Oxelösund und Malmö
- Swinemünde nach Kopenhagen, Malmö, Rønne (nur im Sommer) sowie Ystad

Die Binnenschifffahrt wird ausgebaut. Polen besitzt 3812 Kilometer schiffbare Flüsse und Kanäle, von denen viele zu internationalen Wasserstraßen gehören. Die wichtigsten Häfen im Binnenland befinden sich in Warschau, Gliwice, Breslau und Krakau.
Nahverkehr
Der Nahverkehr in Polen besteht vor allem aus Bussen und Straßenbahnen. Warschau hat auch eine U-Bahn und Krakau, Łódź, Posen, Breslau, Danzig und Stettin haben ein Netz von Stadtschnellbahnen. In Lublin, Gdynia, Tychy und Sopot fahren Trolleybusse. In polnischen Großstädten kann der ÖPNV von Senioren ab 70 Jahren üblicherweise kostenlos benutzt werden, in Breslau, Bydgoszcz, Lublin und Toruń sogar bereits ab 65 Jahren.

## Kultur

### Überblick

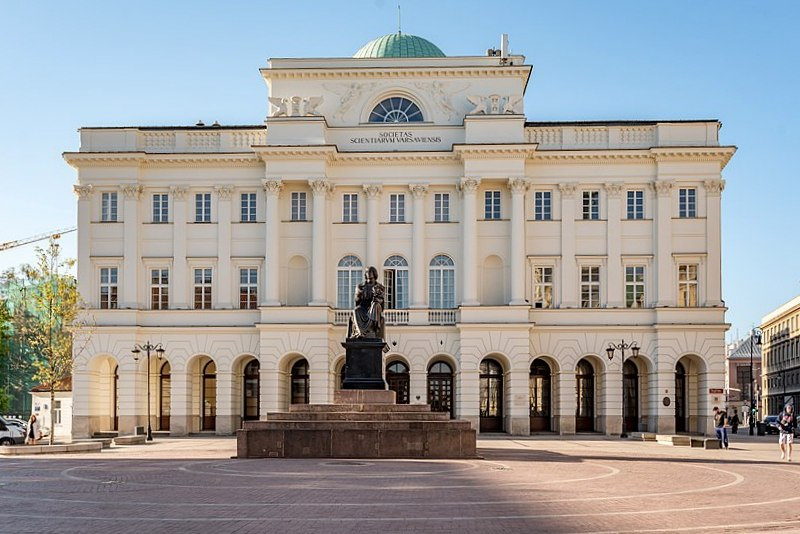
Wissenschaftsakademie

Bereits mit der Gründung der Bistümer im Jahr 1000 wurden nach und nach Kirchenschulen an den Bischofssitzen eröffnet. Mit dem Zisterzienser-Orden kam auch die abendländische Wissenschaft nach Polen. Bereits 1364 gründete Casimir der Große die Krakauer Universität, die die zweitälteste Alma Mater in Mitteleuropa ist. Sie war die erste Universität, die eine eigenständige Professur für Mathematik und Astronomie hatte. Ihr Rektor Paweł Włodkowic – einer der wichtigsten Völkerrechtler jener Zeit – stellte auf dem Konzil von Konstanz 1415 die These auf, dass heidnische Völker ein Recht auf einen eigenen Staat hätten und nicht mit dem Schwert christianisiert werden dürften. Dass er nicht das Schicksal seines Prager Kollegen Jan Hus teilen musste, verdankte er der zahlreichen polnischen Ritterschaft, die beim Konzil anwesend war.

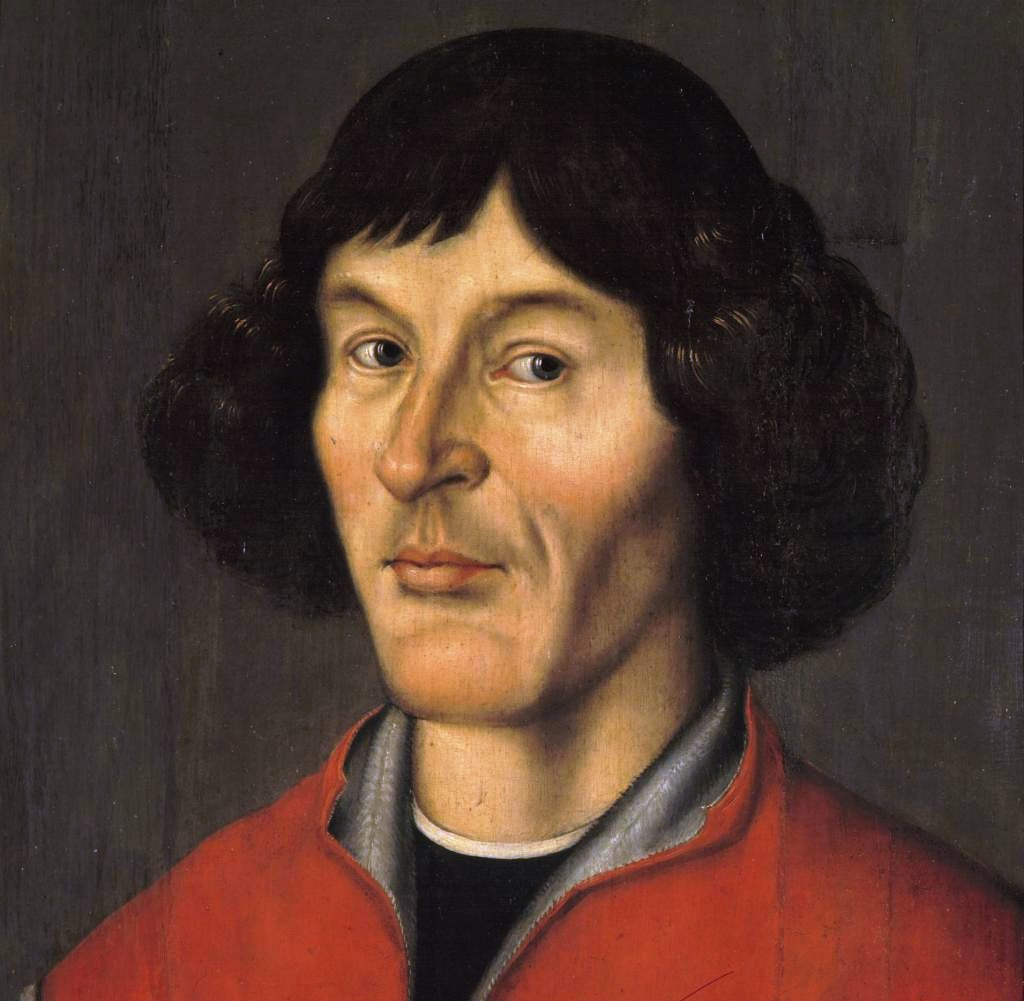
Nikolaus Kopernikus

Die Wissenschaft in Polen erreichte in der Zeit des Humanismus ihre Blüte. Einer der Krakauer Studenten war Nikolaus Kopernikus, der sich unter anderem hier das mathematische und astronomische Rüstzeug zu seiner späteren Entwicklung des heliozentrischen Weltbilds erwarb. Wichtige Astronomen und Mathematiker jener Zeit waren Marcin Król, Marcin Bylica, Marcin Biem, Johann von Glogau und Albert de Brudzewo. In der (Al)Chemie und Medizin waren damals Adam von Bochinia und Maciej Miechowita führend. Neue Universitäten wurden in Zamość, Raków, Wilna, Posen und Lemberg gegründet, dazu kamen die zahlreichen Schulen der Jesuiten. Nach den Kriegen des 17. Jahrhunderts verfiel die polnische Wissenschaft jedoch zusehends und erreichte in der sächsischen Zeit ihren Tiefpunkt. Eine Ausnahme bildete das 1740 von den Piaristen in Warschau gegründete Collegium Nobilium.

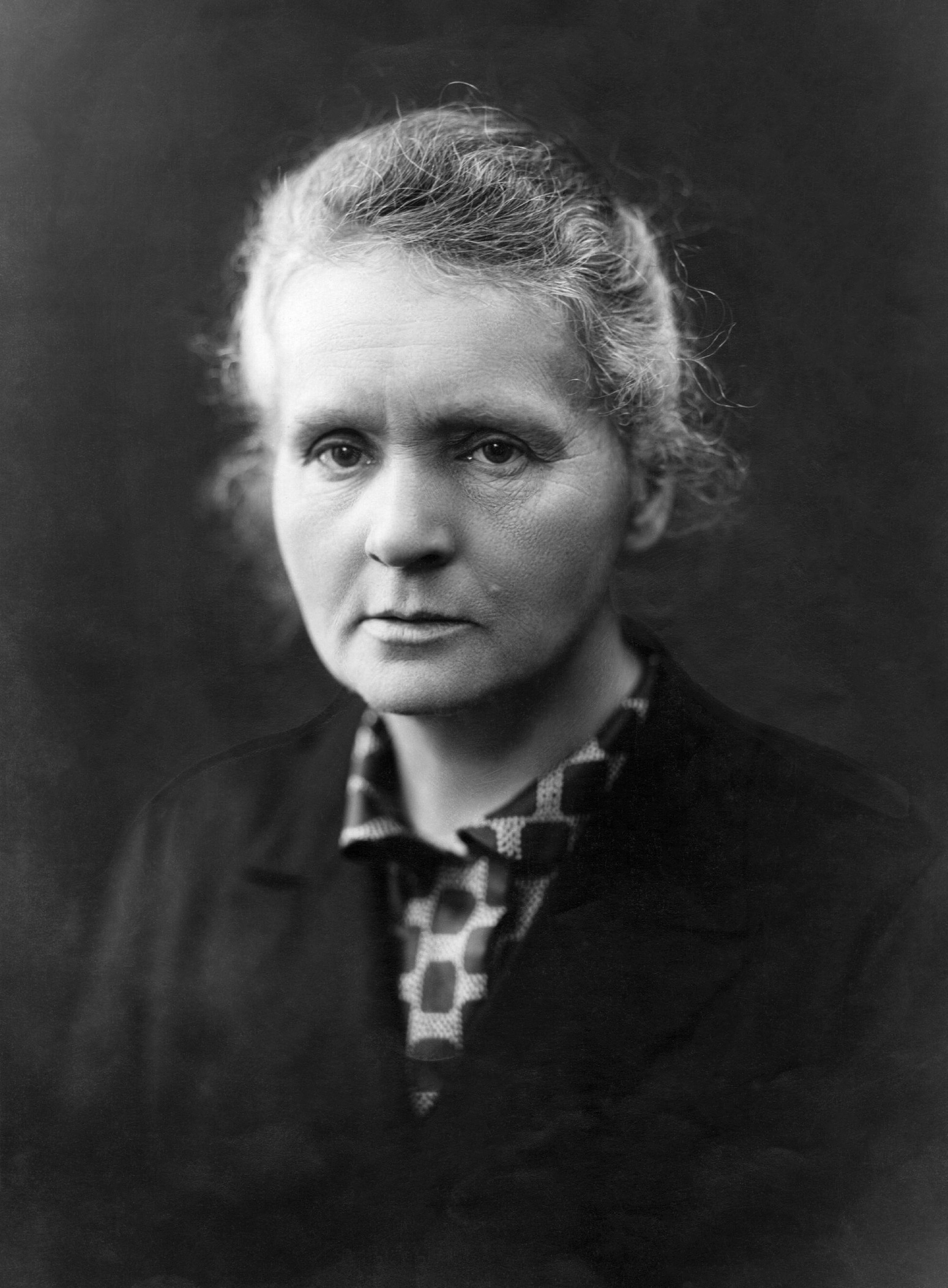
Marie Skłodowska-Curie

Mit dem Amtsantritt Stanisław August Poniatowskis begann in der Aufklärung die Neuorganisation der polnischen Universitäten durch Hugo Kołłątaj im Rahmen der Kommission für nationale Erziehung, dem ersten Bildungsministerium der Welt. Als einer der wichtigsten Wissenschaftler und Industriellen dieser Zeit gilt Stanisław Staszic, der um 1800 in Warschau eine Akademie der Wissenschaft ins Leben rief. 1817 wurde die Warschauer Universität gegründet. Auf dieser Grundlage konnte sich die polnische Wissenschaft im 19. Jh. entwickeln. Um 1850 entdeckte Ignacy Łukasiewicz eine Methode zur Destillation von Erdöl. Napoleon Cybulski und Władysław Szymonowicz schufen die moderne Endokrinologie. Zygmunt Wróblewski und Karol Olszewski gelang es erstmals, Sauerstoff und Stickstoff zu verflüssigen. Stefan Banach und Hugo Steinhaus begründeten die Funktionalanalysis in der Mathematik. Der Arzt Casimir Funk prägte den Begriff Vitamine. Marie Skłodowska-Curie entwickelte das Fachgebiet der Radioaktivität und entdeckte das Polonium und das Radium. Sie war die erste Frau, die einen Nobelpreis erhielt, und gleichzeitig der erste Mensch, dem zwei zuerkannt wurden (Physik und Chemie). Eugeniusz Kwiatkowski entwickelte die polnischen Wirtschaftswissenschaften, die er nach der Unabhängigkeit Polens als Wirtschaftsminister in die Praxis umsetzen konnte.
In der Zweiten Republik wurde die polnische Sprache an den polnischen Universitäten wieder eingeführt, und die Lehre und Wissenschaft florierten. Einer der größten polnischen Juristen, Roman Longchamps de Bérier, vereinheitlichte das polnische Zivilrechtssystem, das im Jahr 1918 noch aus fünf Rechtsordnungen bestand. Sein Schuldrechtgesetzbuch gilt als eines der besten der Welt.
Der Zweite Weltkrieg war ein Desaster für die polnische Wissenschaft, denn die Nationalsozialisten wollten die polnischen Eliten vernichten. Bereits in den ersten Kriegswochen wurden hunderte polnischer Professoren ermordet oder in Konzentrationslager deportiert. Gipfel dieser Verbrechen waren die Sonderaktion Krakau und das Massaker an den Lemberger Professoren. Auch die Sowjetunion führte derartige Aktionen durch; so waren unter den Opfern des Massakers von Katyn 21 Hochschullehrer, mehrere hundert Lehrer, etwa 300 Ärzte sowie andere Akademiker. Im Krieg wurden auch die polnischen Universitätsbibliotheken ausgeraubt und ihre Bestände zielgerichtet vernichtet, so dass 1945 ein völliger Neuanfang nötig war. Zudem flohen viele der überlebenden Wissenschaftler vor den Kommunisten ins westliche Ausland, und die Überlebenden unter den polnischen Juden emigrierten nach Israel. Die polnische Wissenschaft erholte sich nur langsam. Die polnischen Restauratoren konnten schon bald wieder Weltruhm genießen, doch den anderen Wissenschaften fehlte der Austausch mit den bereits führenden US-amerikanischen Universitäten. Dies änderte sich erst nach 1989. Im Jahr 2001 wurden die Erfolge zu Entwicklungen zum blauen Laser in der praktischen Medizin vorgestellt.

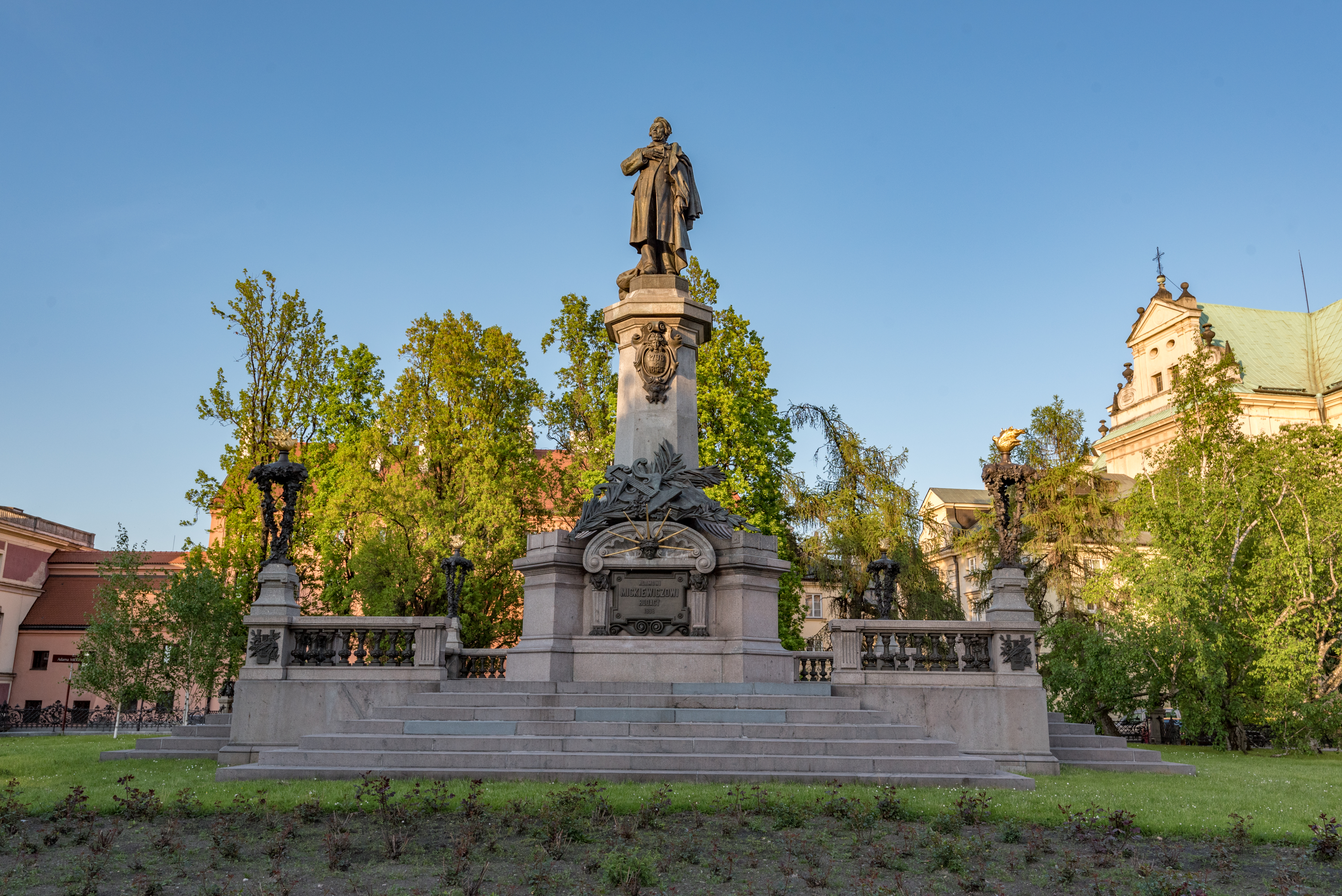
Warschauer Mickiewicz-Denkmal

### Kultur
Die polnische Kultur ist sehr vielfältig und resultiert aus der wechselvollen Geschichte des Landes. In Mittelalter und Neuzeit war die multikulturelle Adelsrepublik ein Schmelztiegel verschiedener Kulturen und Religionen, die alle ihren Einfluss auf das polnische Kulturerbe hatten und noch immer haben. Nach den Teilungen Polens versuchten polnische Künstler immer wieder den Kampf um die Unabhängigkeit Polens – unter dem Schlagwort „Zur Hebung der Herzen“ – zu unterstützen. Als Beispiele hierfür können die Gedichte und Epen von Adam Mickiewicz, die Prosawerke von Henryk Sienkiewicz, einem der ersten Literaturnobelpreisträger, die Historienmalerei von Jan Matejko oder die Mazurkas und Polkas Krakowiaks sowie die Polonaisen von Frédéric Chopin genannt werden.
Heute ist die breit gefächerte Kultur Polens, ähnlich wie aller westlicher Staaten, von Globalisierungstendenzen insbesondere in den Großstädten betroffen, andererseits kann sie, gerade in der Kulturszene kleinerer Städte und auf dem Land, eine eigene Identität erhalten. Besonders bedeutend ist der polnische Symbolismus und die polnische Plakatmalerei. Polnische Künstlerplakate mit ihren sehr spezifischen Eigenschaften sind auf der ganzen Welt bekannt.

### Musik
Mittelalter

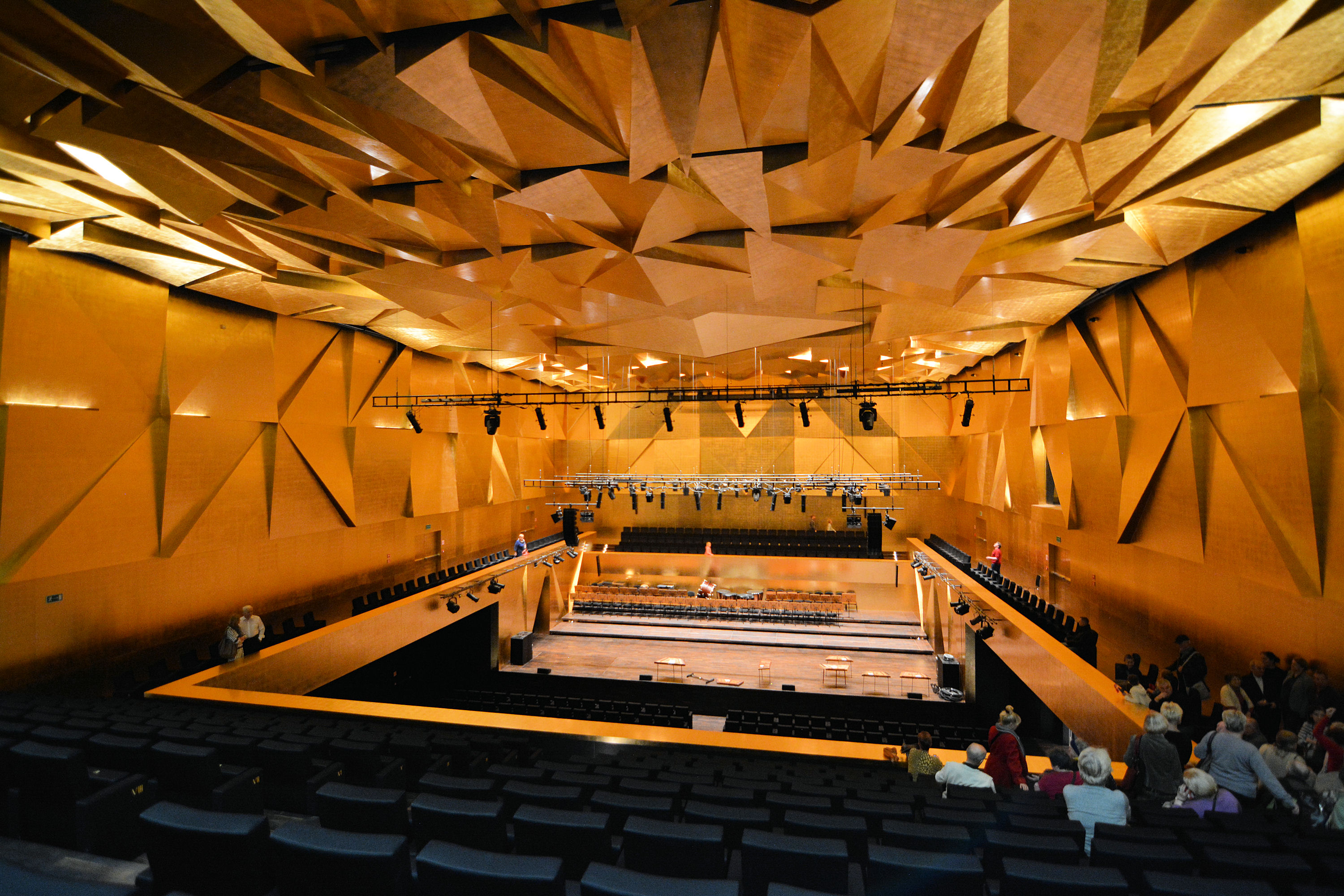
Philharmonie Stettin

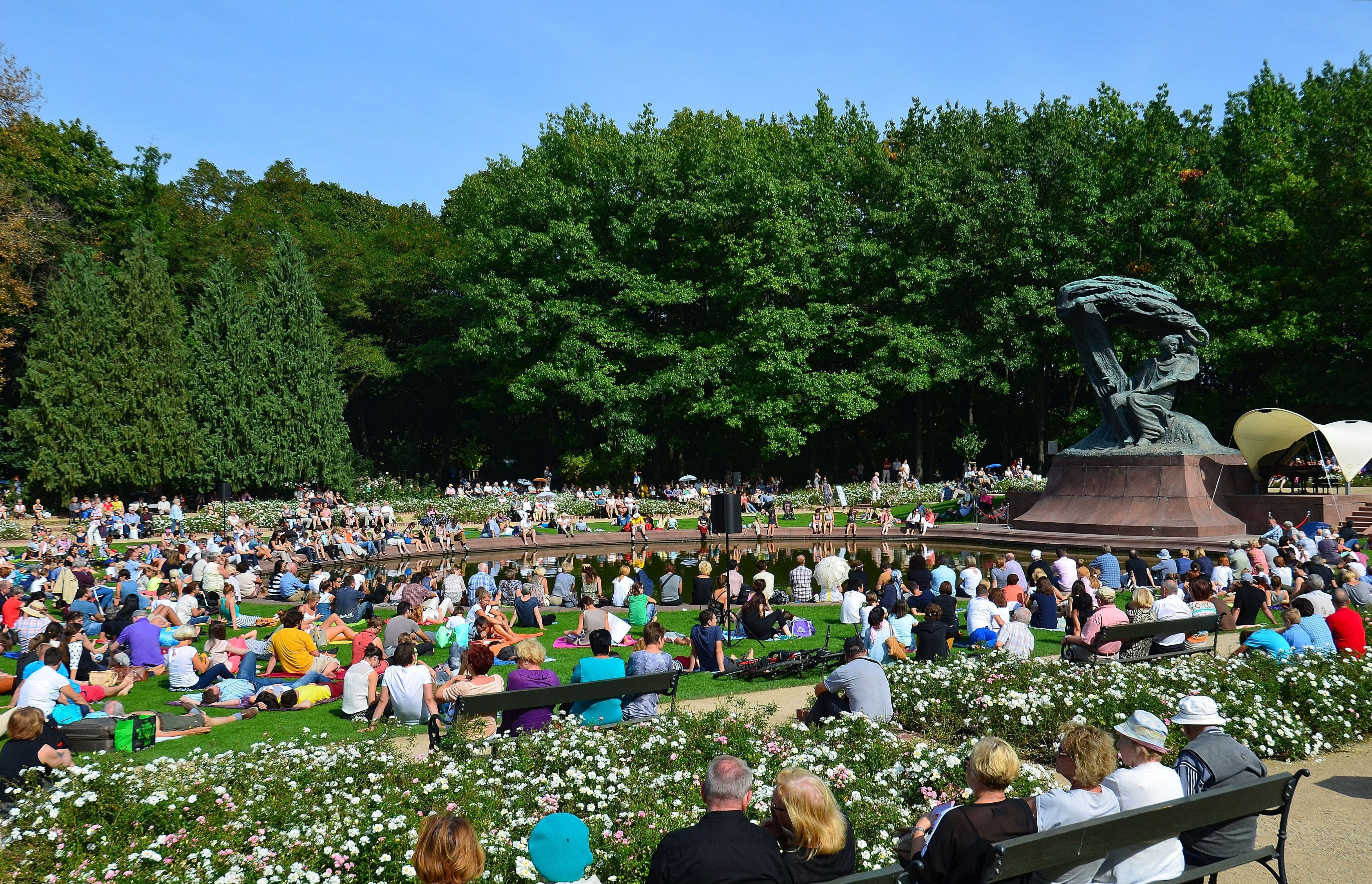
Freiluftkonzert am Chopin-Denkmal

Die ersten erhaltenen polnischen Kompositionen gehen auf die Regierungszeit Mieszko II. Lambert Anfang des 11. Jahrhunderts zurück. Der erste namentlich bekannte Musiker Polens ist der Dominikaner Wincenty z Kielczy, der in der ersten Hälfte des 13. Jahrhunderts lebte und die Hymne „Gaude mater Polonia“ schrieb. Dagegen ist der Autor des ältesten bekannten polnischen Liedes Bogurodzica unbekannt. Neben Hymnen zeichnete sich die mittelalterliche polnische Musik durch Tänze aus. Mikołaj Radomski schrieb diese am Anfang des 15. Jahrhunderts auf. Peter von Graudenz war ein Komponist der ersten Hälfte des 15. Jahrhunderts, der mit der Krakauer Akademie verbunden war.
Renaissance
In der Renaissance kamen viele italienische Musiker an den polnischen Königshof. Mikołaj Gomółka war der bekannteste polnische Komponist des 16. Jahrhunderts. Er schrieb Kompositionen unter anderem zu den Gedichten von Jan Kochanowski (Melodie na Psałterz polski). Andere wichtige Renaissancekomponisten am polnischen Königshof waren Wacław von Szamotuł, Marcin Leopolita, Mikołaj Zieleński und Jakub Reys, der auch in Frankreich tätig war. Johannes von Lublin war ein bedeutender Kirchenmusiker in Krakau, der vor allem mit der dortigen Heilig-Geist-Kirche verbunden war. 1540 wurde am Krakauer Königshof von Sigismund I. der Männerchor Capella Rorantistarum unter der Leitung von Nikolaus aus Posen gegründet, der von 1543 bis 1794 in der Wawel-Kathedrale tätig war.
Barock
1628 wurde in Warschau die erste Oper außerhalb Italiens aufgeführt: Galatea. Die italienischen Opernkomponisten Luca Marenzio, Giovanni Francesco Anerio und Marco Scacchi waren zur Barockzeit in Warschau tätig. Während der relativ kurzen Regentschaft von Władysław IV. Wasa von 1634 bis 1648 wurden in Warschau mehr als zehn Opern aufgeführt, womit Warschau zu dieser Zeit zum wichtigsten Opernzentrum außerhalb Italiens wurde. Die erste Opernkomponistin der Welt, Francesca Caccini, schrieb ihre erste Oper La liberazione di Ruggiero dall’isola d’Alcina für den polnischen König, als dieser noch ein Prinz war. Die polnischen Barockkomponisten komponierten vor allem Kirchenmusik; deren bekannteste Schöpfer sind Adam Jarzębski, Marcin Mielczewski, Bartłomiej Pękiel und Grzegorz Gerwazy Gorczycki.
Klassik
In der späten Barockzeit entstand auch die Polonaise als Tanz an polnischen Höfen, während die bäuerliche Gesellschaft regional unterschiedliche Tänze wie die Mazurkas von Krakowiak und Chodzony und die auch in Tschechien bekannten Polkas entwickelte. Die wichtigsten Polonaise-Komponisten im 18. Jahrhundert waren Michał Kleofas Ogiński, Karol Kurpiński, Juliusz Zarębski, Henryk Wieniawski, Mieczysław Karłowicz und Joseph Elsner. Im 18. Jahrhundert entwickelte sich auch die polnische Oper weiter. Bekannte Opernkomponisten waren Wojciech Bogusławski und Jan Stefani. Die erste polnische Symphonie komponierte Jacek Szczurowski um 1750.
19. Jahrhundert

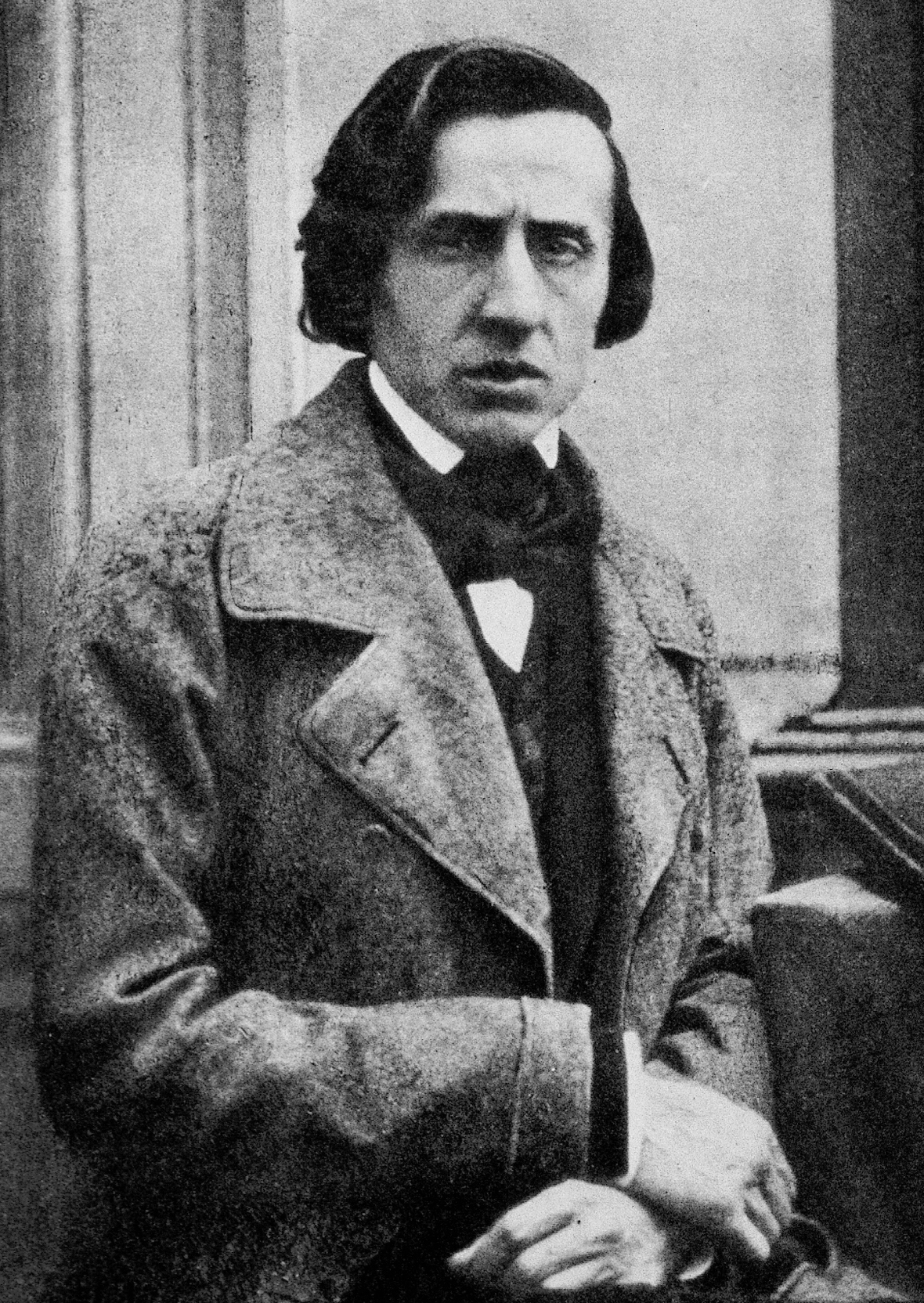
Frédéric Chopin

Gleichwohl sollte erst Frédéric Chopin in der ersten Hälfte des 19. Jahrhunderts die polnische Musik zur Vollendung bringen. Er gilt als einer der größten polnischen Komponisten. Im 19. Jahrhundert entwickelte Stanisław Moniuszko die moderne polnische Oper, deren berühmtestes Werk Halka ist. Oskar Kolberg begann zu dieser Zeit die polnische Folkloremusik zu sammeln und niederzuschreiben. Seinen Werken verdanken die Folkloreensembles Mazowsze, Słowianki und Śląsk ihr Entstehen. Karol Szymanowski, der sich in Zakopane niederließ, entdeckte die traditionelle Musik der Goralen in Podhale, die er im 19. Jahrhundert weiter entwickelte.
20. Jahrhundert

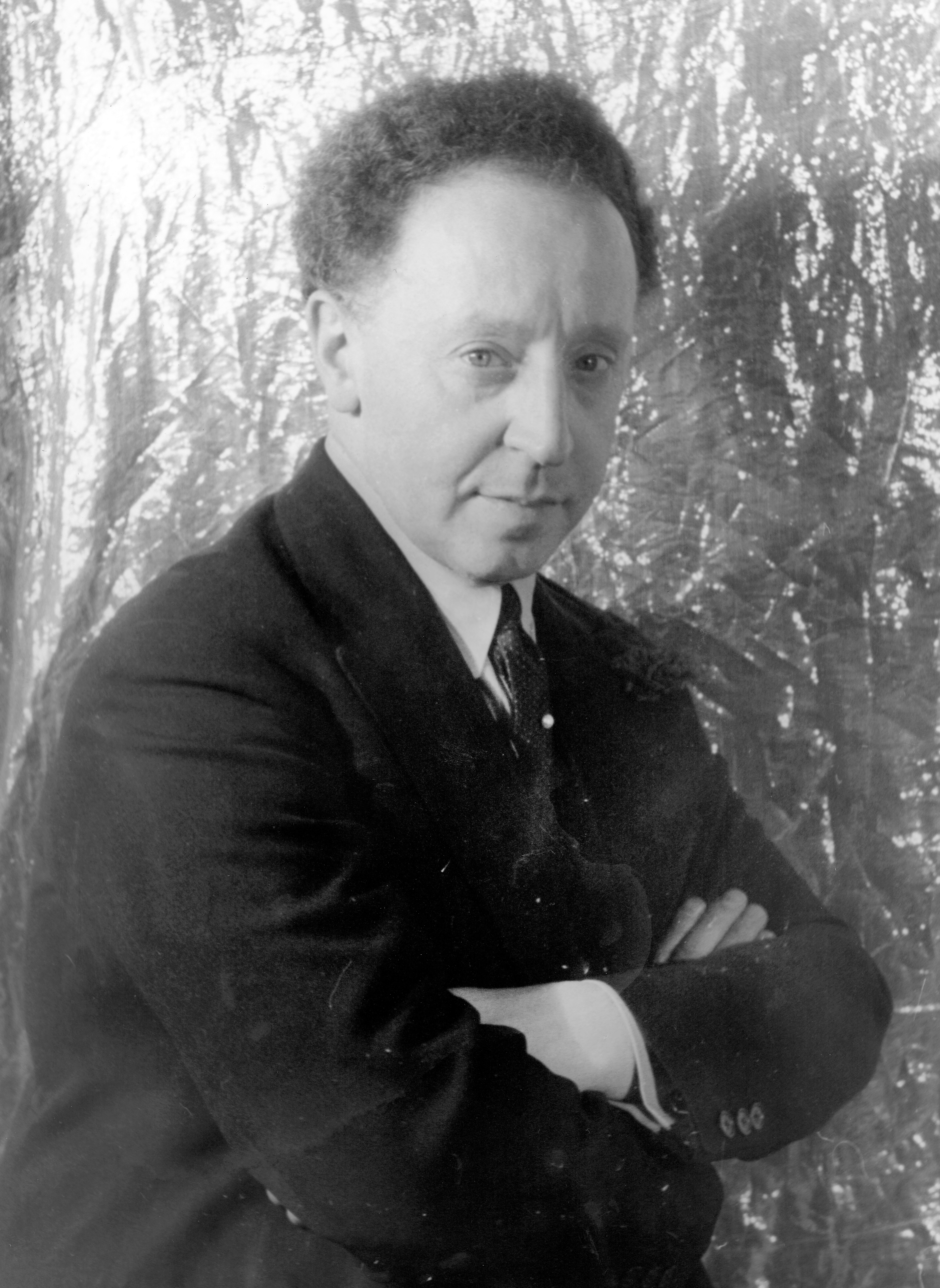
Artur Rubinstein

Berühmte Komponisten der Zwischenkriegszeit waren Artur Rubinstein, Ignacy Jan Paderewski, Grażyna Bacewicz, Zygmunt Mycielski, Michał Spisak und Tadeusz Szeligowski. Die zeitgenössische polnische Musik wird von Stanisław Skrowaczewski, Roman Palester, Andrzej Panufnik, Tadeusz Baird, Bogusław Schaeffer, Włodzimierz Kotoński, Witold Szalonek, Krzysztof Penderecki, Witold Lutosławski, Wojciech Kilar, Kazimierz Serocki, Henryk Mikołaj Górecki, Krzysztof Meyer, Paweł Szymański, Krzesimir Dębski, Hanna Kulenty, Eugeniusz Knapik und Jan A. P. Kaczmarek repräsentiert. Jazzmusiker Polens werden zu den besten Europas gezählt. In den 1950er Jahren entwickelte sich der Jazz zu einer wichtigen Musikrichtung des Landes. Das Jazz Jamboree findet seit 1958 statt, und schon zur Zeit der Volksrepublik Polen traten US-amerikanische Musiker wie etwa Miles Davis auf.
21. Jahrhundert
Die zeitgenössische Musik in Polen unterscheidet sich aufgrund der Globalisierung der Musikszene kaum von der Musik in anderen Teilen der globalisierten Welt. Dies gilt insbesondere für die Pop- und Rockmusik, aber auch für Komponisten der klassischen Musik des 21. Jahrhunderts.

### Architektur

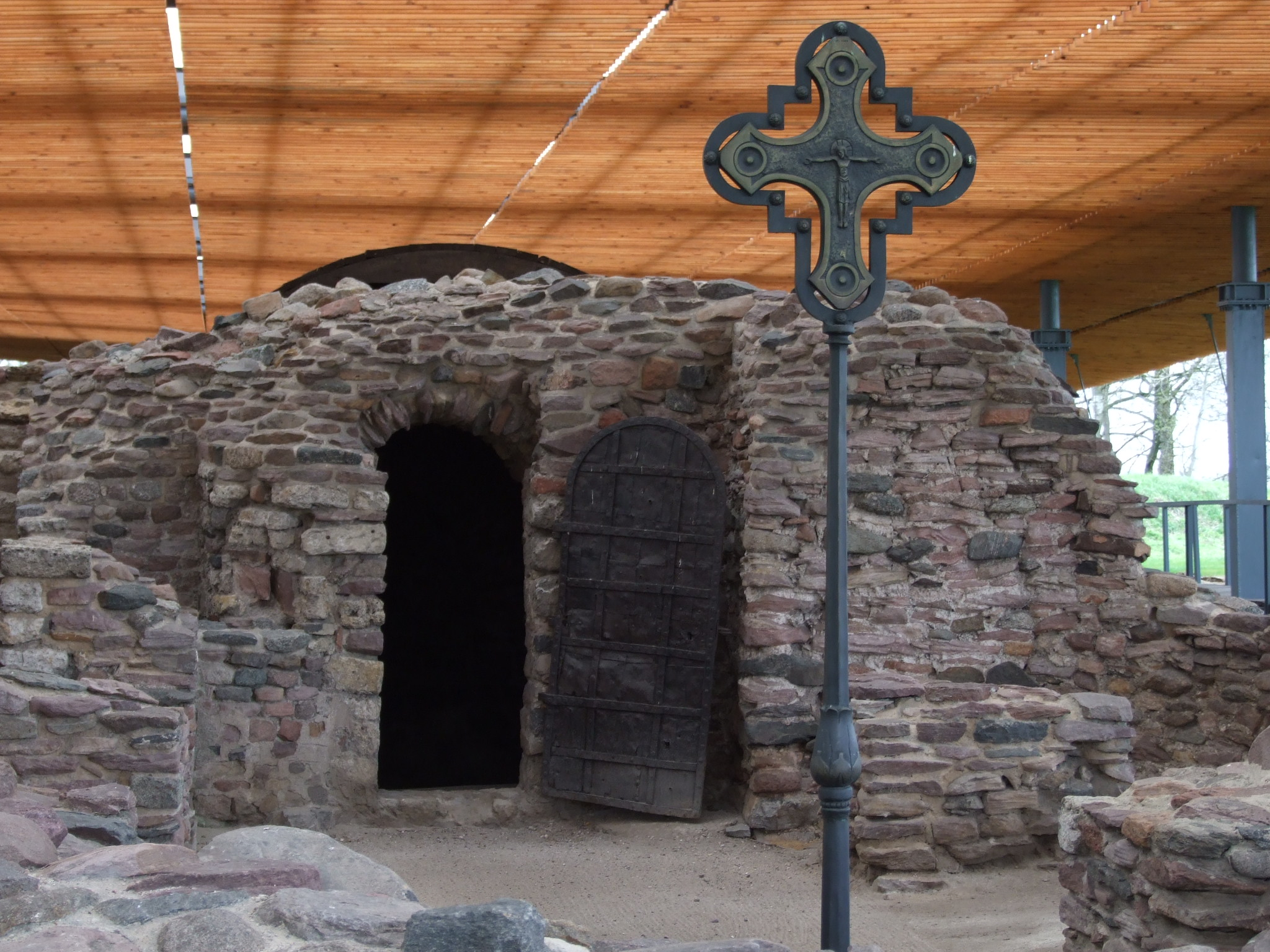
Ruinen des Ostrów Lednickier Palas

#### Vorromanik

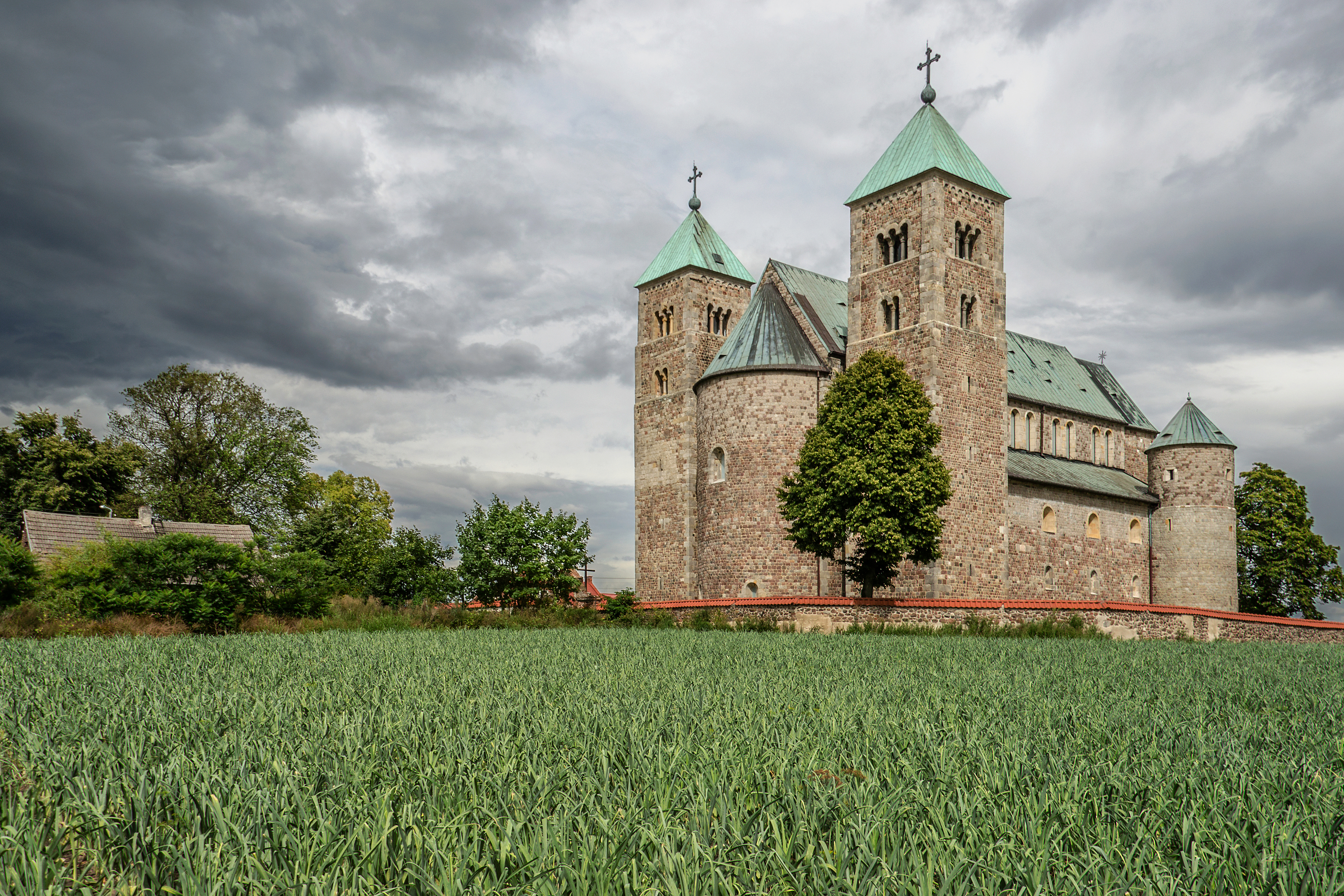
Romanische Kollegiatstift von Tum

Bis ins 9. Jahrhundert wurden die meisten Gebäude auf dem heute zu Polen gehörenden Gebiet aus Holz errichtet, wie zum Beispiel die Siedlung Biskupin. Aus dieser Zeit sind nur Grabhügel und kultische Steinzirkel erhalten, wie die Krakauer Hügelgräber Krak-Hügel und Wanda-Hügel. Die christliche Architektur kam im 9. Jahrhundert nach Kleinpolen, das unter den Einfluss des Großmährischen Reiches geriet. Die lateinisch-christliche Architektur kam als Vorromanik um die Mitte des 10. Jahrhunderts nach Großpolen. In diesem Stil wurden die Burgen und Kirchen der Polanen gebaut. In der polnischen Architekturgeschichte wird die Epoche der Vorromanik mit den Regierungszeiten der drei ersten historisch nachweisbaren Piasten Mieszko I., Bolesław I. und Mieszko II. angesetzt. Das älteste Steingebäude der Vorromanik in Polen dürfte der Posener Palas auf der Dominsel gewesen sein, der auf die 940er Jahre zurückgeht. Etwas jünger waren der Gieczer Palas und der Ostrów Lednicki Palas, die sich ebenfalls in Großpolen befanden, sowie der Przemyśler Palas. Die ersten Steinkirchen befanden sich ebenfalls vor allem in Großpolen, unter anderem der 968 begonnene Posener Dom, die vor 977 begonnene Gnesener Erzkathedrale und die 997 gegründete Benediktinerabtei in Tum, sowie auf dem Krakauer Wawel die Kirche B und die Rotunde der Allerheiligsten Jungfrau Maria, die jeweils aus der Zeit vor 970 stammen. Als im Jahr 1000 die Kirchenorganisation in Polen reformiert wurde, kamen mit dem Erzbistum Gnesen die Bistümer Krakau, Breslau und Kolberg zum ursprünglichen Bistum Posen hinzu. In allen Bistümern wurden um die vorletzte Jahrtausendwende Kathedralen errichtet, unter anderem auf dem Wawel in Krakau, der Dom auf der Breslauer Dominsel und der Kolberger Dom. 1038 erfolgte zu Beginn der Regierungszeit Kasimirs I., des Erneuerers, ein heidnischer Aufstand gegen die katholische Kirche in Polen, bei dem die meisten vorromanischen Gebäude zerstört wurden, so dass aus dieser Epoche bis auf die Rotunde auf dem Wawel nur Fundamente erhalten sind.

#### Romanik

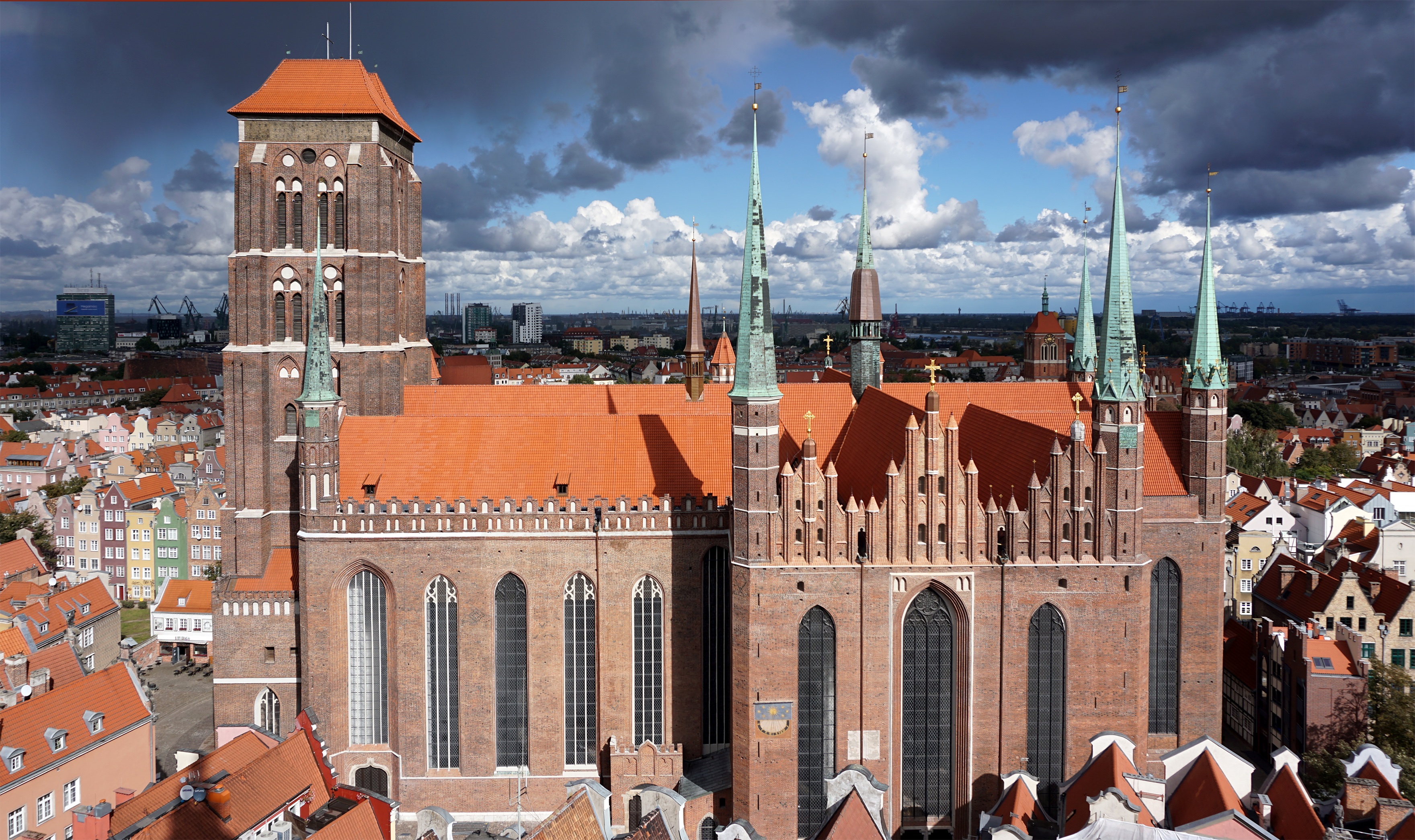
Gotische Danziger Marienkirche

Nach der Niederschlagung des heidnischen Aufstandes verlegte Kasimir I. der Erneuerer seinen Regierungssitz von Gnesen auf den Krakauer Wawel und begann Polen im Stil der Romanik wieder aufzubauen. So wurden die Kathedralen in Gnesen, Krakau, Breslau, Kolberg und Posen im neuen Architekturstil wiedererrichtet sowie zahlreiche Rotunden (z. B. die Strehlener Gothardrotunde, die Teschener Nikolausrotunda oder die Strzelnoer Prokoprotunde), Wehrkirchen und Zisterzienser- sowie Benediktiner-Klöster gebaut. Die meisten romanischen Gebäude entstanden in der neuen Hauptstadt Krakau, wo noch die Leonhardskrypta in der Wawel-Kathedrale, die Albertkirche, die Andreaskirche, die Salvatorkirche, die Zisterzienser-Abtei Kloster Mogila sowie die Benediktiner-Abtei Kloster Tyniec erhalten sind. Ebenfalls in Kleinpolen gehen die Kościelecer Albertkirche, die Sandomirer Jakobskirche, die Wiślicaer Marienbasilika, das Końskier Kollegiatstift, Opatówer Kollegiatstift, die Skalbmierzer Johanneskirche, die Benediktiner-Abtei Kloster Heiligkreuz, die Zisterzienser-Abtei Kloster Wąchock und die Zisterzienser-Abtei Kloster Jędrzejów auf die Romanik zurück. Großpolnische Bauwerke der Romanik sind die Benediktiner-Abtei Lubińer Kloster, die Inowłódzer Ägidiuskirche, das Kollegiatstift von Tum und das Kloster Sulejów mit der Thomaskirche. In Kujawien befindet sich neben der Strzelnoer Prokoprotunde auch die Dreifaltigkeitskirche im selben Ort, das Mogilnoer Benediktiner-Kloster sowie die Inowrocławer Marienkirche. In Schlesien gehen das Liegnitzer Piastenschloss, die Ägidiuskirche, die Breslauer Magdalenenkirche, das Prämonstratenserstift St. Vinzenz, die Breslauer Martinskirche, die St.-Bartholomäus-Krypta des Klosters Trebnitz, die Löwenberger Marienkirche, die Goldberger Marienkirche und die Gleiwitzer Bartholomäuskirche auf die Romanik zurück. In Pommern entstanden der Camminer Dom und die Zisterzienser-Abtei Kloster Kolbatz in der Zeit der Romanik. Aus der Romanik stammen in Masowien die Czerwińsker Regularkanonikerabtei und Płocker Kathedrale. Viele Gebäude der Romanik wurden während des Mongolensturms 1241 zerstört. Dieses Datum markiert auch das endgültige Ende der Epoche der Romanik in Polen. Der Wiederaufbau erfolgte bereits im Stil der Frühgotik.

#### Gotik
Die Gotik kam im 13. Jahrhundert auf der einen Seite aus Böhmen – unter anderem errichteten die Prager Parler das Krakauer Rathaus – zunächst nach Schlesien und von dort nach Groß- und Kleinpolen sowie später nach Masowien. Auf der anderen Seite brachten die Hanse und der Deutsche Orden die Backsteingotik nach Pommern, Kulmerland, Ermland und Masuren. So dominiert in Nordpolen die Backsteingotik und eine gemischte Backstein-Kalksteingotik im Süden, insbesondere in Krakau. Die Frühgotik fällt mit dem Wiederaufbau Polens nach dem Mongolensturm Mitte des 13. Jahrhunderts zusammen.
Die romanischen Kathedralen in Krakau, Breslau, Gnesen, Posen, Cammin, Płock und Oliva bei Danzig wurden in diesem Zusammenhang gotisiert. In diesem Stil neu errichtet wurden Kathedralen wie die Kathedrale Mariä Himmelfahrt und St. Andreas in Frombork, die Nikolauskathedrale in Elbing, die Marienkathedrale in Pelplin, die St.-Johannes-Kathedrale in Thorn, die Jakobskathedrale in Stettin, die Marienkathedrale in Köslin, die Marienkathedrale in Landsberg, die Kathedrale zum Heiligen Kreuz in Oppeln, die Kathedrale St. Peter und Paul in Liegnitz, die Stanislauskathedrale in Schweidnitz, die Marienkathedrale in Sandomir, die Marienkathedrale in Tarnów, die Marienkathedrale in Przemyśl, Marienkathedrale in Włocławek oder die Johanneskathedrale in Warschau, sowie Konkathedralen, wie die Dreifaltigkeitskonkathedrale in Kulmsee, die Dreifaltigkeitskonkathedrale in Kulmsee, die Marienkonkathedrale in Kolberg, die Johanneskonkathedrale in Marienwerder, die Kathedralbasilika St. Jakob in Allenstein, die Adalbertkonkathedrale in Riesenburg und Hedwigkonkathedrale in Grünberg.
Die Franziskaner und Dominikaner errichteten ab der ersten Hälfte des 13. Jahrhunderts ihre gotischen Klöster mit Klosterkirchen in den Innenstädten wie die Krakauer Dreifaltigkeitskirche, die Krakauer Franziskuskirche, die Breslauer Albertkirche, die Breslauer Vinzenzkirche, die Danziger Dreifaltigkeitskirche, die Thorner Marienkirche, die Oppelner Dreifaltigkeitskirche, die Warschauer Annakirche und die Sandomirer Jakobskirche. Auch die Zisterzienser bauten im Stil der Gotik um, unter anderem in den Klöstern Mogila, Trebnitz, Kolbatz und Pelplin. Der Malteserorden errichtete in Striegau die Peter-und-Paul-Basilika. Der Ritterorden vom Heiligen Grab zu Jerusalem erbaute die Johanneskirche in Gnesen und die Grabkirche in Miechów. Der Augustinerorden errichtete sein Kloster mit Katherinenkirche in Kazimierz bei Krakau.
Das im Zeitalter der Gotik stetig anwachsende Bürgertum baute seine Pfarr- und Kollegiatkirchen im gotischen Stil um. Dazu errichtete es neue gotische Pfarrkirchen, zum Beispiel in Krakau die Marienkirche, die Barbarakirche, die Markuskirche, die Heiligkreuzkirche, die Allerheiligenkirche (nicht erhalten) und die Kazimierzer Fronleichnamkirche, in Breslau die Elisabethkirche, Kreuzkirche, die St. Maria auf dem Sande, die Christophorikirche, die Katharinenkirche, die Fronleichnamkirche, die Dorotheakirche, die Matthiaskirche, die Magdalenenkirche, in Danzig die Marienkirche, die größte Backsteinkirche weltweit, die Nikolauskirche, Peter- und Paulkirche und die Katharinenkirche und in Thorn die Jakobskirche, die Neißer Jakobskirche, die Stettiner Johanneskirche, die Brieger Nikolauskirche, die Rügenwalder Marienkirche, die Stargarder Marienkirche, die Basilika zum heiligsten Erlöser und allen Heiligen in Dobre Miasto, die Gleiwitzer Allerheiligenkirche, die Georgkirche in Rastenburg und die Herz-Jesu-Kirche in Żary.
Gotische Holzkirchen sind unter anderem in Haczów, Dębno und Lipnica Dolna erhalten.
Das Bürgertum baute seine Rathäuser im neuen Stil. Die Parler errichteten das Rathaus in Krakau. Nennenswert sind zudem das Breslauer Rathaus, das Rechtstädtische Rathaus in Danzig, das Thorner Rathaus, das Marienburger Rathaus, das Stargarder Rathaus, das Königsberger Rathaus und das Liegnitzer Rathaus. Unter anderem in Krakau (unter anderem das Długosz-Haus), Danzig (unter anderem das Schlieffhaus), Thorn (unter anderem den Junkerhof und das Kopernikus-Haus), Sandomierz (unter anderem das Długosz-Haus) und Stargard sind zahlreiche gotische Bürgerhäuser erhalten. Gotische städtische Wehranlagen und Stadtmauern sind unter anderem in Krakau, insbesondere der Abschnitt um das Florianstor mit dem Barbakan, in Danzig, insbesondere das Brotbänkentor, das Frauentor, das Häkertor, das Johannistor, das Milchkannentor, das Kuhtor, das Peinkammertor und das Krantor, in Stargard, unter anderem das Mühlentor, in Olsztyn, insbesondere das Hohe Tor, in Szydłów, insbesondere das Krakauer Tor, in Sandomierz, insbesondere das Opatower Tor, in Lublin, insbesondere das Krakauer Tor, in Neiße, insbesondere der Münsterberger Turm, in Patschkau und in Königsberg erhalten. Das Collegium Maius der Krakauer Universität geht ebenfalls auf die Gotik zurück. Die Glatzer Johannesbrücke wurde als kleinere Version der Prager Karlsbrücke gebaut. Die Juden bauten ihre ersten Synagogen ebenfalls im Stil der Gotik, unter anderem die Alte Synagoge in Kazimierz bei Krakau.
Die Königsburg auf dem Wawel sowie zahlreiche Königsburgen der Piasten und des Adels wurden im Krakau-Tschenstochauer Jura (Adlerhorst-Burgen: die Burg Ojców, die Burg Tenczyn), den Pieninen (Burg Niedzica, Burg Czorsztyn und Pieninen-Burg) und Beskiden (Dunajec-Burgen: die Burg Muszyna, die Burg Lanckorona, und die Salzgrafenburg Wieliczka) den Sudeten (unter anderem die Kynastburg, die Burg Fürstenstein, die Burg Tzschocha, die Burg Grodno, die Burg Grodziec, die Burg Ottmachau oder die Burg Frankenstein) sowie im Flachland (unter anderem die Burg Łęczyca, Burg Czersk, die Burg Toszek, die Burg Ciechanów, die Burg Łowicz, die Burg Wenecja, die Burg Thorn und die Burg Lublin) errichtet.

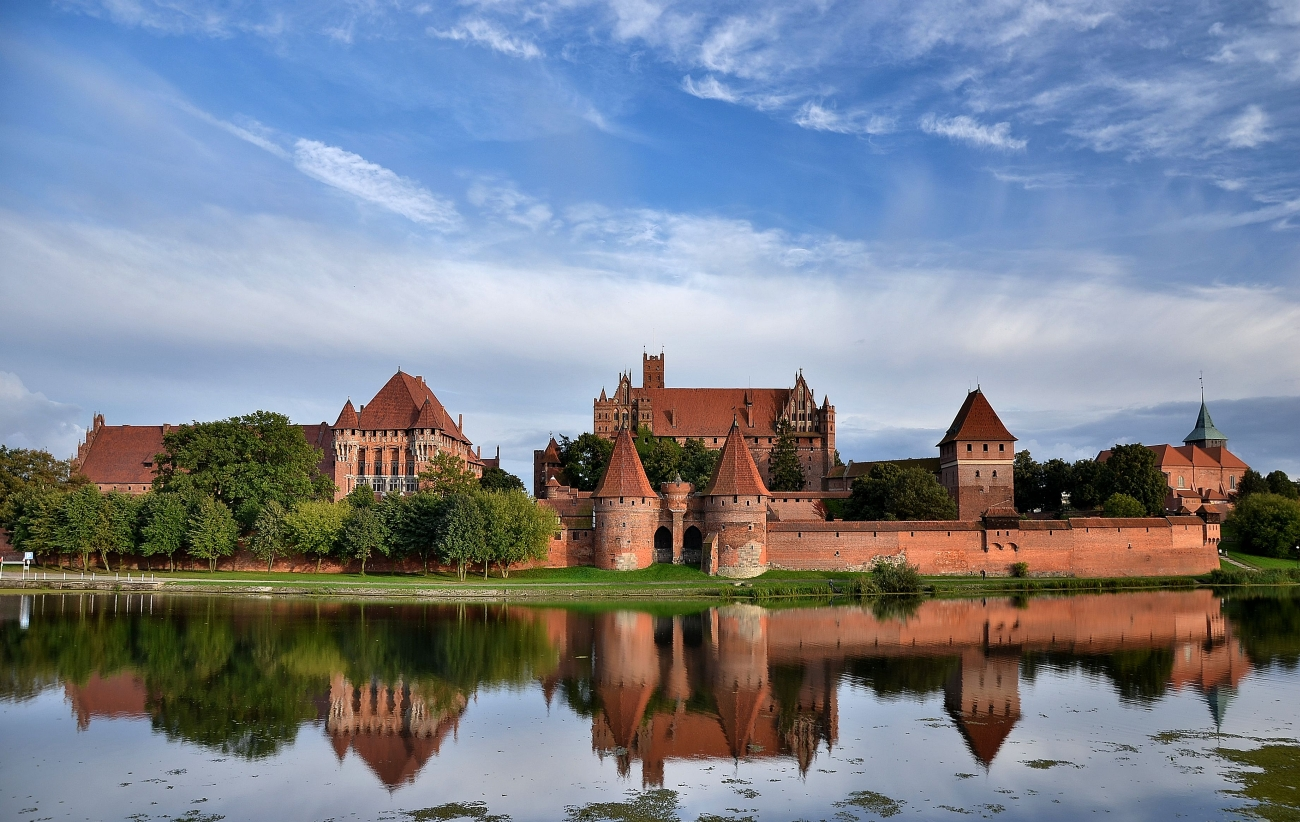
Gotische Marienburg

Der Deutsche Orden baute Ordensburgen im Stil der Backsteingotik im Kulmerland, Ermland und Masuren. Zu den bekanntesten Ordensburgen im heutigen Polen gehören der Ordenssitz in Marienburg an der Nogat – der größte gotische Backsteinbau der Welt –, Marienwerder, Heilsberg, Mewe, Neidenburg, Barten, Thorn, Neidenburg, Osterode, Gollub, Rehden, Rößel, Schönberg, Hohenstein, Rastenburg, Allenstein, Braunsberg, Soldau, Schlochau, Lötzen und Bütow.
Kasimir III. der Große gliederte um 1340 Rotruthenien in die polnische Krone ein und Ladislaus II. Jagiełło christianisierte nach der im Jahr 1385 geschlossenen Union von Krewo Litauen von Polen aus. Dadurch kam der gotische Baustil der Westkirche in Gebiete, die heute zu Belarus, Litauen und der Ukraine gehören. Zu den wichtigsten gotischen Gebäuden im damaligen Osten von Polen-Litauen gehören die Lemberger Kathedrale, die Lemberger Kathedrale der polnischen Armenier (Mischung aus westlicher Gotik und armenischer Architektur), die Wilnaer Annakirche, die Wilnaer Franziskanerkirche, der Wilnaer Gediminas-Turm, die Burg Trakai, die Burg Kaunas, die Burg Grodno, die Burg Mir und die Burg Luzk.

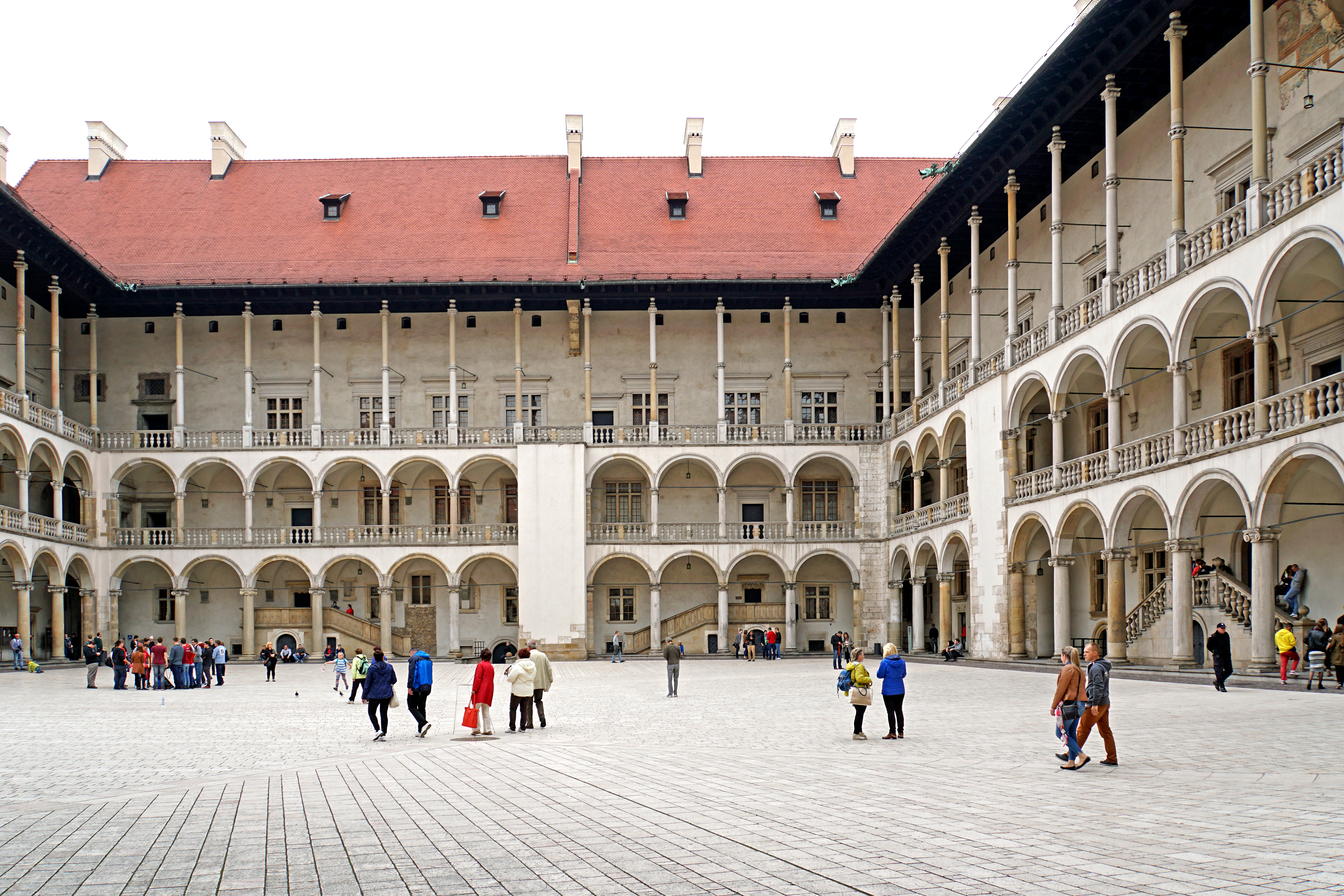
Renaissance Wawel-Schlosshof

#### Renaissance
Das goldene Zeitalter Polens begann in der Spätgotik und reichte über die Renaissance und den Manierismus bis in den Frühbarock. Aus dieser Zeit (1350–1650) stammen die bedeutendsten Bauwerke Polens, allen voran das königliche Wawelschloss in Krakau. Kronprinz Sigismund I. weilte ab 1498 bei seinem Bruder Ladislaus II. von Böhmen und Ungarn am ungarischen Königshof, wo er mehrere florentinische Künstler und Architekten unter der Leitung von Francesco Fiorentino kennenlernte und nach Krakau holte, um das 1499 abgebrannte Königsschloss auf dem Wawel im Stil der italienischen Renaissance wieder aufzubauen. Francesco Fiorentino begann den Arkadenhof des Wawel-Schlosses zu bauen. Neben Francesco Fiorentino beteiligten sich auch Benedikt aus Sandomir und nach Francesco Fiorentinos Tod auch Bartolommeo Berrecci und Giovanni Cini aus Siena am Wiederaufbau. Bartolommeo Berrecci und Bernardino Zanobi de Gianotis bauten zudem an der Wawel-Kathedrale die Sigismundkapelle an, die als bedeutendstes Bauwerk der florentinischen Hochrenaissance außerhalb Italiens gilt. Weitere bedeutende Renaissance-Architekten aus Italien und dem Tessin, die in Polen-Litauen tätig waren, sind Bernardo Monti, Giovanni Maria Mosca und Mateo Gucci, welche die italienische Renaissance den klimatischen Bedingungen Mitteleuropas anpassten und so einen eigenen polnischen Renaissancestil schufen, der jedoch mit seinen beliebten Arkaden der florentinischen Renaissance am nächsten kam. Das Zentrum der Renaissance war Südpolen, insbesondere die Region Kleinpolen um Krakau und die Gegenden um Lemberg. Vor allem in Krakau kann man die typisch polnische Renaissancearchitektur an der Polnischen Attika erkennen.
Das Wawel-Königsschloss mit seinem Renaissance-Arkadenhof und die Sigismundkapelle wurden zum Vorbild für zahlreiche neue Bauwerke im ganzen Jagiellonenreich und wurde vom Königshof und den Adeligen in ganz Polen-Litauen sowie Schlesien hundertfach nachgebaut. Zu den bedeutendsten Renaissance-Schlössern zählen das Großfürstliche Schloss Vilnius, das Warschauer Königsschloss, das Königsschloss Niepołomice, das Königsschloss Sanok, das Königsschloss Posen, das Königsschloss Podhorce, das Schloss Baranów Sandomierski, das Schloss Nowy Sącz, das Schloss Łańcut, das Schloss Janowiec, das Schloss Krzyżtopór, das Schloss Pieskowa Skała, das Schloss Iłża, das Schloss Ogrodzieniec, das Schloss Ujazdów, der Bischofspalast Kielce, das Schloss Konstantynów, das Schloss Międzyrzecz Ostrogski, das Schloss Nieśwież und das Schloss Mir. Viele dieser Bauwerke haben die Zeit der schwedischen Kriege im 17. Jahrhundert nur als Ruinen überdauert.
Anders als in der Gotik entstanden in der Renaissance nur wenige Kirchen im Renaissance-Stil, dem sich mehr die weltliche Architektur widmete. Bedeutendster sakraler Bau der Hochrenaissance war die Kathedrale von Płock, die um 1530 von Bernardino Zanobi de Gianotis, Giovanni Cini und Filippo Fiesole im Renaissance-Stil umgebaut wurde. Weitere erhaltene Renaissance-Kirchen in Polen-Litauen sind die Lemberger Mariä-Entschlafens-Kirche sowie die Lemberger Goldene-Rosen-Synagoge. Es wurden jedoch zahlreiche Renaissance-Kapellen nach dem Vorbild der Sigismundkapelle an gotischen Kirchen errichtet, unter anderem für die weiteren Kapellen der Wawel-Kathedrale wie die Vasa-Kapelle, die Załuski-Kapelle die Tomicki-Kapelle, die Johann-I.-Kapelle, die Myszkowski-Kapelle, die Potocki-Kapelle und die Zadzik-Kapelle, die Maciejewski-Kapelle und die Hyazinth-Kapelle der Krakauer Dominikanerkirche, die Annakapelle in Pińczów, die Antonius-Kapelle der Przeworskier Bernhardinerkirche sowie die Boim-Kapelle und die Kampianów-Kapelle in der Lemberg Marienkathedrale.
Gleichzeitig entwickelte sich am Übergang zwischen Spätgotik und Renaissance auch die bürgerliche Architektur in den Städten in Polen-Litauen, die viele Rathäuser, Bürgerhäuser des Patriziats sowie Gebäude anderer öffentlicher Einrichtungen wie zum Beispiel die Krakauer Tuchhallen, das Collegium Iuridicum und das Collegium Nowodworski der Krakauer Akademie, das Kazimierzer Rathaus, das Posener Rathaus, das Tarnówer Rathaus, das Sandomirer Rathaus, in Krakau die Villa Decius und der Erasmus-Ciołek-Bischofspalast, in Warschau der Barbakan und in Danzig das Ferberhaus, hervorbrachte, die im Renaissancestil entweder um- oder neugebaut wurden.
In der Renaissance wurden in Polen-Litauen zahlreiche Schlossgärten angelegt, von denen die meisten nicht erhalten geblieben sind beziehungsweise später zu Barockgärten umgestaltet wurden. Den ersten Renaissance-Garten legten Königin Bona Sforza und König Sigismund I. der Alte in den 1530er Jahren vor dem Ostflügel des Wawel-Schlosses an. Die Königsgärten auf dem Wawel wurden später im Barockstil umgebaut, sind jedoch in den folgenden Jahrhunderten verwahrlost. Endgültig zerstört wurden sie im Zweiten Weltkrieg, als der auf dem Wawel residierende Generalgouverneur Hans Frank an ihrer Stelle ein Schwimmbad und Tennisplätze bauen ließ. Ab den 1990er Jahren wurden die Königsgärten rekonstruiert und sind seit 2005 für die Öffentlichkeit wieder zugänglich. Weitgehend original erhalten sind dagegen die Renaissance-Gärten des Schlosses Pieskowa Skała. Die Renaissance-Gärten des Schlosses Fürstenstein sind hingegen ebenfalls eine Rekonstruktion aus dem 21. Jahrhundert.

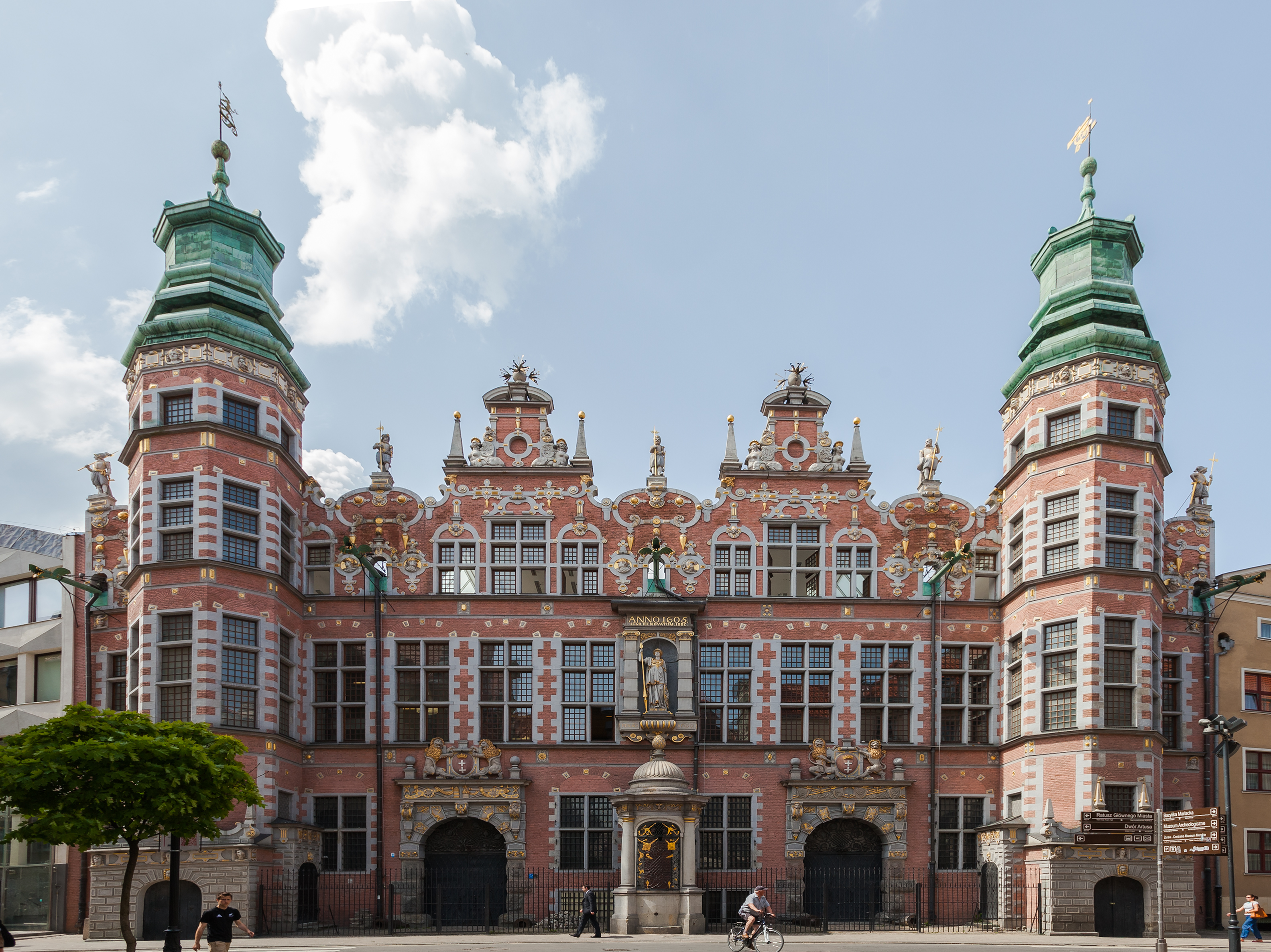
Manieristisches Großes Zeughaus

#### Manierismus
Die zweite Hälfte des 16. Jahrhunderts lässt sich in der Architekturgeschichte Polen-Litauens in vier regionale Zentren mit verschiedenen Stilrichtungen einteilen. Krakau und seine Umgebung blieben weitgehend der florentinischen Hochrenaissance treu und adaptierten den italienischen Manierismus in die neuen Bauten. Bedeutendster Vertreter des Südpolnischen Manierismus in der Architektur war der gebürtige Florentiner Santi Gucci. Daneben sind als südpolnische Manierismusarchitekten der Pole Jan Michałowicz und der Italiener Giovanni Maria Bernardoni zu nennen. Nordpolen und insbesondere Danzig begann sich am niederländisch-flämischen Stil des Manierismus zu orientierten und holte seine Architekten vor allem aus den Niederlanden. Zu diesen gehörten Hans Vredeman de Vries, Anton van Obberghen, Hans Kramer, Willem van den Blocke, Abraham van den Blocke und Hans Strackwitz. Die Gegend um Lublin entwickelte einen eigenen Stil aus der Mischung von italienischen und niederländischen Stilelementen zur Lubliner Renaissance, die bis weit in den polnisch-litauischen Osten ausstrahlte. König Sigismung III. Vasa war dagegen ein Befürworter der Gegenreformation und der Jesuiten und holte in den letzten beiden Dekaden des 16. Jahrhunderts den Frühbarock nach Polen-Litauen, zunächst nach Krakau und Litauen und später vor allem in den neuen Sitz des Königshofs nach Warschau. Für ihn waren vor allem Architekten aus dem Tessin tätig.
Viele Renaissance-Schlösser in Südpolen, wie das Schloss Baranów Sandomierski, das Schloss Krasiczyn, das Saybuscher Schloss oder der Bischofspalast Kielce, die erst in der zweiten Hälfte des 16. Jahrhunderts fertig gestellt wurden, erhielten einen manieristischen Strich, für den oft Santi Gucci verantwortlich zeichnete. Auf dem Wawel gehen das Wasa-Tor und das Berecci-Tor auf den Manierismus zurück. Beispiele für bürgerliche Architektur des Manierismus in Südpolen sind das Beitscher Rathaus, Patrizierhäuser am Marktplatz in Tarnów, das Orsetti-Haus in Jarosław sowie in Krakau das Branicki-Haus und das Prälat-Haus sowie das Collegium Gostomianum in Sandomierz. Zur sakralen manieristischen Architektur in Südpolen zählen die Krakauer Synagogen Remuh-Synagoge, die Popper-Synagoge und die Hohe Synagoge sowie die Lesko Synagoge, Tykociner Große Synagoge und das Kloster Kalwaria-Zebrzydowska mit der Marienbasilika und den Kapellen des Kalvarienbergs, von denen die Ecco-Homo-Kapelle, die Kreuzigungskapelle sowie die Herz-Marien-Kapelle klare manieristische Züge haben.
Zentrum des Manierismus in Nordpolen war Danzig, wo im manierischen Stil das Altstädtische Rathaus, das Rechtstädtische Rathaus, das Große Zeughaus, der Artushof, das Hohe Tor, das Grüne Tor, das Goldene Tor, das Goldene Haus, das Englische Haus, das Ferberhaus, das Löwenschloss, das Schumannhaus, neu errichtet oder umgebaut wurden. Auch die Marienkapelle an der Włocławeker Marienkathedrale, Getreidespeicher und Bürgerhäuser am Neustädter Marktplatz in Thorn wurden im manieristischen Stil umgebaut. In Pommern sind neben dem Stettiner Schloss auch das Schloss Stolpe, Schloss Krangen, Schloss Pansin und Schloss Tütz erhalten, die ebenfalls im Manierismus umgebaut wurden.
Als Vereinigung von italienischen und niederländischen Stilelementen entstand der Architekturstil der Lubliner Renaissance in der Gegend um Lublin. In diesem Stil wurden ganze Idealstädte, wie Zamość von Jan Zamoyski oder Żółkiew von Stanisław Żółkiewski, neu erbaut beziehungsweise vollkommen umgebaut, wie Kazimierz Dolny. Zu den wichtigsten erhaltenen Baudenkmälern der Lubliner Renaissance zählen in Lublin die Thomaskathedrale, die Synagoge und das Schloss Janowiec. Weitere manieristische Gebäude in Zentralpolen, die nicht unmittelbar zur Lubliner Renaissance gezählte werden, sind das Górka-Palais in Posen, das Schloss Szydłowiec, das Schloss Carolath sowie das Schloss Grudziński in Poddębice. Auch in die aufstrebende Hauptstadt Masowiens, Warschau, zog der Manierismus ein, wo die Jesuitenkirche entstand.
Auch das böhmische Schlesien war reich an manieristischen Schlössern, Kirchen und bürgerlicher Architektur. Da Schlesien jedoch als Teil Böhmens im Dreißigjährigen Krieg stark in Mitleidenschaft gezogen wurde, sind nur relativ wenige Baudenkmäler aus der Zeit des Manierismus erhalten. Zu diesen gehören das Schloss Krieblowitz, das Schloss Oels, das Piastenschloss Ohlau, die manieristisch ausgebaute Burg Grodno sowie das Breslauer Haus unter den Greifen in Niederschlesien und das Schloss Falkenberg, das Piastenschloss Brieg und das Brieger Rathaus in Oberschlesien.

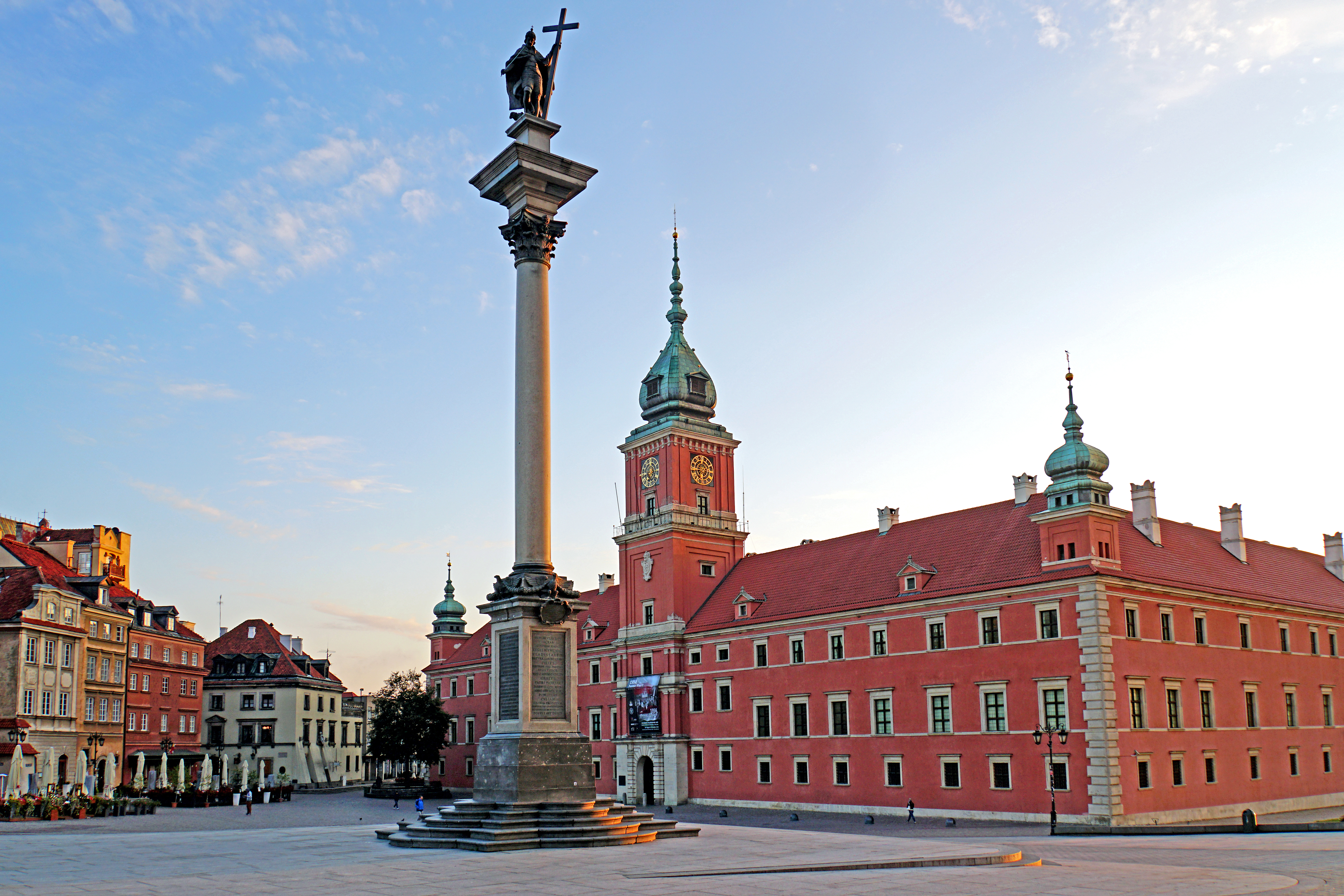
Barockes Königsschloss Warschau

#### Barock
Der polnisch-litauische Barock lässt sich in drei Phasen einteilen, den Frühbarock unter der Vasa-Dynastie in der ersten Hälfte des 17. Jahrhunderts, den reifen Barock unter Michael I. und Johann III. Sobieski in der zweiten Jahrhundertshälfte sowie den Spätbarock, der unter den Wettinern in der ersten Jahrhunderthälfte des 18. Jahrhunderts in den Rokoko überging, in Litauen dagegen in den Wilnaer Barock mündete. Bedeutende Architekten, die während des Barocks in Polen-Litauen tätig waren, kamen ebenfalls zum großen Teil aus Italien beziehungsweise dem schweizerischen Tessin. Zu ihnen gehören Carlo Antonio Bay, Kacper Bażanka, Giovanni Maria Bernardoni, Giuseppe Brizio, Matteo Castelli, Giovanni Catenazzi, Giovanni Battista Gisleni, Giacomo Fontana, Johann Georg Knoll, Johann Christoph Glaubitz, Johann Christoph Knöffel, Augustyn Wincenty Locci, Matthäus Daniel Pöppelmann, Ephraim Schröger, Constantino Tencalla und Jan Zaor. Der bedeutendste polnische Barockarchitekt, Tylman van Gameren, der Hunderte von Schlössern in ganz Polen projektierte, stammte jedoch aus den Niederlanden.
Der Frühbarock entwickelte sich in Polen, während der Manierismus noch vorherrschend war, in der zweiten Hälfte des 16. Jahrhunderts. Sigismund III. Vasa holte die Tessiner Architekten Giovanni Trevano, Matteo Castelli und Tommaso Poncino an den polnisch-litauischen Königshof, der Ende des 16. Jahrhunderts von Krakau nach Warschau gezogen war. So wurde auch Warschau neben Krakau das Zentrum des polnisch-litauischen Frühbarocks, während in Norden und Osten der Adelsrepublik weiterhin der Manierismus dominierte. Die ersten sakralen Bauten, die im Stil des Frühbarock entstanden, waren oft mit den Jesuiten und der Gegenreformation verbunden. Zu ihnen zählen die Vasa-Kapelle an der Wawel-Kathedrale und die Kasimir-Kapelle an der Wilnaer Stanislauskathedrale, die Krakauer Jesuitenkirche, die Krakauer Kamaldulenserkirche, die Krakauer Martinskirche und das Kloster Heiligelinde. Zu prophanen Baudenkmälern des Frühbarock zählen der Ende des 16. Jahrhunderts nach einem Brand wiederaufgebaute Nordflügel des Wawel-Schlosses (Saal unter den Vögeln und Senatorentreppe), das Warschauer Königsschloss, der Warschauer Kazanowski-Palast sowie das Schloss Ujazdów. Zu der frühbarocken bürgerlichen Architektur gehört das Lissaer Rathaus.

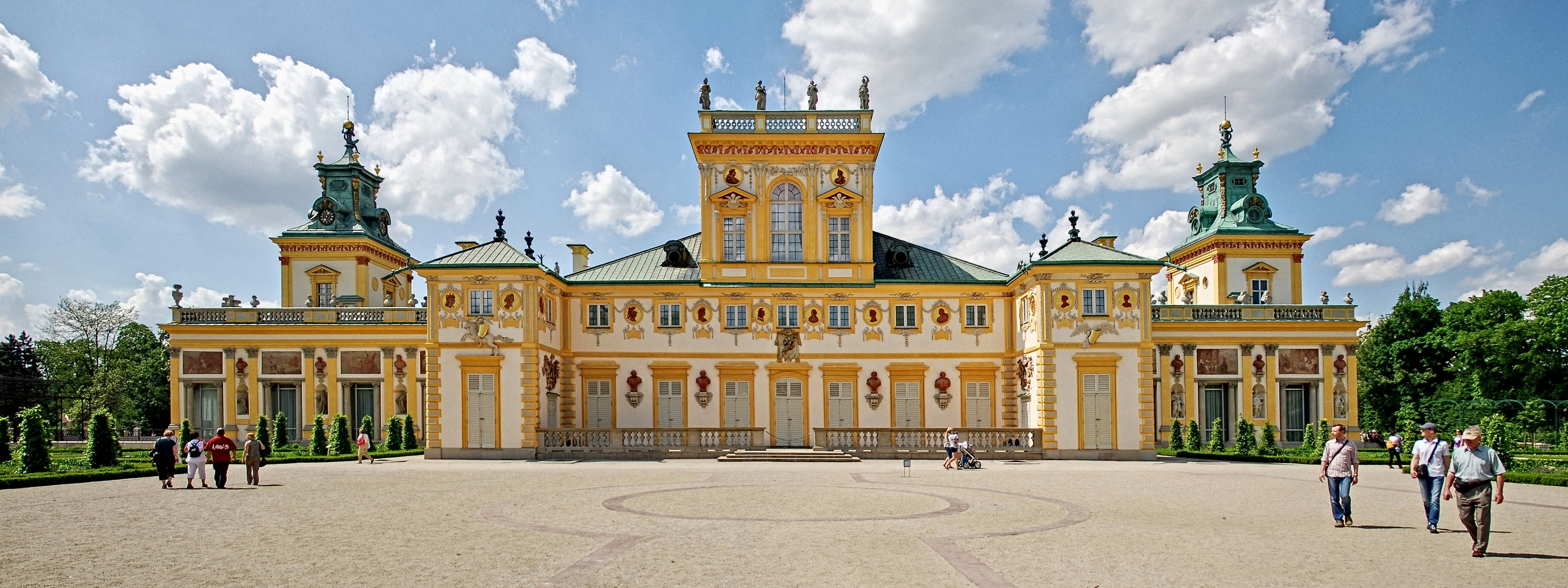
Barocker Wilanów-Palast

In der Zeit des reifen Barocks trat die neue Hauptstadt Warschau als Mittelpunkt hervor, wo vor allem Tylman van Gameren tätig war. Bedeutende Sakralbauten des Hochbarocks sind die Warschauer Kasimirkirche, Krakauer Annakirche, Krakauer Thomaskirche, die Krakauer Kapuzinerkirche, die Krakauer Maria-Empfängnis-Kirche, die Krakauer Agneskirche, Krakauer Theresienkirche, die Wilnaer Peter-und-Paulskirche, die Grodner Jesuitenkirche, das Posener Jesuitenkolleg, das Kloster Woźniki, das Kloster Tschenstochau, die Danziger Königliche Kapelle, die Lubliner Johanneskathedrale, die Warschauer Kapuzinerkirche und die Czerniakówer Antoniuskirche. Große Paläste im Versailler Stil entstanden in und um Warschau, wie zum Beispiel der Wilanów-Palast, der Koniecpolski-Palast, der Czapski-Palast, der Pac-Palast, das Palais Marymont, der Ossoliński-Palast, der Primas-Palast, der Krasiński-Palast, das Schloss Ostrogski, das Eiserne Tor oder das Handelszentrum Marywil, sowie in und um Masowien, wie zum Beispiel der Puławer Czartoryski-Palast, der Otwocker Palast, das Schloss Nieborów, sowie in Ostpolen, wie zum Beispiel der Białystoker Branicki-Palast und das Schloss Łańcut. In Wejherowo stiftete Jakob von Weiher den Kaschubischen Kalvarienberg. In Danzig entstanden das Schildkrötenhaus, das Haus am Langen Markt 20 und das Czirenberg-Haus.
Der Spätbarock entwickelte sich parallel zum Rokoko. Während in Warschau bereits das Rokoko dominierte, entwickelte sich im Osten Polen-Litauens die Wilnaer Schule des Barock, auch Wilnaer Barock genannt, deren Hauptvertreter Johann Christoph Glaubitz war. Zu den bedeutendsten Werken des Wilnaer Barock zählen in Wilna und Umgebung die Heilig-Geist-Kirche, Jesuitenkirche und das Kloster Pažaislis. Zu den spätbarocken sakralen Bauwerken zählt auch die Lemberger Sankt-Georgs-Kathedrale, das Zisterzienserkloster Wągrowiec, das Kloster Ląd und das Krakauer Paulinerkloster. Zu den spätbarocken profanen Bauten in Polen-Litauen zählen in Warschau das Sächsisches Palais, der Sapieha-Palast, der Bischofspalast, der Palast unter dem Blechdach, das Palais Kotowski, der Blank-Palast, das Palais Sanguszko, das Małachowski-Palais, der Symonowicz-Palast und der Blaue Palast sowie in Ostpolen das Schloss Rydzyna.
Im damals böhmischen Schlesien entwickelte sich nach den Verwüstungen des Dreißigjährigen Kriegs eine rege Bautätigkeit in der Epoche des Barock. Erhalten geblieben beziehungsweise nach dem Zweiten Weltkrieg wieder aufgebaut sind unter anderem in Breslau das Stadtschloss, die Namen-Jesu-Kirche, die Klarakirche, die Kyrill-und-Method-Kirche, die Hofkirche und das Matthias-Gymnasium (Ossolineum). Vom Palais Hatzfeld ist nur das Eingangsportal erhalten. Weitere bedeutende barocke Baudenkmäler sind über ganz Schlesien verteilt: die Mariä-Heimsuchung-Basilika in Bardo, die Marienbasilika in Grüssau, die Marienkirche in Leubus, das Kloster Paradies, das Kloster Kamenz, die Liegnitzer Johanneskirche, die Albendorfer Wallfahrtsbasilika, die Seitscher Martinskirche, die Brieger Kreuzerhöhungskirche, die Neißer Peter-und-Paulskirche, die Teschener Jesuskirche, die Jauerer Friedenskirche, die Schweidnitzer Friedenskirche, das Bunzlauer Rathaus, das Hirschberger Rathaus, das Liegnitzer Alte Rathaus, das Wallensteinsche Schloss Sagan, das Schloss Mittelwalde und das Schloss Lessendorf. Eine besonders hohe Dichte an Herrensitzen, Schlössern und Palästen weist das Hirschberger Tal auf. Auch Schloss Fürstenstein wurde im Barock ausgebaut.
Während des Dreißigjährigen Krieges starb das pommersche Fürstengeschlecht der Greifen aus, und Pommern gehörte während des Hoch- und Spätbarock zu Schweden. Im Gegensatz zu Schlesien sind in Pommern relativ wenige barocke Architekturdenkmäler erhalten geblieben beziehungsweise nach dem Zweiten Weltkrieg wieder aufgebaut worden. Zu diesen gehören das Königs- und das Berliner Tor in Stettin und das Schloss Manteuffel.
In der Zeit des Barock wurden in Polen-Litauen auch zahlreiche Gärten und Parkanlagen angelegt, unter anderem der Sächsische Garten, der Krasiński-Garten, Łazienki-Park, Ujazdowski-Park und der Branicki-Garten.

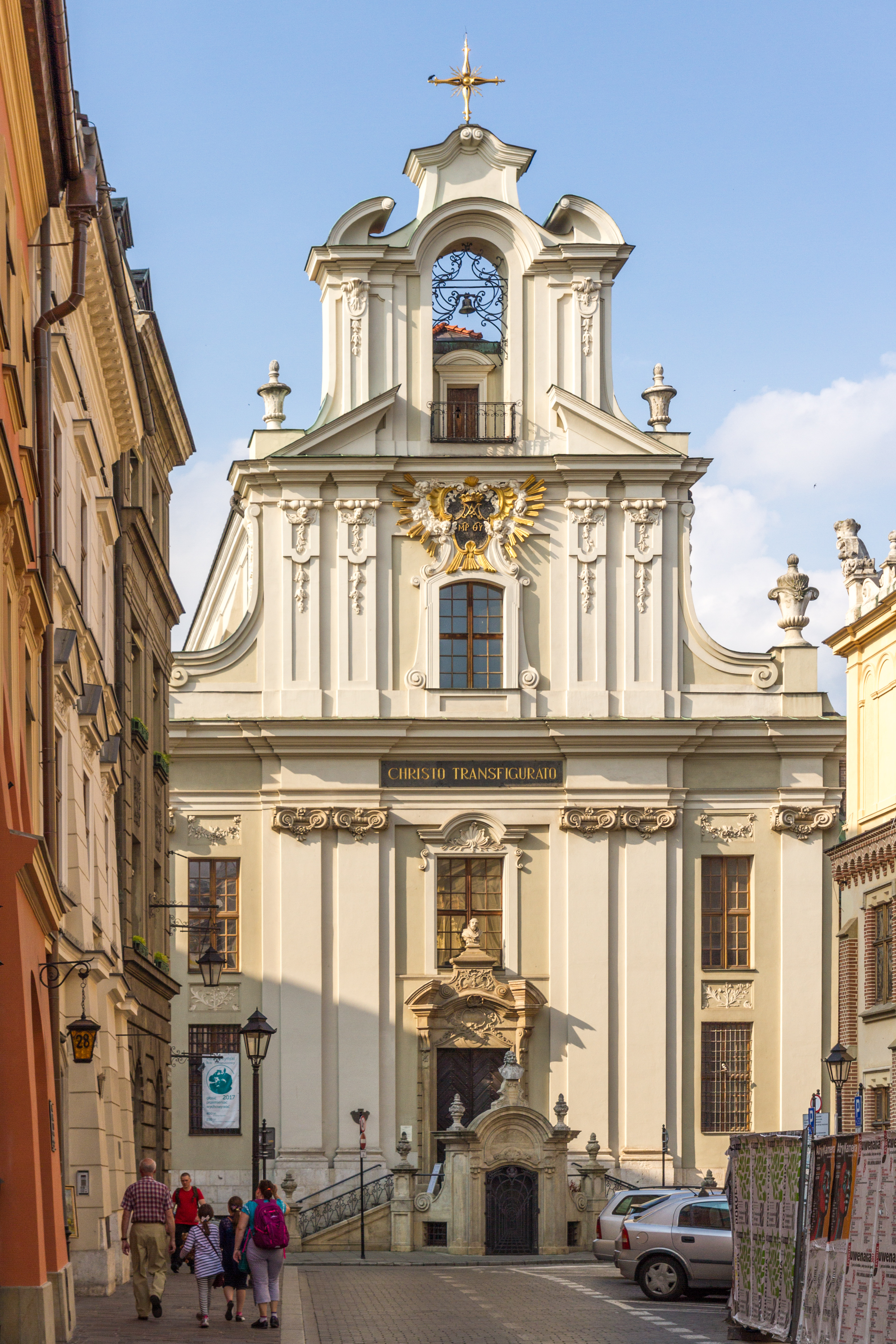
Krakauer Piaristenkirche im Rokokostil

#### Rokoko
Der Spätbarock und das Rokoko sind von der Zeit der Sachsenkönige geprägt, insbesondere der Regierungszeit des zweiten Sachsenkönigs August III. Beide Sachsenkönige brachten ihre in Dresden tätigen Architekten und Künstler an den Königshof in Warschau, wo der neue Stil schnell angenommen wurde. Als erster Architekt, der im Rokoko-Stil in Polen-Litauen baute, gilt der in Turin geborene Franzose Juste-Aurèle Meissonnier, der im Puławyer Czartoryski-Palast und später in Warschau tätig war. Der wichtigste Architekt des polnischen Rokoko war allerdings wie bereits seit der Renaissance ebenfalls ein Italiener – der gebürtige Römer Francesco Placidi. Zu den weiteren bedeutendsten Rokoko-Architekten, die in Polen-Litauen tätig waren, zählen Jan de Witte, Joachim Daniel Jauch, Johann Friedrich Knöbel, Bernhard Meretyn, Giacomo Fontana, Ricaud de Tirregaille und Johann Sigmund Deybel von Hammerau. Die meisten Rokoko-Bauten entstanden in Warschau, sind jedoch aufgrund der Zerstörung des Zweiten Weltkriegs nicht erhalten geblieben und wurden aufgrund des großen Aufwands nur vereinzelt rekonstruiert. Über den Wiederaufbau der Westseite des ehemaligen Sachsen-Platzes mit dem Sächsischen Palais, dem Brühlschen Palais und den Bürgerhäusern an der Ecke des Platzes zur Königsstraße wird seit 2005 diskutiert.
Zu den wichtigsten erhaltenen Gebäuden, die im Stil des polnisch-litauischen Rokoko neu- oder umgebaut wurden, gehören sakrale Bauten wie die Warschauer Visitantinnen-Kirche, die Warschauer Anna-Kirche, die Warschauer Heilig-Kreuz-Kirche, die Lemberger Georgskathedrale, das Mariä-Entschlafens-Kloster Potschajiw und die Krakauer Piaristenkirche.
Zu den wichtigsten erhaltenen Gebäuden, die im Stil des polnisch-litauischen Rokoko neu- oder umgebaut wurden, gehören profane Bauten wie der Äbtepalast zu Oliva, Butschatscher Rathaus, das Warschauer Palais Abramowicz, der Warschauer Borch-Palast, der Warschauer Branicki-Palast an der Honigstraße, das Warschauer Prażmowski-Palais, der Młociner Brühl-Palast, der Warschauer Chodkiewicz-Palast, der Warschauer Dembiński-Palast, das Warschauer Stroński-Palais, der Warschauer Przebendowski-Palast, der Warschauer Humański-Palast, der Warschauer Jabłonowski-Palast, der Warschauer Wessel-Palast, der Warschauer Szaniawski-Palast, das Warschauer Chodkiewicz-Palais an der Kirchgasse, der Warschauer Collegium Nobilium, der Warschauer Potocki-Palast, der Warschauer Palast zu den vier Winden, der Warschauer Mokronowski-Palast, das Warschauer Palais Sanguszko, der Warschauer Zamoyski-Palast an der Neuen Welt, der Warschauer Młodziejowski-Palast, der Warschauer Radziwiłłowa-Palast, der Warschauer Potkański-Palast, der Warschauer Karaś-Palast und das Warschauer Palais Lelewel (die drei Letztgenannten nach dem Zweiten Weltkrieg noch nicht wieder aufgebaut) und der Lemberger Lubomirski-Palast.
In Schlesien sind aus der Zeit des habsburgerischen Rokoko vor allem Mariensäulen erhalten, wie zum Beispiel die Leobschützer Mariensäule, die Ratiborer Mariensäule, die Hirschberger Mariensäule (trägt bereits klassizistische Züge), die Glatzer Mariensäule und Oberglogauer Mariensäule (beide Übergang vom Barock zum Rokoko).

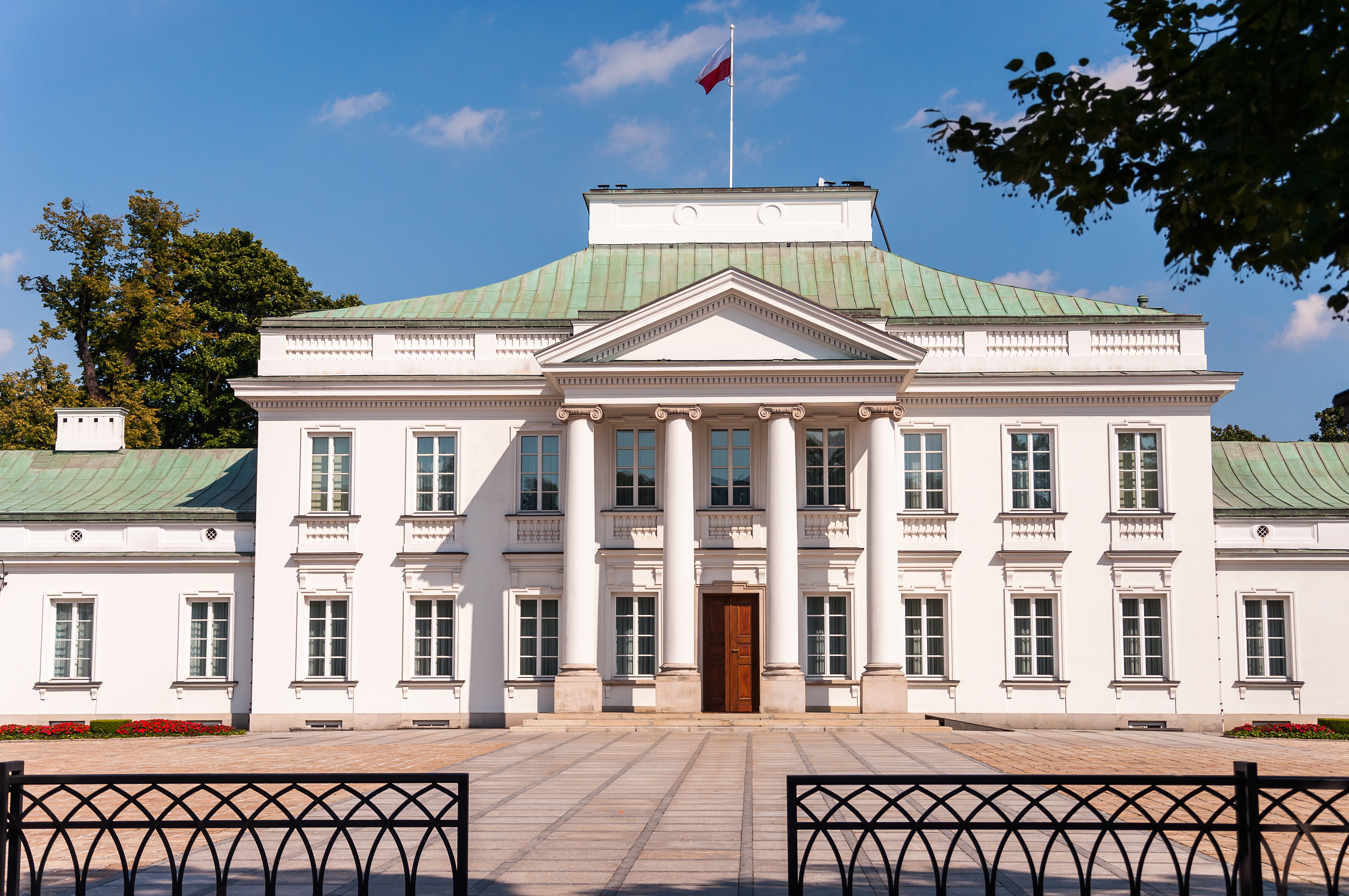
Klassizistisches Belvedere

#### Klassizismus
In den Jahren der Regentschaft des letzten polnisch-litauischen Königs Stanislaus II. August Poniatowskis begann die Epoche des Klassizismus, der frühe Klassizismus wird in Polen-Litauen daher auch als Stanislaus-Stil bezeichnet. Nach der Dritten Teilung Polens und der Abdikation von Stanislaus II. August Poniatowski 1795 überdauerte der Klassizismus die napoleonische Zeit bis in die Zeit des Kongresspolens vor dem Novemberaufstand. Zentrum des Klassizismus war wieder Warschau und wieder waren es italienische Architekten, die die Architektur Polen-Litauens in dieser Kulturepoche prägten, allen voran Domenico Merlini und Carlo Spampani unter Stanislaus II. August Poniatowski sowie Antonio Corazzi in Kongresspolen des frühen 19. Jahrhunderts. Weitere bedeutende Architekten des Klassismus in Polen-Litauen waren Chrystian Piotr Aigner, Laurynas Gucevičius, Johann Christian Kamsetzer, Ephraim Schröger, Wilhelm Heinrich Minter, Stanisław Zawadzki, Jakub Kubicki und Simon Gottlieb Zug.
Das ehrgleizigste Bauprojekt Stanislaus II. August Poniatowskis war der Ausbau der Schlösser und Paläste im Warschauer Königlichen Park der Bäder „Łazienki Królewskie“. Hierzu ließ er durch Domenico Merlini und Johann Christian Kamsetzer das Badeschloss der Lubomirski in Ujazdów bei Warschau in den Palast auf dem Wasser umbauen. Auf Domenico Merlini gehen im Łazienki-Park zudem die Eremitage, das Weiße Haus, das Jagdschloss, der Wasserturm, die Neue Wache und die Alte Orangerie sowie auf Johann Christian Kamsetzer die Alte Wache und das Amphitheater. Die Offizierschule und Invalidenkaserne im Łazienki-Park geht auf Wilhelm Heinrich Minter zurück. Jakub Kubicki baute im Park das Belvedere, den Kubicki-Stall und das erste Projekt des Tempels der Göttlichen Vorsehung. Die Neue Orangerie wurde von Adolf Loewe und Józef Orłowski gestaltet und das Narutowicz-Haus auf Andrzej Gołoński. Weitere bekannte romantische Parkanlagen neben dem Łazienki-Park wurden im 18. Jahrhundert in Puławy, Arkadia und Radziejowice angelegt.
Weitere Beispiele des Stanislaus-Stils sind der Parlamentssaal auf dem Warschauer Königsschloss, der Jabłonnaer Potocki-Palast, der Warschauer Królikarnia-Palast, der Natoliner Potocki-Palast, die Warschauer Karmelitenkirche, der Warschauer Dziekana-Palast, der Warschauer Borch-Palast, der Warschauer Raczyński-Palast, der Warschauer Tyszkiewicz-Palast, die Hofgebäude des Warschauer Czapski-Palasts, die Warschauer Dreifaltigkeitskirche, der Garten Arkadia sowie das Burggassentor in Lublin.
Im Stil des späten Klassizismus wurde das damals größte Theatergebäude der Welt von Antonio Corazzi, der im Stil des Palladianismus schuf, in Warschau errichtet. Dazu kamen die Gebäude der Alten Warschauer Wertpapierbörse, der Polnischen Bank, der Leszczyński-Palast, das Ursynówer Krasiński-Palais, der Hołowczyc-Palast, der Staszic-Palast, der Lubomirski-Palast, der Uruski-Palast, der Mostowski-Palast, das Palais Śleszyński, das Palais zur Artischocke, das Warschauer Arsenal, sowie die Warschauer Alexanderkirche. Zu spätklassizistischen Baudenkmälern zählen die Warschauer Zitadelle, die Warschauer Alte Synagoge sowie die Warschauer Hospitalsynagoge (die beiden Letztgenannten im Zweiten Weltkrieg zerstört).
Bedeutende klassizistische Baudenkmäler außerhalb von Warschau sind das Oppelner Alte Posthaus, die Breslauer Elftausend-Jungfrauen-Kirche sowie die Breslauer Alte Börse, die Reichenbacher Maria-Mutter-der-Kirche-Kirche, die Porembaer Fürstliche Fasanerie, die Płocker Kleine Synagoge, der Pawlowitzer Mielżyński-Palast, die Tschenstochauer Neue Synagoge, der Zegrzer Radziwiłł-Palast, das Schloss Dyhernfurth, das Schloss Juditten, die Groß Wartenberger Evangelische Kirche, die Krippitzer Synagoge, die Orlaer Synagoge, die Praschkauer Synagoge, die Siemiatyczer Synagoge, die Kempener Synagoge, die Włodawaer Große Synagoge, der Wilnaer Bischofspalast und das Rathaus Vilnius.

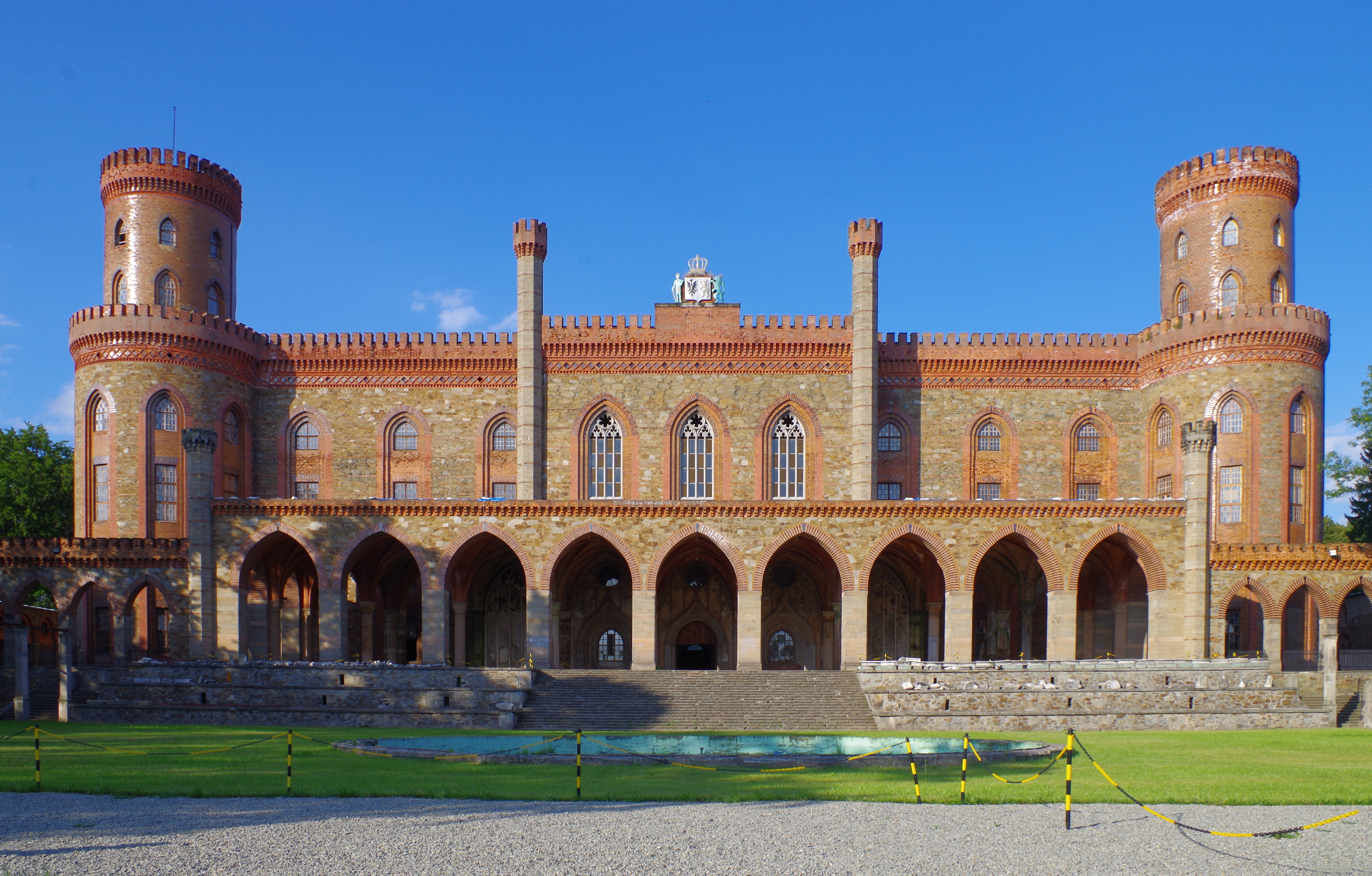
Neogotisches Schloss Kamenz

#### Historismus
Der Historismus begann im bereits zwischen Preußen, Russland und Österreich geteilten Polen-Litauen um die Wende vom 18. zum 19. Jahrhundert, als der Klassizismus noch anhielt. Als erstes Bauwerk des Historismus gilt das neogotische Gotikhaus im romantischen Park Puławy des klassizistischen Architekten Chrystian Piotr Aigner aus der ersten Dekade des 19. Jahrhunderts. Die Zentren der polnischen Architektur des 19. Jahrhunderts waren in Kongresspolen Warschau und Łódź, wo viele Bürgerhäuser und Schlösser im Stil des Historismus errichtet wurden, in Galizien Krakau und Lemberg sowie Posen und Bydgoszcz in Preußen.
Als erster Stil des Historismus setzte sich nach den napoleonischen Kriegen die Neugotik durch. Sie entwickelte sich in der zweiten Hälfte des 19. Jahrhunderts zu dem sogenannten Weichsel-Ostsee-Stil, der an die Backsteingotik Krakaus und Nordpolens anknüpfte. Wichtige Vertreter dieses Architekturstils waren Józef Pius Dziekoński, Enrico Marconi und Alexis Langer. Zu den bedeutenden Bauwerken der Neugotik in Polen zählen das Schloss Kórnik, das Schloss Kamenz, der Breslauer Hauptbahnhof und die Posener Erlöserkirche. Beispiele für den Weichsel-Ostsee-Stil sind die Warschauer Kathedrale St. Michael und St. Florian und die Krakauer Josefskirche.

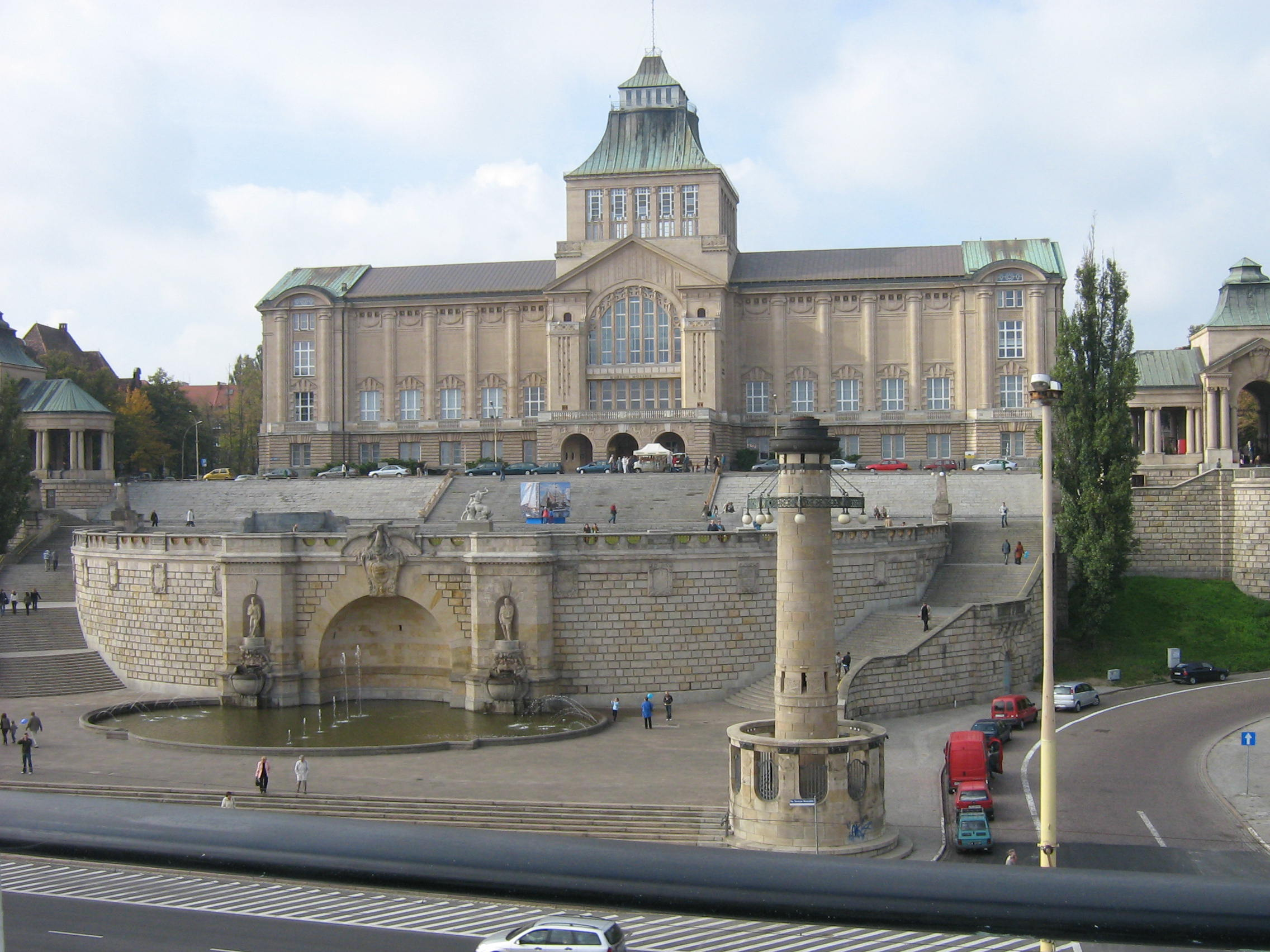
Neoromanisches Nationalmuseum

Die Neuromanik setzte sich später durch als die Neugotik. Sie spielte gegenüber letzterer eine untergeordnete Rolle und setzte sich nur im preußischen Landesteil wirklich durch. Zu den wichtigsten Baudenkmälern der Neuromanik in Polen zählen insbesondere das Posener Kaiserschloss, das Schloss Juditten, das Danziger Akademische Gymnasium, die Krypta verdienter Polen auf dem Skałkahügel, die Warschauer Nożyk-Synagoge, die Buker Synagoge sowie die nicht mehr erhaltenen schlesischen Synagogen in Gleiwitz, Myslowitz, Cosel, Kreuzburg und Ratibor, die Breslauer Augustinuskirche, die Beuthener Barbarakirche, die Zakopaner Heilige Familie, die Warschauer Katherinenkirche, die Neusalzer Antoniuskirche, die Friedenshütter Pauluskirche, die Oppelner Peter- und Paulskirche, die Thorner Dreifaltigkeitskirche, die Wszembórzer Nikolauskirche, die Zabrzer Annakirche und das Stettiner Nationalmuseum.
Die Neorenaissance setzte in Polen zeitgleich mit der Neuromanik ein, erreichte ihren Höhepunkt jedoch erst in der zweiten Hälfte des 19. Jahrhunderts. Der führende Architekt der Neorenaissance in Kongresspolen war der gebürtige Italiener Enrico Marconi. Er schuf im neuen Stil unter anderem die Warschauer Karlskirche, die Wilanówer Annakirche, die Warschauer Allerheiligenkirche und das Warschauer Europahotel. Als weitere Beispiele der Neorenaissance in Polen gelten der Uruski-Palast, der Thorner Artushof und das Schloss Neudeck. Eine Abwandlung der Neorenaissance war der Arkadenstil, in dem unter anderem die Kattowitzer Auferstehungskirche, die Drohobytscher Choral-Synagoge und das Warschauer Hotel Bristol erbaut wurde. Besonders reich an Neorenaissance-Architektur ist Łódź und hier insbesondere die Petrikauer Straße.
Der Neobarock folgte der Neorenaissance in der zweiten Hälfte des 19. Jahrhunderts. Stefan Szyller, der zunächst im Stil der Neorenaissance baute, war wohl der bekannteste Vertreter des Neobarocks in Polen. Sein bekanntestes Bauwerk in diesem Stil ist die Galerie Zachęta im Zentrum Warschaus, das allerdings teilweise auch bereits zum Eklektizismus gezählt wird. Weitere bedeutende Beispiele für den Neobarock in Polen sind das Schloss Pleß und der Warschauer Kronenberg-Palast (im Zweiten Weltkrieg ausgebrannt und bisher nicht wieder aufgebaut), der Warschauer Leszczyński-Palast, das Breslauer Landeshaus sowie das Görlitzer Kulturhaus.
Als letzte Stilrichtung des Historismus kam der Eklektizismus im letzten Viertel des 19. Jahrhunderts nach Polen, der sich durch die Vermischung der anderen Architekturstile des Historismus kennzeichnete. Das bekannteste Bauwerk des Eklektizismus in Polen ist das Krakauer Słowacki-Theater. Im gleichen Stil sind auch das Bielitzer Schloss, der Bielitzer Hauptbahnhof, das Lubliner Grand Hotel Lublinianka, das Hauptgebäude der Technischen Universität Warschau und die Warschauer Philharmonie (im Zweiten Weltkrieg zerstört und nicht mehr originalgetreu aufgebaut), gebaut worden.

#### Junges Polen
Der Jugendstil kam relativ früh in die polnischen Teilungsgebiete, entwickelte sich jedoch in den verschiedenen Landesteilen je nach politischer Zugehörigkeit zu Deutschland, Russland oder Österreich-Ungarn sehr unterschiedlich. Eine eigene Spielart der Wiener Secession, Junges Polen genannt, entwickelte sich in Galizien, insbesondere in Krakau. Ein wichtiger Vertreter der Sezession war Gustaw Landau-Gutenteger. In der Bergregion Podhale entwickelte Stanisław Witkiewicz um 1890 den Zakopane-Stil. Weitere bedeutende Zentren des Jugendstils waren Łódź, Warschau, Bydgoszcz, Bielsko-Biała und Oberschlesien.
Bedeutende Beispiele der Sezession in Polen sind der Oppolner Ceresbrunnen, die Krakauer Herz-Jesu-Kirche, die Krakauer Michaliks Höhle, das Palais Nowik, das Hallenschwimmbad Breslau, das Breslauer Handelshaus Barasch, das Breslauer Hotel Monopol, die Breslauer Markthalle, die Technische Universität Breslau, der Wasserturm Breslau, das Warschauer Hotel Rialto und das Warschauer Hotel Savoy.

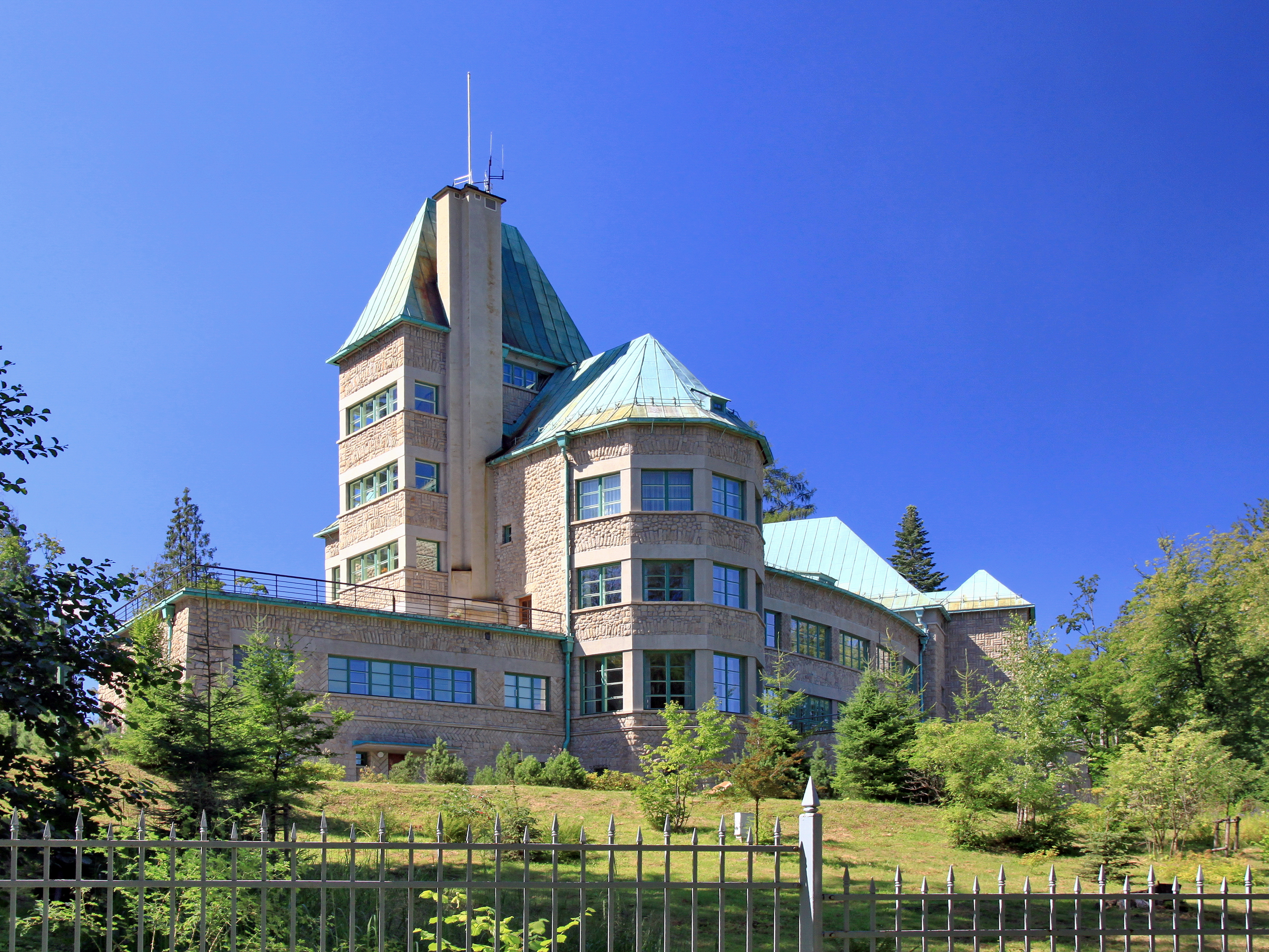
Modernes Präsidentenschloss

#### Zwischenkriegszeit
Einer der wichtigsten polnischen Architekten der Zwischenkriegszeit war Adolf Szyszko-Bohusz, der unter anderem das Präsidentenschloss in Wisła erbaute. Der Erste Weltkrieg brachte viele Zerstörungen in Südpolen. Viele öffentliche Gebäude wurden im Art-déco-Stil, Funktionalismus und Modernismus wiederaufgebaut oder neu gebaut. Hierzu zählen zum Beispiel das neue Sejmgebäude, das Warschauer Prudential-Hochhaus, das Warschauer Haus ohne Ecken, das Hauptgebäude der Warsaw School of Economics, das Gebäude der Polnischen Wertpapierdruckerei, das Warschauer Gebäude des Fernmeldeamtes, die Pferderennbahn Służewiec, das Breslauer Warenhaus Wertheim, die Nationalmuseen in Warschau und Krakau, die Jagiellonische Bibliothek, die Zabrzer Josephskirche, die Breslauer Gustav-Adolf-Kirche, das Breslauer Kaufhaus Rudolf Petersdorff, die Stettiner Heilige-Familie-Kirche, die Seefahrt-Akademie Gdynia, der Kattowitzer Wolkenkratzer oder die Kattowitzer Christkönigskathedrale. Ein bedeutendes Gebäude des Modernismus, das bereits vor dem Ersten Weltkrieg entstand, ist die Breslauer Jahrhunderthalle.

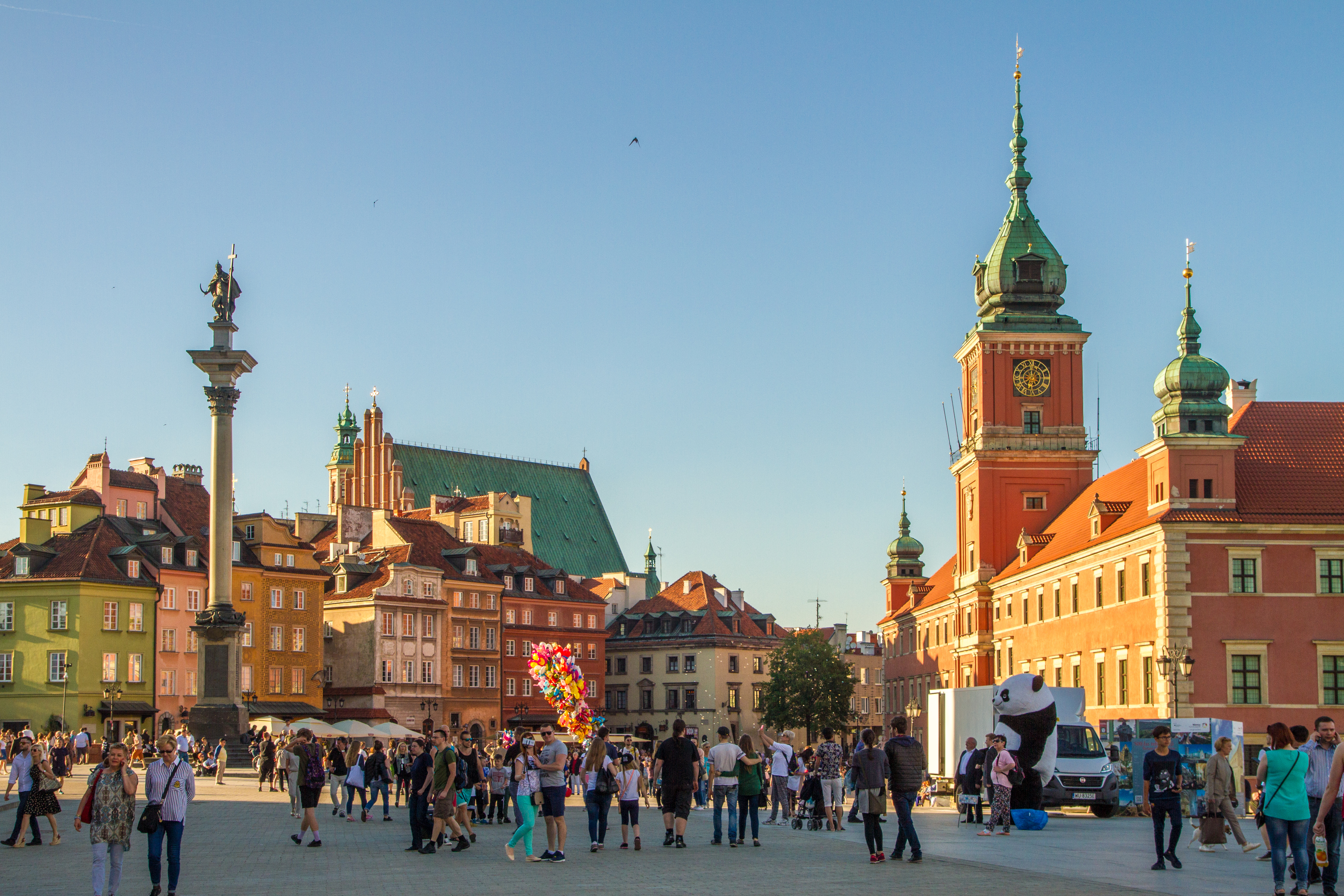
Rekonstruierte Warschauer Altstadt

#### Sozialistischer Klassizismus
Die bisher größte Zerstörung der polnischen Bausubstanz brachte der Zweite Weltkrieg. Warschau wurde systematisch zerstört, die Baudenkmäler in Ostpolen kamen an die Sowjetunion und alle größeren Städte Polens bis auf Krakau wurden durch Kriegshandlungen erheblich beschädigt. Der Wiederaufbau in der Nachkriegszeit wurde mustergültig aufgenommen – die polnischen Restauratoren genießen Weltruhm –, ist aber auf absehbare Zeit nicht abzuschließen. Die Altstadt und die Neustadt von Warschau sowie das Weichselviertel Mariensztat wurden in den 1970er Jahren und das Königsschloss in den 1980er Jahren wiederaufgebaut. Die UNESCO würdigte die Leitung der polnischen Restauratoren mit der Aufnahme der wiederaufgebauten Altstadt in das Weltkulturerbe im Jahr 1980. Die Bausubstanz des 19. Jahrhunderts im Zentrum um die Marszałkowska-Straße, die Aleje Jerozolimskie und die Świętokrzyska-Straße scheinen aber für immer verloren. An ihrer Stelle entstanden monumentale Gebäude im Stil des Sozrealismus, allen voran der Kulturpalast, der Warschauer Platz der Verfassung und das Vorzeigeviertel MDM. Auch in Breslau, Danzig, Stettin und Posen wurden die Altstädte zum großen Teil originalgetreu wieder aufgebaut. Den Zweiten Weltkrieg relativ unversehrt überstanden haben dagegen Krakau, Łódź und Lublin sowie die nach der Westverschiebung Polens nunmehr zur Sowjetunion gehörenden Städte Lemberg und Wilna.
Weitere bedeutende Gebäude des Sozrealismus in Polen sind das Königshütter Schlesische Planetarium, der Hauptbahnhof Gdynia, das Hauptgebäude der Wissenschaftlich-Technischen Universität Krakau, das Krakauer Viertel Nowa Huta, das Łódźer Große Theater, das Warschauer Finanzministerium, das Warschauer Grand Hotel und die Russische Botschaft in Warschau. Während der Volksrepublik entstanden auch neben dem Kulturpalast weitere Wolkenkratzer in der Warschauer Innenstadt wie die Hochhäuser der Ostwand, das Novotel Warszawa Centrum, das Intraco I, das Centrum LIM und der Oxford Tower.

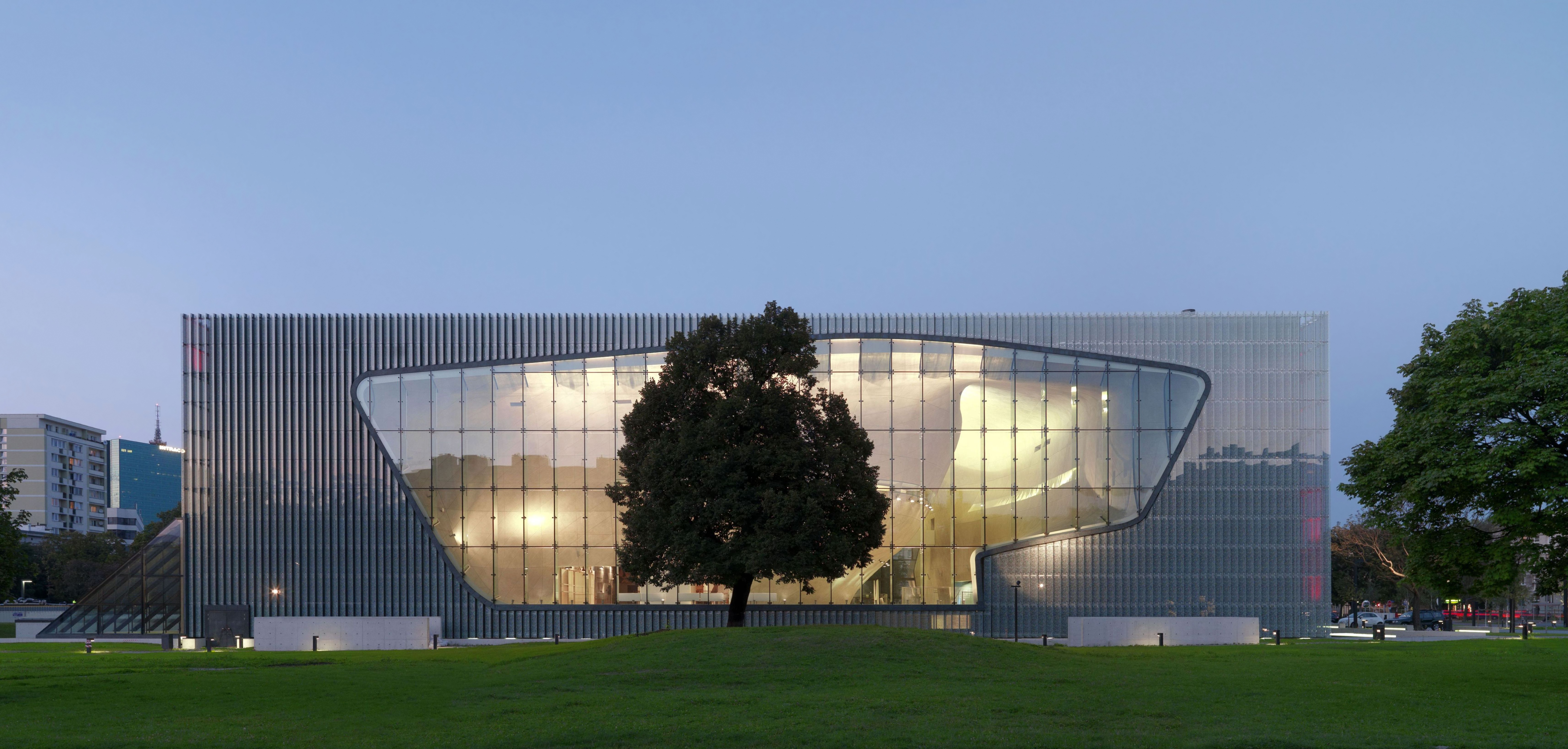
Postmodernes Museum Polin

#### Gegenwartsarchitektur
Der Wiederaufbau nach den Zerstörungen des Zweiten Weltkriegs ging nach dem Ende der Volksrepublik weiter, wenn auch nicht mehr so originalgetreu wie in den 1940er und 1950er Jahren. Einige Paläste sind in den 1990er Jahren wieder erstanden, als Beispiel kann hier der Jabłonowski-Palast gelten. Es wurde jedoch nur die Fassade originalgetreu aufgebaut, während im Inneren ein modernes Bürogebäude entstand. Demnächst soll mit dem Wiederaufbau der Sächsischen und Brühlschen Paläste und der Wiedererrichtung der Gärten des Königsschlosses begonnen werden.
In den 1990er Jahren begann ein Bauboom von Wolkenkratzern, die von namhaften Architekten wie beispielsweise dem Engländer Norman Foster und dem Amerikaner polnischer Herkunft Daniel Libeskind entworfen wurden. Insbesondere die westliche Innenstadt entlang der Johannes-Paul-II.-Allee und das sich im Westen anschließende Viertel Wola ist von moderner Architektur umgeben. Zu den interessantesten neuen Gebäuden gehören das Warsaw Spire, der Warsaw Trade Tower, das Q22, das Rondo 1-B, die Złota 44, das Warsaw Financial Center, das InterContinental, das Cosmopolitan Twarda 2/4, der TP S.A. Tower, das Blue Tower Plaza, der ORCO Tower, das Millennium Plaza, die Goldenen Terrassen, das Ilmet, der PZU Tower, das Hotel The Westin Warsaw und das Plac Unii. Weitere Wolkenkratzer sind in Kattowitz (unter anderem das Altus), Krakau (unter anderem das K1 und der derzeit umgebaute Unity Tower) in Breslau (unter anderem der Sky Tower), in Posen (unter anderem der Andersia Tower und das Poznań Financial Centre) in der Dreistadt Danzig-Gdynia-Sopot (unter anderem die Sea Towers, das Olivia Star und der Neptun) und in Stettin (unter anderem das Pazim und der Hanza Tower) entstanden. Bemerkenswert sind auch die Warschauer Świętokrzyski-Brücke, die Warschauer Siekierkowski-Brücke, das um- und ausgebaute Gebäude des Warschauer Museums des Warschauer Aufstandes, das Gebäude des Warschauer Museums der Geschichte der polnischen Juden POLIN, das Krakauer Gebäude des Museums der Japanischen Kunst und Technik Manggha, das Warschauer Wissenschaftszentrum Kopernikus und das Gebäude des Danziger Museums des Zweiten Weltkriegs sowie das Gebäude des Danziger Europäischen Zentrums der Solidarność.
Zu den neuen sakralen Gebäuden zählen der Tempel der Göttlichen Vorsehung in Warschau, das Sanktuarium der Barmherzigkeit Gottes und die Johannes-Paul-II-Kirche in Krakau sowie die Basilika der Muttergottes von Licheń in Licheń Stary.
Im Bau befindet sich neben dem nach Fertigstellung höchsten Gebäude in der Europäischen Union Varso Tower auch die Nowa Emilia, der Spinnaker, der Skyliner, der Port Praski, der Mennica Legacy Tower, der Spark und das The Warsaw Hub.

### Film

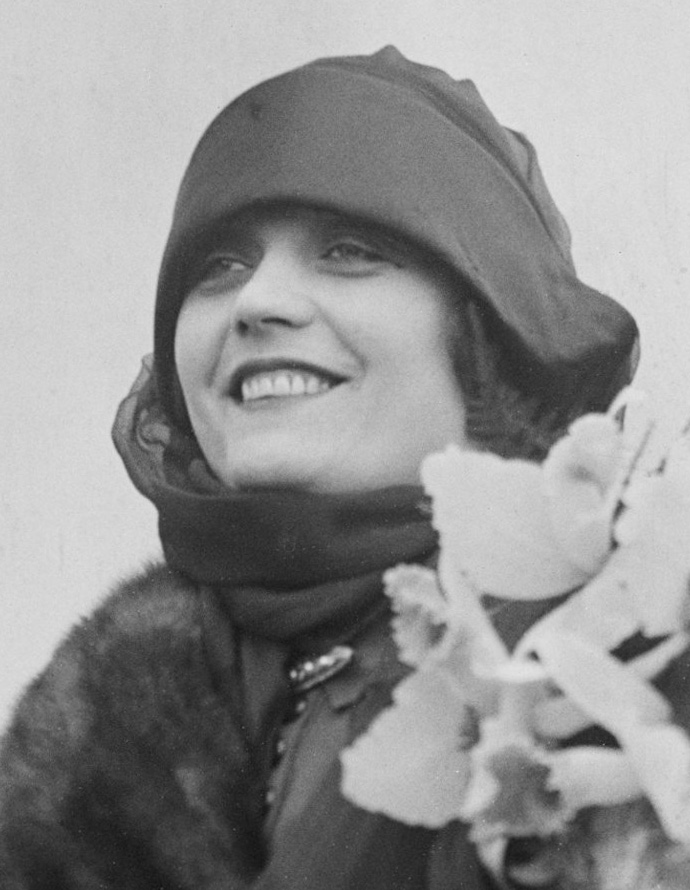
Pola Negri

Die Geschichte des polnischen Films reicht in die Jahre 1894–1896 zurück, als Kazimierz Prószyński den Pleographen erfand, mit dem er kleine Szenen des Alltags in Warschau filmte. Als erste bekannte polnische Filmaufzeichnung gilt die Szene Ślizgawka w Łazienkach mit Schlittschuhfahrern im Warschauer Łazienki-Park. Der Kameramann Bolesław Matuszewski realisierte kleinere Dokumentarfilme im Auftrag der französischen Firma der Brüder Lumière. Weitere bekannte Filmschaffende der Anfangszeit waren Antoni Fertner und Pola Negri. In der Zwischenkriegszeit produzierten Jan Kiepura, Wanda Jakubowska und Eugeniusz Bodo.
In der Volksrepublik waren zudem Leonard Buczkowski, Andrzej Munk, Tadeusz Konwicki, Jerzy Kawalerowicz, Wojciech Has, Roman Polański, Marek Piwowski, Andrzej Wajda, Krzysztof Kieślowski, Stanisław Bareja, Kazimierz Karabasz, Krzysztof Zanussi, Juliusz Machulski, Kazimierz Kutz, Agnieszka Holland, Aleksander Ford, Jerzy Toeplitz, Walerian Borowczyk, Jan Lenica, Ryszard Bugajski, Filip Bajon, Jerzy Hoffman, Stefan Themerson und Andrzej Żuławski tätig. In Łódź entstand die Polnische Filmschule. Seit den 1970er Jahren findet das Polnische Filmfestival in Gdynia statt. Der gegenwärtige polnische Film mit Regisseuren wie Władysław Pasikowski, Krzysztof Krauze, Sławomir Fabicki, Robert Gliński, Marek Koterski, Feliks Falk, Piotr Trzaskalski und Jan Komasa findet weltweit Anerkennung. Seit 1999 wird der Polnische Filmpreis vergeben.

### Medien
Pressefreiheit
Die Nichtregierungsorganisation Reporter ohne Grenzen sieht in Polen „erkennbare Probleme“ für die Pressefreiheit. Die Organisation kritisiert insbesondere, dass die Regierungen seit dem Jahr 2015 den öffentlichen Rundfunk unter ihre Kontrolle gebracht hätten und private regierungskritische Medien durch die Justiz und den Entzug von Werbeanzeigen unter Druck gesetzt würden. Obwohl Polen über eine vielfältige Medienlandschaft verfügt, ist das öffentliche Bewusstsein für die Pressefreiheit nach wie vor gering. Während der achtjährigen Herrschaft der PiS-Partei wurde der öffentlich-rechtlicher Rundfunk zu einem Propagandainstrument umfunktioniert. Parallel wurden private Medien auf verschiedene Weise unter Druck gesetzt. Seitdem die von Donald Tusk geführte Koalition Anfang des Jahres 2024 die Regierungsgeschäfte übernommen hat, sind die verbalen Angriffe und Klagen der Regierung gegen private Medien zurückgegangen.
Fernsehen

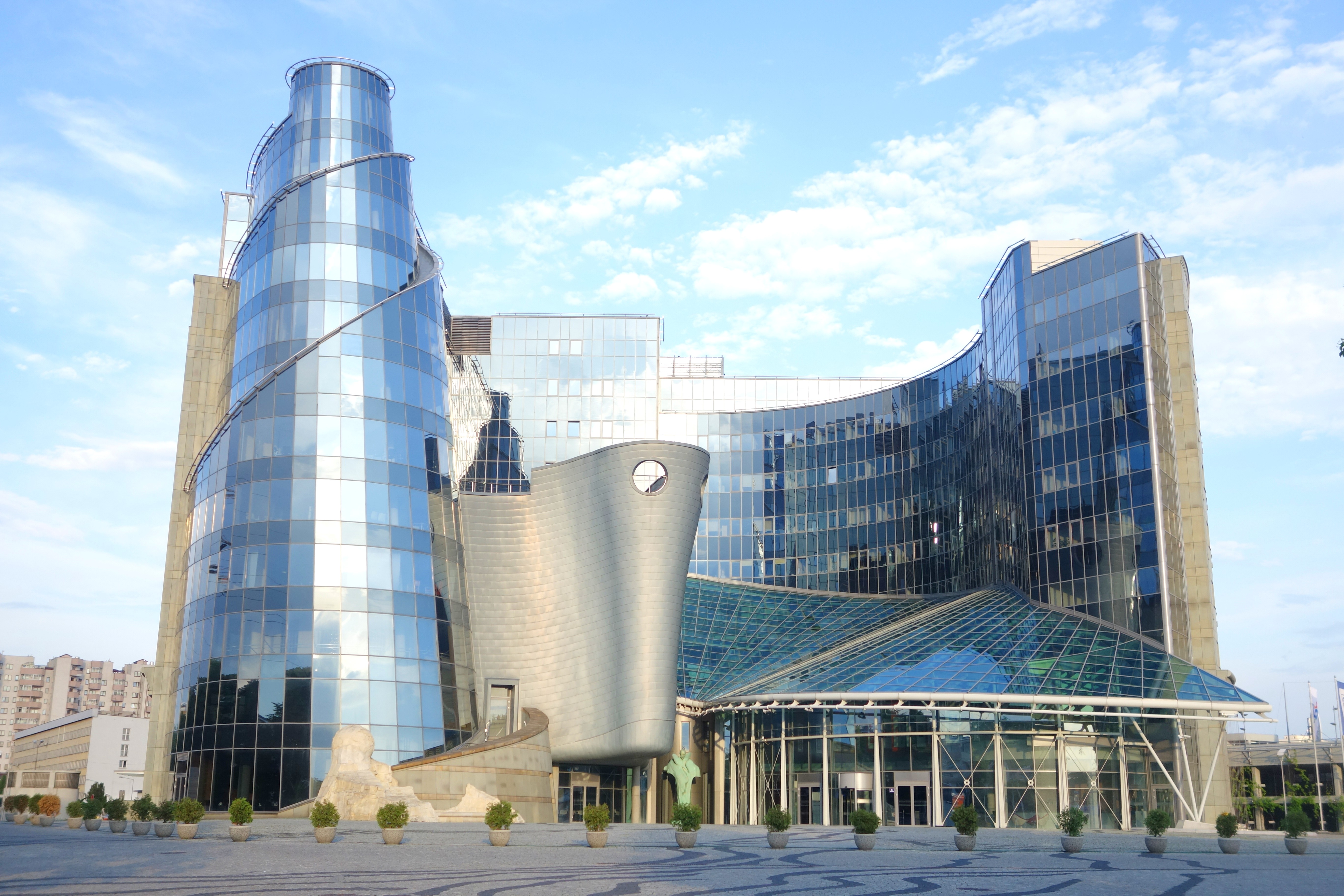
TVP-Zentrale in Warschau

Neben den öffentlich-rechtlichen Fernsehkanälen von Telewizja Polska (TVP; dt. Polnisches Fernsehen) gibt es zwei weitere ebenfalls landesweit und flächendeckend empfangbare bedeutsame private Fernsehkanäle: TVN und Polsat.
Bis zum Jahr 1992 besaß nur das öffentlich-rechtliche Fernsehen eine Sendeerlaubnis. 1992 kam Polsat hinzu, 1997 folgte TVN.
Der polnische Fernsehmarkt hat sich seit den 1990er Jahren bis heute kontinuierlich weiterentwickelt, sodass die früheren wichtigsten Anbieter TVP, TVN und Polsat von einzelnen Kanälen zu Paketen aus mehreren Kanälen ausgebaut wurden. So findet man in jedem Paket jedes Anbieters zusätzlich auch einen Nachrichten-, Kultur-, Dokumentations-, Spielfilm- und Sportsender.
Die Landschaft an öffentlich-rechtlichen regionalen Kanälen ist der in Deutschland ähnlich. Es gibt 16 selbstständige staatliche Kanäle mit regionaler Ausrichtung (Die Dritten).
Fernsehsender mit dem größten Marktanteil war im Jahr 2012 TVP1 mit 15,41 Prozent. Es folgten Polsat (13,97 %), TVN (13,93 %) und TVP2 (12,56 %).
Hörfunk

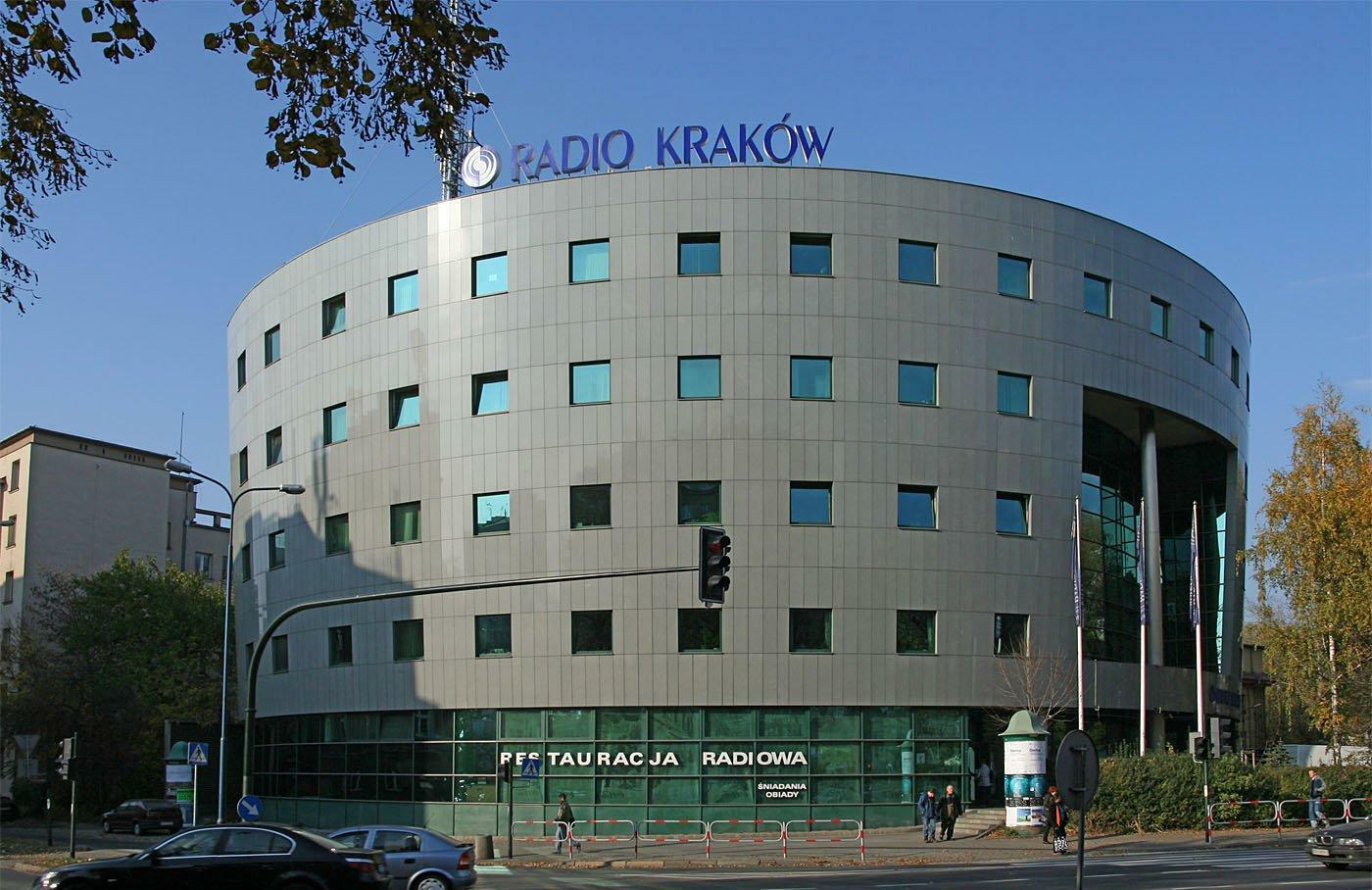
Trójka in Krakau

Die öffentlich-rechtliche polnische Hörfunkanstalt Polskie Radio betreibt die drei wichtigsten landesweit empfangbaren staatlichen Radioprogramme. Diese sind Jedynka (Das Erste) mit Schwerpunkt auf Politik, Kultur, Reportagen, Dwójka (Das Zweite) als Kultursender sowie Trójka (Das Dritte) vor allem für jüngere Menschen. Es wird auch ein dichtes Netz aus 17 staatlichen regionalen Radiosendern betrieben. Die staatliche Rundfunkanstalt hat in den 1990er Jahren ernstzunehmende Konkurrenz durch die privaten Radiosender Radio Zet (ein landesweiter Sender) und RMF FM (Netz aus etwa 20 regionalen Sendern) bekommen, die sich bei 15- bis 35-Jährigen größter Beliebtheit erfreuen.
Eine Besonderheit der polnischen Medienlandschaft ist die Existenz stark religiös ausgerichteter Sender, wie TV Trwam und Radio Maryja, die in katholisch-konservativen Kreisen gehört werden.
Den größten Marktanteil konnte 2004 RMF FM mit 23,95 Prozent verbuchen. Es folgten Radio Zet (21,41 %), Polskie Radio 1 (15,51 %), Polskie Radio 3 (5,32 %) und Radio Maryja (2,39 %).
Die Hörfunk- und Fernsehsender werden von einer staatlichen Aufsichtsbehörde, der Rada Mediów Narodowych (dt. Rat Nationaler Medien) lizenziert und überwacht.
Print- und Internetmedien
Auflagenstärkste überregionale Tageszeitungen sind die Boulevardzeitungen Fakt und Super Express sowie die Gazeta Wyborcza und Rzeczpospolita. Sämtliche Tageszeitungen haben in den letzten Jahren an Lesern verloren, insbesondere die Gazeta Wyborcza ist von einer ursprünglichen Auflagenzahl von knapp einer halben Million auf ca. 100.000 im Oktober 2017 gefallen.
Zu den auflagenstärksten meinungsbildenden Wochenmagazinen gehören Gość Niedzielny, Polityka, Newsweek Polska und Sieci. Die wichtigste polnische Presseagentur ist die Polska Agencja Prasowa (PAP). Für englischsprachige Leser erscheinen die The Warsaw Voice und das Warsaw Business Journal. In der Vergangenheit gab es die deutschsprachige polen-rundschau.
1990 gab es 3007 Zeitschriften, die Zahl wuchs bis 1999 auf 5444. Die Zahl der Tageszeitungen sank von 1990 bis 2000 von 130 auf 66. Auflagenstärkste war 2004 Fakt.
Die bekanntesten Internetportale sind Onet.pl, Wirtualna Polska und Interia.pl.
Im Jahr 2023 nutzten 86,4 Prozent der Einwohner Polens das Internet.

### Bräuche

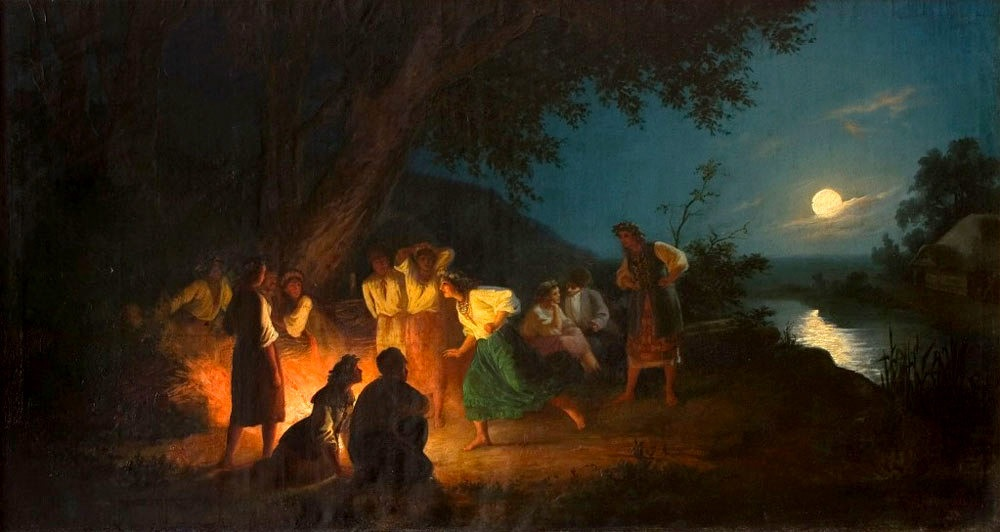
Wianki nach Siemiradzki

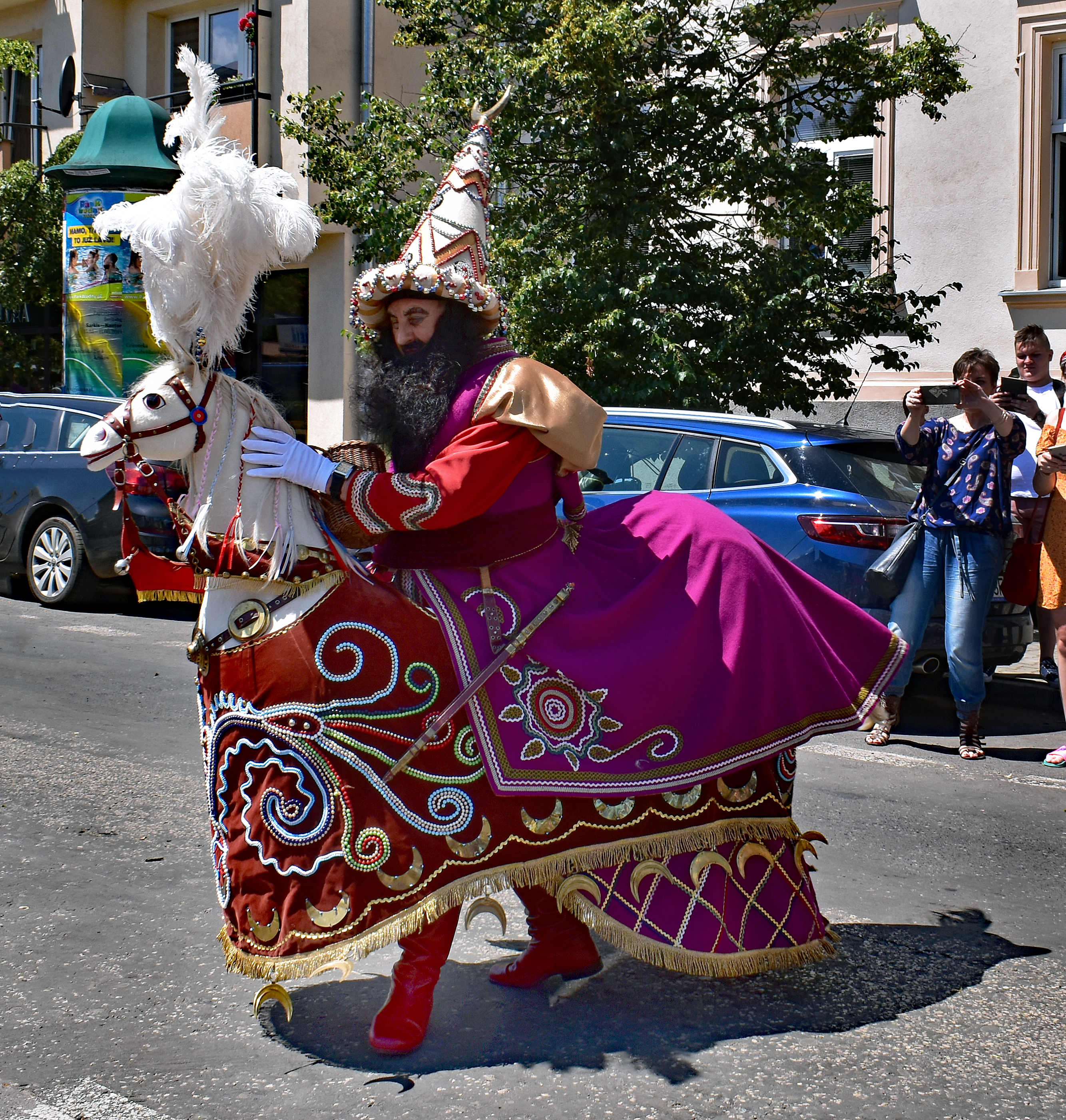
Krakauer Lajkonik

Nationale und regionale Bräuche werden vor allem auf dem Land aufrechterhalten. Sie sind mit den verschiedenen Religionen, besonders der römisch-katholischen, verbunden. Wichtig sind die Feste der verschiedenen religiösen Gemeinschaften: Sternsinger, Kulig, Wigilia und Pasterka an Weihnachten, Friedhofsfeiern an Allerheiligen und Allerseelen Zaduszki, das Fronleichnamsfest in Łowicz, die Mysterienspiele in Kalwaria Zebrzydowska, das kaschubische Bootsfest, der Dominikaner Jahrmarkt in Danzig, das Sopot Festival und das Festival in Jarocin, der Fette Donnerstag vor Aschermittwoch, das vorösterliche Eierkratzen, die Osterpalme an Palmsonntag in Lipnica Murowana, die Osterspeisensegnung am Karsamstag, das an Ostermontag stattfindetende Śmigus-dyngus und Siuda Baba, aber auch das orthodoxe Jordanfest in Drohiczyn und das muslimisch-tatarische Kurban Bajram in Bohoniki. Pilgerfahrten erfreuen sich nach wie vor großer Beliebtheit, etwa die katholischen Wallfahrten nach Tschenstochau, Heiligelinde, Licheń Stary, Kalwaria Zebrzydowska, Łagiewniki und zum St. Annaberg, aber auch die jüdischen Grabbesuche der chassidischen Mystiker Elimelech aus Leżajsk und Moses Isserles aus Krakau, die orthodoxe Wallfahrt nach Grabarka, das Erntedankfest Dożynki und die Studentenfeste der Juwenalia. Polnische Abiturienten begehen hundert Tage vor der Abiturprüfung das Fest Studniówka.
Viele der lokalen Bräuche und Riten stehen in Zusammenhang mit den Jahreszeiten (z. B. die Zuwasserlassung der Wianki, die Versenkung der Marzanna und der Krakauer Lajkonik). Kunstwerke, die mit den Bräuchen verbunden sind, umfassen die Ikonenmalerei vor allem in Podlachien, Lublin und dem Karpatenvorland, Schnitzereien mit religiösen (Jezus Frasobliwy) und weltlichen Motiven sowie die Stickereien – Koronki. Bekannt sind auch Trachten, insbesondere die aus Krakau und die der Goralen. Von den traditionellen Bräuchen in der Architektur sind die Wegkapellen zu nennen, vor allem in den Beskiden und Masowien. Verbunden mit dem polnischen Brauchtum sind auch die traditionelle Musik (jüdische Klezmer, Kammermusik, Mazurkas, Polonaisen, Krakowiaks und Polkas) sowie der Tanz (u. a. die Tanzensembles Mazowsze, Śląsk und Słowianki), das traditionelle Theater sowie die Mundartdichtung der Goralen, Kaschuben und Schlesier. Zu den besonders traditionsreichen Regionen gehören Kurpie und Podhale. Zalipie in Kleinpolen ist bekannt für seine mit Lüftlmalerei bemalten Blumenhäuser. Die erwachsenen Polen begehen den Namenstag in größerem Umfang als den Geburtstag, der eher von Kindern in Polen gefeiert wird.

### Küche
Die polnische Küche ist vielschichtig und vor allem mit den Küchen der östlichen Nachbarländer Polens verwandt, weist aber auch zu den mitteleuropäischen und skandinavischen Küchen einige Parallelen auf. In den Eigenheiten der polnischen Küche spiegeln sich die historische Adelskultur und die bäuerliche Kultur des Landes ebenso wider wie seine geographischen Gegebenheiten. Daneben gibt es viele traditionelle Bräuche der Lebensmittelherstellung, wie z. B. der Schafskäse Oscypek und die Bryndza der Goralen aus der Region Podhale, die Krakauer Brezel Obwarzanek und Krakauer Würste wie die großpolnischen Pyzy. Kabanos ist eine weitere beliebte polnische Wurstsorte. Auch der in Nordamerika sehr populäre Bagel stammt ursprünglich aus Krakau, wo er 1610 zum ersten Mal in einer jüdischen Quelle urkundlich erwähnt wird. In den USA sind zudem polnische Wursterzeugnisse sehr beliebt, die dort unter dem polnischen Namen Kielbasa oder einfach Polish Sausage vermarktet werden. Zu den bekanntesten polnischen Nationalgerichten gehören Pierogi, Żurek, Gołąbki, Kluski śląskie, Krokiet, Bigos, Zrazy, Flaki, Pulpety, Kopytka, Pampuchy, Kaszanka, Kotlet schabowy, Czernina und Barszcz mit Uszka. Da in Polen viel gejagt und geangelt wird, stellen Wild und Fisch einen großen Bestandteil der polnischen Küche dar. Häckerle und Ryba po grecku sind traditionelle Fischgerichte. Als Saucen werden insbesondere die Polnischen Saucen verwendet. Beliebte Süßwaren sind die Thorner Lebkuchen, Posener Martinshörnchen, Pączki, Faworki, Kołaczyk, Kołacz, Mazurek, Placek, Babka, Racuchy, Kulebjak, Makiełki und Makówki. Tee und Kaffee sind die meistgetrunkenen nichtalkoholischen Getränke in Polen. Zu Mahlzeiten werden oft Kompott oder Mineralwasser getrunken. Zu den meistgetrunkenen alkoholischen Getränken gehören Wodka und Bier. Wodka ist ein polnisches Nationalgetränk, der erste Wodka wurde in Südostpolen (Sandomierz) im Jahre 1405 hergestellt. Seit dem Mittelalter war in Polen der Honigwein Krupnik beliebt. Der Weinbau in Polen wird immer beliebter. In Polen gibt es immer mehr Winzer, die vor allem im Süden und Südosten Weinberge anlegen. In den Bar mleczny, öffentlich bezuschussten Kantinen, die sich oft in den Stadtzentren befinden, kann man regelmäßig traditionelle polnische Küche zu relativ niedrigen Preisen bekommen.

### Freizeit

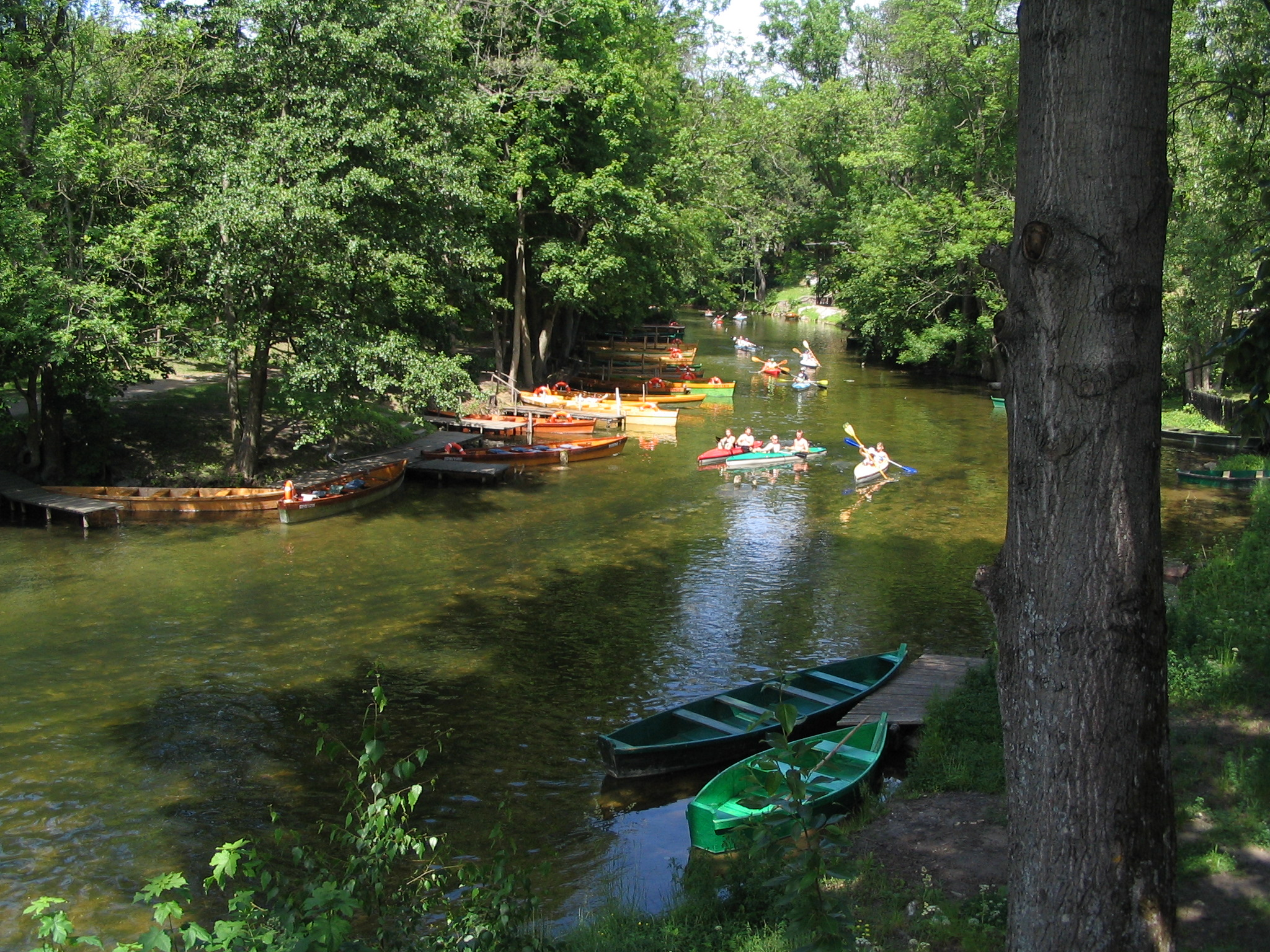
Kanus auf der Krutynia in Masuren

Aufgrund der vielen Seen und der langen sandigen Meeresküste sind Wassersportarten wie Segeln (u. a. Große Masurische Seen), Surfen (u. a. Hel), Tauchen (u. a. Danziger Bucht), Kajak (u. a. auf den Flüssen Krutynia, Czarna Hańcza, Drawa), Schwimmen und Angeln in Polen sehr beliebt. Bootsurlaub ist auf den revitalisierten Wasserwegen auch ein touristischer Faktor geworden. Die Polen nutzen die vielen Wälder auch gerne zum Pilze sammeln. In den Bergen wird viel gewandert und Alpin Ski und Snowboard gefahren (u. a. Sudeten, Beskiden, Tatra). Rafting ist auf den Gebirgsflüssen, vor allem dem Dunajec im Pieniny-Durchbruch, sehr beliebt. Auch Segel- und Ballonfliegen ist in den Beskiden populär. Langlauf, Hundeschlittenfahren und Eissegeln werden in den Waldkarpaten und Masuren praktiziert. An den verschiedenen international bedeutenden Straßenläufen nehmen zunehmend auch Volksläufer teil. Das Schachspiel hat in Polen eine lange Tradition.

### Sport

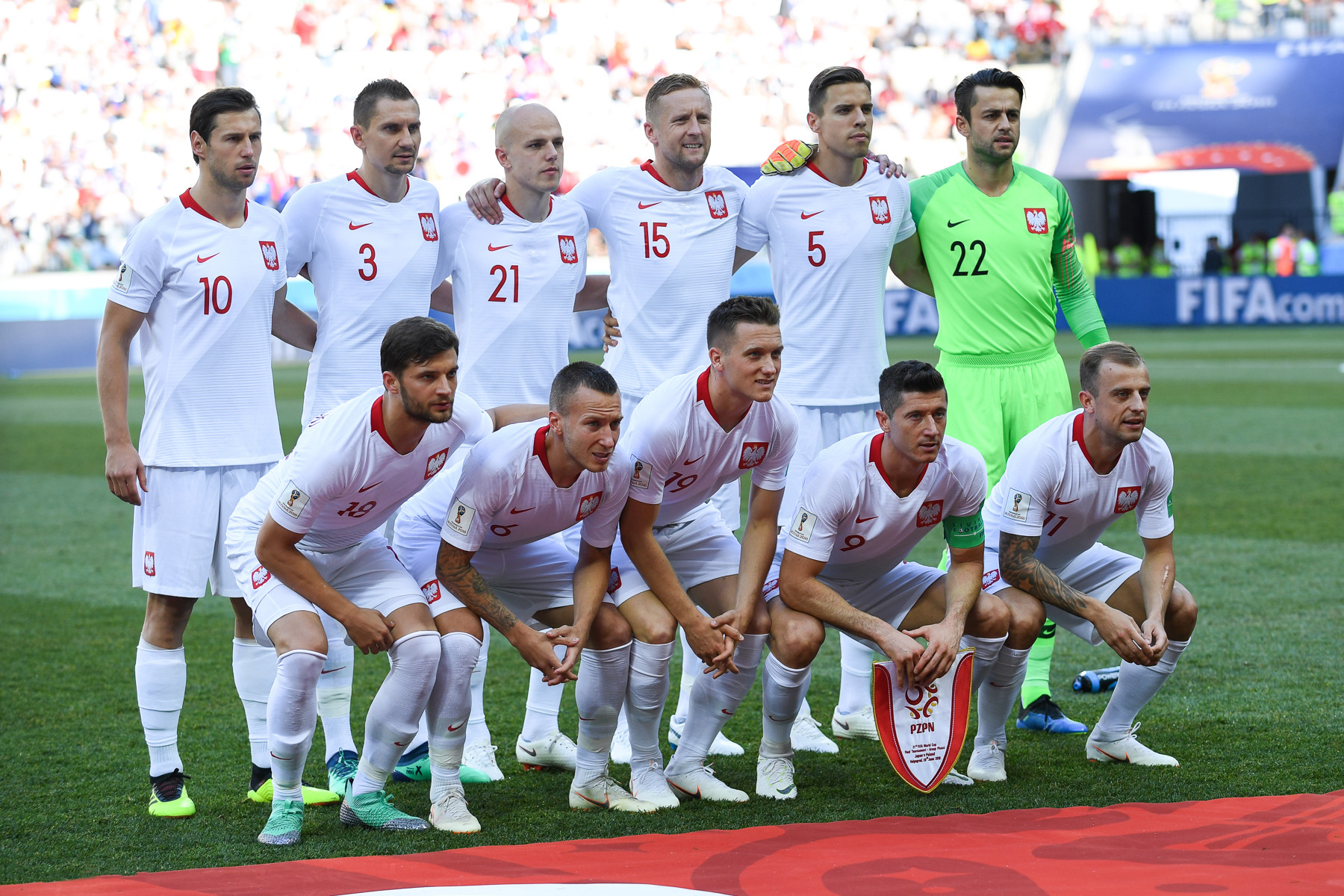
Mannschaft 2018

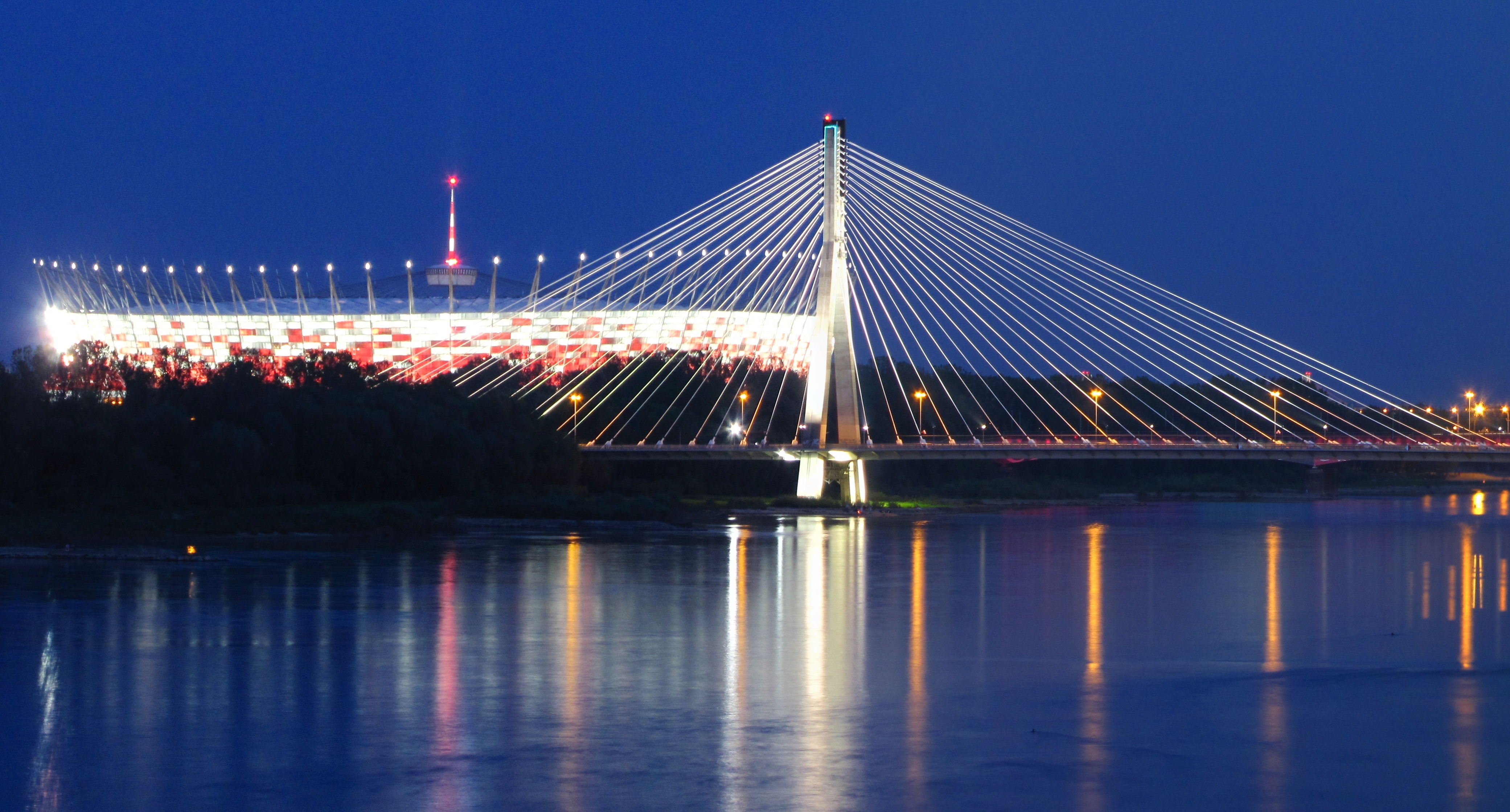
Nationalstadion Warschau

Die populärste Sportart des Landes ist Fußball. Der polnische Fußballverband ist Organisator der Ekstraklasa und der nachgeordneten Ligen. Die polnische Fußballnationalmannschaft wurde im Jahr 1919 gegründet und gehörte in den 1970er und 1980er Jahren zu den besten Teams der Welt. Sie erreichte bei den Weltmeisterschaften 1974 und 1982 Platz drei sowie die Goldmedaille bei den Olympischen Spielen 1972 und die Silbermedaille bei den Olympischen Spielen 1976. Herausragende Spieler waren in dieser Zeit Grzegorz Lato, Zbigniew Boniek, Kazimierz Deyna, Robert Gadocha, Władysław Żmuda und Andrzej Szarmach. Zu den gegenwärtig bekanntesten Spielern aus Polen zählen Artur Boruc, Wojciech Szczęsny, Robert Lewandowski, Grzegorz Krychowiak, Łukasz Piszczek und Jakub Błaszczykowski.
Am 18. April 2007 wurde Polen zusammen mit der Ukraine von der UEFA zum Ausrichter der Fußball-Europameisterschaft 2012 bestimmt. Hierzu wurden vier neue Stadien in Warschau, Danzig, Posen und Breslau gebaut.
Wintersport spielt eine wichtige Rolle in Polen. Skispringen erfreut sich großer Beliebtheit. Für internationale Wettbewerbe genutzte Skisprungschanzen befinden sich in Zakopane (Wielka Krokiew und Średnia Krokiew) sowie in Wisła (Malinka) und in Szczyrk (Skalite-Schanzen). Zu den erfolgreichen polnischen Wintersportlern gehörten bzw. gehören die Skispringer Bronisław Czech, Władysław Tajner, Wojciech Fortuna, Adam Małysz, Marcin Bachleda, Kamil Stoch, Stefan Hula, Maciej Kot, Dawid Kubacki, Piotr Żyła und Jan Ziobro, der Skirennläufer Andrzej Bachleda-Curuś, die Eisschnellläufer Katarzyna Bachleda-Curuś, Zbigniew Bródka, Artur Waś, Katarzyna Woźniak und Luiza Złotkowska, die Skilangläufer Józef Łuszczek, Justyna Kowalczyk, Dominik Bury und Martyna Galewicz, die Snowboarderin Paulina Ligocka-Andrzejewska.
Leichtathletik ist in Polen ebenfalls beliebt. Bei den Medaillenspiegeln der Leichtathletik-Weltmeisterschaften schneidet Polen in den letzten Jahren regelmäßig unter den Top Ten ab. Zu den erfolgreichen polnischen Leichtathleten gehörten bzw. gehören Anita Włodarczyk, Robert Korzeniowski, Marcin Lewandowski, Artur Noga, Lidia Chojecka, Kamila Lićwinko, Anna Rogowska und Konrad Bukowiecki.
Schwimmen erfreut sich in Polen einer großen Beliebtheit. Otylia Jędrzejczak war die erfolgreichste polnische Schwimmerin.
Daneben ist Polen im Bridge sehr erfolgreich.
Im Motorsport ist die Motorraddisziplin Speedway, auf Polnisch Żużel genannt, mit seiner Speedway Ekstraliga sehr populär in Polen. Bekannte Speedway-Weltmeister sind Tomasz Gollob und Bartosz Zmarzlik, zudem war Polen in der Formel 1 mit dem Rennfahrer Robert Kubica vertreten.
Seit 1996 findet jährlich im September das Herren-Tennisturnier ATP Challenger Stettin statt. Zu den erfolgreichen polnischen Tennisspielern gehörten bzw. gehören Wojciech Fibak, Mariusz Fyrstenberg, Jerzy Janowicz, Hubert Hurkacz, Agnieszka Radwańska, Urszula Radwańska, Magda Linette, Iga Świątek, Magdalena Fręch und Paula Kania.
Special Olympics Polen wurde 1985 gegründet und nahm mehrmals an Special Olympics Weltspielen teil.

### Feiertage

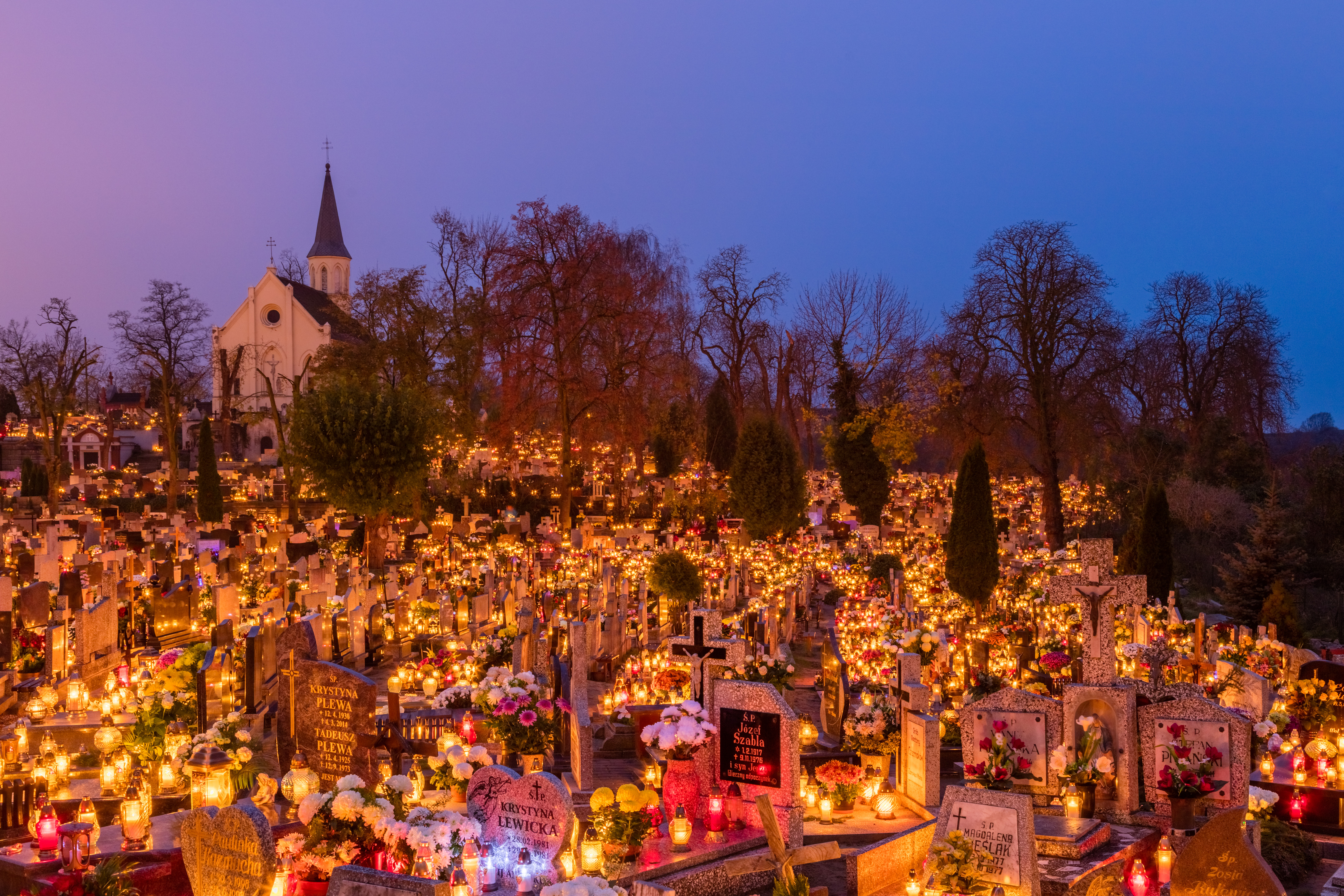
Allerheiligen

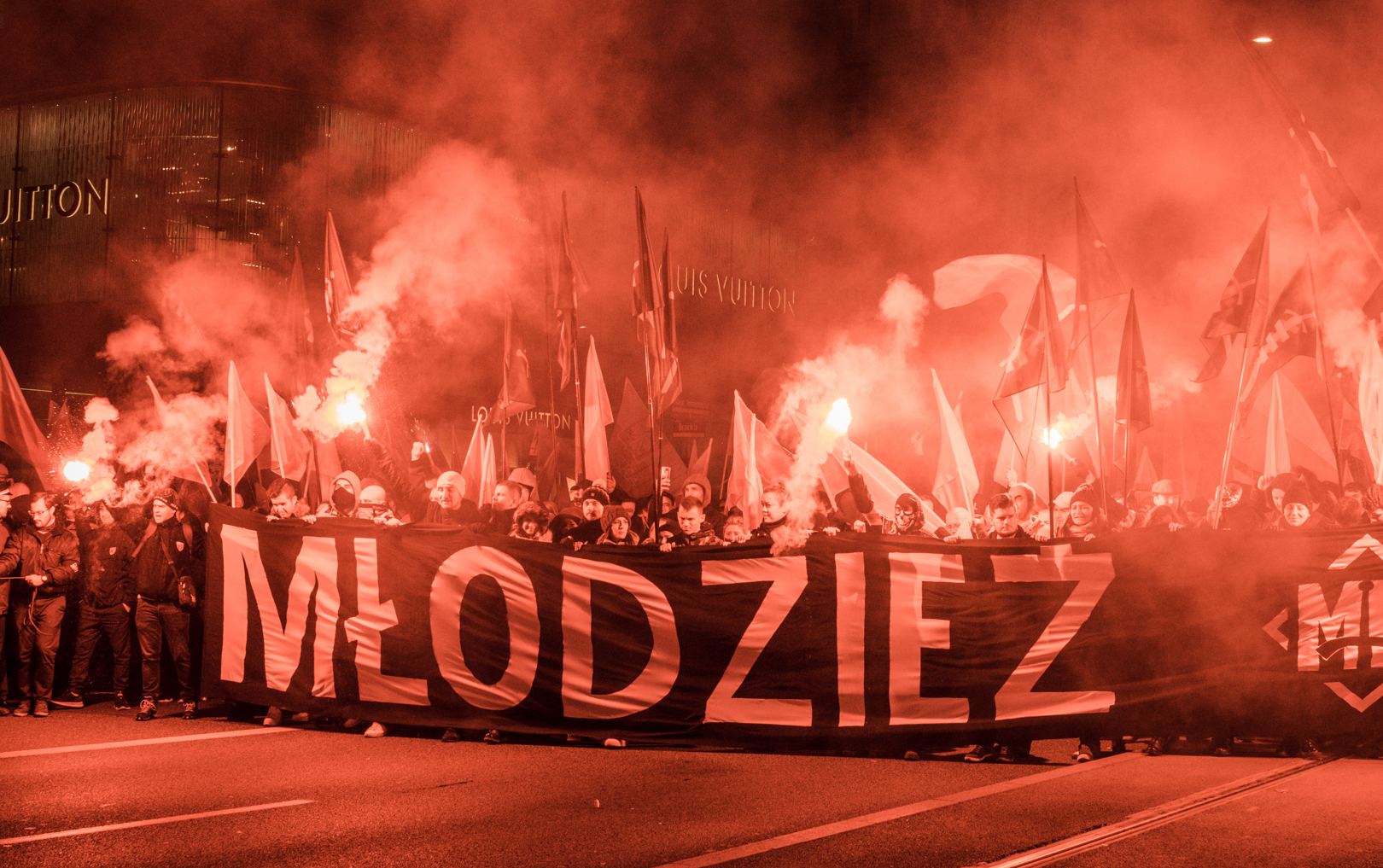
Unabhängigkeitsmarsch der Młodzież Wszechpolska Verband

| 1. Januar                 | Neujahr (Nowy Rok)                                                                                           |
| 6. Januar                 | Heilige Drei Könige (Święto Trzech Króli)                                                                    |
| März, April               | Ostersonntag (Niedziela Wielkanocna)                                                                         |
| März, April               | Ostermontag (Poniedziałek Wielkanocny)                                                                       |
| 1. Mai                    | Staatsfeiertag (Święto Państwowe)                                                                            |
| 3. Mai                    | Tag der Verfassung vom 3. Mai 1791 (Święto Konstytucji Trzeciego Maja)                                       |
| 7. Sonntag nach Ostern    | Pfingsten (Zielone Świątki)                                                                                  |
| 9. Donnerstag nach Ostern | Fronleichnam (Boże Ciało)                                                                                    |
| 15. August                | Mariä Aufnahme in den Himmel (Wniebowzięcie Najświętszej Maryi Panny), gleichzeitig Tag der Polnischen Armee |
| 1. November               | Allerheiligen (Wszystkich Świętych)                                                                          |
| 11. November              | Unabhängigkeitstag (Dzień Niepodległości)                                                                    |
| 24. Dezember              | Heiliger Abend                                                                                               |
| 25. Dezember              | 1. Weihnachtsfeiertag (pierwszy dzień Bożego Narodzenia)                                                     |
| 26. Dezember              | 2. Weihnachtsfeiertag (drugi dzień Bożego Narodzenia)                                                        |